# Staatskrise in Ägypten 2013/2014 (Kabinett Beblawi)
Nach dem Militärputsch vom 3. Juli 2013, bei dem das ägyptische Militär in Allianz mit Justiz und Sicherheitsapparat den gewählten Staatspräsidenten Mohammed Mursi gestürzt, die Verfassung außer Kraft gesetzt und das Parlament aufgelöst hat, setzte das ägyptische Militär eine anti-islamistische und nicht gewählte Übergangsregierung unter Interimsministerpräsident Hasim al-Beblawi ein, während der Militärchef Abd al-Fattah as-Sisi als tatsächlich entscheidender machtpolitischer Akteur hinter Putsch und Übergangsregierung angesehen wird.
Das Kabinett Beblawi, dem der Militärchef selbst als Verteidigungsminister angehörte, wurde am 16. Juli 2013 vereidigt und trat Ende Februar 2014 überraschend zurück. Während der Regierungszeit des Kabinetts Beblawi eskalierte die Staatskrise in Ägypten. Seit dem Putsch hielten Proteste von Gegnern des Putsches, vor allem Unterstützer des gestürzten Präsidenten, an. Es kam zu blutigen Zusammenstößen und Massentötungen, bei denen weit über tausend Menschen, weitgehend zivile Putschgegner und Mitglieder der Muslimbruderschaft, von den Sicherheitskräften erschossen wurden. Die militärgestützte Übergangsregierung verhängte einen dreimonatigen Ausnahmezustand, der Behörden und Einsatzkräften Sonderrechte beim Vorgehen gegen Proteste und Versammlungen verlieh und die Arbeit der Medien im Land erschwerte. Der Vizeinterimspräsident Mohammed el-Baradei trat aus Protest gegen die Staatsgewalt zurück und entzog sich einer Verhaftung durch Flucht ins Ausland. Die Pressefreiheit wurde auch nach Ende des Ausnahmezustands durch restriktive Gesetzgebung eingeschränkt. Nach unabhängigen Zählungen wurden mehr als 21.000 Menschen – vornehmlich Mursi-Anhänger – verhaftet und die Führungsspitze der Muslimbruderschaft inhaftiert. Sämtliche Organisationen der Muslimbruderschaft wurden verboten, ihr Vermögen konfisziert und die Organisation schließlich von Seiten der Übergangsregierung zur terroristischen Vereinigung erklärt. Noch vor Mitte Januar 2014 waren seit dem Militärputsch nach unabhängigen Zählungen 2665 Menschen ums Leben gekommen. Im Oktober 2013 fror die US-Regierung, die den Putsch zunächst gerechtfertigt hatte, Teile der Militärhilfe an Ägypten vorerst ein.
Der Übergangsregierung Beblawi wurde vorgeworfen, die nach dem Putsch sprunghaft angestiegenen Terroranschläge im Land nicht wirksam begegnet zu haben, für die die militärgestützte Regierung Extremisten mit Verbindungen zu Mursi und dessen Muslimbruderschaft verantwortlich gemacht hatte, obwohl Experten eine Verantwortung der Muslimbruderschaft für Terroranschläge als unwahrscheinlich einschätzten. Der gestürzte Staatspräsident Mursi wurde seit dem Putsch vom 3. Juli bis zu seinem Prozessbeginn am 4. November 2013 an einem nicht bekannt gegebenen Ort festgehalten und zusammen mit weiteren Führungspersonen der Muslimbruderschaft unter Androhung lebenslanger Haft oder Todesstrafe vor Gericht gestellt.
Trotz milliardenschwerer Finanzhilfen aus den Golfstaaten Saudi-Arabien, Kuwait und den Vereinigten Arabischen Emiraten nahm die Wirtschaftskrise Ägyptens während der Regierungszeit des Kabinetts Beblawi überhand. Die durch den Machtkampf zwischen der vom Militär eingesetzten Übergangsregierung und den Muslimbrüdern nach dem Putsch verursachte Verschärfung der politischen Unsicherheit und wachsende Instabilität Ägyptens schlug sich auch in deutlichen Einbußen der für die Wirtschaft des Landes bedeutenden Tourismus-Branche nieder. Massive Streiks erfassten zahlreiche Bereiche Ägyptens.

## Vorgeschichte

### Installation einer Übergangsregierung durch das Militär

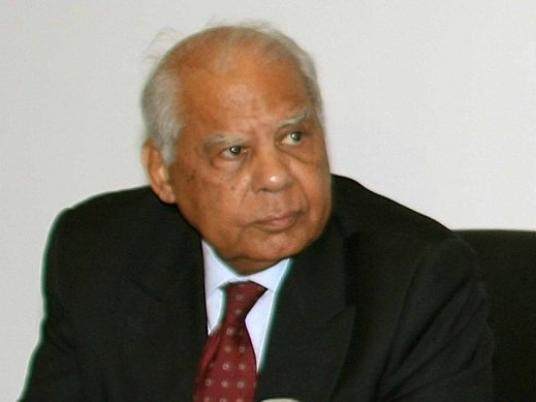
Hasim al-Beblawi wurde nach dem Putsch vom Militär als Interims-Premierminister Ägyptens eingesetzt.

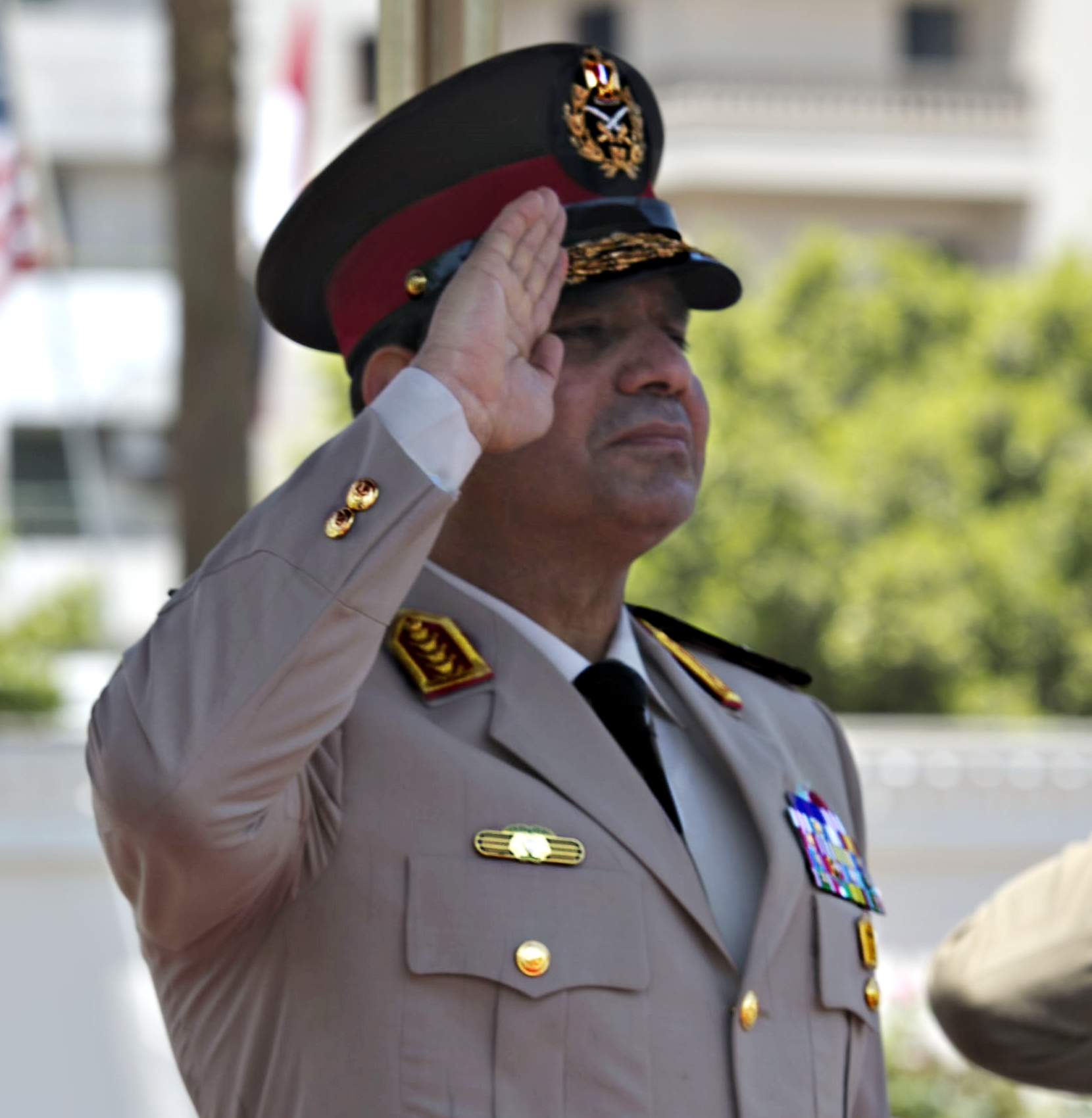
Abd al-Fattah as-Sisi gilt als führende Figur hinter Militärcoup und Einsetzung der zivilen Übergangsregierung und als De-facto-Machtinhaber in Ägypten nach dem Putsch.

In der Nacht auf den 16. Juli 2013, an dem die Vereidigung der Übergangsregierung stattfand, wurden erneut sieben Mursi-Anhänger bei Protesten getötet. Seit dem Militärputsch gegen Staatspräsident Mursi waren zu diesem Zeitpunkt innerhalb von zwei Wochen mindestens 92 Menschen getötet worden.
Durch die Vereidigung der „demokratisch nicht legitimierten Übergangsregierung“ am 16. Juli erhielt Militärchef Abd al-Fattah as-Sisi einen einflussreichen Posten in der Übergangsregierung und deutlich mehr Befugnisse. Neben dem Verteidigungsressort übernahm er nun auch den Posten des ersten Stellvertreters von Interims-Ministerpräsident Hasim al-Beblawi.
Der bereits am 9. Juli als Interimsministerpräsident der Übergangsregierung mit Unterstützung der Putschführung eingesetzte „liberale Ökonom“ Hasim al-Beblawi hatte bereits 2011 drei Monate als sozialdemokratischer Finanzminister amtiert, ehe er wegen eines Massakers von Sicherheitskräften an Demonstranten zurückgetreten war.
Die 33 Mitglieder des Kabinetts gehörten überwiegend dem liberalen politischen Lager an oder waren nicht parteigebundene Fachleute. Keine der beiden islamistischen Parteien, welche die Vorgängerregierung unter Präsident Mursi gestützt hatten und seit dem Volksaufstand von 2011 gemeinsam fünf Wahlen gewonnen hatten (zwei Parlamentswahlen, eine Präsidentenwahl sowie zwei Verfassungsreferenden), war an der neuen Regierung beteiligt.
Zusammensetzung der militärgestützten Interimsregierung (Kabinett Beblawi):
| Adli Mansur Interims-Präsident | Adli Mansur Interims-Präsident | Adli Mansur Interims-Präsident | Adli Mansur Interims-Präsident | Adli Mansur Interims-Präsident                                                           | Adli Mansur Interims-Präsident                                                           |                                                                                          |                                                                                          | Vakant Interims-Vizepräsident bis 14. August 2013: Mohammed el-Baradei                   | Vakant Interims-Vizepräsident bis 14. August 2013: Mohammed el-Baradei                   | Vakant Interims-Vizepräsident bis 14. August 2013: Mohammed el-Baradei | Vakant Interims-Vizepräsident bis 14. August 2013: Mohammed el-Baradei | Vakant Interims-Vizepräsident bis 14. August 2013: Mohammed el-Baradei | Vakant Interims-Vizepräsident bis 14. August 2013: Mohammed el-Baradei |                                                                    |                                                                    |                                                                    |                                                                    |  |  |                                                                                        |                                                                                        |                                                                                        |                                                                                        |                                                                                        |                                                                                        |
| Adli Mansur Interims-Präsident | Adli Mansur Interims-Präsident | Adli Mansur Interims-Präsident | Adli Mansur Interims-Präsident | Adli Mansur Interims-Präsident                                                           | Adli Mansur Interims-Präsident                                                           |                                                                                          |                                                                                          | Vakant Interims-Vizepräsident bis 14. August 2013: Mohammed el-Baradei                   | Vakant Interims-Vizepräsident bis 14. August 2013: Mohammed el-Baradei                   | Vakant Interims-Vizepräsident bis 14. August 2013: Mohammed el-Baradei | Vakant Interims-Vizepräsident bis 14. August 2013: Mohammed el-Baradei | Vakant Interims-Vizepräsident bis 14. August 2013: Mohammed el-Baradei | Vakant Interims-Vizepräsident bis 14. August 2013: Mohammed el-Baradei |                                                                    |                                                                    |                                                                    |                                                                    |  |  |                                                                                        |                                                                                        |                                                                                        |                                                                                        |                                                                                        |                                                                                        |
|                                |                                |                                |                                |                                                                                          |                                                                                          |                                                                                          |                                                                                          |                                                                                          |                                                                                          |                                                                        |                                                                        |                                                                        |                                                                        |                                                                    |                                                                    |                                                                    |                                                                    |  |  |                                                                                        |                                                                                        |                                                                                        |                                                                                        |                                                                                        |                                                                                        |
|                                |                                |                                |                                | Hasim al-Beblawi Interims-Ministerpräsident (Rücktrittsgesuch eingereicht: Februar 2014) | Hasim al-Beblawi Interims-Ministerpräsident (Rücktrittsgesuch eingereicht: Februar 2014) | Hasim al-Beblawi Interims-Ministerpräsident (Rücktrittsgesuch eingereicht: Februar 2014) | Hasim al-Beblawi Interims-Ministerpräsident (Rücktrittsgesuch eingereicht: Februar 2014) | Hasim al-Beblawi Interims-Ministerpräsident (Rücktrittsgesuch eingereicht: Februar 2014) | Hasim al-Beblawi Interims-Ministerpräsident (Rücktrittsgesuch eingereicht: Februar 2014) |                                                                        |                                                                        | Abd al-Fattah as-Sisi Stellvertretender Interims-Ministerpräsident     | Abd al-Fattah as-Sisi Stellvertretender Interims-Ministerpräsident     | Abd al-Fattah as-Sisi Stellvertretender Interims-Ministerpräsident | Abd al-Fattah as-Sisi Stellvertretender Interims-Ministerpräsident | Abd al-Fattah as-Sisi Stellvertretender Interims-Ministerpräsident | Abd al-Fattah as-Sisi Stellvertretender Interims-Ministerpräsident |  |  | Ziad Bahaa El Din Stellvertretender Interims-Ministerpräsident (bis Mitte Januar 2014) | Ziad Bahaa El Din Stellvertretender Interims-Ministerpräsident (bis Mitte Januar 2014) | Ziad Bahaa El Din Stellvertretender Interims-Ministerpräsident (bis Mitte Januar 2014) | Ziad Bahaa El Din Stellvertretender Interims-Ministerpräsident (bis Mitte Januar 2014) | Ziad Bahaa El Din Stellvertretender Interims-Ministerpräsident (bis Mitte Januar 2014) | Ziad Bahaa El Din Stellvertretender Interims-Ministerpräsident (bis Mitte Januar 2014) |
|                                |                                |                                |                                | Hasim al-Beblawi Interims-Ministerpräsident (Rücktrittsgesuch eingereicht: Februar 2014) | Hasim al-Beblawi Interims-Ministerpräsident (Rücktrittsgesuch eingereicht: Februar 2014) | Hasim al-Beblawi Interims-Ministerpräsident (Rücktrittsgesuch eingereicht: Februar 2014) | Hasim al-Beblawi Interims-Ministerpräsident (Rücktrittsgesuch eingereicht: Februar 2014) | Hasim al-Beblawi Interims-Ministerpräsident (Rücktrittsgesuch eingereicht: Februar 2014) | Hasim al-Beblawi Interims-Ministerpräsident (Rücktrittsgesuch eingereicht: Februar 2014) |                                                                        |                                                                        | Abd al-Fattah as-Sisi Stellvertretender Interims-Ministerpräsident     | Abd al-Fattah as-Sisi Stellvertretender Interims-Ministerpräsident     | Abd al-Fattah as-Sisi Stellvertretender Interims-Ministerpräsident | Abd al-Fattah as-Sisi Stellvertretender Interims-Ministerpräsident | Abd al-Fattah as-Sisi Stellvertretender Interims-Ministerpräsident | Abd al-Fattah as-Sisi Stellvertretender Interims-Ministerpräsident |  |  | Ziad Bahaa El Din Stellvertretender Interims-Ministerpräsident (bis Mitte Januar 2014) | Ziad Bahaa El Din Stellvertretender Interims-Ministerpräsident (bis Mitte Januar 2014) | Ziad Bahaa El Din Stellvertretender Interims-Ministerpräsident (bis Mitte Januar 2014) | Ziad Bahaa El Din Stellvertretender Interims-Ministerpräsident (bis Mitte Januar 2014) | Ziad Bahaa El Din Stellvertretender Interims-Ministerpräsident (bis Mitte Januar 2014) | Ziad Bahaa El Din Stellvertretender Interims-Ministerpräsident (bis Mitte Januar 2014) |
|                                |                                |                                |                                |                                                                                          |                                                                                          |                                                                                          |                                                                                          |                                                                                          |                                                                                          |                                                                        |                                                                        |                                                                        |                                                                        |                                                                    |                                                                    |                                                                    |                                                                    |  |  |                                                                                        |                                                                                        |                                                                                        |                                                                                        |                                                                                        |                                                                                        |
|                                |                                |                                |                                |                                                                                          |                                                                                          |                                                                                          |                                                                                          | 32 Minister                                                                              |                                                                                          |                                                                        |                                                                        |                                                                        |                                                                        |                                                                    |                                                                    |                                                                    |                                                                    |  |  |                                                                                        |                                                                                        |                                                                                        |                                                                                        |                                                                                        |                                                                                        |

Blau: zivil; Gelb: Militär; Grün: zivil und Militär

## Militärgestützte Übergangsregierung – Kabinett Beblawi

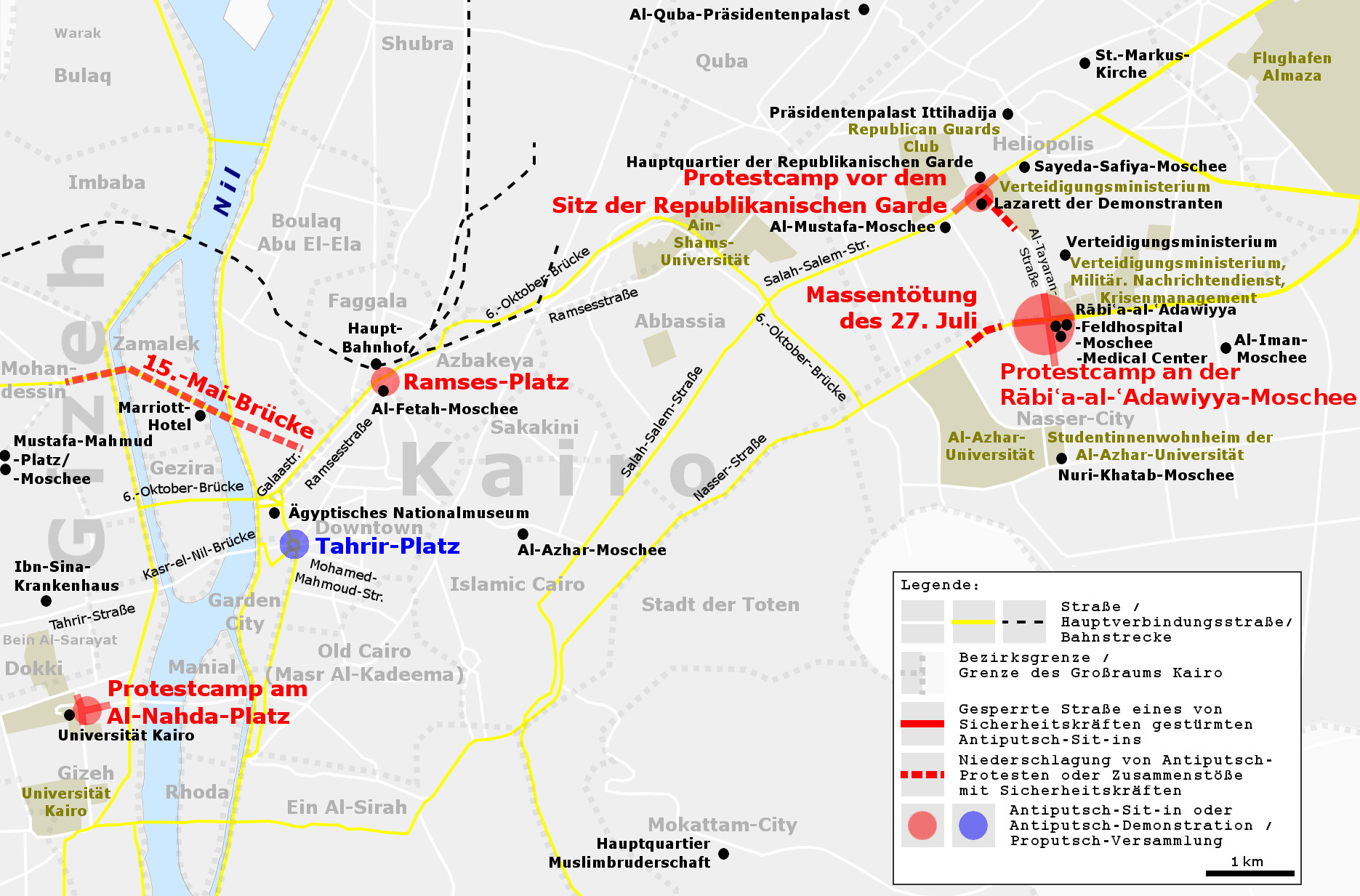
Ausgewählte Orte im Zusammenhang mit blutig niedergeschlagenen Protesten von Pro-Mursi-Demonstranten (rot) in Kairo nach dem Militärputsch vom 3. Juli 2013:
8. Juli: Protestcamp auf dem Gelände der Republikanischen Garde
27. Juli: Protestcamp vor der Rābiʿa-al-ʿAdawiyya-Moschee
14. August: Protestcamps vor der Rābiʿa-al-ʿAdawiyya-Moschee und am Al-Nahda-Platz
16. August: Ramses-Platz und 15.-Mai-Brücke
6. Oktober: u. a. Märsche von Dokki und Ramses-Platz (mit Al-Fetah-Moschee) zum Tahrir-Platz

Die militärgestützte oder militärgeführte Übergangsregierung nahm am 17. Juli 2013 ihre Arbeit auf. Die Lage blieb allerdings weiter unbefriedet. Täglich kam es zu gewaltsamen Auseinandersetzungen zwischen Anhängern und Gegnern des gestürzten Präsidenten Mursi, Schusswechseln mit den Sicherheitskräften und zahlreichen Toten. Ein von Übergangspräsident Mansur am 23. Juli vorgeschlagenes Versöhnungstreffen lehnten sowohl die Muslimbrüder als auch mit ihnen verbündete Gruppen ab. Die Übergangsregierung rief im Juli zwar ein Ministerium für Übergangsjustiz und nationale Versöhnung ins Leben, wies diesem jedoch keine Aufgaben zu.
Ab dem 14. August erfasste die größte Gewaltwelle der jüngeren ägyptischen Geschichte das Land. Bei der gewaltsamen Räumung zweier Protestcamps der Islamisten durch Militär und Polizei und den darauffolgenden Ausschreitungen sollen laut Bassem El-Smargy vom Cairo Institute for Human Rights Studies (CIHRS) nach offiziellen Todeszahlen und eigenen Berechnungen innerhalb weniger als einer Woche zwischen 1000 und 1500 Menschen getötet worden sein. Bei den allermeisten Opfern handele es sich dabei um von Polizei und Militär getötete Islamisten, überwiegend aus der Muslimbruderschaft. Ende August bezeichnete die Süddeutsche Zeitung die Ereignisse nach dem Sturz des Präsidenten Mursi als „die schlimmsten Unruhen in der 60-jährigen Geschichte der ägyptischen Republik“. Ende Oktober behauptete die Politikwissenschaftlerin und ehemalige außenpolitische Beraterin der Regierung Mursi, Maha Azzam, es seien unter Sisi „3000 bis 5000 Menschen“ getötet worden.

### Propaganda gegen Muslimbrüder und Repressalien gegen Medien
Die mit dem Militärputsch vom 3. Juli 2013 begonnene Einschränkung der Pressefreiheit und Propaganda gegen Muslimbrüder setzte sich auch nach dem 14. August 2013 fort. Nach der von „Hasstiraden auf die Islamisten“ (Tagesspiegel) geprägten Berichterstattung in Zeitungskommentaren und im Staatsfernsehen in den vorangegangenen Wochen verschaffte auch das Blutbad vom 14. August den Mursi-Anhängern kaum Sympathien in der übrigen Bevölkerung. Besonders nach dem Blutbad vom 14. August löste sich die Berichterstattung der ägyptischen Medien und Politik von der internationalen völlig ab. Die militärgestützte Führung Ägyptens und die sie stützende Öffentlichkeit stellten den Konflikt übersteigert als – so der Nahost-Korrespondent Martin Gehlen aus Kairo – „apokalyptischen Kampf“ der „heldenhaften Sicherheitskräfte“ gegen ein „terroristisches islamistisches Lager“ dar. Während Millionen von Muslimbrüder laut Gehlen pauschal als Terroristen diffamiert wurden, wurde das Blutbad von Polizei und Armee vom 14. August, „das in der Geschichte der zivilen Welt zu den schrecklichsten Gewaltexzessen einer politischen Führung gegen das eigene Volk gehört“ (Gehlen) in chauvinistischer und polarisierender Stimmung ausgeblendet und wurden stattdessen „monströse Vernichtungsphantasien gegenüber den Muslimbrüdern“ (Gehlen) rhetorisch entwickelt.
Sämtliche ägyptische TV-Kanäle blendeten in ihren Sendungen nach dem Blutbad vom 14. August „Ägypten kämpft gegen den Terror“ als Dauerlogo ein. Während im Sender CBC Moderatoren in Militäruniform auftraten, waren bereits seit der Machtübernahme des Militärs durch den Putsch sämtliche Fernsehkanäle verboten worden, über die Islamisten ihre Perspektive hätten darstellen können. Schließlich drohte die neue Führung auch dem in Katar ansässigen TV-Sender Al Jazeera, dem einzigen TV-Sender, in dem noch Demonstrationen der Muslimbrüder gezeigt werden oder ihre Sprecher zu Wort kommen konnten, mit dem Entzug der Lizenz, da dieser zur Gewalt aufstachele und die innere Sicherheit Ägyptens gefährde. Angesichts der gleichgeschaltet agierenden und die von der Führung vorgegebenen Angaben weiter gebenden ägyptischen Medien blieben den Muslimbrüdern für die Darstellung ihrer Version der Ereignisse lediglich ausländische Medien. In dieser Situation – und nach Einschätzung des ehemaligen Diplomaten Gunter Mulacks unter Einfluss der Strukturen des tiefen Staates – erklärten sich einige Tage nach dem Blutbad vom 14. August laut einer Umfrage eines unabhängigen Instituts 67 Prozent der Ägypter mit dem harten Kurs der Putschregierung gegenüber den als Terroristen behandelten Muslimbrüdern einverstanden, während die Muslimbrüder von rund einem Drittel der gesamten Bevölkerung Ägyptens unterstützt wurden.
Mustafa Hegasi, der Berater des Übergangspräsidenten, erklärte am Wochenende nach dem Blutbad vom 14. August, man empfinde „tiefe Bitterkeit“ über die bisherige Berichterstattung westlicher Medien, die unausgewogen zugunsten der Muslimbruderschaft berichten und deren Gewalt und Terrorakte ignorieren würden. Den akkreditierten Auslandskorrespondenten erklärte das Informationsministerium, der Militärputsch sei ein „Ausdruck des Volkswillens“ und der Einsatz von staatlicher Gewalt ein „legitimer Kampf gegen den Terrorismus“. Michael Thumann urteilte dagegen am 15. August in der Zeit, „erstaunlich“ viele westliche Politiker und Beobachter hätten die von der gewaltsamen Beseitigung der demokratisch gewählten Regierung durch die Putschisten ausgelöste Gewalt übersehen. Auch von Seiten der Muslimbrüder wurde der US-Regierung vorgeworfen, den Militärputsch gegen Präsident Mursi begrüßt und unterstützt zu haben. Laut dem Politikwissenschaftler Gamal Soltan von der American University in Kairo bildete sich sowohl bei den Putschbefürwortern wie bei den Putschgegnern eine antiwestliche Stimmung in den Medien und bei Demonstrationen aus sowie die Meinung, „vom Westen betrogen worden zu sein“: „Auf der einen Seite fühlt sich die Regierung vom Westen nicht hinreichend in dem unterstützt, was sie als Kampf gegen den Terrorismus bezeichnet. Und auf der anderen Seite fühlen sich die Muslimbrüder vom Westen in ihrem Kampf um das verlassen, was sie als Prinzipien der Demokratie und der Menschenrechte betrachten.“ Anfang Oktober wandte sich die staatliche ägyptische Medienbehörde Staatsinformationsdienst (SIS) bereits zum zweiten Mal in weniger als zwei Monaten in ihrer Funktion der Pressekontrolle direkt an die in Ägypten akkreditierten Auslandskorrespondenten, um deren Berichterstattung zu kritisieren und bestritt „Berichte über Beschränkungen der Medienfreiheit in Ägypten“. Die SIS drückte „tiefe Enttäuschung“ über einen Report der Organisation Reporter ohne Grenzen aus, der den neuen Herrschern um Armeechef Sisi Zensur, „deutliche Feindschaft gegenüber Medien, die sich dem Lob der Armee verweigern“ und die Verhaftung kritischer Journalisten vorwirft.
Al Jazeera veröffentlichte am 3. Oktober ein angeblich aus den Monaten vor dem Putsch gegen Mursi stammendes Video, das Armeechef Sisi vor Offizieren zeigt, die ihn zu einem härteren Vorgehen gegen Presse und Rundfunk drängen. Sisi fragt im Video daraufhin, wie er die Medien denn „terrorisieren“ solle und fügt hinzu, dass es lange dauere, „bis man in der Lage ist, die Medien zu beeinflussen und zu kontrollieren“. Man habe noch nicht erreicht, was man beabsichtige, doch arbeite man daran.
Nach Einschätzung von Michael Thumann stand Ägypten sieben Wochen nach dem Militärputsch gegen Mursi nach rechtlichen Gesichtspunkten wieder auf dem Stand der Mubarak-Zeit. ARD-Korrespondent Jörg Armbruster äußerte die Befürchtung, Ägypten entwickle sich zu einem neuerlichen Militärstaat mit einer lediglich vorgeschobenen zivilen Regierung. Der tatsächliche Machthaber sei Militärchef Sisi, die Demokratisierung dagegen „sehr stark ausgebremst“. Laut dem Politologen, Menschenrechtler und Vorsitzenden der Oppositionspartei Freiheitliches Ägypten, Amr Hamzawy, kam es zu einem Aufstieg des Sicherheitsapparats, der mit den gleichen Mittel wie unter Mubarak vor der Revolution 2011 Oppositionspolitiker unter Druck setzte, Anführer der Muslimbruderschaft verhaftete sowie Freiheiten und Menschenrechte einschränkte. Das Eingreifen des Militärs in die Politik nach dem Putsch gehe zunehmend in Richtung der Etablierung eines Sicherheitsstaats. Das Militär hatte durch die Verhängung des Ausnahmezustands vom 14. August wie zu Zeiten Mubaraks, zu denen 800 Demonstranten zu Tode gekommen waren, für die Ausschaltung der politischen Gegner alle Vollmachten in der Hand und verdammte jeglichen Widerstand gegen ihr Regime als Terror, den es hart zu bekämpfen gelte. Seit dem Putsch vom 3. Juli bis zu Anfang September wurden nach Angaben der Organisation Reporter ohne Grenzen 80 Journalisten willkürlich verhaftet und fünf (8. Juli: Al-Horreya wa al-Adala-Fotograf Ahmed Samir Assem El-Sanoussi, 14. August: Rassd News Network-Fotojournalist Mosab Al-Shami, Al-Akhbar-Reporter Ahmad Abdel Gawad, Sky-News-Kameramann Mick Deane, 19. August: al-Ahram-Regionalbüroleiter Tamer Abdel Raouf) getötet. Sherif Mansur, Nahost-Koordinator des Komitees zum Schutz von Journalisten, urteilte, „Vertreter der Medien seien juristisch und körperlich stärker in Gefahr als unter Hosni Mubarak“. Wie unter der Herrschaft von Mubarak wurden Reporter bei Vorortrecherchen wieder von Personal bespitzelt, das die Vorgänge mit Kameras von Mobiltelefonen aufzeichnete. Zudem wurden seit dem Blutbad vom 14. August in Ägypten arbeitende Auslandskorrespondenten während ihrer Berichterstattung von Zivilisten entführt und der Polizei oder dem Militär übergeben. Auch wenn sie meist nach wenigen Stunden wieder freigelassen wurden, wurde dies als Signal verstanden, dass kritischer Berichterstattung mit Repressalien begegnet werde. Nach dem Urteil Bassem El-Smargys vom CIHRS appellierte die ständige Indoktrination durch die gleichgeschalteten Medien an das Nationalbewusstsein der ägyptischen Bevölkerung und suggerierte ihr eine Gefahr durch im Land anwesende Ausländer, so dass ein Solidaritätsgefühl mit dem ägyptischen Militär gegen das künstlich erzeugte Feindbild der Nicht-Ägypter geschaffen wurde. Die Muslimbrüder wurden in den Staatsmedien dagegen bald nur noch als Terroristen bezeichnet, die die exzessive Gewalt der Polizei und der Sicherheitskräfte selbst zu verantworten hätten. Laut Lina Attalah, Chefredakteurin der alternativen Nachrichtenseite Mada Masr, verbreiteten die mittlerweile weitgehend gleichgeschalteten ägyptischen Medien, sowohl Zeitungen wie Fernsehsender, den „Narrativ des Militärs eins zu eins“: „Nicht nur die staatlichen, auch die privaten Medien haben sich zu PR-Agenturen des Militärs gemacht.“
Beobachter sahen die Gefahr, dass Teile der Islamisten wegen der Repressionen und der exzessiven Gewalt gegen die Gruppe mit Radikalisierung bis hin zu Gewalt und Terroranschlägen reagieren könnte und dadurch eine neue Eskalationsstufe erreicht werde, die eine Stabilisierung Ägyptens unmöglich machen könnte.
Am 3. September kündigte ein ägyptisches Gericht die Schließung des Landesbüros von Al Jazeera in Ägypten sowie von drei weiteren Sendern an. Den Anstalten wurde vorgeworfen, die Übergangsregierung zu diskreditieren und zu Unruhen anzustacheln. Al Jazeera warf der Übergangsregierung vor, die Frequenzen für den ägyptischen Ableger des Senders durch von „militärischen Einrichtungen“ östlich und westlich von Kairo gesendete Störsignale zu stören.

### Medienkampagne und Restriktionen gegen Flüchtlinge
Laut Ahmad Awadalla von der Flüchtlingsorganisation Africa and Middle East Refugee Assistance (AMERA) waren alle Flüchtlinge in Ägypten seit dem Sturz von Mohammed Mursi von einer prekären Sicherheitslage betroffen. Eine Negativkampagne in den Medien gegen sie brachte nach dem Sturz Mursis insbesondere syrische Staatsbürger in Bedrängnis.
Entscheidender als die seit dem Sturz Mursis geschürte feindselige Atmosphäre in weiten Teilen der ägyptischen Gesellschaft gegen die Flüchtlinge war laut AMERA die Einführung einer allgemeinen Visumpflicht für Syrer als eine der ersten Maßnahmen der neuen Übergangsregierung, die Awadalla als „Dolchstoß für alle Menschen, die vor der Gewalt in Syrien fliehen müssen“ bezeichnete. Syrische Flüchtlinge, von denen rund 300.000 in Ägypten lebten, wurden übereinstimmend von Medien, insbesondere aber von Seiten des Staates, als „Söldner der Muslimbrüder“ diskriminiert. Im Oktober wurde die Anzahl der syrischen Flüchtlinge in Ägypten nach Angaben des UN-Flüchtlingswerkes auf mindestens 120.000 Menschen angegeben.
Laut Mohamed Dayri, Botschafter der UN-Flüchtlingsorganisation UNHCR in Ägypten, entstanden aus der Medienkampagne gegen die Flüchtlinge konkrete Probleme für die Schutzsuchenden, zum Beispiel durch die Änderung beim Schulzugang für die Kinder syrischer Kriegsflüchtlinge, die erst durch die Übergangsregierung als „ausländische Staatsbürger“ zurückgestuft wurden und denen der Schulzugang durch einen langwierigen und bürokratischen Prozess erschwert wurde. Der UNHCR riet allen syrischen Flüchtlingen, sich unauffällig zu verhalten, bei Einbruch der Dunkelheit in ihren Wohnungen zu bleiben und auf eine Verbesserung der politischen Lage für sie zu warten. In der zweiten Augusthälfte sollen rund 300 Flüchtlinge in Ägypten teils grundlos festgenommen worden sein. Laut Mohamed Amjahid (Die Zeit) war die „Negativkampagne gegen Syrer“ besonders für das Militär und die Polizei hilfreich, da sie durch die somit gezogene Verbindung von angeblichen „syrischen Söldnern“ und der Muslimbruderschaft zu einer mit Panzern und Geheimdiensten zu bekämpfenden „internationalen Terrororganisation“ ein Argument bot, um die Muslimbruderschaft zu „eliminieren“.
Nach einem am 17. Oktober veröffentlichten Bericht von Scherif al Sayed-Ali, Leiter der Abteilung für Flüchtlingsrechte bei Amnesty International, sollen die ägyptischen Behörden im Umgang mit syrischen Flüchtlingen massive Verletzungen des internationalen Völkerrechts begangen haben. Da die ägyptischen Behörden neue Einreisebeschränkungen für Syrer erlassen hätten, die die Festgenommenen nicht erfüllen könnten, bleibe den Flüchtlingen oft nur die Wahl zwischen einer dauerhaften Inhaftierung oder der Abschiebung. In den Gefängnissen seien unter den 946 Inhaftierten auch „zahlreiche Kinder“, teils ohne ihre Eltern. Selbst unter zwei Jahre alte syrische Kleinkinder würden wochenlang im Gefängnis inhaftiert. Es sei in Hunderten Fällen zwangsweise Ausweisung in andere Länder der Region bekannt, darunter auch Deportationen von mehr als 70 Menschen nach Syrien.

### Massentötung von Mursi-Unterstützern im Protestcamp am Rābiʿa-al-ʿAdawiyya-Platz (27. Juli)
Am 27. Juli 2013 gingen Sicherheitskräfte äußerst gewaltsam gegen Pro-Mursi-Demonstranten im Protestcamp am Rābiʿa-al-ʿAdawiyya-Platz nahe der Rābiʿa-al-ʿAdawiyya-Moschee in Nasr-City vor, einem als Zentrum der Muslimbruderschaft geltenden Stadtteil Kairos. Dabei starben nach staatlichen Angaben mindestens 82 Menschen, nach Angaben von Ärzten und Muslimbruderschaft weitaus mehr. Seit dem Putsch gegen Mursi am 3. Juli belief sich damit Anfang August die Anzahl der offiziell angegebenen Toten durch die Auseinandersetzungen auf fast 300 Menschen.
Patrick Kingsley sprach im Guardian von einem „Polizeimassaker an Pro-Mursi-Unterstützern“, das als Einschüchterungsversuch angesehen worden sei, um die Protestteilnehmer zum Verlassen des Lagers zu bewegen. Es handle sich um das schlimmste staatlich durchgeführte Massaker Ägyptens seit dem Sturz Mubaraks und um das zweite Massaker der Sicherheitskräfte an Mursi-Unterstützern innerhalb von zwei Wochen. Nach den Juli-Gewaltexzessen gegen Mursi-Anhänger in Kairo sahen westliche Medien die Gefahr, dass Ägypten in den Bürgerkrieg abgleiten könne.
In Alexandria kam es in Nacht auf den 27. ebenfalls zu schweren Auseinandersetzungen, die auch am 27. Juli anhielten. Dabei wurden nach ersten Angaben mindestens zehn Menschen getötet und viele Dutzend verletzt. Eine 200-köpfige Gruppe von Mursi-Anhängern, darunter auch Frauen und Kinder, wurden von bewaffneten Schlägern stundenlang in einer Moschee eingeschlossen.
Am 28. Juli übertrug Interims-Präsident Mansur Interims-Ministerpräsident Beblawi per Dekret die Befugnis, dem Militär die Verhaftung von Zivilisten zu erlauben, womit eine Beteiligung der Armee an den seit Wochen angekündigten Räumungsaktionen der Protestlager erleichtert wurde.
Die Muslimbruderschaft verurteilte das Vorgehen der Sicherheitskräfte gegen das Protestcamp als „Massaker“. Sie kündigten an, die Protestlager bis zur Freilassung des demokratisch gewählten Präsidenten aus der Untersuchungshaft besetzt zu halten. Im Protestlager der Mursi-Anhänger vor der Rābiʿa-al-ʿAdawiyya-Moschee harrten auch nach dem Blutbad noch Tausende Protestteilnehmer aus, umstellt von Hunderten Soldaten und Polizisten, die ausländische Journalisten vom Lager fernzuhalten versuchten.
Die ägyptische Übergangsregierung bestritt, dass die Polizei scharf auf die seit dem Militärcoup in dem Protestlager versammelte Menge geschossen habe. Gleichzeitig drohte die Übergangsregierung mit der Räumung des Protestlagers.
Vize-Übergangspräsident el-Baradei verurteilte die Gewaltanwendung als „übertriebene Gewalt“ und forderte eine friedliche Lösung.
In den folgenden Tagen verschärfte die Übergangsregierung ihr Vorgehen gegen die Anhänger des entmachteten Staatspräsidenten, erklärte die Pro-Mursi-Proteste für illegal und kündigte eine baldige Räumung der Protestlager an. Militärchef Sisi forderte am 28. Juli zum wiederholten Male, die Demonstranten sollten sich umgehend zerstreuen und berief sich erneut auf die Massendemonstration auf dem Tahrir-Platz vom 26. Juli als angebliches „Mandat“ für ihn, gegen den „schwarzen Terror“ – eine neue Terminologie für die Muslimbrüder – vorzugehen.
Das Interimskabinett erklärte am 31. Juli, das seit dem Sturz Mursis Anfang Juli von seinen Anhängern besetzte Protestlager auf offener Straße stelle eine Gefahr für die öffentliche Sicherheit dar. Am 1. August forderte das Innenministerium die Anhänger des gestürzten Präsidenten in einer im Staatsfernsehen verlesenen Erklärung auf, ihre Protestcamps in Kairo gegen sicheres Geleit zu verlassen.

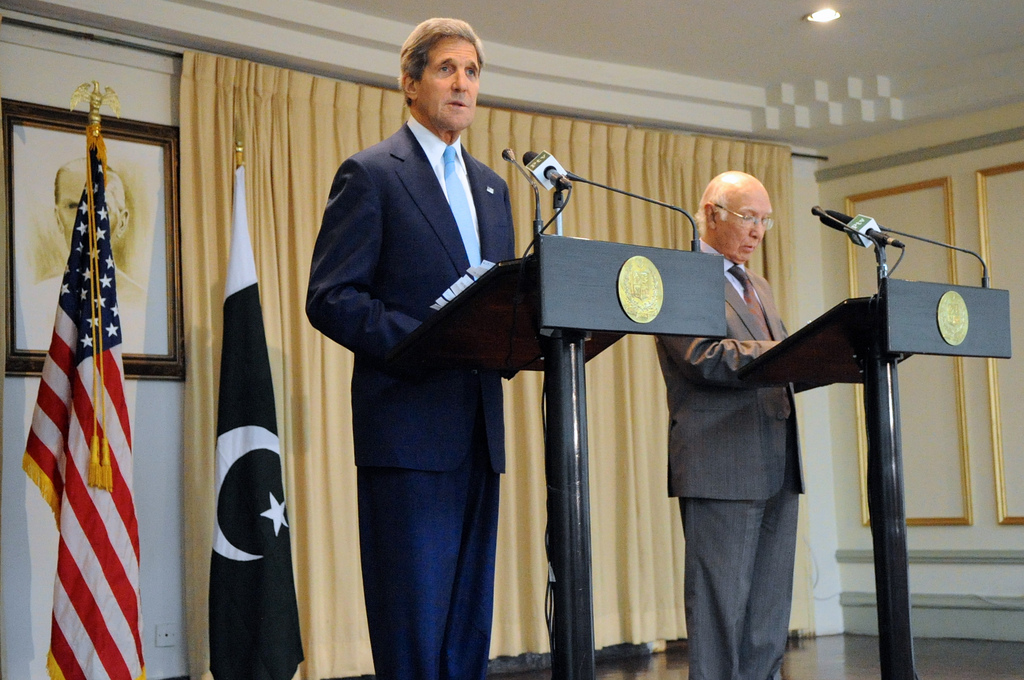
John Kerry am 1. August: Lob für Militär und Sturz Mursis – „Demokratie wiederhergestellt“
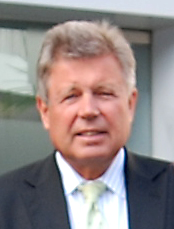
Rainer Stinner (FDP): rügte Kerrys Aussage für „selektives Demokratieverständnis“
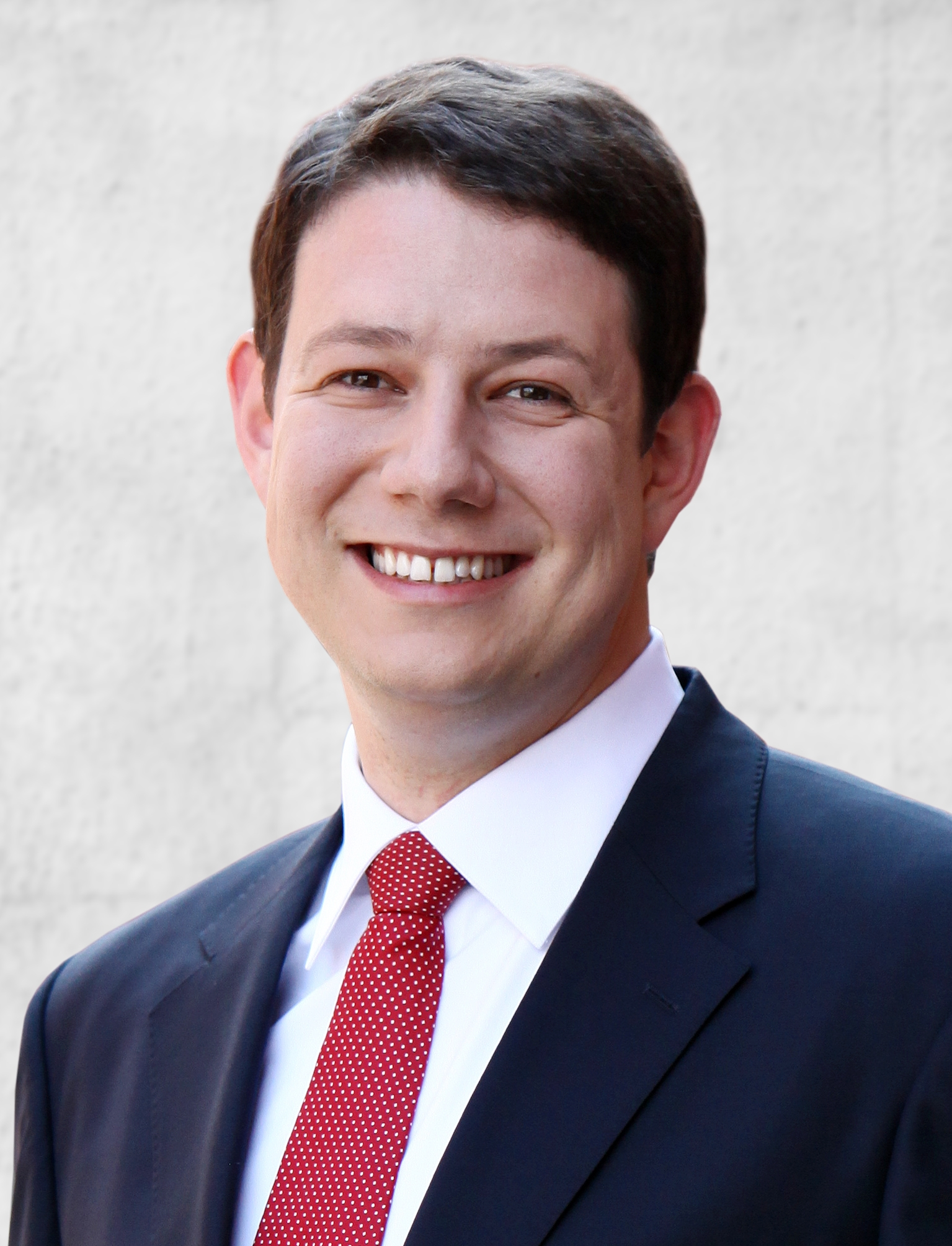
Philipp Mißfelder (CDU): hielt zu Kerry und Sturz Mursis – Mursis „Antisemitismus war unerträglich“

In dieser Situation erhielt die militärgestützte Übergangsregierung diplomatische Unterstützung der USA, die sich bislang bei der Bewertung zum Sturz des gewählten Präsidenten zurückgehalten hatte. US-Außenminister John Kerry lobte öffentlich den Sturz des ägyptischen Staatspräsidenten und erklärte am 1. August in Pakistan, die ägyptische Armee habe mit der Absetzung Mursis die Demokratie wiederhergestellt. Das Militär habe nicht die Macht übernommen, sondern es habe die Schaffung einer zivilen Übergangsregierung bewirkt. Neben etlichen deutschen Politikern und der türkischen Regierung kritisierten auch die Muslimbrüder die Äußerungen Kerrys.
UN-Generalsekretär Ban Ki Moon rief die Übergangsregierung auf, „den Schutz aller Ägypter sicherzustellen“. Mehrere Staaten drängten die vom Militär gestützten Machthaber Ägyptens, einen Ausgleich mit den Muslimbrüdern zu suchen und „das Blutvergießen zu beenden“.

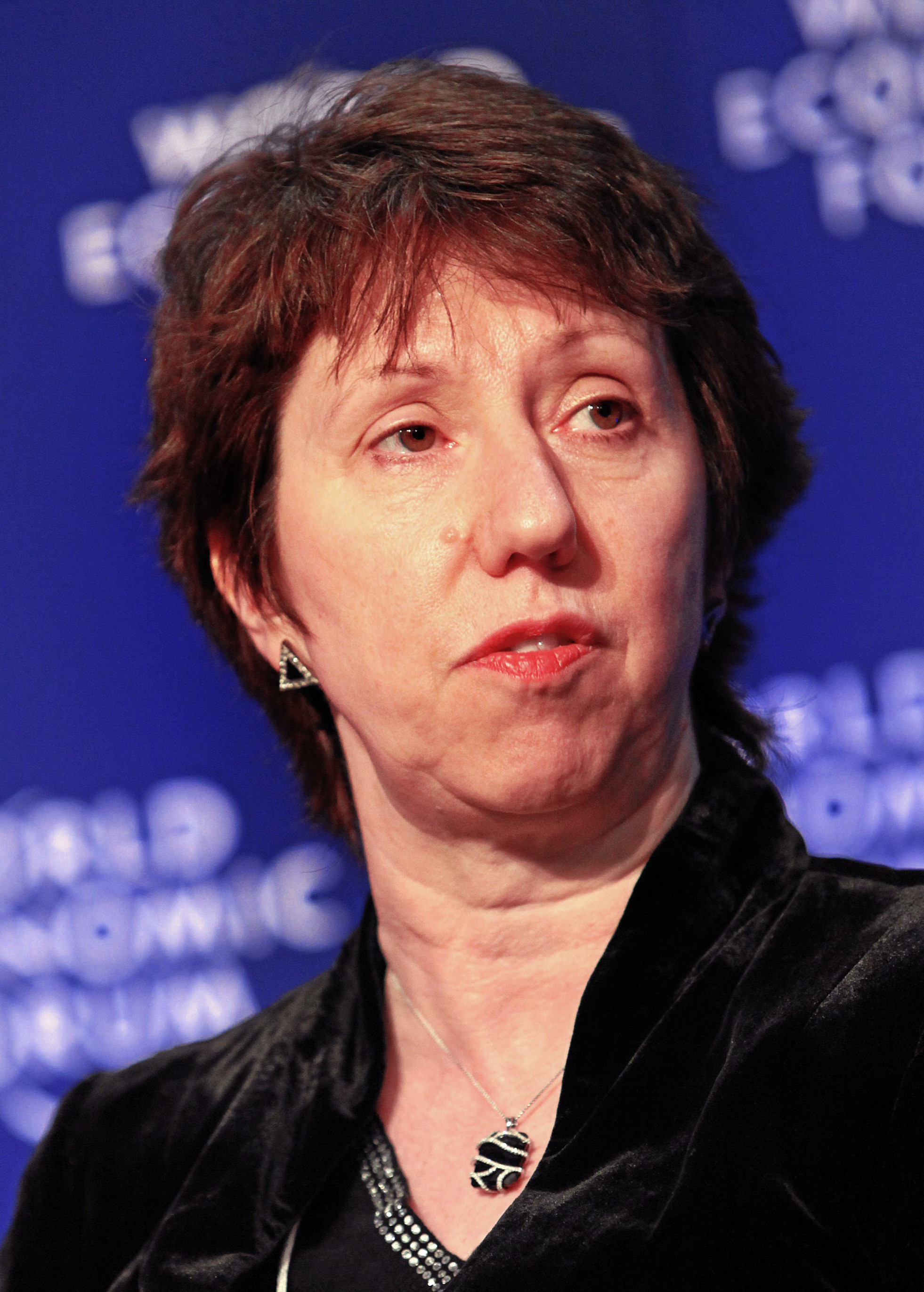
Catherine Ashton konnte mit Mursi am 29. Juli an einem unbekannten Ort sprechen.

Die EU-Außenbeauftragte Catherine Ashton traf am 29. Juli als erste hochrangige ausländische Politikerin nach dem „Gewaltexzess gegen die Mursi-Anhänger“ Vertreter der ägyptischen Führung, darunter Armeechef Abdel Fattah al-Sissi, und drängte die ägyptische Übergangsregierung, von ihrem „Konfrontationskurs gegen die Muslimbruderschaft des abgesetzten Präsidenten“ abzurücken. Der stellvertretende Interimspräsident el-Baradei versicherte Ashton, „dass die neue Führung des Landes alles in ihrer Macht stehende tun werde, um die Krise friedlich zu beenden“. El-Baradei gab an, der gestürzte Präsident Mursi sei kein politischer Gefangener, sondern ein gewöhnlicher Häftling, gegen den ermittelt werde. Am 29. Juli hatte das Militär erstmals mit Ashton einen hochrangigen Vertreter des Auslands „zu dem festgenommenen Präsidenten“ Mursi vorgelassen, der von den militärgestützten Putschisten abgeschirmt von der Öffentlichkeit festgehalten wurde. Ashton erklärte, sie sei per Hubschrauber zu ihm an einen ihr unbekannten Ort geflogen worden und habe zwei Stunden mit Mursi geredet, der sich in gutem Zustand befinde.
Am 4. August meldeten Medienberichte, dass unter westlicher Vermittlung sowohl die in den Protestcamps ausharrenden Mursi-Anhänger wie auch die vom Militär eingesetzte Übergangsregierung Signale der Kompromissbereitschaft zeigten. Ein Sprecher der Pro-Mursi-Allianz erklärte seinen Respekt für die Forderungen der Massenbewegung, die am 30. Juni demonstriert habe. Er äußerte die Bereitschaft zu Verhandlungen mit der Nationalen Heilsfront, in der die weltlichen Parteien der Übergangsregierung zusammengeschlossen waren. Die Gespräche mit der neuen Führung des Landes sollten auf der Grundlage der vom Militär ausgesetzten Verfassung geführt werden. Doch dürften die für den Putsch verantwortlichen Teile der Armee und ihr Oberbefehlshaber Sisi am politischen Dialog über die Zukunft Ägyptens nicht beteiligt werden. Man sei zu einer politischen Lösung bereit, solange sie auf der Legitimität der Verfassung gegründet sei. Das vom Militär ausgesetzte Grundgesetz müsse wieder in Kraft gesetzt werden.
Die Übergangsregierung bestand zwar weiter auf eine Schließung der beiden Protestcamps der Mursi-Anhänger in Kairo, betonte aber, dass sie auf eine Blockade setze und nicht auf eine Stürmung, die ein neues Blutbad auslösen könnte. Nachdem das Militär die Lager offenbar blockiert hatte, versprach das Innenministerium den Anhängern Mursis freien Abzug und „eine politische Integration“. Allerdings müssten sich diejenigen verantworten, die Verbrechen begangen hätten. Interimsvizepräsident el-Baradei sagte im Fernsehen: „Es gibt keine Lösung in Ägypten, die sich auf Ausschluss gründen kann. Salafisten, Muslimbruderschaft, Säkulare, Liberale und wer auch immer – wir sind zum Zusammenleben verdammt.“

### Blutbad durch Räumung der Protestlager am Rābiʿa-al-ʿAdawiyya- und Al-Nahda-Platz (14. August)

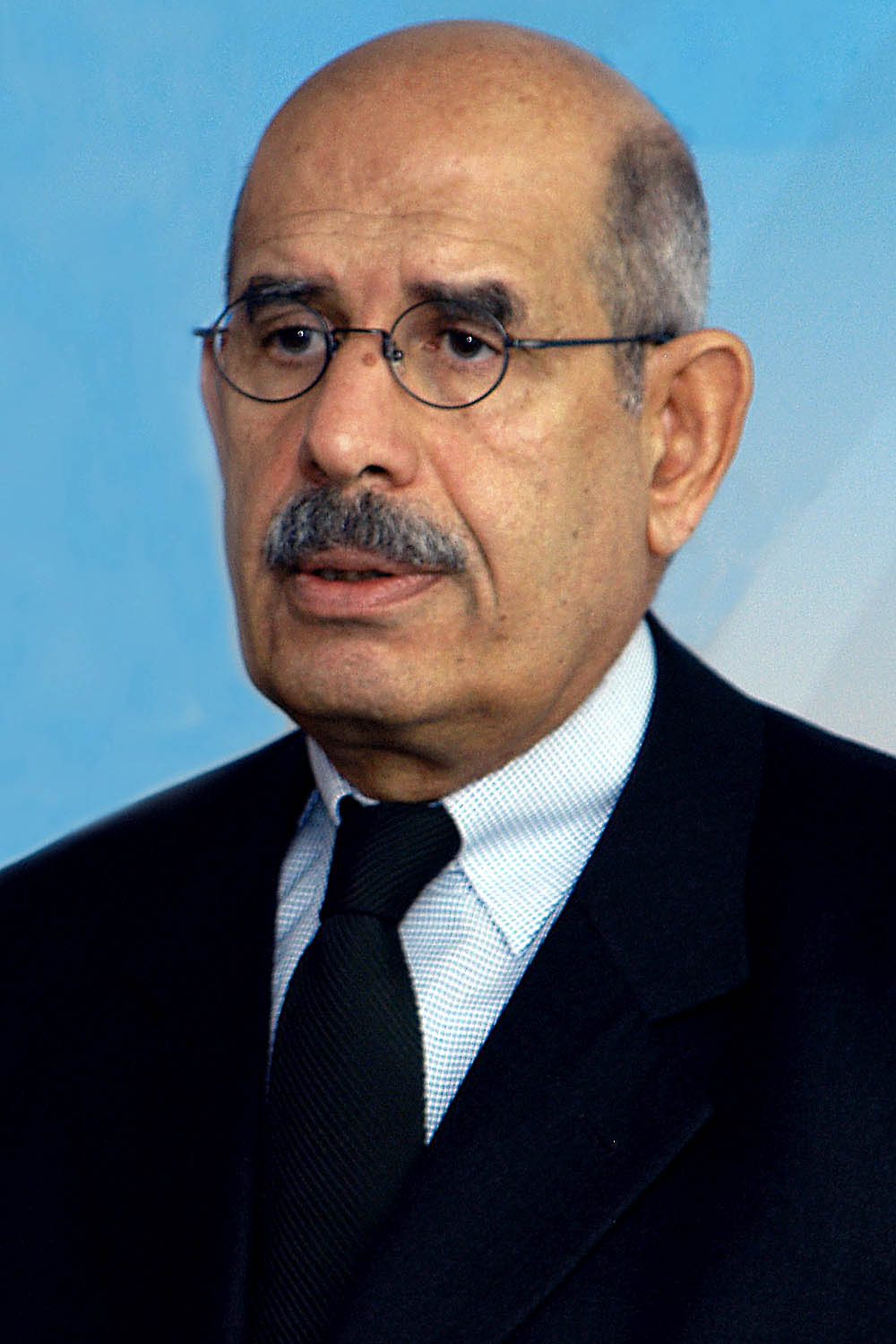
Mohammed el-Baradei

Nachdem die von der Armee installierte Zivilregierung angekündigt hatte, die Zeltlager notfalls mit Gewalt aufzulösen und die US-Regierung den Militärcoup kurz nach der Massentötung im Protestcamp an der Rābiʿa-al-ʿAdawiyya-Moschee vom 27. Juli nachträglich gebilligt hatte, ging das Militär ab den Morgenstunden des 14. August mit großer Härte gegen die Anhänger der Muslimbrüder vor. Sicherheitskräfte stürmten die beiden Pro-Mursi-Protestlager vor der Rābiʿa-al-ʿAdawiyya-Moschee in Kairo-Nasr-City und am Nahda-Platz vor der Universität Kaio in Gizeh-Dokki. Es kam am selben Tag zu Unruhen, die auf ganz Ägypten übergriffen.
Der Guardian nannte die blutige Auflösung der Protestcamps in Kairo ein „Massaker der Sicherheitskräfte an rund 1000 Pro-Mursi-Demonstranten“ und die schlimmste der drei Massentötungen seit dem Sturz Mursis von Anfang Juli. Human Rights Watch sprach von dem „schlimmsten Ereignis ungesetzlicher Massentötungen in der modernen Geschichte Ägyptens“ und warf den Einsatzkräften vor, gegen die einfachsten internationalen Polizeistandards verstoßen zu haben. Auch Markus Bickel schrieb in der FAZ Anfang November, „das Massaker an mehr als 800 Demonstranten [sei] das größte in der modernen Geschichte Ägyptens“ gewesen.
Seit dieser Eskalation erlaubte die militärgestützte Übergangsregierung der Polizei offiziell, scharfe Munition einzusetzen, „um sich selbst oder wichtige Regierungsgebäude zu verteidigen“. Am Nachmittag des 14. August verhängte Übergangspräsident Adli Mansur einen einmonatigen Ausnahmezustand über das Land sowie nächtliche Ausgangssperren in Kairo und in elf anderen Provinzen, darunter auch die Städte Alexandria und Sues. Die Polizei erhielt dadurch weitreichende Befugnisse, Verhaftungen ohne richterlichen Beschluss durchzuführen. Dieser Schritt wurde seitens der Regierung mit der „Gefahr für Sicherheit und Ordnung“ durch „gezielte Sabotage und Angriffe auf private und öffentliche Gebäude“ und Todesopfer „durch extremistische Gruppen“ begründet. Landesweit sollen bis zum 15. August mehr als 560 Menschen von der Polizei festgenommen worden sein.
Mohammed el-Baradeis Begründung für seinen Rücktritt als Vizepräsident am 14. August 2013: „Es ist für mich schwierig geworden, weiter die Verantwortung für Entscheidungen zu treffen, mit denen ich nicht übereinstimme und deren Auswirkungen mir Angst machen“.
Der Interimsvizepräsident und Friedensnobelpreis-Träger Mohammed el-Baradei trat am 14. August aus Protest gegen die Gewalt zurück und distanzierte sich entschieden von der Verhängung von Ausnahmezustand und Ausgangssperren.

### Ausnahmezustand

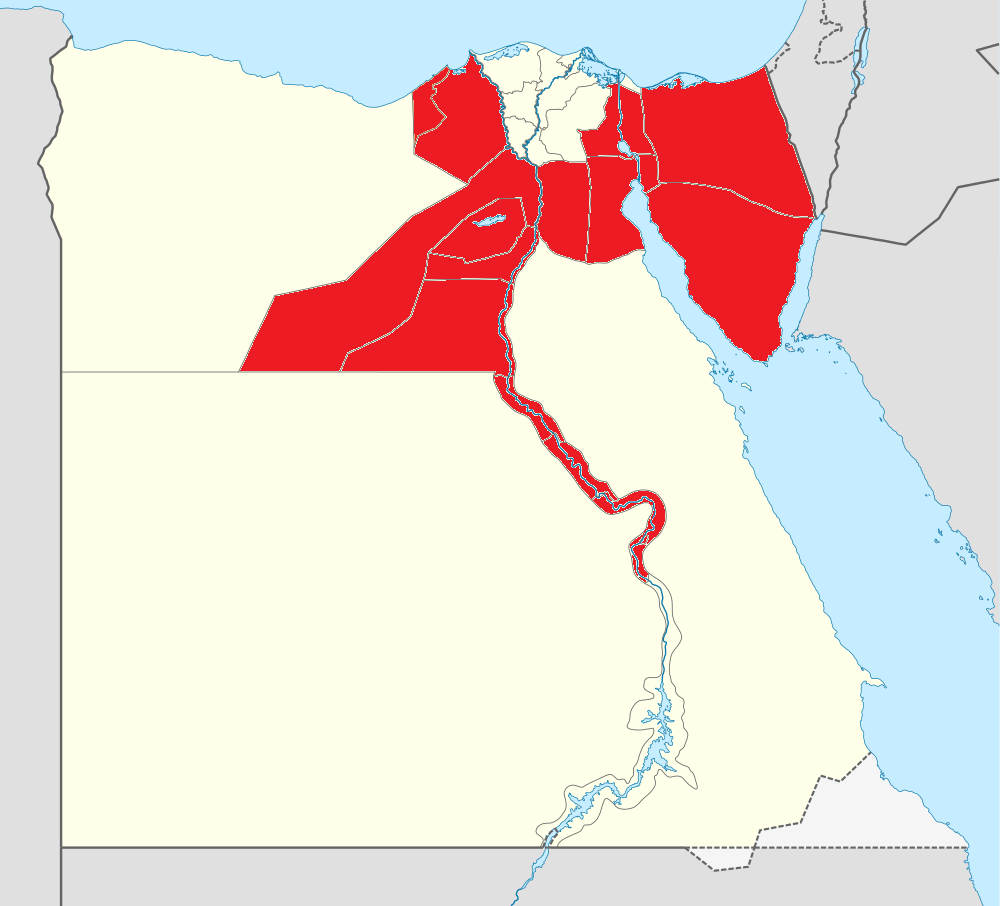
Landesteile, über die seit dem 14. August 2013 eine einmonatige nächtliche Ausgangssperre verhängt wurde.

Der seit dem „Massaker an Islamisten“ durch die Sicherheitskräfte und aus Anlass dieser blutigen Niederschlagung der Massenproteste gegen den Sturz des gewählten Präsidenten Mohammed Mursi am 14. August von der militärgestützten Übergangsregierung verhängte Ausnahmezustand wurde Mitte September um zwei Monate bis Mitte November 2013 verlängert, was die Übergangsregierung mit einer anhaltend kritischen Sicherheitslage begründete.
Durch den dreimonatigen Ausnahmezustand erhielten Behörden und Einsatzkräfte weitreichende Sonderrechte beim Vorgehen gegen Proteste und Versammlungen und konnten Festnahmen ohne Haftbefehl und Hausdurchsuchungen ohne richterliche Anordnung durchführen. Darüber hinaus war eine umstrittene Ausgangssperre zwischen 1 und 5 Uhr – an Freitagen zwischen 19 und 5 Uhr – in Kraft getreten. Zudem erschwerten die nach dem Sturz Mursis reaktivierten Notstandsgesetze die Arbeit der Presse, indem sie die Streitkräfte berechtigten, Kritiker jeder Art jederzeit festzunehmen und gegebenenfalls vor ein Militärgericht zu stellen. In den auf die Verhängung des Ausnahmezustandes folgenden Tagen stieg die Zahl der Getöteten seit dem 14. August auf mehr als tausend. In den Wochen darauf nach der Verhängung des Ausnahmezustandes wurden mehr als 2000 Mitglieder der Muslimbrüder festgenommen, darunter nahezu die gesamte Führungsriege der Islamisten. Die Zahlen der Teilnehmer an den Protesten gegen den Militärputsch gingen seitdem deutlich zurück.
Beobachter sahen in der seit dem Sturz Mursis im Juli andauernden Gewaltserie ein Zeichen für die wachsende Instabilität in Ägypten. Die Wirtschaft und der Tourismus in Ägypten litten Anfang Oktober bereits deutlich unter der politischen Instabilität.
Amnesty International gab am 10. September an, dass allein zwischen dem 14. und 18. August mindestens 1089 Menschen getötet wurden, viele in Folge von exzessiver, grob unverhältnismäßiger und ungesetzlicher sowie tödlicher Gewaltanwendung der Sicherheitskräfte. Von den über 1000 im Juli und August 2013 ums Leben gekommenen Menschen waren nahezu alle Zivilisten, die gegen Militärchef Sisi demonstriert hatten und von den Sicherheitskräften erschossen wurden. Anfang Oktober betrug die Anzahl – soweit bekannt geworden – der seit dem Sturz Mursis Getöteten bis zu 2000 und wuchs wöchentlich weiter an.
Human Rights Watch (HRW) begrüßte die Gerichtsentscheidung vom 12. November zur Beendigung des Ausnahmezustandes noch am selben Tag. Die HRW-Vorsitzende in Ägypten, Heba Morajef, kritisierte, in der Praxis habe der Ausnahmezustand „nur die Ausgangssperre und die Rechte des Militärs für Festnahmen gesichert“, das ägyptische Innenministerium scheine der Ansicht zu sein, „dass unterdrückerische Gesetze abschreckend wirken“. Die US-Regierung nahm am 12. November in ihrer Reaktion auf das Ende der Ausgangssperre Bezug auf die bevorstehende Ankündigung der selbst bei Mitgliedern der Regierung und ihren Unterstützern heftig umstrittenen Überarbeitung eines Gesetzes zum Umgang mit Protestbewegungen. Außenamtssprecherin Jennifer Psaki begrüßte zwar die Gerichtsentscheidung, verwies aber zugleich darauf, dass die Regierung „andere Sicherheitsgesetze“ erwäge und rief dazu auf, „die Rechte aller Ägypter zu achten“.

#### Konditionen zu Ausnahmezustand und Ausgangssperre

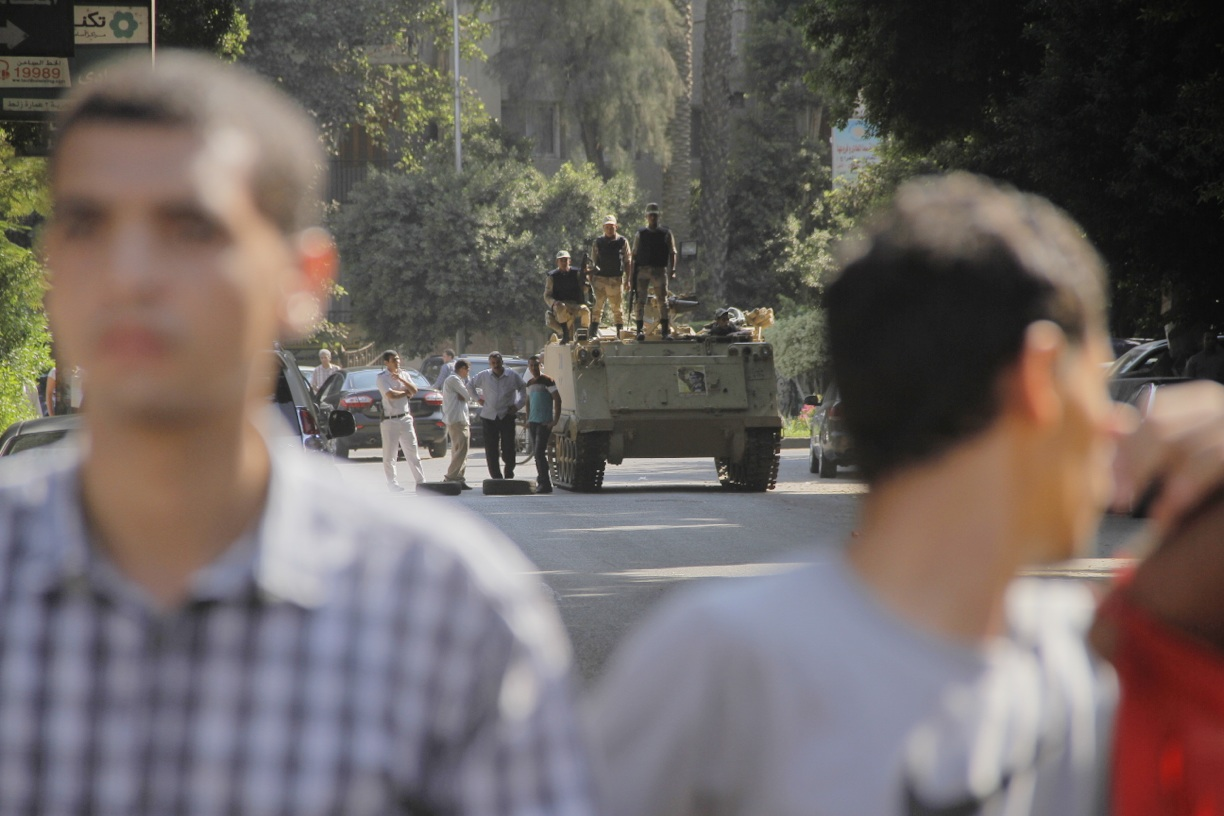
Hinter Pro-Mursi-Demonstranten auf einer Protestkundgebung in Kairo-Maadi vom 20. September stehen Sicherheitskräfte mit Panzer bereit.

Am 24. August verkürzte die Übergangsregierung die nächtliche Ausgangssperre, die in 14 der 27 Provinzen galt und Teil des vom Militär verhängten Ausnahmezustands war. Mit Ausnahme der Freitage, an denen es nach den Gebeten oft zu Demonstrationen von Mursi-Anhängern kam, wurde der Beginn der weiterhin morgens um 6 Uhr endenden Ausgangssperre von 19 auf 21 Uhr um zwei Stunden verschoben, was als Zeichen angesehen wurde, dass sich die Regierung nach den heftigen Auseinandersetzungen zwischen Militär und Demonstranten wieder in der Position sah, die Lage kontrollieren zu können.
Anfang September stellte Übergangspräsident Adli Mansur im staatlichen Fernsehen ein Ende der Notstandsgesetze und eine Rückkehr zu einer regulären Regierung wie geplant für Mitte September für den Fall in Aussicht, dass sich die Sicherheitslage weiter verbessere. Nach Medienberichten mit Berufung auf die Nachrichtenagentur AFP hatte sich zuvor die „Lage im Land leicht entspannt“, nachdem die Übergangsregierung „den Plan eines Verbots der Muslimbrüderschaft“ zuvor aufgegeben habe.
Am 12. September wurde der zuvor für einen Monat verhängte Ausnahmezustand über 14 Provinzen von dem durch das Militär eingesetzten Übergangspräsidenten Adli Mansur, der noch Anfang September ein Ende der Notstandsgesetze für Mitte September in Aussicht gestellt hatte, um weitere zwei Monate verlängert. Die Zahl der vom 14. August bis Mitte September durch die Sicherheitskräfte festgenommenen Mursi-Anhänger überstieg 2000.
Nachdem Innenminister Mohammed Ibrahim am 11. November die Aufhebung des Ausnahmezustandes für den 14. November, also genau drei Monate nach Beginn der Maßnahme, entschied das Oberste Verwaltungsgericht in Kairo am 12. November, dass der mit der umstrittenen nächtlichen Ausgangssperre einhergehende und nach Plan am 14. November auslaufen sollende Ausnahmezustand mit sofortiger Wirkung zu beenden sei. Das Gericht nahm dabei als Bezugsdatum den 12. September, an dem der Ausnahmezustand für zwei weitere Monate verlängert worden war. Die Übergangsregierung erklärte am 12. November, sie werde die Gerichtsentscheidung umsetzen, sobald das Urteil schriftlich vorliege.
Das Innenministerium ließ nach der Anordnung des Verwaltungsgerichts zur offiziellen Aufhebung des Notstands um 16 Uhr am 12. November Sicherheitskräfte mit der Begründung abstellen, die Straßen im Land sichern zu wollen. Es bestehe die Sorge, dass mit dem Ende des Ausnahmezustandes und der Ausgangssperre die Proteste von Anhängern des gestürzten Präsidenten Mursi wieder zunehmen könnten.
Am 13. November erklärte die Übergangsregierung das Ende des dreimonatigen Ausnahmezustandes und der damit verbundenen nächtlichen Ausgangssperre für den 14. November. Ein geprüfter und umzusetzender Sicherheitsplan beinhalte eine steigende Zahl von Polizeieinsätzen sowie mobile und feste Kontrollstellen in den Straßen: „Alle Versuche, das Land zu destabilisieren oder den Staat oder die Sicherheit der Bürger zu unterhöhlen,“ so die offizielle Erklärung, „werden fest geahndet in Übereinstimmung mit dem Gesetz“.

#### Verfolgung von Muslimbrüdern und Verbot ihrer Organisationen
Unmittelbar mit Sturz Mursis, der Außerkraftsetzung der Verfassung durch Sisi und der Auflösung des Oberhauses durch Mansur begann bereits die Verhaftung führender Kader der Muslimbruderschaft durch den alten repressiven Sicherheitsapparat. Er kam zu Massenfestnahmen von Pro-Mursi-Demonstranten und Verhaftungen in der Führung der Muslimbrüder.
Während nach dem Blutbad vom 14. August der UN-Generalsekretär, Ban Ki-moon, die ägyptischen Behörden und die „politischen Führer“ am 17. August aufforderte, einen glaubhaften Plan zur Eindämmung der Gewalt zu schaffen und den politischen Prozess wiederzubeleben, prüfte die ägyptische Übergangsregierung Medienberichten zufolge bereits auf Vorschlag Beblawis hin die Möglichkeit, die Muslimbruderschaft für illegal zu erklären. Beblawi erklärte, es könne „keine Versöhnung geben, mit denjenigen, an deren Händen Blut klebt“. Die Übergangsregierung drohte, mit „eiserner Faust“ gegen „Terrorismus“ vorzugehen. Behörden ermittelten gegen 250 Unterstützer der Muslimbrüder wegen Mordes, versuchten Mordes und Terrorismus.
Sieben Wochen nach dem Putsch war laut Matthias Gebauer (Der Spiegel) das „gesamte Führungspersonal“ der nach dem 14. August „unnachgiebig“ verfolgten Muslimbruderschaft durch die rigorose Verhaftungswelle entweder „tot oder inhaftiert“, nach anderen Presseberichten zumindest zum Großteil inhaftiert. Unter den Festgenommenen befand sich auch der Chef der Muslimbruderschaft, Muhammad Badi’e. Landesweit hatte die Interimsregierung Hunderte Mursi-Anhänger festnehmen lassen und die Befehlskette der Organisation zu ihrer Basis durchbrochen. Gegen den abgesetzten Präsidenten Mursi, der sich zu diesem Zeitpunkt wegen angeblicher Verschwörung mit der islamistischen palästinensischen Terrororganisation Hamas bei der Befreiung von Insassen eines Gefängnisses 2011 in Untersuchungshaft befand, leitete die Staatsanwaltschaft Ermittlungen wegen Beteiligung an der Tötung von Demonstranten im Dezember 2012 vor dem Ittihadija-Palast in Kairo ein, ohne Angaben über Mursis Rolle bei den gewaltsamen Übergriffen auf die Demonstranten bekanntzugeben. Nach dem Blutbad vom 14. August unterbanden Militär und Polizei strikt jegliche Kundgebung. An den geplanten Wegstrecken für Protestmärsche wurden Scharfschützen auf Dächern postiert und im Staatsfernsehen mit scharfen Schüssen gedroht.

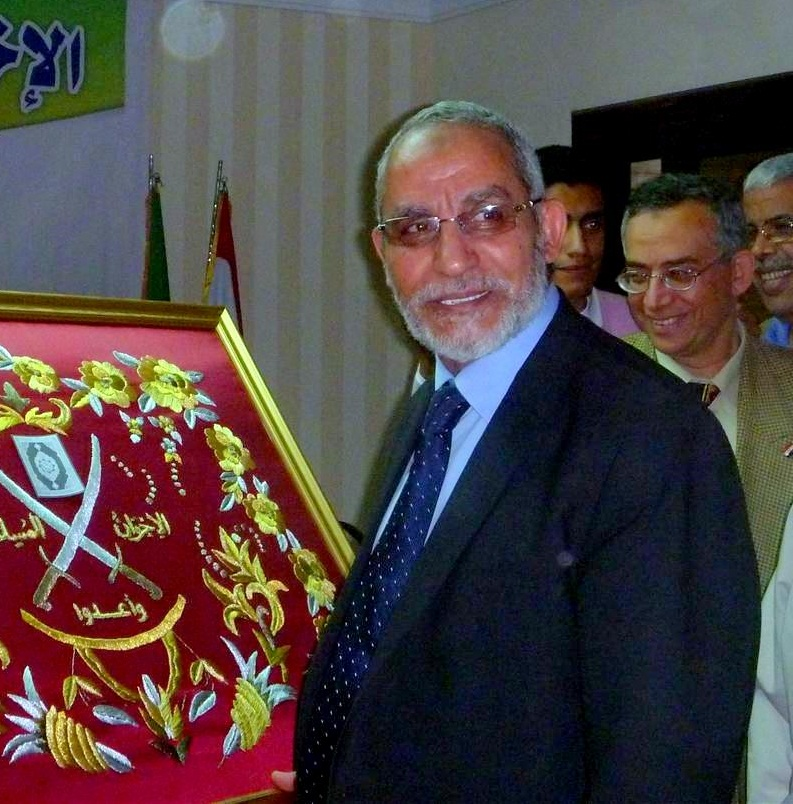
Muhammad Badi’e: Den Chef der Muslimbruderschaft, der jahrelang politischer Häftling war, erwartet nach dem Putsch erneut ein Prozess.

In der Nacht auf den 20. August wurde der Anführer der Muslimbruderschaft, Muhammad Badi’e, verhaftet, nachdem bereits am 10. Juli ein Haftbefehl gegen ihn erlassen worden war. Unter den zu diesem Zeitpunkt rund 900 seit dem Putsch getöteten Menschen befand sich auch sein Sohn. Sein Anwalt erhob später den Vorwurf, der 70-Jährige Badi’e sei zu Beginn der Haft misshandelt worden.
Während am 24. August in Kairo eine weitere Sitzung des Gerichtsverfahrens gegen den ehemaligen Präsidenten Hosni Mubarak und seine Söhne Alaa und Gamal stattfand, wurde ein anderer Prozess gegen Anführer der Muslimbruderschaft, darunter Mohammed Badie und fünf weitere Führungskader, nach wenigen Minuten auf den 29. Oktober vertagt.
Am 28. August teilte Interimsministerpräsident Beblawi mit, die Übergangsregierung strebe nicht weiter an, die Muslimbruderschaft aufzulösen und aus der Politik auszuschließen. Zu diesem Zeitpunkt und somit innerhalb der beiden auf das Blutbad vom 14. August folgenden Wochen waren bereits rund 2000 Muslimbrüder einschließlich nahezu ihrer gesamten Führungsriege festgenommen worden.
Am 2. September stellte ein die Übergangsregierung beratendes Juristengremium einen Antrag auf Verbot der Muslimbruderschaft, unter Berufung auf ein Gesetz, das nicht-staatlichen Akteuren die Bildung paramilitärischer Gruppen untersagt. Nach Angaben aus Justizkreisen wurde der Prozessbeginn vor dem Staatsrat für den 12. November erwartet. Nach den Vorwürfen wegen Spionage, Missmanagement, Korruption und Anderem wurden Mursi sowie weitere 14 Muslimbrüder Anfang September wegen Anstiftung zum Mord angeklagt. Bei der gewaltsamen Auflösung einer Kundgebung vor dem Präsidentenpalast Anfang Dezember 2012 sollen nach Sichtweise der ägyptischen Justiz mindestens sieben Demonstranten getötet worden sein. Experten kritisieren das Verfahren und äußerten die Ansicht, die Anklage diene der Übergangsregierung zur Fortsetzung ihres harten Kurses gegen die Muslimbruderschaft. Joachim Paul, Leiter des Nordafrika-Büros der Heinrich-Böll-Stiftung in Tunis, wertete die Anklage als Beleg dafür, dass „die jetzige Regierung und die jetzigen Machthaber mit allen juristischen Mitteln vorgehen, um die Muslimbruderschaft in den Untergrund zu drängen“. Ronald Meinardus von der Friedrich-Naumann-Stiftung in Kairo kritisierte das Vorgehen der Übergangsregierung als „Kampagne der Kriminalisierung“. Am 7. September beschuldigte die Staatsanwaltschaft Mursi der Justizbeleidigung, da Mursi 22 Richter des Wahlbetrugs bei den Parlamentswahlen von 2005 beschuldigt habe.
Am 23. September 2013 erklärte ein Gericht in Kairo die Muslimbruderschaft in einem Eilverfahren und in Abwesenheit von Vertretern aus der Muslimbruderschaft in erster Instanz für illegal und untersagte ihr sowie „jeder aus ihr hervorgegangenen oder zu ihr gehörenden Institution“ jegliche Aktivitäten. Dies konnte auch ein Verbot des politischen Arms der Muslimbrüder, der Partei für Freiheit und Gerechtigkeit, bedeuten.
Gleichzeitig beschloss der Richter die Konfiszierung des Vermögens und der Immobilien der Muslimbruderschaft durch die Regierung. Somit ging die militärgestützte Interimsregierung mit ihren Repressionen gegen die Muslimbruderschaft weiter als der 2011 gestürzte Präsident Husni Mubarak, der den Mitgliedern der zu jener Zeit ebenfalls verbotenen Muslimbruderschaft ermöglicht hatte, an Parlamentswahlen als „Unabhängige“ teilzunehmen. Wenige Tage zuvor war bereits das Vermögen führender Muslimbrüder eingefroren worden.
Der Verbotsbeschluss bedeutete eine weitere Eskalation in der Auseinandersetzung zwischen der militärgestützten Übergangsregierung und den Anhängern des geputschten Präsidenten Mursi. Die Muslimbruderschaft verurteilte den Verbotsbeschluss als „korrupte und politisch motivierte Entscheidung“. In einer auf dem offiziellen Twitter-Account der Muslimbruderschaft veröffentlichten Erklärung teilte sie mit, die Justiz könne nicht ändern, dass die Muslimbruderschaft ein fester Bestandteil der ägyptischen Gesellschaft sei. Sie werde nach ihrer offiziellen Auflösung weiterhin „präsent bleiben“.
In der westlichen Presse wurde am selben Tag darauf hingewiesen, dass das Verbot der Muslimbruderschaft die Organisation betraf, welche aus den ersten freien Wahlen im bevölkerungsreichsten arabischen Land als stärkste Kraft hervorgegangenen war. Der Prozess vor dem Eil-Gericht folgte auf eine Klage der linken Tagammu-Partei, die argumentiert hatte, die Muslimbrüder würden die nationale Sicherheit gefährden. Der Antrag für die Gerichtsorder zum Parteiverbot kam somit von einer konkurrierenden Splitterpartei, die im ersten freien Parlament Ägyptens mit lediglich vier Mandaten eine weit geringere Legitimierung vorzuweisen hatte als die an Stimmengewicht dreißigfach stärkere Fraktion der Muslimbruderschaft. Das Handelsblatt vertrat zeitgleich die Wertung: „Der demokratische Neubeginn in Ägypten geht weiter – jedoch ohne die Muslimbrüder.“ Martin Gehlen kommentierte in der Zeit, der Versuch, ein Viertel der ägyptischen Bevölkerung pauschal als Terroristen zu stigmatisieren, gefährde die Aussöhnung zwischen den politischen Lagern, vertiefe die Polarisierung in einem in der jüngeren Geschichte des Ägyptens nie gekannten Ausmaß und berge das Risiko einer unkontrollierbaren Gewalteskalation. Obwohl die gesamte Führung der Muslimbruderschaft inhaftiert wurde, über den gestürzten Präsident Mursi sämtliche Nachrichten fehlten, die Organisation der Muslimbruderschaft per Gerichtsbeschluss verboten und ihr Vermögen eingezogen wurde, „Abertausende Demonstranten“ in den Hafteinrichtungen „gequält“ und mehr als tausend Menschen bis Anfang Oktober durch Polizei und Militär erschossen worden seien, bekämen die neuen Machthaber die Lage in Ägypten nicht unter ihre Kontrolle.
Nachdem zuvor bereits die Muslimbrüder-Partei verboten worden war, erkannte die Übergangsregierung der Muslimbruderschaft auch den Status als Nichtregierungsorganisation ab. Allen Organisationen, die den Muslimbrüdern zuarbeiteten oder von ihnen finanziert wurden, wurde die Rechtsgrundlage als NGO entzogen. Der Minister für Soziale Solidarität, Ahmed El-Borai, erließ am 9. Oktober auf Grundlage von Artikel 42 des NGO-Gesetzes einen Beschluss zur offiziellen Auflösung der NGO der Muslimbruderschaft, die bereits über Jahrzehnte hinweg in Ägypten außerhalb des gesetzlichen Rahmens gearbeitet hatte und erst im März 2013 formell als NGO registriert worden war. Gleichzeitig kündigte die Tamarod-Bewegung, die im Juni maßgeblich zum Sturz des Präsidenten Mursi und der Muslimbrüder-Partei als regierender Partei beigetragen hatte, selbst jedoch weder über Parteistatus noch über ein politisches Programm verfügte, ihren Antritt bei den für Anfang 2014 geplanten Parlamentswahlen an.
Während fast die komplette Führungsriege der ägyptischen Muslimbruderschaft bereits in Haft war, verhaftete die Polizei in der Nacht zum 30. Oktober in seiner Wohnung auch den stellvertretenden Chef der Partei für Freiheit und Gerechtigkeit, Issam al-Irian, der im Sommer abgetaucht war, nachdem ein Haftbefehl gegen ihn ausgestellt worden war.
Anfang November waren neben ihren Anführern schätzungsweise 3000 Muslimbrüder inhaftiert.
Am 6. November bestätigte ein Berufungsgericht für Eilverfahren in Kairo das Verbot der islamistischen Muslimbruderschaft. Gegen den Spruch konnte noch weitere Berufung eingelegt werden. Damit wies das Gericht die Beschwerde der Muslimbrüder ab, die die Umsetzung des Verbots all ihrer Aktivitäten verhindern wollten. Der Gerichtsentscheid wurde als Anzeichen dafür gewertet, dass die Muslimbrüder von der vom Militär eingesetzten Übergangsregierung für 2014 versprochenen Wahl ausgeschlossen werden.
Am 10. November wurden 14 mutmaßliche Unterstützer Mursis, die wegen Beteiligung an gewaltsamen Protesten angeklagt waren, überraschend freigesprochen.

##### Prozess gegen Führungsriege der Muslimbrüder
Mit mehr als 2000 Gefangenen, Dutzenden Angeklagten und Vorwürfen, die von Korruption über Mordaufruf bis zu Landesverrat reichten, stand der ägyptischen Muslimbruderschaft Ende Oktober die größte Prozesswelle in ihrer 85-jährigen Geschichte bevor. Beobachter rechneten insgesamt mit mindestens einem Dutzend Gerichtsprozessen und einer dreistelligen Zahl von Angeklagten, von denen vielen im Falle einer Verurteilung die Todesstrafe drohen konnte. Experten hielten die Verfahren für intransparent und forderten stattdessen Bemühungen um eine nationale Versöhnung. Anhänger der Muslimbruderschaft und viele Menschenrechtler warnten vor Schauprozessen. Im Vergleich zu den Prozessen gegen Anhänger des Regimes von Husni Mubarak war bei den Prozessen gegen die Muslimbrüder die Zahl der Angeklagten höher und die Vorwürfe sind schwerwiegender. Beobachter vermuteten, dass die Prozesse in erster Linie politischen Zwecken dienten. Neben den Anklagepunkten, die auf eine Einstufung der Muslimbruderschaft als internationale Terrororganisation abzielten, wurde auch der unzureichende Rechtsbeistand für die Angeklagten bemängelt. Ein Anwalt, der Mursi verteidigen sollte, floh nach Drohungen ins Ausland, mehrere weitere Anwälte aus dem Umfeld der Muslimbruderschaft waren inhaftiert worden. Prominente Angeklagte verwiesen bei ihrer Weigerung zur Kooperation bei Verhören auch darauf. Der Kairoer Menschenrechtsanwalt Ahmed Usman bezeichnete die Prozesse als juristische Fortsetzung des Machtkampfes zwischen Islamisten und Armee, bei der es weitgehend um „Rache“ gehe.
Dem Oberhaupt der Muslimbruderschaft, Mohammed Badie, seine Stellvertreter Chairat al-Schater und Mohammed Raschad Bajumi sowie 33 weitere führende Mitglieder wurden von der Anklage beschuldigt, sich der Anstiftung zur Tötung oder Mord von neun Menschen schuldig gemacht zu haben, die bei einer gewalttätigen Demonstration vor dem Hauptquartier der Muslimbruderschaft in Kairo am 30. Juni 2013 vom Sicherheitsdienst der Organisation erschossen wurden. Die blutigen Zusammenstöße nur wenige Tage vor dem Militärcoup gelten jedoch als ungeklärt. Tatsächlich war die Zentrale im Kairoer Stadtteil Mokattam von gewalttätigen Anti-Islamisten niedergebrannt worden, ohne dass die Polizei eingegriffen hatte. Ob die Gewalt der Demonstranten durch die Schüsse der Sicherheitsleute ausgelöst wurde oder ob die Sicherheitsleute die Insassen der Zentrale mit Waffengewalt vor den Demonstranten schützen mussten, blieb umstritten.
Der Prozess wurde Ende August formell eröffnet, aber umgehend vertagt. Die Hauptangeklagten waren dem Gericht aus „Sicherheitsgründen“ nicht vorgeführt worden.
Als die Angeklagten am 29. Oktober erstmals vor Gericht erscheinen sollten, legte das zuständige Gericht überraschend den Prozess nieder. Der Senat des Strafgerichts Kairo-Süd deutete in einer Erklärung ohne nähere Erläuterung seine Befangenheit an, wie die von den Richtern herangezogenen „Gewissensgründe“ gedeutet wurden. Beobachter vermuteten politischen Druck im Hintergrund der Entscheidung. Die Richter zogen sich somit am zweiten Verhandlungstag vom Fall zurück, so dass der Prozess von einer anderen Kammer des Strafgerichts verhandelt werden musste, wofür zunächst kein Termin bekannt gegeben wurde. Damit verschob sich das Urteil nach der direkten Vertagung zu Prozessbeginn weiter.
Vor ihrem Rückzug ordneten die Richter noch an, die 35 Angeklagten in Gewahrsam zu behalten. Ihnen allen droht in Ägypten im Falle der Schuldigsprechung wegen Anstiftung zum Mord die Todesstrafe.
Der Nahost-Experte Michael Lüders bezeichnete die Verhaftung der gesamten Führung der Muslimbruderschaft als Aktion der Armee und sprach davon, dass sie unter „absurde Anklage“ gestellt würden.
Die Polizei nahm Mitte November den früheren Minister für nationale Handelsangelegenheiten in der Regierung Mursi, Bassem Uda, dem ebenfalls vorgeworfen wurde zur Gewalt angestiftet zu haben, in einem Versteck nahe Alexandria fest.

##### Prozess gegen Mursi
Am 26. Juli erging Haftbefehl gegen Mursi. Seitdem saß der vom Militär an einem unbekannten Ort festgehaltene Staatspräsident auf richterliche Anweisung formell in Untersuchungshaft. Dem vom Militär gestürzten Staatspräsidenten Mursi drohten mehrere Verfahren und im Falle eines Schuldspruchs lebenslange Haft oder die Todesstrafe.
Am 9. Oktober teilten die Medien mit, dass der geputschte Präsident Mursi, der seit Anfang Juli an einem unbekannten Ort festgehalten wurde, sich ab dem 4. November vor Gericht wegen „Anstiftung zum Mord an Demonstranten“ (Die Zeit) oder „Folter und Tötung von Demonstranten“ (Reuters) verantworten müsse.
Den Angeklagten wurde vorgeworfen, für den Tod von Demonstranten bei Zusammenstößen am 5. Dezember 2012 mitverantwortlich zu sein. Die Anklage gegen Mursi sowie vierzehn weitere führende Mitglieder der Muslimbruderschaft bezog sich somit auf die Geschehnisse vor dem Präsidentenpalast im Kairoer Viertel Heliopolis, wo rund ein Dutzend Menschen bei gewaltsamen Auseinandersetzungen getötet worden waren, die gegen die Entscheidung des damaligen Präsidenten protestiert haben sollen, seine Machtbefugnisse per Dekret auszuweiten. Das für den 4. November 2013 angekündigte Strafverfahren gegen Mursi lief damit unter einer ähnlichen Anklage wie gegen die Führer der Bruderschaft in Bezug auf den Vorfall vom 30. Juni 2013. Mursi selbst wurde beschuldigt, für den Tod von Demonstranten durch Anstiftung zum Mord verantwortlich zu sein, als am Ende Sicherheitsleute der Muslimbruderschaft zehn Demonstranten getötet hatten, nachdem die Behörden ähnlich wie im Fall vom 30. Juni 2013 bei den blutigen Zusammenstößen vor dem Präsidentenpalast nicht eingegriffen hatten und am Ende Sicherheitsleute der Muslimbruderschaft zehn Demonstranten getötet hatten. Konkret lautet die Anklage gegen Mursi „Aufruf zum Mord“. Das Deutschlandradio Kultur berichtete am 4. November 2013, Schlägertrupps der Muslimbruderschaft seien am 5. Dezember 2012 vor den Präsidentenpalast gezogen, wo Mursi-Gegner protestierten. Sie hätten die Mursi-Gegner verprügelt und ihr Protestcamp zerstört. Am Ende seien neun Menschen ums Leben gekommen. Unter den neun Toten befanden sich mindestens vier Muslimbrüder und ein ägyptischer Journalist. Astrid Frefel schrieb im Tagesspiegel, dass es im Laufe der Demonstrationen zu blutigen Zusammenstößen gekommen sei, bei denen mindestens sieben Menschen starben. Mursis Gegner hätten die Schuld an der Gewalt damals Schlägertruppen der Muslimbrüder gegeben. Laut Karim El-Gawhary (taz) wurde Mursi angeklagt, für den Tod von mindestens acht Demonstranten bei den Auseinandersetzungen mitverantwortlich zu sein.
In weiteren Prozessen soll sich Mursi unter anderem für Landesverrat verantworten. Er wurde beschuldigt, während der Revolution im Jahr 2011 aus einem Gefängnis nordwestlich von Kairo ausgebrochen zu sein. Die Staatsanwaltschaft warf ihm zudem vor, sich gemeinsam mit der palästinensischen Hamas gegen Ägypten verschworen zu haben.
Kritiker warnten, mit dem Prozess gegen Mursi sei die letzte Chance vertan, dass Übergangsregierung und Muslimbrüder zusammen eine politische Lösung aushandeln könnten. Der Prozess gegen Mursi zementiere die Differenzen in der ägyptischen Gesellschaft. Er biete keine Lösung, sondern sei eine Reflexion der politischen Krise und der instabilen Lage Ägyptens.

###### Prozess- und Haftbedingungen
Das anstehende Verfahren löste im In- und Ausland Sorge aus, die Armee werde das Land zunehmend wieder in einen Polizeistaat verwandeln. Schon vor Prozessbeginn galt das Gerichtsverfahren weniger im juristischen Vorgehen als in seiner vollständigen Politisierung bedeutend. Die Justiz gehörte selbst zu den „erbittertsten Gegnern“ Mursis. In westlichen Medien kam es zur Einschätzung, dass das Postputschregime mit dem Prozess gegen Mursi in erster Linie versucht, eine juristische Rechtfertigung für die Entmachtung der Muslimbrüder zu erhalten. Menschenrechtler äußerten sich anlässlich des Mursi-Prozesses besorgt über die politische Entwicklung in Ägypten. Ägyptische Menschenrechtler bezweifelten, dass der Prozess gegen Mursi fair verlaufen werde. Sie wiesen auf die fehlende Transparenz des Verfahrens hin und warnten vor politischem Druck hinter den Kulissen. Die Direktorin von Human Rights Watch in Ägypten, Heba Morajef, sagte, „an dem Mursi-Prozess“ sei beunruhigend, dass das Rechtssystem sehr selektiv vorgehe und im Zusammenhang mit der Tötung Hunderter Demonstranten für die Sicherheitskräfte nahezu Straffreiheit herrsche: „Und in einem solchen Klima politisierter Anklagen ist die Chance auf wirkliche Gerechtigkeit gefährdet.“ Amnesty International erklärte den Prozess zum „Test“, ob die Übergangsregierung die Menschenrechte respektiere.

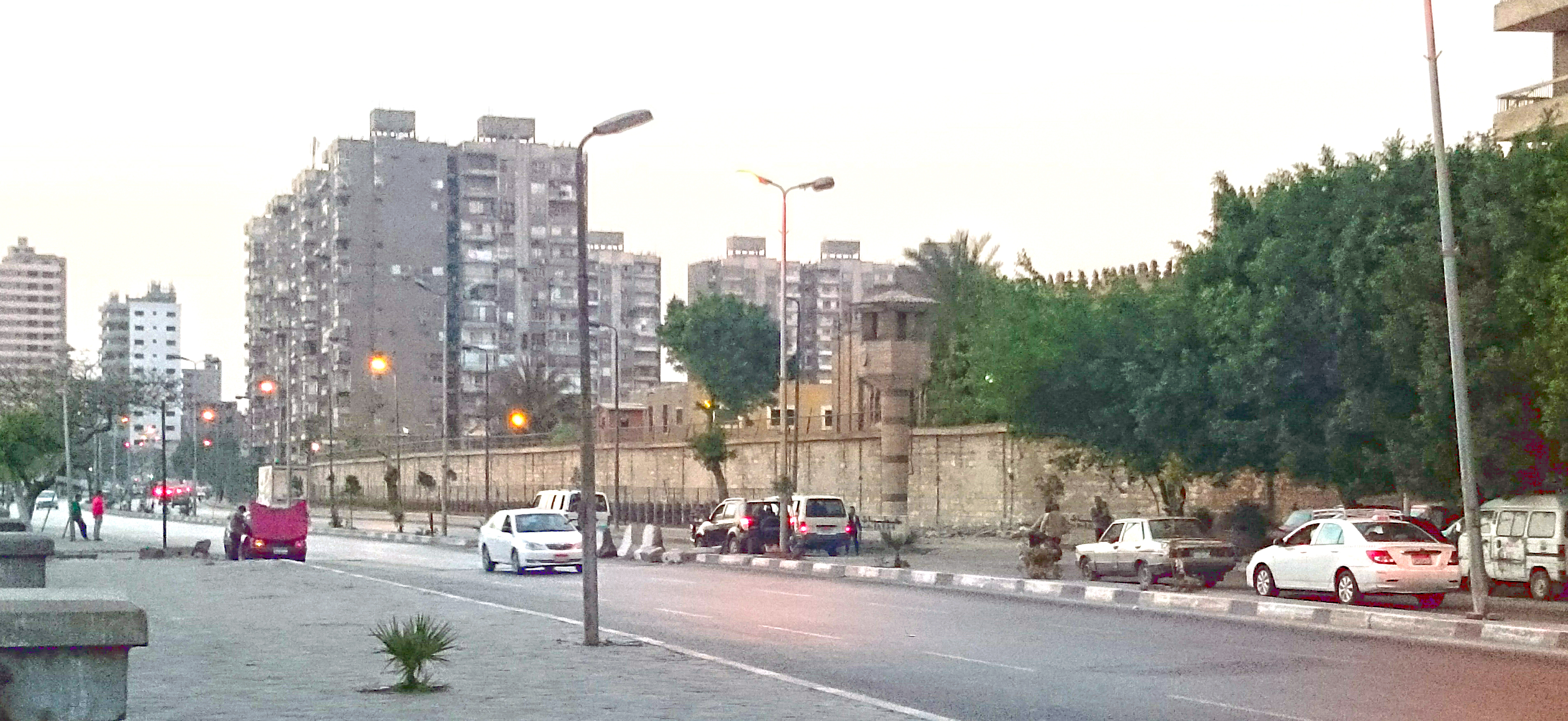
Tora-Gefängnis

In Verbindung mit der Festhaltung Mursis an einem geheimen Ort wurden unfaire Prozessbedingungen beanstandet: Während sich die Verteidigung im Fall des ehemaligen Machthabers Husni Mubarak mit dem Angeklagten hatte besprechen können, so kritisierte der Menschenrechtsanwalt Usman, habe im Fall Mursi niemand mit diesem in Verbindung treten können, auch keine Anwälte. Bereits das Festhalten Mursis seit dem Putsch an einem geheimen Ort verstoße, so Amnesty International, gegen die Menschenrechte. Mursi schien während der Haft fast von der Außenwelt abgeschnitten gewesen zu sein. Bei den Verhören hatte er angeblich keinen Anwalt. Nur zweimal soll ihm erlaubt worden sein, Telefongespräche mit seiner Familie zu führen. Lediglich zu Beginn seines Arrests hatten die EU-Sonderbeauftragte Catherine Ashton und Vertreter der Afrikanischen Union ihn besuchen dürfen. Mursi wurde nach Angaben des ägyptischen Fernsehens nach dem ersten Prozesstag bis zur Fortsetzung des Prozesses ins Gefängnis Borg el-Arab bei Alexandria gebracht, die anderen Mitangeklagten wieder in das Kairoer Tora-Gefängnis. Ursprünglich war das Tora-Gefängnis in Kairo genannt worden, doch soll der Plan verworfen worden sein, da Anhänger Mursis in der Hauptstadt zu leicht Massen mobilisieren können. Seitdem Mursi nach Massenprotesten vom Militär abgesetzt wurde, wird der 62-Jährige an einem geheimen Ort abgeschottet von der Umwelt festgehalten. Ob Mursi bis zum 8. Januar weiterhin in De-facto-Isolationshaft bleiben sollte, blieb zunächst unklar.
Der Rückzug der Richter des Senats des Strafgerichts Kairo-Süd aus dem Fall gegen die Muslimführerschaft wurde in westlichen Medien als Anzeichen gedeutet, dass eine objektive Aufklärung in dem nach dem Putsch herrschenden politischen Klima, bei dem das deklarierte Ziel der Militärs die komplette Zerschlagung der bereits auch formal verbotenen Organisation der Muslimbruderschaft war, nicht gewährleistet sei.
Die sowohl im Verfahren gegen Husni Mubarak als auch in dem parallel laufenden Verfahren gegen Mohammed Mursi Opfer vertretende Juristin Hoda Nasrallah verglich die beiden Prozesse gegen Mursi und Mubarak miteinander. Als Grund dafür, dass Mubarak möglicherweise „mangels Beweisen“ freigesprochen werde, während Mursi lebenslange Haftstrafe oder Todesstrafe drohe, obwohl Mubarak der Tod von 840 und Mursi der von 8 Demonstranten vorgeworfen wurde, gab sie an, dass die Sicherheitsbehörden im Falle Mubaraks de facto die Zusammenarbeit mit dem Gericht verweigert und sogar Beweise verschwinden lassen hatten, während sich das Gericht im Fall Mursi der Kooperation der staatlichen Behörden sicher sein könne, zumal Polizei und Militär keine Rolle in dem Verfahren spielen würden. Karim El-Gawhary sieht in der Sabotage staatlicher Institutionen im Prozess Mubarak einen Hinweis darauf, „wie sehr der Sicherheitsapparat noch im Sinn des alten [Mubarak-]Systems operiert“ und spricht in einem Kommentar in der taz von einer „selektiven Rechenschaft“ der ägyptischen Justiz.

###### Haltung Mursis und der Muslimbruderschaft
Mohammed Mursi erkannte als demokratisch gewählter und vom Militär gestürzter ägyptischer Staatspräsident das Gericht nicht an, sondern bestritt dessen Rechtmäßigkeit. Er beharrte darauf, weiterhin das rechtmäßig gewählte Staatsoberhaupt zu sein und vertrat damit eine Position, die auch von einzelnen Juristen vertreten wurde, die den Muslimbrüdern nicht nahestanden.
Mursi hatte im Laufe seiner Befragungen mit dieser Begründung geschwiegen und konsequenterweise auch keine Anwälte beauftragt ihn zu verteidigen, sondern auf jeden Rechtsbeistand verzichtet. Zwar bildete sich ein Team von mehr als einem Dutzend Anwälten unter der Führung des ehemaligen Präsidentschaftskandidaten Mohamed Selim El-Awa, dessen Mitglieder jedoch über keine Vollmacht verfügten und sich daher lediglich als Prozessbeobachter bezeichneten. Auch das Anwaltsteam der Muslimbruderschaft erklärte, Mursi halte den Prozess für unrechtmäßig und verzichte auf eine Verteidigung. Er werde ohne Anwalt vor Gericht stehen, um deutlich zu machen, dass der Prozess illegitim sei.
Bereits Ende Oktober hatte die von der Muslimbruderschaft angeführte Demokratie-Allianz erklärt, der vom Militär gestürzte Präsident erkenne „weder das Verfahren an noch irgendeine andere Handlung, die aus dem Staatsstreich resultiert“. Da er weder Gericht noch den anstehenden Prozess gegen ihn für legitimiert halte, lehne er es auch von vornherein ab, sich von Anwälten verteidigen zu lassen. Er beabsichtigte daher, sich selbst zu verteidigen. Einer seiner Rechtsanwälte. Mohammed el-Damati, sagte, es sei ein „Paradebeispiel eines unfairen Prozesses“ als „logische Folge des Putsches“ zu erwarten. Ein Urteil über Mursi solle die „Legitimität der Putsch-Regierung“ vortäuschen: „Aber für uns geht es nicht nur um Mursi. Es geht um die Legitimität der Verfassungsordnung.“

###### Ablauf
Am Freitag, den 1. November folgten Hunderte Demonstranten dem Aufruf zu täglichen Protesten gegen den für den folgenden Montag angekündigten Prozess gegen Mursi. Bei Krawallen in Alexandria zwischen Anhängern und Gegnern Mursis wurden nach offiziellen Angaben sieben Menschen verletzt und 60 Demonstranten festgenommen. Auch in Kairo kam es zu Auseinandersetzungen. In den Rand- und Außenbezirken Gizeh, Maadi, Nasr-City und Helwan demonstrierten jeweils mehrere hundert Anhänger der Muslimbruderschaft.
Am 4. November fand der erste Prozesstag gegen Mursi und 14 Mitangeklagte, von denen sieben (darunter Mohammed al Beltagi, Issam al-Irian, Ahmed Abd al Ati und Asaad Schiha) anwesend waren, während sich sieben weitere auf der Flucht befanden, statt. Der zugleich erste öffentliche Auftritt Mursis seit seinem Sturz am 3. Juli begann mit einem Eklat und Tumulten. Mursi erklärte das Verfahren für einen rechtswidrigen Schauprozess einer Militärjunta und begann mit den Worten: „Was hier jetzt passiert ist ein Militärputsch. Ich bin außer mir, dass die ägyptische Justiz als Feigenblatt benutzt werden soll für diesen kriminellen Putsch.“ Ein Fernsehsender berichtete, Mursi habe den Richter auch gegen sich aufgebracht, weil Mursi sich seiner Anordnung widersetzt hatte, den weißen Gefängnisoverall als Kleidung eines Untersuchungshäftlings überzuziehen, sondern in einem dunklen Anzug zum Verfahren erschienen war und sagte: „Ich bin Ihr rechtmäßiger Präsident und Sie sind nicht rechtmäßig!“. Als der Mursi Platz nahm, hoben Anwälte der Angeklagten ebenso wie einfache Anhänger ihre Hände mit angelegten Daumen zum Mursi- oder R4bia-Gruß als Solidarisierungsgeste in die Höhe, worauf einige Journalisten „Hinrichtung! Hinrichtung!“ skandierten. Im Gerichtssaal anwesende Journalisten berichteten von „absolutem Chaos“. Laut Patrick Kingsley vom The Guardian skandierten die Angeklagten und ihre Anwälte gegen die Armee, während manche Anti-Mursi-Journalisten laut die Todesstrafe forderten und es zu Raufereien zwischen verschiedenen Anwälten kam. Mehrere Angeklagte riefen: „Nieder mit der Militärdiktatur!“ Immer wieder stimmten Teile der etwa 300 Zuschauer im Gerichtssaal in die Sprechchöre der Muslimbruderführer wie „Illegitim! Illegitim!“, „Nieder mit der Militärherrschaft“ und „Das Volk will den Sturz des Regimes!“ ein. Journalisten des Pressesyndikats hoben im Gerichtssaal Bilder des Reporters Husseini Abu Dief in die Höhe, der bei den Protesten vor dem Präsidentenpalast im Dezember 2012 getötet worden war. Der Richter erklärte, die Anhörung werde erst wieder aufgenommen, wenn Mursi bereit sei, seine Gefängniskleidung zu tragen. Er unterbrach die Sitzung zehn Minuten nach Beginn. Eine Stunde später nahm der Richter den Prozess wieder auf, vertagte ihn nach erneuten Zwischenrufen der Angeklagten jedoch ein zweites Mal, diesmal auf den 8. Januar, einem Termin, zu dem die neue Verfassung als erster Teil der „Roadmap“ von Militärchef Sisi verabschiedet sein soll. Auch solle damit der Verteidigung Zeit gegeben werden, sich in die Anklage einzuarbeiten. Sollte Mursi sich auch dann weigern, die Autorität des Gerichts anzuerkennen, könnte er durch einen Anwalt vertreten werden.
Anders als beim Prozess gegen Husni Mubarak, bei dem das Gericht das ebenfalls in der Polizeiakademie in Kairo getagt hatte, bekamen die ägyptischen Fernsehzuschauer den Angeklagten diesmal nicht zu Gesicht. Das staatliche Fernsehen verzichtete mit Hinweis auf Sicherheitsgründe auf eine Live-Übertragung, so dass die Verhandlung nicht im staatlichen Fernsehen gesendet wurde. Die wenigen Journalisten, die den Gerichtssaal betreten durften, mussten Mobiltelefon und Kameras abgeben. Karim El-Gawhary vermutete in der taz, die Entscheidung gegen eine Live-Übertragung solle Verhindern, Mursi eine politische Plattform zu geben. Im Gerichtssaal durfte allein das staatliche Fernsehen filmen, das dann seine Version zusammenzuschnitt und sie als weltweit einzig verfügbares bewegtes Bild präsentieren konnte. Zu sehen war darin Mursi bei seiner Ankunft und später im schwarzen Anzug schweigend im Anklagekäfig, von wo aus er die tumultartigen Szenen im Gerichtssaal beobachtete. Diese nachträglich gezeigten Aufnahmen von Mursi beim Betreten des Gerichtsgebäudes und im Verhandlungssaal wurden ohne Ton gesendet.
Vor dem Gelände der zudem bereits Tage zuvor kilometerweit hermetisch abgesperrten Polizeiakademie in Kairo, in der gegen Mursi verhandelt wurde, aber auch in anderen Stadtteilen Kairos, versammelten sich Zehntausende Anhänger des Mursis, um gegen das Gerichtsverfahren gegen Mursi zu protestieren. Andere Medien sprachen lediglich von Hunderten Demonstranten zur Unterstützung Mursis. Sie hielten Plakate mit dem R4bia-Zeichen in die Höhe, „um an den Massenmord von Rabaa zu erinnern“ (Markus Bickel/FAZ) ebenso wie Plakate mit dem Slogan „Nein zum Armeeputsch, Ja zur Legalität“, sprühten „CC [für „Sisi“] ist ein Mörder“ auf vorbeifahrende Fahrzeuge und präsentierten Mursis Konterfei auf Pappmasken und T-Shirts. In ganz Kairo waren Gefolgsleute Mursis auf den Straßen, so vor dem Staatsgerichtshof in der Innenstadt und vor dem Verfassungsgericht am Nilufer, wo Mursi Ende Juni 2012 seinen Amtseid leistete, weil das Militär kurz zuvor das Parlament aufgelöst hatte. Zum Prozessauftakt kam es zu Zusammenstößen von Anhängern und Gegnern Mursis. Passanten griffen Mursi-Anhänger an, die vor dem Verfassungsgericht in Kairo gegen den Prozess protestierten. In Alexandria kommt es zu Straßenschlachten. Vereinzelt kam es am 4. November zu Zusammenstößen. Islamisten attackieren mehrere regierungsnahe Journalisten, die Polizei nahm einige Dutzend Demonstranten in Kairo und Alexandria fest. In der Stadt Ismaelija erschoss ein Unbekannter einen Militäroffizier.
Wegen des Verfahrens und in Vorbereitung drohender neuer Proteste waren vor Beginn des Prozesses landesweit die Sicherheitsvorkehrungen verschärft worden, mit den ausgedehntesten Sicherheitsvorkehrungen, die in Ägypten je durchgeführt worden waren. Die Metro-Stationen bleiben geschlossen. Kameras, Metalldetektoren, Sprengstoff-Hunde und Scharfschützen wurden eingesetzt. Der Tahrir-Platz in Kairo wurde vom Militär mit Stacheldraht abgesperrt. 20000 Polizisten und Soldaten, ein Mehrfaches dessen, was an Personal beim Prozessauftakt von Mursis Vorgänger Mubarak im August 2011 im Einsatz war, wurden von der militärgestützten Übergangsregierung aufgeboten um den Behelfs-Gerichtssaal im Kairoer Stadtteil Tora zu sichern und das Innenministerium setzte Tränengas ein. Bis kurz vor Prozessbeginn war der Ort des Gerichtsverfahrens nicht öffentlich gemacht worden.
Wenige Stunden vor Beginn des Prozesses verweigerten ägyptische Behörden Osama Mursi, einem politisch hinter seinem Vater und den Zielen der Muslimbruderschaft stehenden Sohn Mursis, der angeblich in der Nacht auf den 4. November von Kairo aus nach Malaysia fliegen wollte, die Ausreise. Beobachter vermuteten, dass dadurch verhindert werden sollte, dass Osama Mursi vom Ausland aus eine Kampagne zur Unterstützung seines Vaters organisiere.

#### Übergriffe auf Christen (Mitte August)
Unmittelbar nachdem die Armee in Kairo bei der gewaltsamen Auslösung der Sitzproteste von Islamisten „ein Blutbad mit Hunderten Toten angerichtet hatte“, kam es insbesondere im anteilig stärker christlich besiedelten Oberägypten zu Attacken auf mindestens 42 Kirchen, 122 Läden, fünf Schulen und 51 Häuser, in den Verwaltungsbezirken oder Provinzen Minya, Asyut, Fayum, Giza, Sues, Sohag, Bani Suwaif, Luxor und Nord-Sinai an, von denen am 14. August mindestens 37 in Brand gesetzt oder beschädigt wurden. Von Seiten der Muslimbruderschaft war den Christen zuvor vorgeworfen worden, das Militär zu unterstützen. Mindestens vier Menschen, darunter drei koptische Christen und ein Muslim, starben nach Angaben von Human Rights Watch und Amnesty International bei den Angriffen in Delga, Minya Stadt und Kairo. Im ganzen Land wurden laut Amnesty International mehr als 200 in christlichem Besitz befindliche Immobilien angegriffen, wobei 43 Kirchen ernsthaft beschädigt wurden. In der nahe Minya gelegenen Stadt Delga, wo 62 koptische Familien aus ihren Häusern vertrieben wurden und zwei Kopten getötet wurden, beendeten Sicherheitskräfte erst Ende September den dort von Islamisten ausgerufenen Schariastaat.
Die offiziellen Angaben der ägyptischen Regierung sprechen davon, dass „Anhänger Mursis“ (Die Zeit) drei christliche Kirchen in Brand gesetzt hätten, nachdem Sicherheitskräfte mit der Räumung zweier Protestlager von Mursi-Unterstützern in Kairo begonnen hatten.
Menschenrechtsgruppen machten zunächst verschiedene Gruppierungen oder Individuen verantwortlich, auch Aktionen von Provokateuren aus dem Geheimdienst wurden bekannt.

##### Frühe Meldungen
Bereits unmittelbar nach der gewaltsamen Räumung der Protestlager der Mursi-Anhänger am 14. August 2013 sollen radikale Islamisten nach Angaben christlicher Aktivisten in sozialen Netzwerken drei Kirchen angegriffen und Feuer vor Kirchen in den Provinzen Minya und Sohag gelegt haben. Laut Mitteilung des anglikanischen Bistums von Ägypten in Kairo griffen Mursi-Anhänger die anglikanische Kirche in Suez mit Steinen und Brandsätzen an. Auch eine katholische Kirche in Suez sei angegriffen worden. Der koptisch-katholische Bischof von Asyut, Kyrillos William Samaan, gab gegenüber Kirche in Not an, in den Städten Sohag, Fayum und Bani Suwaif sowie auf der Sinai-Halbinsel seien Kirchen von Islamisten angegriffen und Christen bedroht worden.
Nach Angaben aus Sicherheitskreisen wurde in Abanub in der Provinz Asyut eine koptische Kirche durch Extremisten niedergebrannt. Die christliche Zeitung Watani gab an, Islamisten hätten insgesamt 35 Kirchen oder andere Einrichtungen der Kopten angegriffen. Einem Bericht im Spiegel zufolge wurde von Seiten der Armee am 16. August von der Kirche des Heiligen Georg in Kairo aus auf eine an der Kirche vorbeimarschierende Menge von 3000 Islamisten geschossen. Nach Angaben von Armeeangehörigen sollen dabei mehrere Islamisten in schweren Gefechten getötet worden sein.

##### Opfer und Schäden
Vom 14. August bis zum 17. August 2013 kam es nach Angaben von christlichen Aktivisten landesweit zu 85 Übergriffen auf christliche Kirchen, Schulen und Gemeindezentren sowie auf im Besitz von Christen befindliche Geschäfte und Häuser. Nach anderen Angaben vom 18. August berichteten christliche Websites von 49 Angriffen in den vorangegangenen Tagen. Martin Gehlen fasste am 18. August zusammen, dass „in einem beispiellosen Rachefeldzug islamistischer Radikaler“ seit dem Blutbad vom 14. August 63 Kirchen angezündet und geplündert wurden. Die Welle der Überfälle konzentrierte sich bis zu diesem Zeitpunkt vor allem auf mittelägyptische Städte mit starken islamistischen Kräften und einem christlichen Bevölkerungsanteil von teilweise bis zu 30 Prozent, wie Bani Suwaif, Fayum, Minya, Sohag und Asyut. Amnesty International berichtete im Oktober, es seien 43 Kirchen ernsthaft beschädigt worden.
Beispiele für bekanntgewordene Übergriffe:
- Fünf katholische Schulen in Minya, Sues und Asyut brannten teilweise bis auf die Grundmauern nieder.[188]
- In Sues und Asyut wurden zwei Klöster zerstört.[188]
- In Minya wurde ein kirchliches Waisenhaus schwer beschädigt.[188] Ein 33-jähriger christlicher Kellner und ein muslimischer Koch verbrannten bei lebendigem Leibe in einer Toilette des Restaurantschiffs Mermaid, in der sie sich zuvor verbarrikadiert hatten.[189]
- In Kairos Stadtzentrum wurde laut Al Jazeera der Konvent der Franziskanerinnen angegriffen.[188]
- In Alexandria lynchte der Mob auf offener Straße einen koptischen Taxifahrer, der mit seinem Wagen unbeabsichtigt in eine Pro-Mursi-Demonstration geraten war.[188]
- In Kairo wurden laut der katholischen Kirchenführung 58 Wohnhäuser, 85 Geschäfte und 16 Apotheken geplündert.[188]
- In Luxor wurden drei in koptischem Besitz befindliche Hotels angezündet.[188]
- In Bani Suwaif wurden nach Angaben der Nachrichtenagentur AP der Schulleiterin drei Nonnen der Franziskanerinnen-Schule auf offener Straße sexuell misshandelt sowie die Franziskanerinnen-Schule geplündert und in Brand gesetzt.[188]
- In der Kleinstadt Delga in der oberägyptischen Provinz Minya riefen Islamisten einen Scharia-Staat aus. 40 christliche Familien flüchteten aus dem Ort, nachdem ihre Häuser niedergebrannt worden waren. Die Angehörigen der christlichen Minderheit, die in Delga zurückgeblieben waren, wurden vier Wochen lang von Islamisten mit Schutzgelderpressung und Entführungen terrorisiert, bis Sicherheitskräfte die staatliche Kontrolle über den Ort wiederherstellen konnten.[122][189]

##### Reaktionen und Wertungen
Der Beauftragte der Bischofskonferenz in Kairo und Pfarrer der deutschsprachigen, katholischen Sankt-Markus-Gemeinde in Kairo, Monsignore Joachim Schroedel, sprach am 15. August im ZDF von angezündeten Kirchen, die belegen würden, dass es sich bei den „fundamentalistischen Muslimbrüdern“ nicht um demokratische Demonstranten, sondern um „terroristische Elemente“ handeln würde. Den Einsatz der Sicherheitskräfte gegen die Protestcamps der Muslimbrüder bewertete er trotz Hunderter von Toten als „sehr verantwortungsvolles Verhalten“ von Polizei und Militär. Nach seinem Gefühl und Gespür hätten es aus Sicht vieler Menschen die Mursi-Sympathisanten unterlassen auf „alle Angebote“ zu reagieren, sondern seien „fundamentalistisch“ geblieben, weshalb mit der gewaltsamen Räumung der Lager „neue Wege beschrieben werden“ mussten. Monate später wiederholte Schroedel, angesprochen auf die Kritik in Deutschland an seinen TV-Äußerungen zur Einstellung der Ägypter zu Leben und Tod angesichts des Blutbades vom 14. August, seine Formulierung, die Lager seien „unter hohen Verlusten“ geräumt worden. Er bekräftigte erneut, dass im Vergleich zur hohen Anzahl dort lebender Menschen „einige Hundert Tote von der Mehrheit der Ägypter in Kauf genommen werden“. „Alle Bischöfe, auch Koptenpapst Tawadros,“ so Schroedel weiter, hätten „in Grußworten dem Militär gedankt, dass es die Herrschaft Mursis beendet hat. Die Toten wurden also von offizieller kirchlicher Seite sanktioniert. Ein Ägypter hat ein anderes Verhältnis zu Leben und Tod.“ Für die Mehrzahl der Ägypter sei „die Herrschaft der Islamisten unter Mursi eine schwarze, dunkle Wolke“ gewesen.
Der deutsche Bundesaußenminister Guido Westerwelle distanzierte sich nach dem ZDF-Auftritt Schroedels von dieser Einschätzung in derselben Heute-journal-Sendung, wertete es stattdessen als „Niederlage der internationalen Diplomatie“, dass es nicht gelungen sei, „ein Blutbad in Ägypten“ zu verhindern, betonte aber zugleich, der Schutz der Christen in Ägypten sei ein wichtiges Anliegen der deutschen Politik.
Die koptisch-orthodoxe Kirche erklärte in der Nacht vom 16. auf den 17. August ihre Unterstützung im Kampf gegen „bewaffnete gewalttätige Gruppen und schwarzen Terrorismus“ und ihre Solidarität mit Polizei und Armee, die wenige Monate zuvor noch als erklärter Feind der Christen aufgetreten war und im Oktober 2011 28 christliche Demonstranten getötet hatte.
Die Muslimbruderschaft verurteilte die Angriffe auf Kirchen und forderte ihre Anhänger zur Zurückhaltung auf, warf den Kopten in einer Stellungnahme jedoch eine Mitschuld vor, indem diese sich gegen die Muslimbrüder gestellt hätten.
Als Ursache für die Übergriffe auf die Kopten gilt nicht ihre Zugehörigkeit zu einer religiösen Minderheit an, sondern der Umstand, dass die christliche Minderheit den Putsch gegen den Präsidenten Mursi unterstützt hatte. Festgemacht wird die Mitverantwortung der koptischen Minderheit an dem Sturz von Mursi unter anderem auch daran, dass der Patriarch von Alexandrien, Papst Tawadros II., am Putschtag, den 3. Juli, der Rede von General Sisi auf der Rednerbühne beigewohnt hatte. Salafisten und Muslimbrüder sollen dies den Kopten angelastet gaben. Tawadros II. hatte sich zu diesem Zeitpunkt seiner noch kurzen Amtszeit bereits von der Politik seines Vorgängers, Papst Schenuda III., gelöst. Dieser hatte von 1971 bis zu seinem Tod im März 2012 die Kirche geführt, indem er politische Positionen mied und die enge Zusammenarbeit mit dem Staat anstrebte. Tawadros II. lobte dagegen den Putsch gegen Mursi öffentlich mit Dankesgesten an die Armee. Als zweites Feindbild der Islamisten wird der koptische Unternehmer Naguib Sawiris angesehen, der in offener Ablehnung der Muslimbruderschaft die Aktivistenbewegung „Tamarod“ finanziert hatte, deren Protestmärsche dem Putsch vorausgegangen waren.
Die Übergangsregierung verbot der Bevölkerung am Abend des 18. August, Bürgerwehren aufzustellen: die Bildung von „Volkskomitees“ zur Sicherung von Vierteln, so das Innenministerium, „die benutzt werden, um illegale Handlungen zu begehen“, sei untersagt. General Sisi versprach den Christen im August, dass die Armee den Aufbau der zerstörten Kirchen aus eigenen Mitteln bezahlen werde. Doch wurde bemängelt, dass die neuen nichtislamistischen Herrscher sich unwillig oder unfähig zum Schutz der Kopten durch staatliche Sicherheitskräfte gezeigt hätten. Konfessionelle Konflikte existierten zwar bereits in den Jahren vor dem Sturz Husni Mubaraks von Februar 2011, aber seit der Revolution von 2011 hätten die alten Regelungsmechanismen, in denen Vertreter des im März 2012 verstorbenen koptischen Papstes Schenuda III., Polizeioffiziere und Repräsentanten der muslimischen Azhar Lösungen zum Schutz der Kopten fanden, nicht mehr funktioniert. Angesichts ausbleibenden Schutzes drohe ein Anhalten einer Abwanderung der Kopten trotz des Willens zur Koexistenz in betroffenen Gemeinden. Beispiel:
Die sich selbst als „liberale“ ägyptische Nichtregierungsorganisation bezeichnende Egyptian Center for Public Policy Studies (ECPPS) nannte in ihrem Report „Oppressed under different regimes — Egypt’s Christians between sectarian violence and state negligence“ von September 2013 die Zerstörung von 30 Gotteshäusern und über 60 christlichen Läden, Häusern und Autos im August 2013 die „heftigsten gewaltsamen Szenen in Ägyptens jüngerer Geschichte“, benannte jedoch nicht die Initiatoren der Attacken.
In einem am 9. Oktober verbreiteten Bericht von Amnesty International warf die Menschenrechtsorganisation der ägyptischen Militärregierung vor, die Christen nicht ausreichend gegen Angriffe von Islamisten geschützt zu haben, weshalb es zu der verheerenden Gewaltwelle gegen die koptische Minderheit Mitte August gekommen sei. Laut Amnesty International hätten die Sicherheitskräfte nach der Absetzung Mursis Anfang Juli wissen müssen, dass „ein Teil der Muslimbrüder“ (Die Welt) ihre Wut an Christen auslassen würde, doch seien keine rechtzeitigen Vorkehrungen getroffen worden, die Gewalt zu stoppen. Amnesty International forderte eine unabhängige Untersuchung der Vorfälle. Aus von Amnesty International dokumentierten Graffiti der Angreifer an den Wänden mit Slogans wie „Mursi ist mein Präsident“ und „Sie töteten unsere Brüder während des Gebets“ folgerte die Menschenrechtsorganisationen, dass die Angriffe höchstwahrscheinlich konfessionell bedingt und mit den Ereignisse des „harten Vorgehens der Sicherheitskräfte gegen Mursi-Unterstützer in Kairo“ verknüpft waren. Den Attacken seien häufig Aufstachelungen in lokalen Moscheen und durch religiöse Führer vorausgegangen. Hassiba Hadj Sahraoui, die stellvertretende Direktorin der Abteilung für den Mittleren Osten und Nordafrika von Amnesty International, kritisierte auch die Führung der Muslimbruderschaft: „Angesichts der Tatsache, dass diese Attacken als Vergeltung für das harte Vorgehen gegen Pro-Mursi Sitzstreiks ausgeführt wurden, äußerte sich die Führung der Muslimbruderschaft zu spät und zu ausweichend zu den Angriffen, indem sie Schlägertrupps für die Attacken verantwortlich machte.“ Die „christliche Gemeinschaft in ganz Ägypten“ sei „von einigen Unterstützern des abgesetzten Präsidenten Mohamed Mursi ausgewählt [worden], um für Racheaktionen für die Ereignisse in Kairo herzuhalten“. Die Nahost-Expertin Ruth Jüttner von Amnesty International in Deutschland kritisierte, „dass koptische Christen offenbar von Anhängern des ehemaligen Präsidenten Mursi für Racheaktionen ausgewählt wurden und die Regierung sie nicht schützt.“

#### R4bia-Kampagne
Die militärgestützte Übergangsregierung hatte Mitte August über das Staatsfernsehen verbreitet, jeglicher Protest werde sofort niedergeschlagen. Die seit Wochen strikt entsprechend der Regierungslinie berichtenden Sender hatten der Bevölkerung geraten zu Hause zu bleiben, da es in dem von den Medien vielgelobten „Kampf gegen den Terrorismus“ zu Gewalt kommen könne.
In dieser Situation demonstrierten beispielsweise am 23. August auf weitgehend friedlich verlaufenden Kundgebungen vor 28 Moscheen in Kairo Tausende Anhänger Mursis gegen die Armeeführung und protestierten auf den sich Nachmittags auflösenden Demonstrationen mit dem neuen Symbol ihrer Protestbewegung, einer schwarzen Hand auf gelbem Hintergrund, die den sogenannten Mursi-Gruß mit vier ausgestreckten Fingern und dem quer über die Handfläche gelegten Daumen bildet.
Dieses „R4bia“-Emblem sollte an die vielhundertfache Tötung von Demonstranten durch die Armee vor der Rābiʿa-al-ʿAdawiyya-Moschee vom 14. August erinnern und spielte auf die arabische Bedeutung des Mädchennamens Rābiʿa (deutsch: „Vierte“) an. Zudem stand das R4bia-Zeichen für den Rābiʿa-al-ʿAdawiyya-Platz in Ägypten, der zum zentralen Demonstrationsort für Mursi-Anhänger geworden war. Als Symbol für die blutige Stürmung des größten Protestlagers der Islamisten durch die Sicherheitskräfte wurde es somit ein bleibendes Zeichen des Widerstands der Muslimbruderschaft.
Auch transnational wurde das R4bia-Zeichen als Symbol der Pro-Mursi-Proteste von Demonstranten verwendet, wie am folgenden Wochenende auf einer von verschiedenen Gewerkschaften, Verbänden und Bürgerrechtsbewegungen organisierten Solidaritätskundgebung Tausender Menschen auf dem zentralen S?hhiye-Platz im türkischen Ankara oder am 17. und 24. August auf Demonstrationen im deutschen Berlin. Der deutsche Verfassungsschutz ordnete die internationale R4bia-Bewegung, die sich gegen die Machtübernahme durch das ägyptische Militär wendete und zu der auch Demonstrationen in Stuttgart mit mehreren Tausend Teilnehmern in Verbindung standen, den Muslimbrüdern zu.
Als der Spitzenstürmer des Fußballvereins und Champions-League-Siegers al Ahly Kairo, Ahmed Abd el-Zaher, im November beim Torjubel nach seinem Torschuss in einem Finalrückspiel das R4bia-Zeichen als Vier-Finger-Gruß der Muslimbruderschaft präsentierte, reagierte sein Verein mit der Suspension Abdel-Zahers und fror seine Gehaltszahlungen wegen der politischen Sympathiebekundung ein. Der ägyptische Fußballverband EFA wurde beauftragt den Vorfall zu untersuchen und den Fußballer gegebenenfalls zu sperren. Der ägyptische Sportminister Taher Abouzeid erklärte, er erwarte, dass Abd el-Zaher von seinem nationalen Sportverband genauso gesperrt und mit einer Geldstrafe belegt werde, wie dies mit dem ägyptischen Kung-Fu-Sportler Mohamed Yousuf Ramadan geschehen war. Dieser war für zwei Jahre von der Teilnahme an internationalen Meisterschaften gesperrt worden, nachdem er bei der Verleihung der Gold-Medaille bei der Weltmeisterschaft in Sankt Petersburg im Oktober ein T-Shirt mit dem R4bia-Symbol getragen hatte. Mohamed Yousuf Ramadan gab für seine Verwendung des R4bia-Zeichens humanitäre statt politische Gründe an. Er habe sich mit dem T-Shirt an persönliche Freunde seit Kindheitstagen erinnern wollen, die am Rābiʿa-al-ʿAdawiyya-Platz getötet worden seien und zu den Tausenden von Opfern der Staatsgewalt gezählt hätten.
Mit der offiziellen Einstufung der Muslimbruderschaft als Terrororganisation durch die militärgestützte Übergangsregierung am 25. Dezember 2013 wurde auch die Verwendung des R4bia-Zeichens unter Strafe gestellt. Als Strafmaß für das Verwenden des R4bia-Zeichens in sozialen Medien wurden am 27. Dezember 2013 fünf Jahre Haft verkündet.

Galerie: Anti-Putsch-Demonstration mit R4bia-Symbolen in Kairo-Maadi vom 20. September 2013:
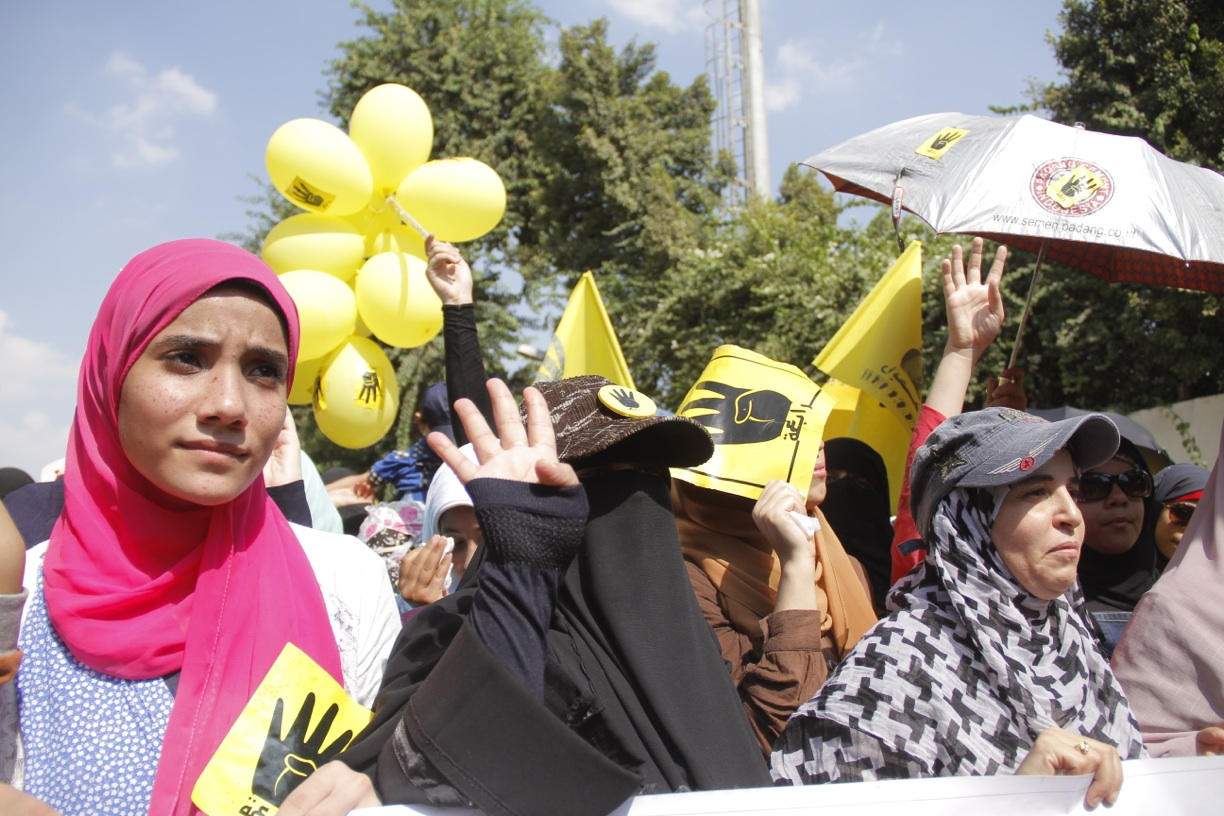
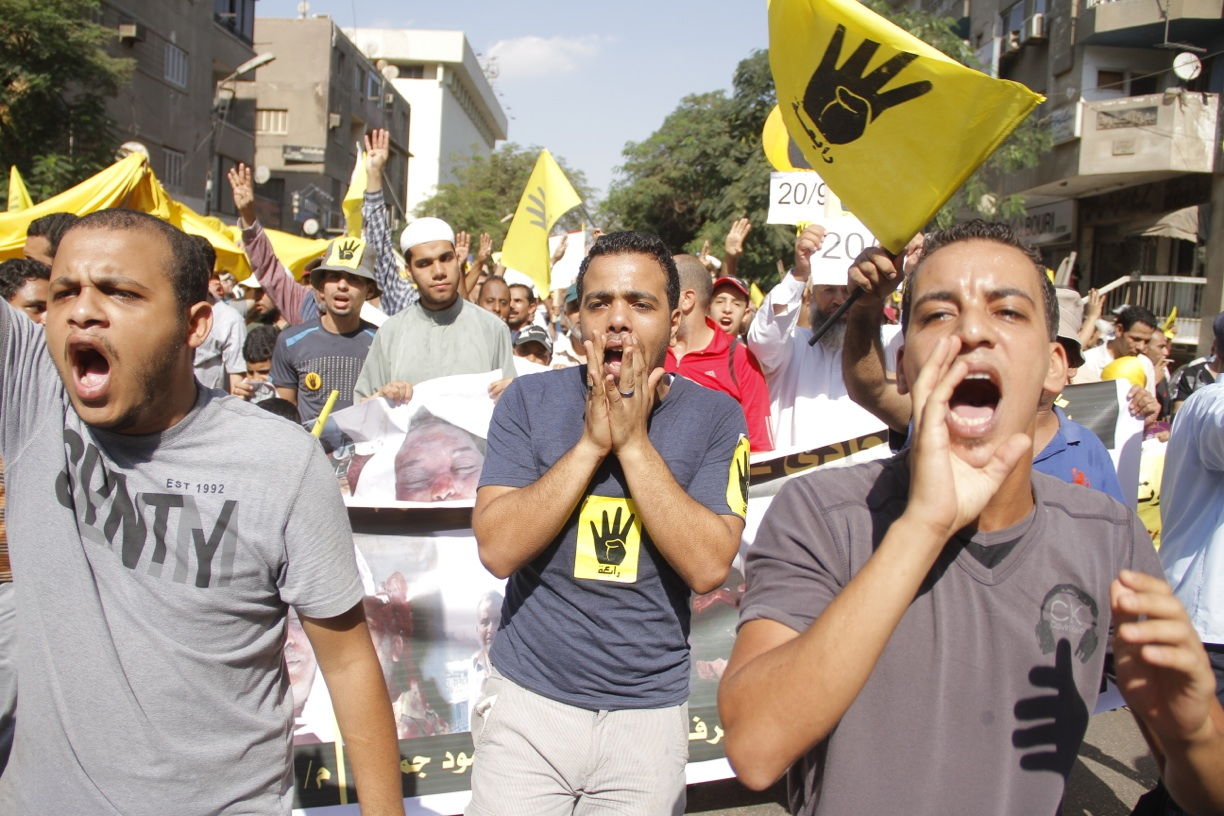
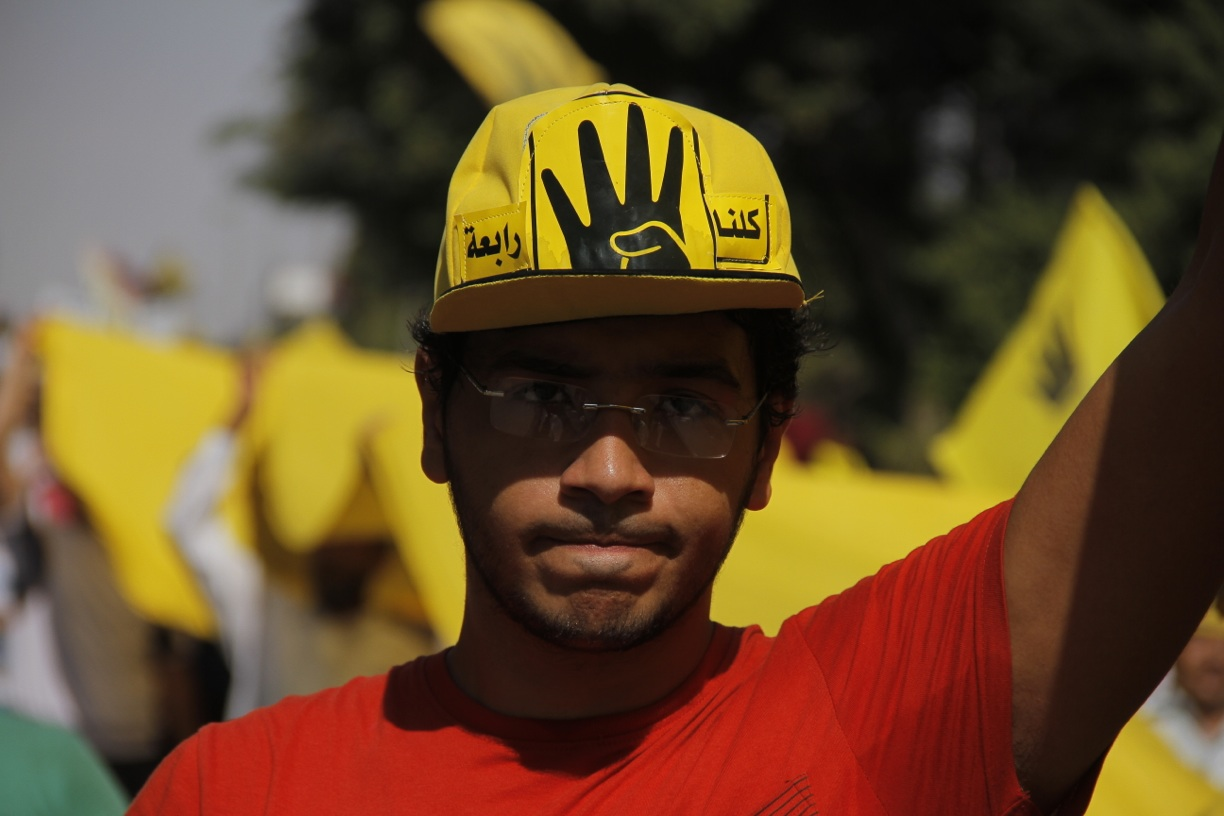
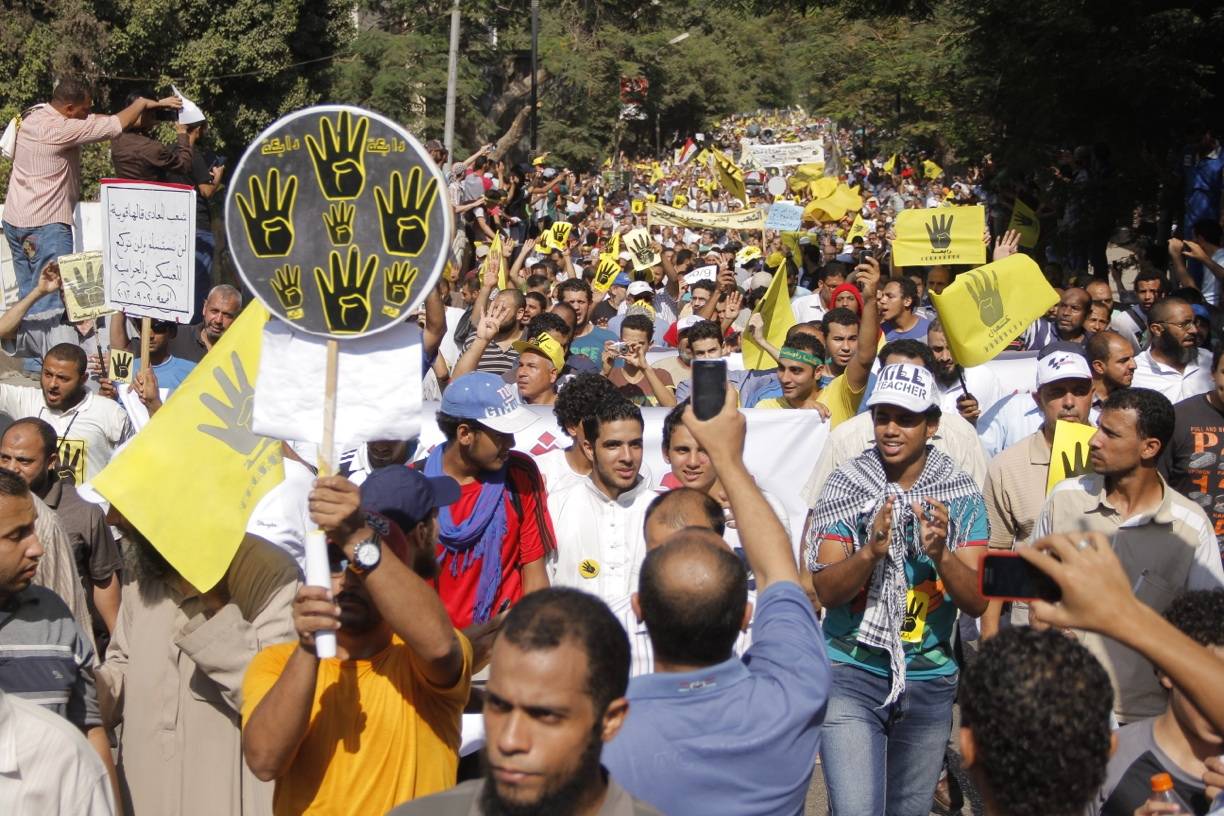
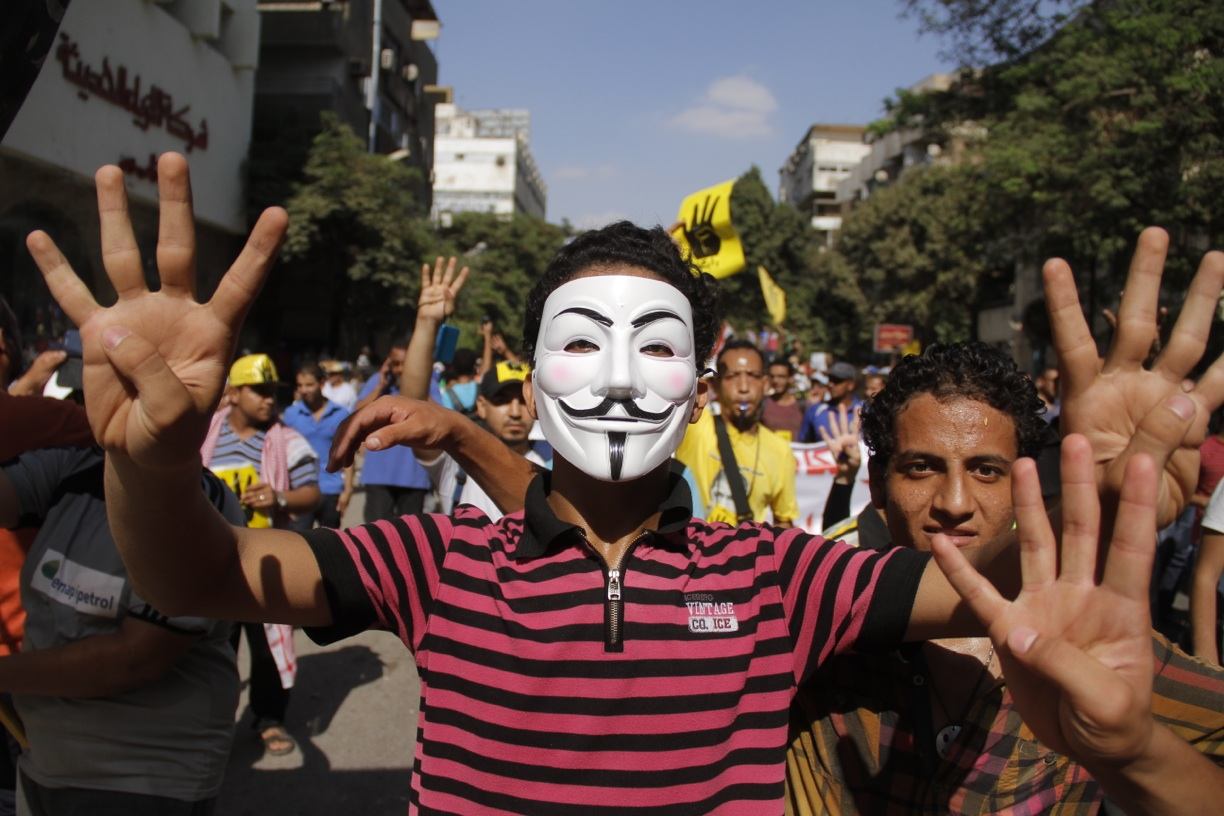

#### Fortsetzung der Gewalt und Blutbad bei der Al-Fetah-Moschee am Ramses-Platz (16. August)

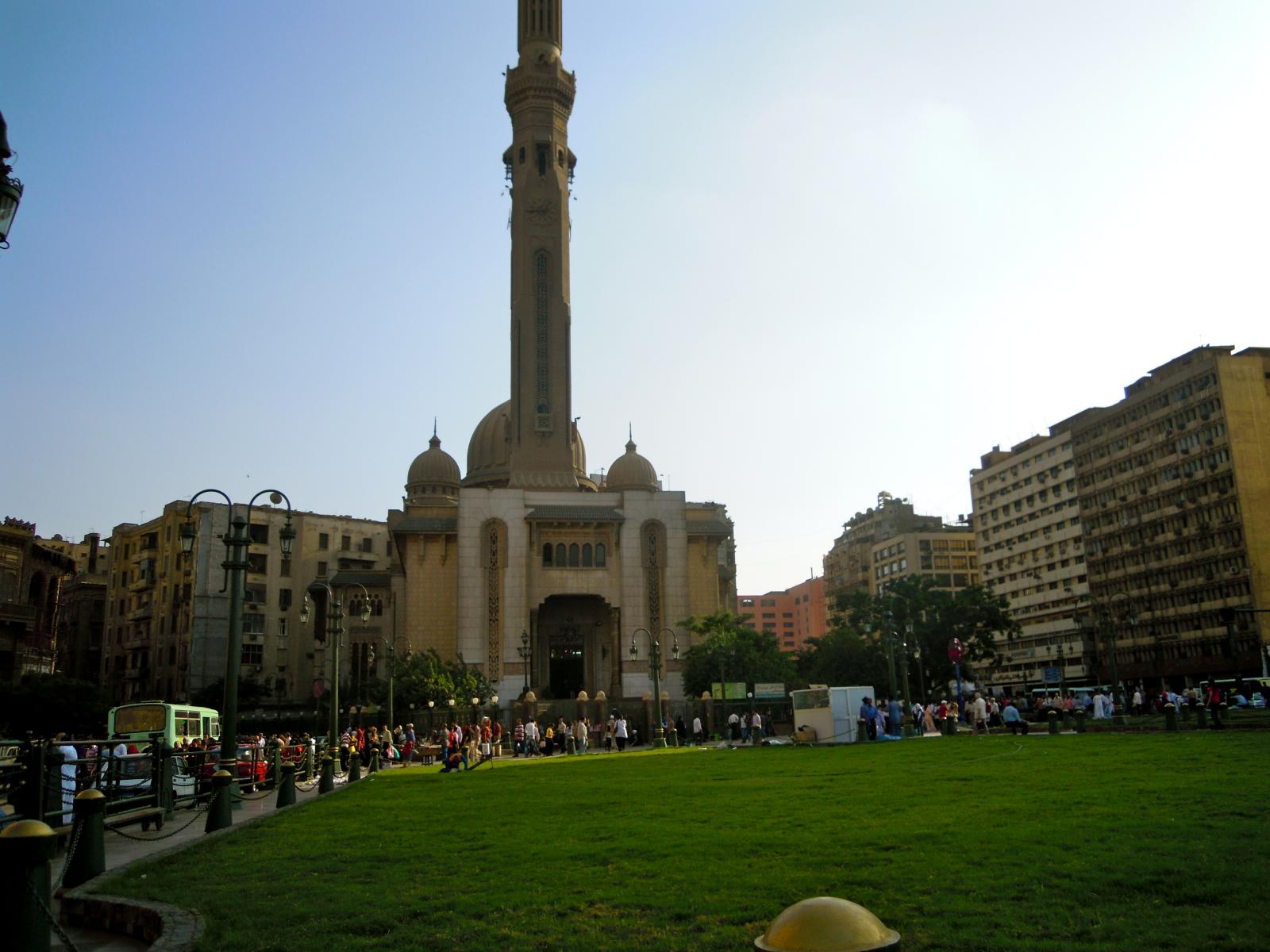
Al-Fetah-Moschee am Ramses-Platz

Nach dem Freitagsgebet demonstrierten am 16. August in mehreren Städten Ägyptens Zehntausende gegen Polizeigewalt und die Entmachtung von Präsident Mursi.
Nach Angaben der Übergangsregierung wurden bei Auseinandersetzungen zwischen Sicherheitskräften und Anhängern des gestürzten Präsidenten am 16. August landesweit erneut mindestens 173 Zivilisten getötet und 1330 Menschen verletzt. Davon fielen 95 Todesopfer allein auf Kairo, wo auch ein Sohn des Chefs der Muslimbruderschaft, Muhammad Badi’e, erschossen wurde. In Ismailia wurden nach Angaben aus Krankenhäusern vier Demonstranten getötet. In der Hafenstadt Damiette starben Sanitätern zufolge acht Demonstranten.
Zentrum der Proteste in Kairo war der Ramses-Platz, wohin Tausende Demonstranten von den Moscheen nach dem Freitagsgebet zu einer zentralen Kundgebung zogen. Die Polizei schoss mit Tränengas und scharfer Munition, nach Zeugenberichten wurden Steine und Brandsätze geworfen. Patrick Kingsley berichtete für den Guardian, er sei „Augenzeuge eines Massakers“ an mindestens 19 Menschen am Ramses-Platz geworden. Der Guardian bezeugte Dutzende von Leichen auf dem Boden der Al-Fetah-Moschee am Ramses-Platz liegend gesehen zu haben. Ein Sprecher der Muslimbruderschaft gab an, dass 45 Menschen am Ramses-Platz von Seiten der Putschisten getötet worden seien. Aus dem Innenministerium hieß es dagegen, Dutzende Demonstranten hätten die nahe gelegene Ezbekija-Polizeistation attackiert, worauf ein Gefecht mit Schusswaffen auf beiden Seiten entbrannt sei, bei dem mehrere unbeteiligte Zivilisten getötet worden seien.
Ein zweites Zentrum der Gewalt in Kairo war die 15.-Mai-Brücke. Sie wurde am 16. August zu einem Hauptschauplatz blutiger Gefechte zwischen Sicherheitskräften und protestierenden Anhängern der Muslimbrüder. Menschen sprangen in Panik von der Brücke.
Seit dem 14. August erhöhte sich die offizielle Zahl der Toten in ganz Ägypten damit auf mehr als 800, die der getöteten Polizisten auf 57. Die Regierung nahm Massenverhaftungen vor. Nach offiziellen Angaben wurden vom 16. August bis zum 17. August 1004 Personen festgenommen, darunter nach Angabe aus Sicherheitskreisen auch ein Bruder von al-Qaida-Chef Aiman Al-Sawahiri.
Am 17. August räumten Mitglieder einer Spezialeinheit nach heftigen, aber unblutigen Schusswechseln mit bewaffneten Anhängern Mursis gewaltsam die von Polizei, Militär und einer Menschenmenge belagerte Al-Fateh-Moschee im Stadtzentrum Kairos, in der sich mindestens 700 Mursi-Anhänger nach einer Demonstration vom 16. August nach Beginn der Ausgangssperre verbarrikadiert und laut Augenzeugenberichten aus Angst vor den Sicherheitskräften und Schlägerbanden um freies Verlassen der Moschee verhandelt hatten. Dabei wurden nach Angaben der Übergangsregierung 385 Menschen festgenommen.
Ein Bericht von Amnesty International, der die Ergebnisse eines Teams der Menschenrechtsorganisation bei der Besichtigung in Krankenhäusern und Leichenhallen in Kairo auswertete, beschrieb als Auffälligkeit bei den Opfern zahlreiche Einschüsse in Kopf und Brust. Der Ägyptologe Henning Franzmeier erklärte, dass die Sicherheitskräfte „nicht zwischen friedlichen und gewaltbereiten Demonstranten“ unterscheiden würden.

#### Massentod von Untersuchungshäftlingen (18. August)
Am 18. August 2013 erstickten 37 Menschen bei einem Gefangenentransport. Nach Festnahmen unter islamistischen Demonstranten hatte der Gefangenentransporter am 18. August 2013 stundenlang in der prallen Hitze im Hof des Gefängnisses Abu Saabal gestanden. Als die 45, in das völlig überfüllte Polizeifahrzeug gepferchten Gefangenen unruhig wurden, sprühten die Polizisten Tränengas in das Innere des Wagens. 37 der Gefangenen starben. Sie waren Teil eines Konvois mit etwa 600 Gefangenen. Das inzwischen vierte und diesmal in Polizeigewahrsam geschehene Blutbad an Anhängern der Muslimbruderschaft rief auch unter Mursi-Gegnern und Unterstützern des Militärputsches Reaktionen des Entsetzens hervor.
Der Vorfall war Teil der Polizeiaktionen zur blutigen Niederschlagung der größtenteils friedlichen Dauerproteste der Islamisten, die gegen den Sturz des Präsidenten Mursi durch das Militär im Juli 2013 demonstriert hatten. Bei dem Gerichtsurteil gegen die aus den Reihen der Polizei stammenden Täter vom 18. März 2014 handelte es sich um die erste und einzige Verurteilung im Zusammenhang mit den Aufständen in Kairo vom Sommer 2013, bei deren Niederschlagung in oft brutalen Einsätzen der Sicherheitskräfte mindestens 1400 Menschen teilweise durch systematische Erschießungen getötet worden waren.

##### Darstellung des Militärregimes
Das Innenministerium hatte den Vorfall nach offizieller Lesart so dargestellt, dass 36 Häftlinge getötet worden seien, die versucht hätten, aus der Haft zu entkommen. Über den Verlauf der angeblich gewaltsamen Auseinandersetzungen bei dem Fluchtversuch wurden wiederum unterschiedliche Berichte in Umlauf gebracht.
Die militärgestützte Übergangsregierung gab an, die Gefangenen hätten versucht, aus dem Polizeifahrzeug zu fliehen, als sie ins Gefängnis gebracht werden sollten. Die Polizei habe Tränengas eingesetzt, um den Ausbruch zu verhindern, wobei 36 der Fluchtwilligen erstickt seien. Zudem hätten die Gefangenen einen Polizisten als Geisel genommen.

##### Darstellung der Muslimbruderschaft
Vonseiten der Muslimbruderschaft wurden zunächst 52 ihrer Mitglieder als Todesopfer angegeben, später korrigiert auf 35. Ihrer Darstellung nach hatte es sich um keinen Fluchtversuch gehandelt.

##### Strafverfolgung
Der Generalstaatsanwalt ordnete am 22. Oktober ein Eilverfahren an, bei dem sich vier Polizisten „wegen der Tötung von 39 Islamisten“ (WAZ) vor Gericht verantworten mussten. Die Anklage lautete auf Mord und fahrlässige Körperverletzung.
Aus Sicherheitskreisen verlautete, die Staatsanwaltschaft habe unmittelbar nach dem Vorfall vom 18. August Ermittlungen aufgenommen. Insgesamt seien sieben Polizisten verwickelt gewesen. Vier der Polizisten seien wegen der Tötung von Gefangenen angeklagt worden. Nach Überzeugung der Anklage waren die Muslimbrüder festgenommen und in ein Polizeifahrzeug verbracht worden, in das die Polizisten später Tränengasgranaten feuerten. Der Generalstaatsanwalt erklärte, die Ermittlungen hätten ergeben, dass die Offiziere 45 Gefangene in einem Fahrzeug transportiert hatten, das nur für maximal 24 Personen ausgelegt war. Dann hätten die Polizisten Tränengas in das Innere des Fahrzeuges gefeuert, was „zum Tod von 37 Gefangenen und zwei weiteren Personen“ geführt habe.
Wegen des Todes von 37 Häftlingen bei dem Gefangenentransport verurteilte ein Kairoer Gericht am 18. März 2014 einen Polizisten zu einer zehnjährigen Gefängnisstrafe und drei weitere Polizisten zu einjährigen Bewährungsstrafen. Die Vorwürfe im Verfahren lauteten auf fahrlässige Tötung beziehungsweise fahrlässige Körperverletzung. Der wegen Totschlags zu langjähriger Gefängnisstrafe verurteilte Polizist wurde zusätzlich zu Zwangsarbeit verurteilt.
Die Staatsanwaltschaft widerlegte im Verfahren die Aussagen der Polizisten, die zuvor erklärt hatten, dass die Insassen einen Ausbruch versucht hätten. Der genaue Hergang des Vorfalls blieb trotz der Zeugenaussagen überlebender Transportinsassen unklar. Die Anklage kam zu dem Schluss, dass die Beamten sich der extremen Vernachlässigung ihrer Amtspflichten schuldig gemacht hätten.

#### Ausreise el-Baradeis (18. August)
Der in der vorangegangenen Woche aus Protest gegen die exzessive Gewalt der Militärs bei der Räumung der Muslimbrüder-Lager zurückgetretene Vizepräsident Mohammed el Baradei flog am 18. August nach Wien, Medienberichten zufolge aus Furcht um sein Leben.

#### Mubarak-Prozess und Sisis mögliche Präsidentschaftskandidatur
Unterstützer Mursis und Menschenrechtsgruppen warfen dem Militär vor, nach dem Militärputsch gegen Mursi wieder das Regime Husni Mubarak wiederherstellen zu wollen.

##### Prozess gegen Mubarak und seine Haftentlassung
Im Januar 2013 war ein erstes Urteil gegen Mubarak, der Ägypten bis 2011 autoritär als Staatspräsident regiert hatte, nach einem Einspruch seiner Anwälte für ungültig erklärt worden. Nach dem Putsch im Juli schenkte die ägyptische Bevölkerung dem Prozess gegen Mubarak dann wenig Aufmerksamkeit im Vergleich zu den Emotionen, welche das in der modernen Geschichte der arabischen Welt erste Auftreten eines früheren Staatsoberhaupt vor Gericht am 3. August 2011 ausgelöst hatte.
Die durch eine Hetzkampagne der ägyptischen Medien geförderte anti-islamistische Stimmung unterstützte die Arbeit der Anwälte Mubaraks in einer wichtigen Phase. Zum einen arbeitete die Mubarak-Verteidigung an einer Umschreibung der Ereignisse der Revolution von 2011, wonach nun nicht mehr die Sicherheitskräfte für die Gewalt gegen die Demonstranten verantwortlich sein sollten, sondern die Muslimbrüder. Zum anderen wurde es durch den Vertrauensverlust der Muslimbruderschaft immer unwahrscheinlicher, dass für den Gerichtsprozess die Ergebnisse eines von Mursi in Auftrag gegebenen Untersuchungsberichts Berücksichtigung fanden, der den 18-tägigen Volksaufstand bei der „Revolution“ von 2011 neu beleuchtete und sowohl Polizei als auch Armee für schwere Menschenrechtsverletzungen belastete.
Beobachter des Prozesses kritisierten auch die fehlende Transparenz. Obwohl Richter Mahmud al-Raschidi zunächst die Fernsehübertragung aller Gerichtssitzungen versprochen hatte, verhängte er mit dem Hinweis auf nationale Sicherheitsbedenken eine Nachrichtensperre für die kommenden Gerichtstage.
Aufgrund der Haftentlassung von Husni Mubarak wurde am 22. August eine erneute Verschärfung der Lage in Ägypten befürchtet. Der Entlassung Mubaraks, gegen den noch mehrere Gerichtsprozesse liefen, wurde Symbolwert beigemessen, da seine juristische Aburteilung somit als gescheitert erschien. Die Muslimbrüder, die den Sturz Mursis durch das Militär von Beginn an als Versuch zur Wiederherstellung der alten Verhältnisse wie unter Mubarak gewertet hatten, sahen in der Haftentlassung Mubaraks einen Beleg dafür und kündigten Proteste an.

##### Frage der Restauration von Mubarak-Strukturen
Doch statt eines Protests der Bevölkerung folgte auf die Entlassung Mubaraks aus dem Gefängnis im August eine Internetkampagne, um den 2011 gestürzten Autokraten Mubarak zu einer neuerlichen Präsidentschaftskandidatur zu bewegen. Markus Symank sprach in der Deutschen Welle von einer „Mubarak-Nostalgie“ in der ägyptischen Bevölkerung.
Ebenfalls im August ernannte Übergangspräsident Mansur anderthalb Dutzend Gouverneure, von denen die meisten ehemalige Generäle aus Polizei oder Armee waren, was von Beobachtern in der FAZ als Zeichen für das Fortbestehen oder Wiedererstarken des Repressionsapparats aus der Zeit unter Mubarak gewertet wurde. Zu den sich mehrenden Anzeichen, dass das Militär seine Position festigte, gehörte auch die Pressekonferenz, die Innenminister Mohamed Ibrahim, der dem alten Sicherheitsapparats entstammte, am Abend des 14. August abhielt. Er hob hervor, dass 21 Polizeistationen angegriffen worden seien und versprach, dass die Sicherheit in Ägypten nach Stabilisierung der Lage besser sein werde als vor dem 25. Januar 2011, als der Aufstand gegen Mubarak begann.

##### Frage einer Präsidentschaftskandidatur Sisis
Die laut Markus Symank in Ägypten nach dem Putsch bald herrschende „Mubarak-Nostalgie“ ging seiner Beobachtung nach „vielerorts unter in einer Sisi-Euphorie.“
Mit Adli Mansur hatten die Generäle nach dem Militärputsch einen als uncharismatisch geltenden Richter ohne politische Ambitionen zum Übergangspräsidenten ernannt. Kurz darauf wurde in Medienberichten erstmals die Idee lanciert, Militärchef Abd al-Fattah as-Sisi könne 2014 für das Präsidentenamt kandidieren.
Der seit dem Putsch gegen Musi als „der starke Mann Ägyptens“ geltende Militärchef Sisi beschrieb sich in einem Interview der Washington Post am 4. August als einen Menschen, der nicht nach der Herrschaft strebe und deutete an, dass er trotz steigender Popularität das Präsidentenamt für sich ausschließe.
Gleichzeitig errichtete Sisi jedoch, seitdem er Staatspräsident Mursi abgesetzt hatte, ein Netz von Kontakten, die er seit seiner Ernennung zum Armeechef im Jahr 2012 gepflegt hatte. Er hielt während der durch den Sturz Mursis verursachten Staatskrise Treffen ab mit Spitzenklerikern, Schriftstellern und jungen Aktivisten und balancierte die sensiblen außenpolitischen Beziehungen mit den USA, Europa und arabischen Alliierten. Er hielt zudem enge Beziehungen zu dem Vize-Präsidenten der neuen, armeegestützten Übergangsregierung, Mohammad el-Baradei aufrecht.
Sisi, der die ägyptische Politik studiert hatte, galt als politisch versiert. Eine seiner ersten Maßnahmen bestand in der Reorganisation der Abteilung für Öffentlichkeitsarbeit der Armee, die nun daran arbeitete, ihm die öffentliche Unterstützung zu sichern.
Anfang September wuchs die Unterstützung für eine mögliche Kandidatur Sisis für die voraussichtlich Anfang 2014 abzuhaltende Präsidentenwahl weiter. Als für den Putsch gegen Mursi an führender Stelle verantwortlicher „starker Mann“ hatte er mit seinem wiederholten rabiaten militärischen Vorgehen gegen die Muslimbrüder in den vorangegangenen Wochen eine Solidarisierung eines großen Teils des Volkes mit der Armee erreicht. Insbesondere nahm er darüber hinaus eine zentrale Stellung im Übergangsprozess in Ägypten ein, an dessen Ende Neuwahlen und eine überarbeitete Verfassung angekündigt waren.
Abdel Hakim Gamal Abdel Nasser, der jüngste Sohn ehemaligen Staatspräsidenten Gamal Abdel Nasser, war über mehrere Monate als potenzieller Präsidentschaftskandidat gehandelt worden. Als sich jedoch mögliche politische Ambitionen Sisis abzeichneten, hielt sich Nasser zurück. Am 28. September äußerte er in Gegenwart von Hunderten „Nasseristen“ zum 43. Todestag seines Vaters gegenüber der Zeitung Al-Masry Al-Youm: „Ich hoffe, dass Generaloberst Al-Sisi Ägypten in der nächsten Phase führen wird.“
Auch Mubarak schien nach Medienberichten als Bewunderer Sisis aufzutreten. Auf einer Tonbandaufnahme, die der ägyptischen Zeitung Youm7 zugespielt wurde, nahm er in einer Diskussion mit Freunden über die politische Situation in Ägypten eine sich kaum von der Position der Putschregierung in Ägypten unterscheidende Haltung ein: Die Aussage einer auf dem Band sprechenden Person „Wir brauchen jemanden mit Verstand, jemanden aus der Armee“ ergänzte Mubarak mit „Es muss jemand vom Militär sein, jemand, der stark ist und klare Ziele hat. Es gibt gute Leute in der Armee.“
Nach Meldungen vom 9. Oktober hielt der „maßgeblich am Sturz Mursis beteiligte“ Militärchef Sisi in einem Interview offen, ob er eine Kandidatur bei der Präsidentschaftswahl 2014 anstrebe. Er halte es derzeit für unangemessen, „diese Frage im Licht der Herausforderungen und Risiken zu stellen, die das Land durchmacht“. Zu diesem Zeitpunkt war bereits eine heftige Diskussion über seine mögliche Präsidentschaftskandidatur im Gang, zu der man ihn durch Sammeln von Unterschriften zu bewegen versuchte. Als Führer einer Allianz von bedeutenden Persönlichkeiten aus der Mubarak-Ära, Vertretern aus dem Polizei- und Militärapparat, der Business-Eliten und vieler Politiker, die nach der Revolution bekannt geworden waren, war sein Porträt „auf Plakatwänden, Schulranzen und auf Süssigkeiten“ allgegenwärtig. Die Online-Ausgabe des deutschen Massenblattes Bild-Zeitung kommentierte im Zusammenhang mit dem fehlenden Ausschluss seiner Kandidatur im Interview Sisis und der Kandidatschaftskampagne für Sisi, die Armeeführung hätte politische Ambitionen zuvor stets bestritten, doch gelte der „aktuelle Übergangspräsident Adli Mansur […] im Grund genommen als Marionette al-Sisis“. Mansur, der noch von Mubarak persönlich zum stellvertretenden Leiter des höchsten ägyptischen Gerichts ernannt worden war, kontrollierte als „Marionette des Militärs“ (Markus Bickel/Die Zeit) und Chef des Verfassungsgerichts seit dem Putsch gegen Mursi sowohl Legislative als auch Exekutive und vereinigte somit größtmögliche Verfügungsgewalt in seinem Amt.
Im Oktober veröffentlichte die mit den Islamisten sympathisierende Nachrichtenseite Rasd angeblich nicht freigegebene Audio-Mitschnitte, die aus einem Gespräch zwischen Sisi und Jasser Rizk, dem Chefredakteur der Staatszeitung Al-Masry Al-Youm, stammen sollen und als Beleg dienen sollten, dass sich Militärchef Sisi auch nach den im offiziellen politischen Fahrplan baldig vorgesehenen Neuwahlen und der Wahl einer neuen Regierung unabhängig vom Wahlausgang weitreichende Befugnisse sichern wolle, die ihn in seiner Position unantastbar machen. In dem von Rasd veröffentlichten Gespräch soll Sisi dem Chefredakteur sagen: „Sie sollten eine Kampagne starten mit anderen Intellektuellen zusammen. Fordern Sie, dass die Verfassung einen Artikel bekommt, der General Sisi Immunität gibt in seiner Position als Verteidigungsminister und ihm erlaubt, das Amt zu behalten. Auch für den Fall, dass er nicht Präsident wird.“ Ob Sisi selbst bei den Präsidentschaftswahlen kandidieren wolle oder nicht, hatte der General weiterhin offengelassen. Die Unterschriftenkampagne mit der Forderung, dass Sisi der nächste Präsident wird, sollte zu diesem Zeitpunkt angeblich bereits Millionen Unterschriften gesammelt haben. Wer hinter der Kampagne stand, war nicht bekannt geworden.
Mitte Oktober übermalten sowohl von der Regierung bezahlte Malertrupps, als auch Anwohner die Fassaden immer wieder mit weißer Farbe, die Nacht für Nacht erneut von Sisi-Gegnern mit Botschaften wie „C.C. Mörder“ oder „C.C. Verräter“ besprüht wurden (die Buchstaben „C.C.“ stehen Englisch ausgesprochen für den Namen des Militärchefs „Sisi“). Im Klima eines „fanatischen Personenkults“ (Raniah Salloum/Der Spiegel) um die Person Sisis wurden abweichende Stimmen nicht geduldet und Gegner Sisis als Islamisten und Staatsfeinde eingestuft.

#### Militäroperation auf dem Sinai
Nach dem Sturz von Husni Mubarak hatten sich in der nördlichen Sinai-Halbinsel islamistische Milizen und Schmugglerbanden etabliert. Die Region wurde zu einer Hochburg militanter Islamisten. Seitdem die Armee Anfang Juli Präsident Mursi stürzte, verstärkten Dschihadisten ihre Angriffe auf staatliche Einrichtungen, Polizeistationen und Militärstützpunkte deutlich auf dem Sinai. Daraufhin ging die Armee bei einer Militäroffensive unter anderem massiv gegen bewaffnete Gruppen nahe der israelischen Grenze vor.
Anfang September startete die ägyptische Armee gegen militante Islamisten, die auf der Sinai-Halbinsel Stützpunkte errichtet hatten, eine großangelegte Offensive die als die größte derartige Offensive in der jüngeren Vergangenheit gilt. Bis Anfang Oktober beliefen sich die offiziellen Verluste der Sicherheitskräfte auf 125 Tote bei fast 1000 weiteren Verletzten.
Der Süden der strategisch wichtigen Sinai-Halbinsel, wo auch der Badeort Scharm El-Scheich liegt, blieb hingegen Anfang Oktober ruhig, bis am 7. Oktober zwölf Polizisten starben und Dutzende verletzt wurden, als eine Autobombe vor dem Hauptquartier der Sicherheitskräfte in at-Tur detonierte.
Die staatlichen ägyptischen Medien unterstützten den Kurs der neuen Führung widerspruchslos und gaben an, dass die Bevölkerung auf dem Sinai, darunter Beduinen, Stammesführer und lokale Würdenträger, die Armeeoffensive begrüße. Die fast vollständige Abriegelung der Sinai-Halbinsel durch das Militär erschwerte es dagegen Journalisten, ein objektives Bild der Lage zu erhalten. Im September wurde der Reporter Ahmad Abu Draa, der zuvor von Angriffen der Armee auf Zivilisten berichtet hatte, von Sicherheitskräften festgenommen und vom Militär beschuldigt, Falschmeldungen zu verbreiten und einen „Informationskrieg“ gegen die Übergangsregierungstruppen zu führen.
Im Oktober wurde in den Medien gemeldet, dass es Journalistinnen der US-amerikanischen Online-Magazine Slate und McClatchy gelungen sei, auf den Sinai vorzudringen. Ihre Berichte bestätigen demnach Abu Draas Vorwürfe, dass die ägyptische Armee in der Region nicht nur gegen angebliche Aufständische vorgeht, sondern gegen jeden, der Kontakte mit mutmaßlichen Rebellen unterhält, womit in der von Stammesbeziehungen geprägten Beduinen-Gesellschaft fast jede Person betroffen sei.

#### Aufkommende Konflikte zwischen liberalen Oppositionellen und Staatsapparat

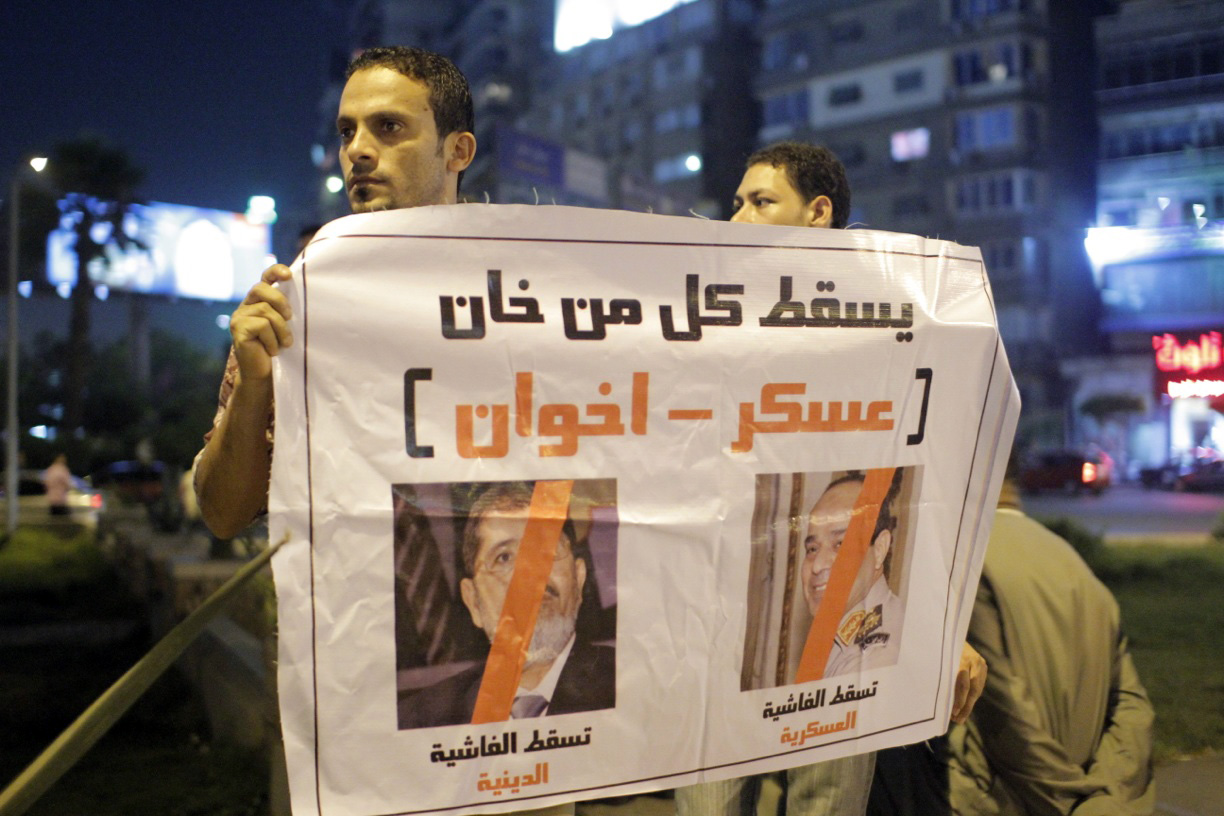
Ende Juli 2013 demonstriert die kleine Gruppe „Dritter Platz“ am Sphinx-Platz in Kairo sowohl gegen die Führung der Muslimbruderschaft als auch gegen die militärgestützte Übergangsregierung.

Seit dem Putsch vom 3. Juli 2013 wurde der Tahrir-Platz von Pro-Militär-Demonstrationen dominiert, während sich Pro-Mursi-Demonstranten zunächst insbesondere in dem Protestlager auf dem Platz nahe der Rābiʿa-al-ʿAdawiyya-Moschee einrichteten. Die ägyptische Bevölkerung spaltete sich gleichermaßen in die beiden Gruppen der Mursi- und der Militär-Unterstützer auf, die beide beanspruchten, den Aufstand von 2011 fortzusetzen. Als Ausnahme von dieser Zweiteilung der Gesellschaft demonstrierte am 28. Juli 2013, nach dem Schrecken des Blutbades der Sicherheitskräfte an 80 (nach neueren Quellen: fast 100) Muslimbrüdern vom 27. Juli, die kleine Gruppe AlMidan AlTalat („Der dritte Platz“) mit rund 100 bis 300 Liberalen, Linken und moderate Islamisten auf einem „dritten Platz“, dem Sphinx-Platz in Kairo-Gizeh, sowohl gegen Mursi, als auch gegen das Militär, sprach sich für einen „dritten Weg“ aus und lehnte sowohl die Führung der Muslimbruderschaft ab als auch sie von der Armee eingesetzte Übergangsregierung. Nach Medienangaben handelte es sich jedoch bei ihren Mitgliedern um junge und wohlhabende, urbane Menschen, die als „ein paar einsame ägyptische Aktivisten“ versuchten, einen Mittelweg durch die landesweite Kluft zwischen Muslimbruderschaft und Unterstützern des Militärputsches gegen Präsident Mursi zu finden. Die Tamarod-Gruppe, die die Anti-Mursi-Massenproteste organisiert hatte und nach dem Putsch die von der Armee installierte Übergangsregierung unterstützte, beschuldigte die „Dritter Platz“-Gruppe, die ägyptischen „revolutionären Kräfte“ aufzusplittern.
Während die salafistische Al-Nur-Partei, die sich bereit erklärt hatten, an der Gestaltung der Übergangsperiode mitzuwirken, von staatlicher Repression ausgenommen wurde, teilten im September Medienberichte mit, dass sich die Machthaber nach dem Putsch nicht darauf beschränkten, die Muslimbrüder und ihre Verbündeten mit großer Härte zu bekämpfen, sondern sich auch die Aktivisten der „Demokratiebewegung“ von ihnen bedroht sahen. Repressionen der Staatsführung richteten sich demnach nicht nur gegen die Muslimbrüder und andere Unterstützer des vom Militär gestürzten Präsidenten, sondern auch gegen die säkulare Opposition, so dass auch Linke, Liberale und Gewerkschafter von der Willkür der Machthaber betroffen seien. So protestierten mehrere Hundert Demonstranten vor der Generalstaatsanwaltschaft in Kairo mit Slogans auf ihren Transparenten wie „Achtung, der Mubarak-Staat ist wieder da!“ und Parolen wie „Nieder mit der Militärherrschaft!“ oder „Lasst alle Gefangenen frei!“. „Unter säkularen Aktivisten“, urteilte Martin Gehlen in der Zeit, gehe „inzwischen die Angst um, der Sicherheitsapparat werde sich nach den Muslimbrüdern nun auch die Kritiker aus den Reihen der Demokratiebewegung vorknöpfen.“ Während die „Hetzkampagnen in den gleichgeschalteten TV-Kanälen“ ungebrochen anhielten, würden sich die Anzeichen mehren, so Gehlen, „dass auch nicht-islamistische Oppositionelle mit exemplarischen Festnahmen, Gerüchten über Ermittlungsverfahren, Verhören sowie Anklagedrohungen zum Schweigen gebracht werden sollen“.

##### Mohamed el-Baradei
Als frühes Beispiel wurde dem nach Wien geflohenen Mohamed el-Baradei, der sein Amt als Interims-Vizepräsident aus Protest gegen das Blutbad der Sicherheitskräfte Mitte August niedergelegt hatte, von der Justiz ein Prozess angekündigt, weil er das „öffentliche Vertrauen“ verraten habe.

##### Wael Ghonim, Amr Hamzawy, Israa Abdel Fatta, Ahmed Maher und Andere

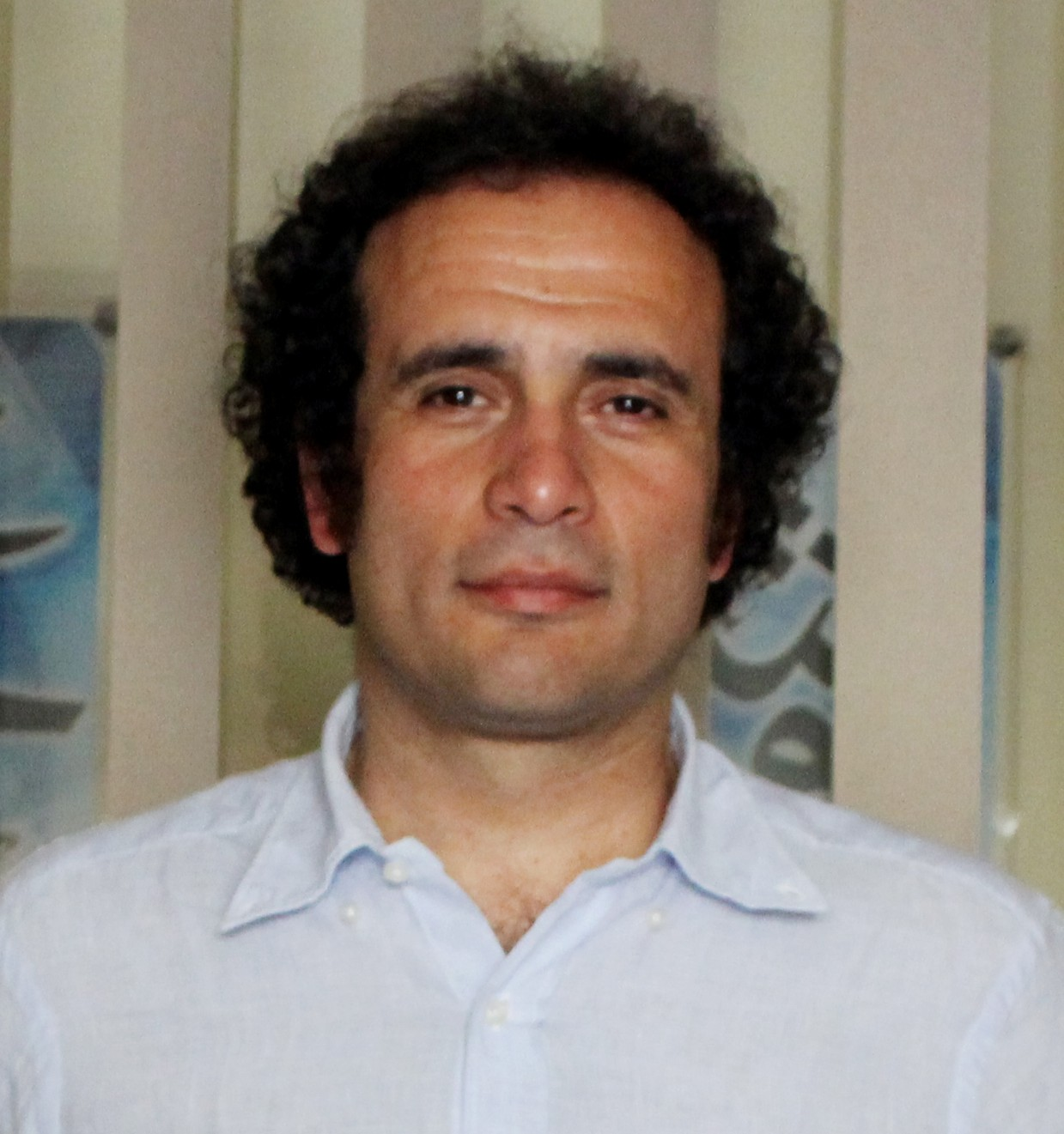
Amr Hamzawy
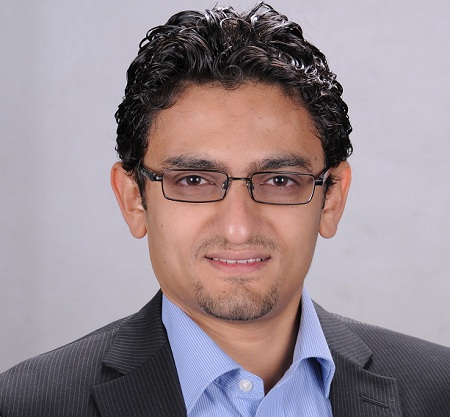
Wael Ghonim

Im weiteren Verlauf kam es laut Heba Morayef von Human Rights Watch zu einer Einschüchterungskampagne des Machtapparates, beispielsweise gegen 35 der prominentesten Oppositionellen des Volksaufstandes gegen Mubarak von 2011. Darunter befanden sich der international bekannte Blogger Wael Ghonim, der liberale Politologe, Menschenrechtler und Vorsitzende der oppositionellen Partei Freiheitliches Ägypten, Amr Hamzawy sowie die Mitbegründer der Demokratiebewegung 6. April, Israa Abdel Fattah und Ahmed Maher, die alle beschuldigt wurden, für ihre politischen Aktivitäten finanzielle Leistungen von den USA und anderen Staaten erhalten zu haben. Bei diesen Maßnahmen handele es sich um eine einschüchternde Warnung für „die gesamte NGO-Szene“, da die neuen autoritären Machthaber nach dem Putsch gegen Mursi, wie dieser zuvor selbst auch, „nicht an einer politisch agilen Zivilgesellschaft interessiert“ seien.
Die als Mitbegründerin der Jugendbewegung des 6. April 2011 unter anderem für die Förderung von Gewaltlosigkeit der Proteste für den Friedensnobelpreis nominierte Israa Abdel Fattah hatte selbst die Tötung der von ihr als Terroristen verunglimpften Pro-Mursi-Demonstranten durch das Militär gerechtfertigt.
Amr Hamzawy sagte Anfang August, die neuen Machthaber hätten eine „Treibjagd“ auf all jene veranstaltet, die gegen Menschenrechtsverletzungen protestierten und Rechtsstaatlichkeit und Demokratie einforderten oder zur Versöhnung der beiden verfeindeten Lager aufriefen.

##### Ahmed Abu Daraa und Haitham Mohamadeen
In der ersten Septemberhälfte wurde der investigative Journalist Ahmed Abu Daraa verhaftet und verhört sowie in der Presse als „Terrorist“ bezeichnet, nachdem er Ende August darüber berichtet hatte, dass durch Angriffe von Apache-Hubschraubern auf angebliche Extremisten-Verstecke auch Häuser von Zivilisten zerstört wurden. Seine Berichte über Angriffe der Armee gegen islamistische Rebellen auf dem Sinai widersprachen den offiziellen Angaben, worauf er unter dem Vorwurf vor das Militärgericht gestellt wurde, Falschinformationen über das Militär verbreitet zu haben. Zuvor war Ahmed Abu Daraa besonders durch Reportagen über den Menschenschmuggel auf dem Sinai bekannt wurde, in den er auch Polizei und Militär als verwickelt ansah. Laut Robert Mahoney von der Nichtregierungsorganisation Committee to Protect Journalists (CPJ) erinnere „die Festnahme von Ahmed Abu Deraa […] an die Mubarak-Ära, in der Journalisten massiv gehindert wurden, über Aktivitäten des Militärs auf der Sinai-Halbinsel zu berichten“. Der Prozess gegen Abu Daraa rief in Ägypten große Aufmerksamkeit hervor, da er gleichzeitig die Frage der Pressefreiheit und die der Militärprozesse gegen Zivilisten berührte und damit zwei zentrale Forderungen des zurückliegenden Volksaufstandes gegen Husni Mubarak.
Zur selben Zeit wie Daraa wurde auch Haitham Mohamadeen verhaftet und verhört, ein Arbeiter- und Menschenrechtsanwalt und Mitbegründer der Partei revolutionärer Sozialisten, die sich als eine der wenigen säkularen Gruppierungen gegen die neue Militärherrschaft der Putschisten gegen Mursi ausgesprochen hatte. Er galt als „eines der bekannten Gesichter der Revolution“ und wurde Anfang September beschuldigt, einer Geheimorganisation anzugehören, war jedoch Mitte September wieder auf freiem Fuß.
Laut Mohammed Kamal, Mitglied im Führungsbüro der Bewegung des 6. April, waren die Verhaftungen Teil der Bekämpfung der revolutionären Opposition von 2011 durch das Putschregime von 2013: „Das Regime wendet sich gegen alle Revolutionäre vom 25. Januar 2011“. Die Aktivisten der Bewegung des 6. April, die während der ägyptischen Revolution 2011 maßgeblich am Sturz Husni Mubaraks beteiligt waren und weltweit als „Helden des Arabischen Frühlings“ gefeiert wurden, sollen nach dem Militärputsch gegen Mursi „endgültig in die Defensive“ (taz) gegenüber der neuen säkulare Führung geraten sein, die gegen Oppositionelle vorgehe. Laut Kamal würden die Aktivisten der 6.-April-Bewegung nun von fast allen TV-Kanälen ausgeschlossen und auch Falschnachrichten gezielt verbreitet, um kritische Gruppierungen zu diskreditieren. Trotz einer im Verfassungskomitee festgehaltenen offizielle Quote für die Jugend seien die Aktivisten des 6. April nicht berücksichtigt worden. Profiteur sei die Tamarod-Bewegung, die als jene Bewegung, die erfolgreich gegen den Präsidenten Mursi mobilisiert hatte und jetzt bedingungslos das Militär unterstützte, anstelle der Bewegung des 6.-April zwei Personen in das Verfassungskomitee entsenden durfte. Laut Bahieddin Hassan, Direktor des Cairo Institute for Human Rights Studies wurden auch Mitarbeiter lokaler Menschenrechtsgruppen durch die neuen Machthaber nach dem Putsch „als fünfte Kolonne der Muslimbrüder verteufelt, als ausländische Agenten oder als Homosexuelle“.

##### Bassem Youssef
Bassem Youssef, der mit den Protesten 2011 zum YouTube-Star avanciert war, während Mursis Präsidentschaft als TV-Satiriker Mursi angegriffen hatte und deswegen schon vor Gericht hatte erscheinen müssen und auf Kaution wieder freigelassen worden war, trat in der ersten Folge seiner Sendung „Al-Barnameg“ (Die Show) nach dem Militärputsch, die am 25. Oktober ausgestrahlt wurde, gegen General Sisi zwar weniger direkt und hart auf als gegen Mursi, verspottete Sisi jedoch deutlich. Er zog darin in Zweifel, ob tatsächlich eine Volksrevolution hinter Mursis Entmachtung stehe. Zudem machte er sich über die Berichterstattung in den Medien lustig, die die Zahl der Demonstranten, die Ende Juni gegen Mursi auf die Straße gingen, maßlos übertrieben hätten und verulkte den Personenkult um den Militärchef Sisi. In seiner wöchentlichen Zeitungskolumne schrieb er unter dem Titel „Ägyptens Rutsch nach rechts“: „Ich kann die Intoleranz religiöser Bewegungen verstehen und ihre Tendenz nach rechts. Aber ich kann diejenigen nicht verstehen, die behaupten, Liberalismus und Freiheit zu verteidigen, und letztendlich noch intoleranter als die Religiösen sind.“
Die Staatsanwaltschaft nahm nach einer Anzeige, Youssef beleidige als TV-Moderator die Streitkräfte und rufe zu Chaos auf, Ermittlungen auf. Die TV-Sendung des bekannten Satirikers wurde nach seiner Kritik an der Militärführung wenige Minuten vor der geplanten Ausstrahlung der zweiten Folge am 1. November abgesetzt, da der Moderator und die Produzenten laut dem Privat-Sender CBC in der im Voraus aufgezeichneten Folge „die redaktionellen Grundsätze verletzt“ verletzt hätten. Auch öffentlich wurde Youssef für die Verspottung Siss angefeindet. Mehrere Facebook-Gruppen forderten seine Verhaftung. Auch in der zweiten Folge waren Verspottungen des Militärchefs Sisi vorgesehen gewesen.

##### Meinungen und Wertungen
Ezzedine Choukri Fishere, ehemaliger ägyptischer Botschafter in Israel, machte zwar Ende August die Muslimbrüder weiterhin für den Militärputsch verantwortlich, indem er ihnen vorwarf, das Militär zur Absetzung Mursis eingeladen zu haben. Doch bezeichnete er das Militär dabei selbst als undemokratisch und sah den Zeitrahmen, in dem eine „stabile Demokratie“ den Autoritarismus ablösen werde, als ungeklärte Frage an. Obwohl er sich von der Betrachtung der Ereignisse als Putsch oder Coup distanzierte, sprach er davon, dass „sich in Ägypten Demokraten mit der Diktatur arrangieren“ und es keine Alternative dazu gebe, „um Ägypten in die Richtung einer pluralistischen Demokratie zu lenken“, auch wenn im Laufe der Ereignisse „Hunderte von unschuldigen Zivilisten getötet“ worden seien. Letztendlich zähle er darauf, dass „keine der beiden nicht demokratischen Kräfte Ägypten dauerhaft beherrschen können [werde], weder die Muslimbruderschaft noch das Militär“. Die Generäle könnten sich seiner Ansicht nach ihre Unterstützung nicht mehr allein durch Manipulation der Medien, Erfindung und Lancierung politischer Figuren und Wahlfälschung versichern.
Nach Einschätzung von Cilja Harders, Leiterin der Arbeitsstelle „Politik des Vorderen Orients“ an der Freien Universität Berlin, von Ende August, müsse das Militär sein hartes Vorgehen gegen die Islamisten auf wenige Monate beschränken und in diesem Zeitraum sein Versprechen von Sicherheit und Stabilität einlösen, um den Rückhalt von anderen politischen Kreisen nicht zu verlieren: „Wenn die anderen politischen Kräfte den Eindruck gewinnen, dass sich die Repression im Zweifel auch gegen sie selbst wenden kann, werden sie eine harte Linie des Militärs nicht endlos weitertragen.“
Der Leiter der Egyptian federation of independent trade unions (EFITU), einer Gruppe, die während der zur Absetzung Mubaraks führenden Aufstände von 2011 gegründet worden war, warnte Ende September, Ägypten könne eine „dritte Revolution“ bevorstehen, wenn die Interimsregierung nicht den Forderungen der frustrierten Arbeiterbewegung entgegenkomme. Forscher wiesen zudem darauf hin, dass eine Auflösung der Muslimbruderschaft einen verheerenden Effekt auf deren Fähigkeit haben würde, humanitäre Programme aufrechtzuerhalten, die in der Vergangenheit medizinische Hilfe und Nahrung für Millionen von Ägyptern geboten hatten. Steven Brooke, der als Wissenschaftler das Ausmaß der Sozialarbeit der Muslimbruderschaft untersuchte, sagte, jede Entscheidung zu einem Verbot der Muslimbruderschaft werde starke soziale Auswirkungen haben. Das von der Muslimbruderschaft geleistete Ausmaß an medizinischer Hilfe könne nicht von dem dazu unfähigen Staat und nur schwer von anderen Wohlfahrtsverbänden erreicht werden. Der Nahostexperte Michael Lüders sagte, durch das Einfrieren des Vermögens der Muslimbrüder werde dieses Geld den vielen Ägyptern, die von der Muslimbruderschaft unterstützt worden sind, verloren gehen, während die sich aus der Generalität rekrutierende Machtclique nicht an Investitionen in die Entwicklung des Landes interessiert sei.
Martin Gehlen warf dem militärgestützten Regime Anfang Oktober in der Zeit eine Politik von „Ressentiments, Ausländerhass und Größenwahn“ vor, die keinen Widerspruch westlicher Vertreter bei der Einstufung der Muslimbruderschaft als terroristische Vereinigung gelten lasse: „Die Anhänger der neuen herrschenden Klasse fantasieren ihre Heimat inzwischen hoch zum globalen Vorbild im Kampf gegen den Terrorismus. Wie aggressive Sektenmissionare fallen sie über jeden westlichen Gesprächspartner her, bezichtigen ihn der Ignoranz, seine Regierung als fünfte Kolonne der Muslimbrüder und willigen Mitläufer einer amerikanisch-israelischen Megaverschwörung zur Aufteilung Ägyptens. Wer dieses gegen jede Kritik immunisierte Terroristen-Narrativ nicht teilt, ist als Gesprächspartner von vorneherein verdächtig. Anreisende westliche Politiker, die für eine Reintegration der Muslimbrüder werben, werden bestenfalls noch höflich angehört. Stattdessen greifen faktenfreie Ressentiments, blinder Ausländerhass und chauvinistischer Größenwahn in so massiver Weise um sich, als habe es die politische Selbstbefreiung des 80-Millionen-Volkes mit ihrer Revolution im Januar 2011 nie gegeben.“
Patrick Kingsley berichtete Anfang Oktober im Guardian, dass, während Unterstützer Mursis ihren Protest gegen die „brutale“ Behandlung von Islamisten durch die Armee oft bis hinein in die nächtliche Ausgangssperre fortsetzen würden, eine noch kleinere Minderheit der Ägypter während der Sperrstunde durch Schlagen auf Töpfe und Pfannen von ihren Küchenfenstern aus ihrer Opposition gegenüber dem Autoritarismus sowohl der Armee als auch der Muslimbruderschaft Ausdruck verleihen wollten. Die Mehrheit der Ägypter sehe als Auswahl jedoch nur Armee oder Muslimbruderschaft an und habe sich auf die Seite der Armee gestellt.
Menschenrechtsorganisationen stuften das gewaltsame Vorgehen der Sicherheitskräfte nach dem Sturz Mursis als schlimmer ein als in den letzten Mubarak-Jahren, als Beschwerden zumindest gelegentlich nachgegangen worden sei. Das Innenministerium wurde nun von Mohammed Ibrahim geführt, der für sein blutiges Vorgehen, wie beispielsweise in einem Lager von Flüchtlingen aus dem Sudan im Jahr 2005, bekannt war. Anfang Oktober befürchteten Menschenrechtsorganisationen eine Ausweitung des von Staatsrepressalien gefährdeten Kreises. Bei den in den vorangegangenen Wochen vorgenommenen Festnahmen von allein in Kairo über 3000 Anhängern Mursis war die Polizei oft überfallartig im Morgengrauen in Wohnungen eingebrochen, obwohl die Gesuchten keinen Widerstand leisteten. Dies wurde als Versuch gewertet, wieder ein Klima der Angst zu verbreiten. Rashid Hammuda, ein in London lebender Politologe, wertete in einer ägyptischen Tageszeitung die Verhaftung von Mohamadeen und Daraa sowie die Polizeirazzia in einem Büro der Jugendorganisation 6. April als klare Warnung der Militärführung an die revolutionäre Jugend, die Militärführung könne mit den Revolutionären dasselbe tun wie mit den Muslimbrüdern. Ahmed Maher von der Jugendbewegung 6. April erklärte, man sei wieder auf den Anfang zurückgeworfen. Die Jugendbewegung 6. April führte die ersten, vorsichtigen Proteste gegen die Verlängerung des Ausnahmezustandes an, zu denen – wie Astrid Frefel in der NZZ kommentierte, „wieder ebenso viel Mut wie am 25. Januar 2011“ gehörte habe.
Das Arabische Netzwerk für Menschenrechte gab an, das Justizministerium habe zwei neue Gesetze mit einer weit gefassten, unklaren Definition des Begriffs „Terror“ ausgearbeitet, unter die praktisch jeder Protest falle, um Restriktionen gegen Regimekritiker durchzusetzen. Dies bedeute eine Umkehr der Errungenschaften der Revolution von 2011 und zeige die Absicht des Staates, die Menschen zum Schweigen zu bringen und zu einem Polizeistaat zurückzukehren. Zudem dehnte die Übergangsregierung die Untersuchungshaft für schwere Anschuldigungen von 15 auf 45 Tage aus und das Justizministerium übertrug den privaten Sicherheitsdiensten an den Universitäten polizeiliche Vollmachten. Vertreter der Übergangsregierung, insbesondere liberale Minister, betonten dagegen immer wieder, es sei nicht von einer Rückkehr zu einem Polizeistaat zu sprechen, sondern es gelte die Gefahr durch die Muslimbruderschaft zu bannen.
Das Editorial des Guardian vom 9. Oktober bezeichnete Ägypten als „Land im Griff einer Diktatur“, für das neben den Tötungen auch die Anzahl der das Land verlassenden Ägypter signifikant sei sowie die Bestätigung vieler, die in Opposition zu Mursi gestanden hatten wie etwa el-Baradei, dass Ägypten sich nun in Richtung des „Faschismus“ bewegte. Opponenten würden als Nicht-Ägypter gebrandmarkt. So hatte el-Baradei Ende September öffentlich über Twitter gemahnt, in Ägypten laufe eine „systematische faschistische Kampagne von ‘hoheitlichen Quellen’ und ‘unabhängigen’ Medien gegen das Beharren auf dem Wert des Menschenlebens und der Unumgänglichkeit des nationalen Konsens“. El-Baradei war selbst Ziel einer Schmähkampagne von Journalisten und Politikern geworden, die seinen Rücktritt als Vizepräsident der Interimsregierung als „unpatriotisch“ bezeichnet hatten und ihn beschuldigten, die Übergangsregierung in einem kritischen Moment im Stich gelassen zu haben. Später wurde er beschuldigt, mit der internationalen Muslimbruderschaft kollaboriert zu haben, um die post-Mursi-Übergangsregierung zu sabotieren.
Khaled Dawoud, Sprecher der liberalen Al-Dustour-Partei, der bis Anfang Juli ein ganzes Jahr lang gegen die Herrschaft der Muslimbrüder gekämpft hatte und sich überzeugt davon gab, dass die Führungsriege der Muslimbruderschaft Straftaten begangen habe, für die sie vor Gericht gehöre, beobachtete die Prozesse gegen Mursi und die anderen dennoch mit Skepsis. Seiner Darstellung nach waren die Prozesse Teil eines Plans, der die Muslimbruderschaft vernichten und demütigen sollte, zumal beide Seiten von den Hardlinern dominiert würden: „Auf der einen Seite steht der Sicherheitsapparat von Mubarak, auf der anderen Seite die greise Führungsgarde der Muslimbruderschaft. Keiner will Kompromisse eingehen.“

#### Proteste an Universitäten
Seit Mitte September das neue akademische Jahr begonnen hatte, wurden die großen Universitäten des Landes regelmäßig Schauplatz von Demonstrationen unter dem Motto „Studenten gegen den Putsch“. Die Studierenden verlangten insbesondere die Freilassung aller in den vorangegangenen Wochen verhafteten Kommilitonen, beklagten sich jedoch auch über die schlechten Bedingungen an den Universitäten. Vereinzelt gab es Zusammenstöße mit Studenten, die sich hinter das Militär und die von ihm eingesetzte Übergangsführung stellen. Damit hatten die aus dem Putsch gegen Mursi hervorgegangenen Unruhen in Ägypten auch die Universitäten des Landes erfasst.

##### Ablauf

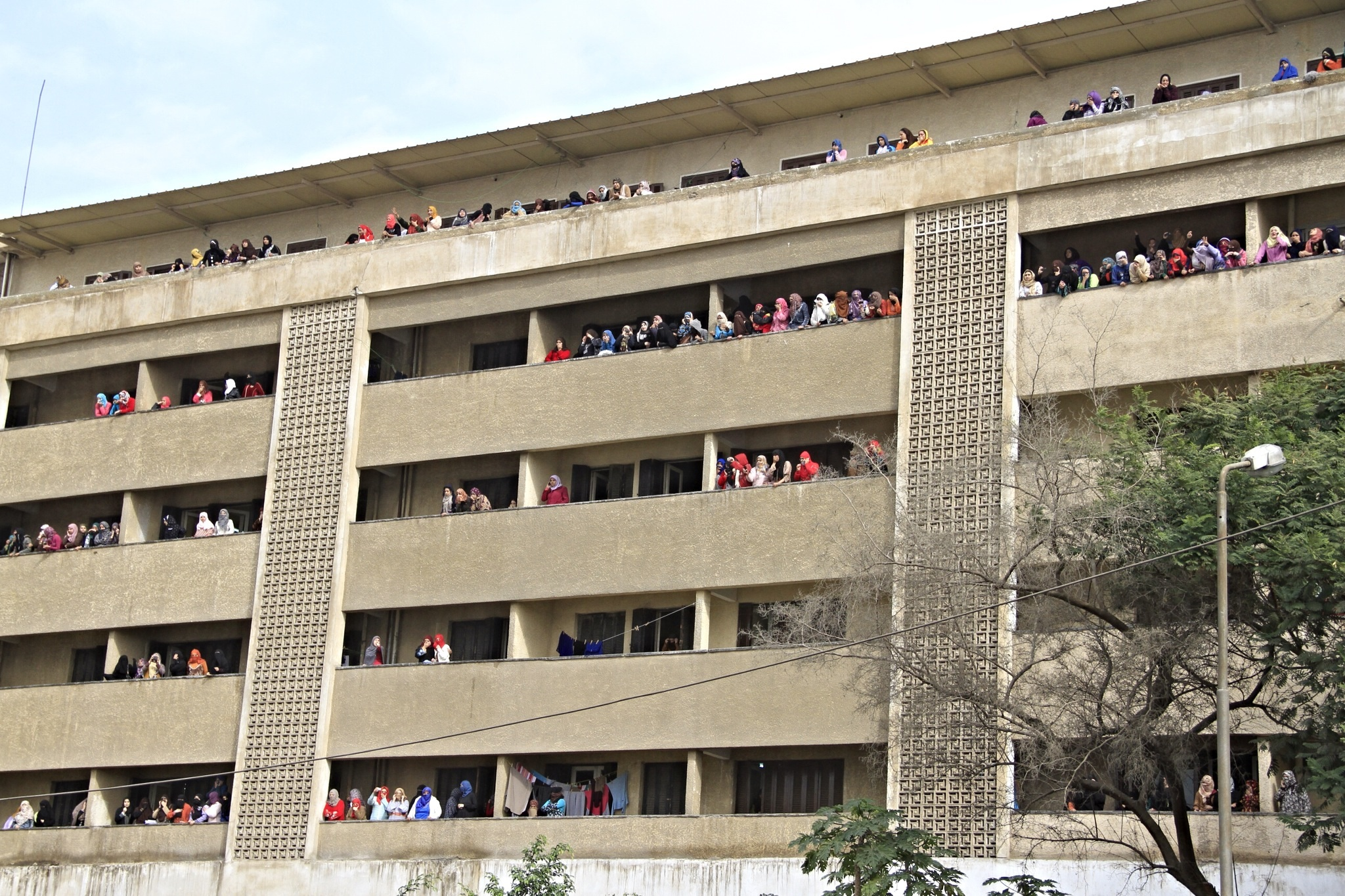
Studentinnen verfolgen eine Protestveranstaltung gegen Übergangsregierung und Medien an der Kairoer Al-Azhar-Universität (11. Dezember 2013).

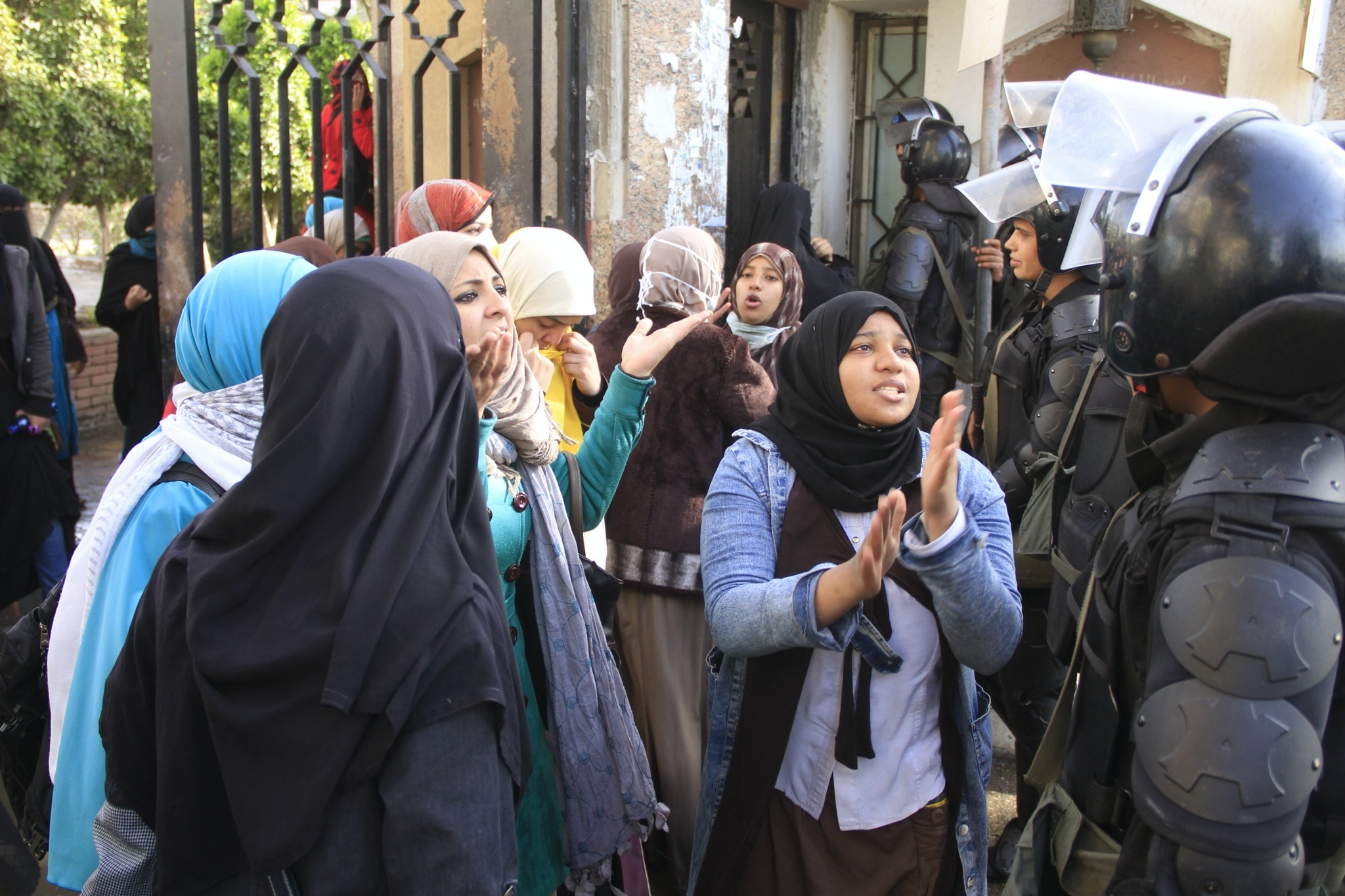
Islamistische Studentinnen sprechen während eines Protests an der Al-Azhar-Universität mit der Bereitschaftspolizei (11. Dezember 2013).

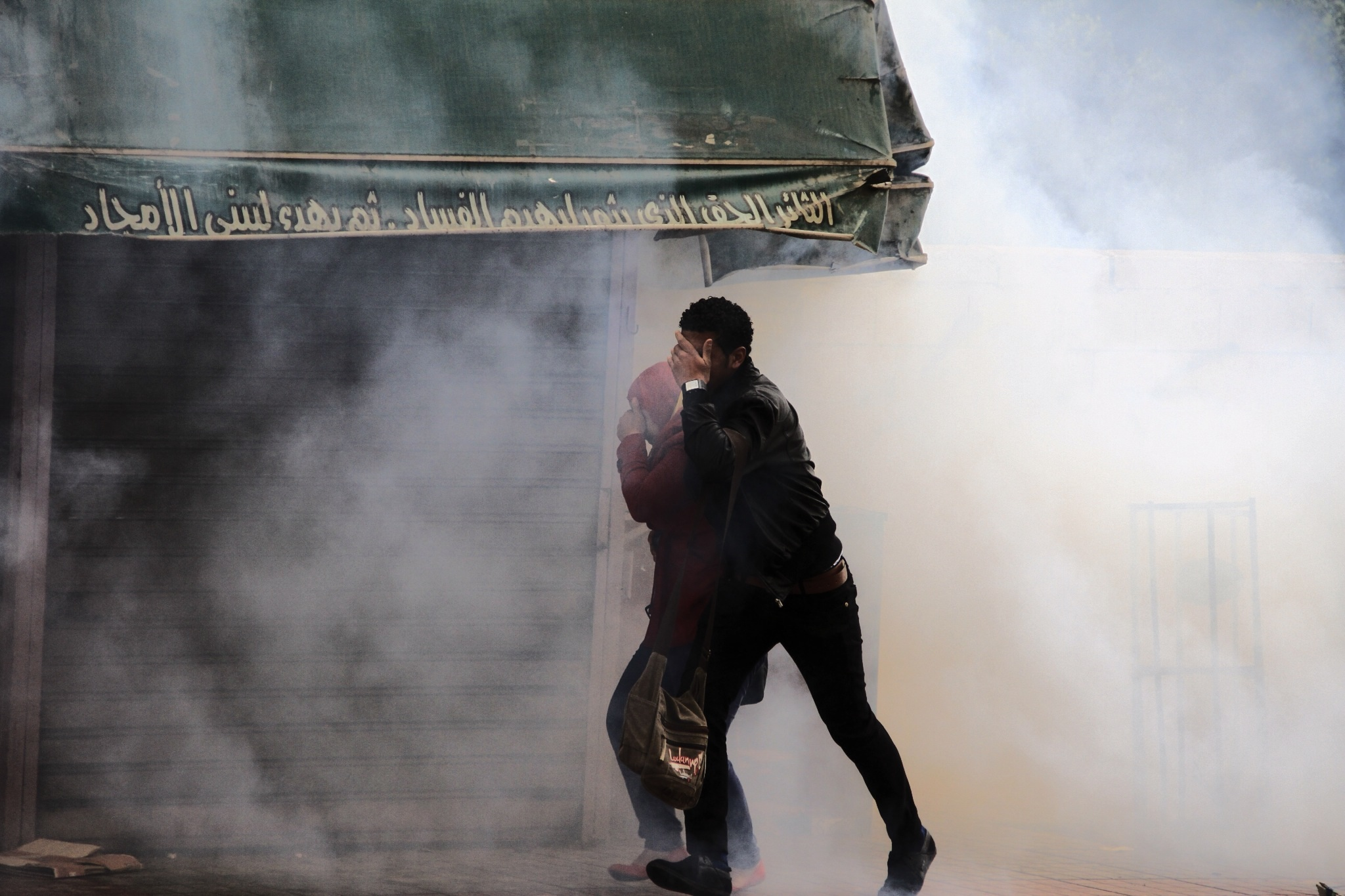
Menschen durchqueren während einer Demonstration an der Al-Azhar-Universität eine Tränengaswolke (11. Dezember 2013).

Mindestens 29 Menschen wurden verletzt, als es nach Angaben staatlicher Medien und Sicherheitskreise am 28. September zu Auseinandersetzungen zwischen Anhängern und Gegnern Musis in drei Hochschulen in Kairo und Städten im Nil-Delta kam. Einige Beteiligte trugen demnach Schusswaffen und Brandsätze bei sich.
Am 20. Oktober kam es in Kairo zum zweiten Protesttag in Folge an der Al-Azhar-Universität, die zu den angesehensten Bildungseinrichtungen der islamischen Welt gehört und an der viele Anhänger der Muslimbruderschaft studierten. Die Al-Azhar-Universität und die ihr angeschlossene Moschee gelten als wichtigste theologische Autorität für den sunnitischen Islam. Nachdem die Rolle der Institution während der Regierung Mursis formell aufgewertet worden war, hatte Führung den Militärputsch gegen Mursi gebilligt.
Bei den Demonstrationen der Studenten der Universität gegen die Regierung und das Militär ereigneten sich Zusammenstöße zwischen der Polizei und Anhängern Mursis. Die Demonstranten hatten versucht zu der Stelle vorzudringen, an der sich bis August eines der Mursi-Protestcamps befunden hatte. Die Polizei belagerte die Universität, in der sich Hunderte von Mursi-Anhängern befanden, und setzte Tränengas gegen sie ein. Die Studenten warfen Medienberichten zufolge im Gebäude Steine. Die Polizei soll ein Dutzend Studenten festgenommen haben. Das ägyptische Innenministerium behauptete, rund 3000 Demonstranten hätten die Straßen rund um den Campus blockiert, weshalb die Intervention notwendig geworden sei.
Am 28. Oktober kam es in Kairo bei einer Demonstration gegen den bevorstehenden Prozess gegen die Führungsriege der Muslimbrüder zu Ausschreitungen zwischen Polizei und studentischen Demonstranten, bei denen die Polizei während der studentischen Protestaktion 17 Demonstranten festnahm. Zuvor war es auf einer Straße in der Nähe der Universität al-Azhar zu Prügeleien zwischen Taxifahrern und islamistischen Studenten gekommen, die der verbotenen Muslimbruderschaft nahestanden. Nach Angaben von Vertreter der Sicherheitsdienste zogen die Demonstranten von der Universität zu einer nahe gelegenen Straße und blockierten sie. Polizisten und Soldaten räumten die Straße unter Einsatz von Tränengas und Schrotmunition.
Ende Oktober kam es zu Unruhen an mehreren Universitäten. In Kairo brach am 30. Oktober eine Gruppe von Pro-Mursi- oder Anti-Putsch-Studenten (Students Against the Coup) in das Rektorat der Al-Azhar-Universität für islamische Theologie in Kairo ein, wo die Studenten seit Wochen auf die Straße gingen, um ihre Solidarität mit Mursi zu bekunden. Der Rektor Ossama Al-Abd forderte daraufhin vom Staatsanwalt Sicherheitskräfte an und die von ihm gerufene Polizei nahm 25 Demonstranten fest und setzte an der Al-Azhar-Universität Tränengas gegen die Hochschüler ein. Aus Protest gegen die Festnahme des stellvertretenden Chef der Partei für Freiheit und Gerechtigkeit, Issam al-Irian, schmissen Studenten Schaufensterscheiben ein und warfen Stühle aus den Gebäuden. Armeechef Sisi wurde als Hund beschimpft. In Mansura kam es am 30. Oktober zu Krawallen zwischen Pro- und Anti-Mursi-Studenten an der Universität. Seit den Zusammenstößen an der Al-Azhar-Universität am 30. Oktober eskalierte die Gewalt an ägyptischen Universitäten.
Den Gewaltausbruch an der Al-Azhar-Universität am 30. Oktober nahm die militärgestützte Regierung am 31. Oktober zum Anlass, den Sicherheitskräften die Gegenwart vor den Universitätsgeländen und dem Universitätsrekot die Vollmacht zu geben, Sicherheitskräfte zu ermächtigen, sämtliche Unruhen auf Universitätsgeländen zu unterdrücken.
Am 12. November lieferten sich islamistische Studenten der Universität in Mansura, die ihre Solidarität mit dem vom Militär gestürzten Präsidenten demonstrierten, Straßenschlachten mit der Polizei. Nach Angabe des Internet-Portals ahram.org setzten die Sicherheitskräfte Tränengas ein und die Studenten warfen Steine und Brandsätze gegen die Beamten.
Vom 16. bis zum 25. November veranstalteten Maschinenbaustudenten der Zagazig-Universität den längsten erfolgreichen Studentenstreik des Jahres 2013 als Protest gegen die Festnahme von vier Studenten verschiedener politischer Ausrichtungen, gegen den Tränengaseinsatz und die Festnahme von Studenten durch die Sicherheitskräfte bei der Stürmung des Campus und gegen das Eindringen anonymer Elemente, die Studenten überfielen und Universitätseigentum zerstörten.

##### Opfer
Eine offizielle Statistik für die Anzahl von Universitätsstudenten, die während politischer Veranstaltungen zu Tode kamen, wurde nicht vorgelegt (Stand: Ende Dezember 2013). Nach Angabe der als unabhängig geltenden Internetseite Wiki Thawra kam es bei den Al-Azhar-Universitäts-Auseinandersetzungen von Oktober bis Dezember 2013 zu vier Toten (Stand: Ende Dezember 2013). Zu Zusammenstößen war es auf verschiedenen Universitätscampus gekommen. Die Todesfälle ereigneten sich im November und Dezember 2013:
- Der Medizinstudent Abdel Ghany Mahmoud wurde am 20. November getötet, als Sicherheitskräfte das Studentenwohnheim der Al-Azhar-Universität stürmten.[280]
- Der Machinenbaustudent Mohamed Reda am 28. November in der Universität Kairo getötet. Der Vorsitzende der Studentenvereinigung, Mohamed Badran, brachte mit seiner angeblichen Behauptung, Reda sei von Mitgliedern der Muslimbruderschaft mit einer Art von Schrotmunition erschossen worden, die nicht vom Innenministerium verwendet würde, die Mehrheit unabhängiger Studenten gegen sich auf, die Badran am 23. April 2013 noch gegen seinen Rivalen von der Muslimbruderschaft unterstützt hatten.[280]
- Abdel Latif Khalifah starb am 26. Dezember.[280]
- Der Student Khalid Al-Haddad wurde am 28. Dezember während der Zusammenstöße an der Al-Azhar-Universität mit scharfer Munition in die Brust geschossen.[280][283]

##### Festnahmen
Vom Militärputsch Anfang Juni bis Ende Dezember 2013 wurden nach Angabe einer Statistik der Student Observatory of the Association of Freedom of Thought and Expression (AFTE) 611 Studenten festgenommen. Insgesamt wurden 301 Studenten der Al-Azhar-Universität have been festgenommen, davon 101 am 28. Dezember, dem ersten Tag der Herbstsemester-Prüfungen. Von der Mansoura-Universität wurden 66 Studenten festgenommen, von der Universität Kairo 39 und von der Ain-Schams-Universität 37.

Galerie: Fortsetzung der Studentenproteste an der Al-Azhar-Universität in Kairo auch nach Ende des Ausnahmezustands (Demonstration gegen militärgestützte Übergangsregierung und Medien vom 11. Dezember 2013):
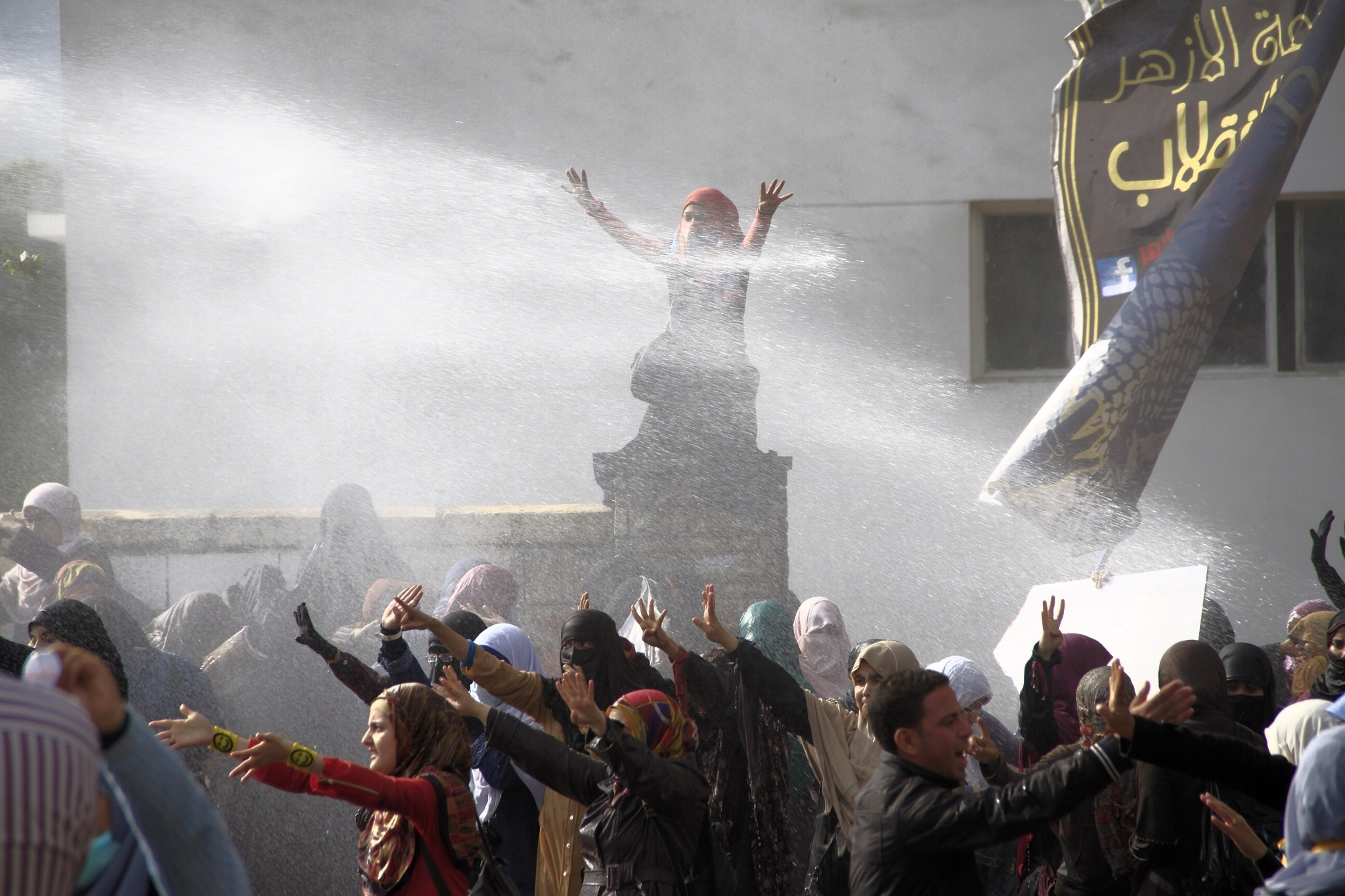
Wasserwerfer im Einsatz gegen Studentinnen, die das R4bia-Zeichen machen.
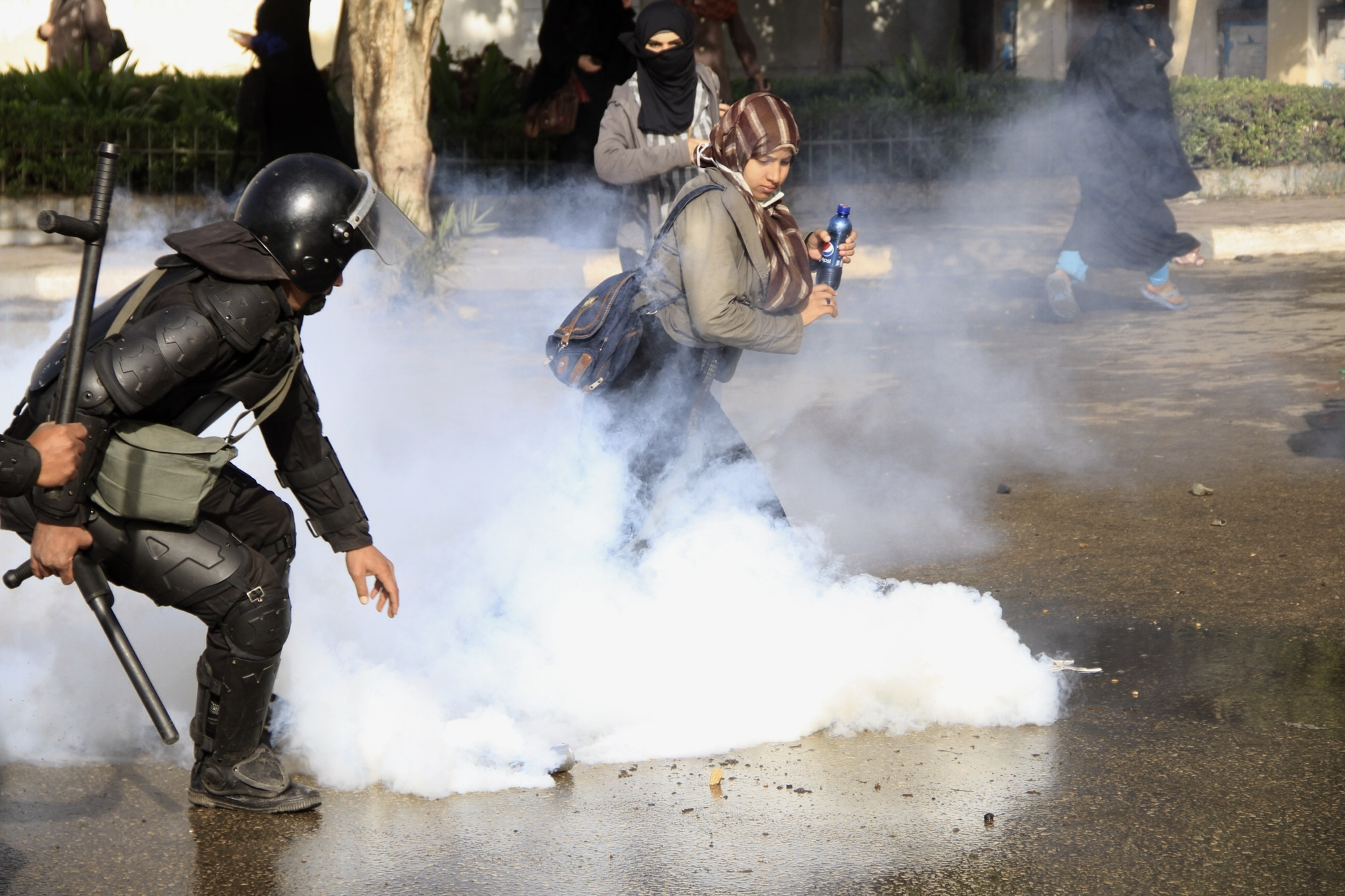
Tränengaseinsatz der Bereitschaftspolizei.
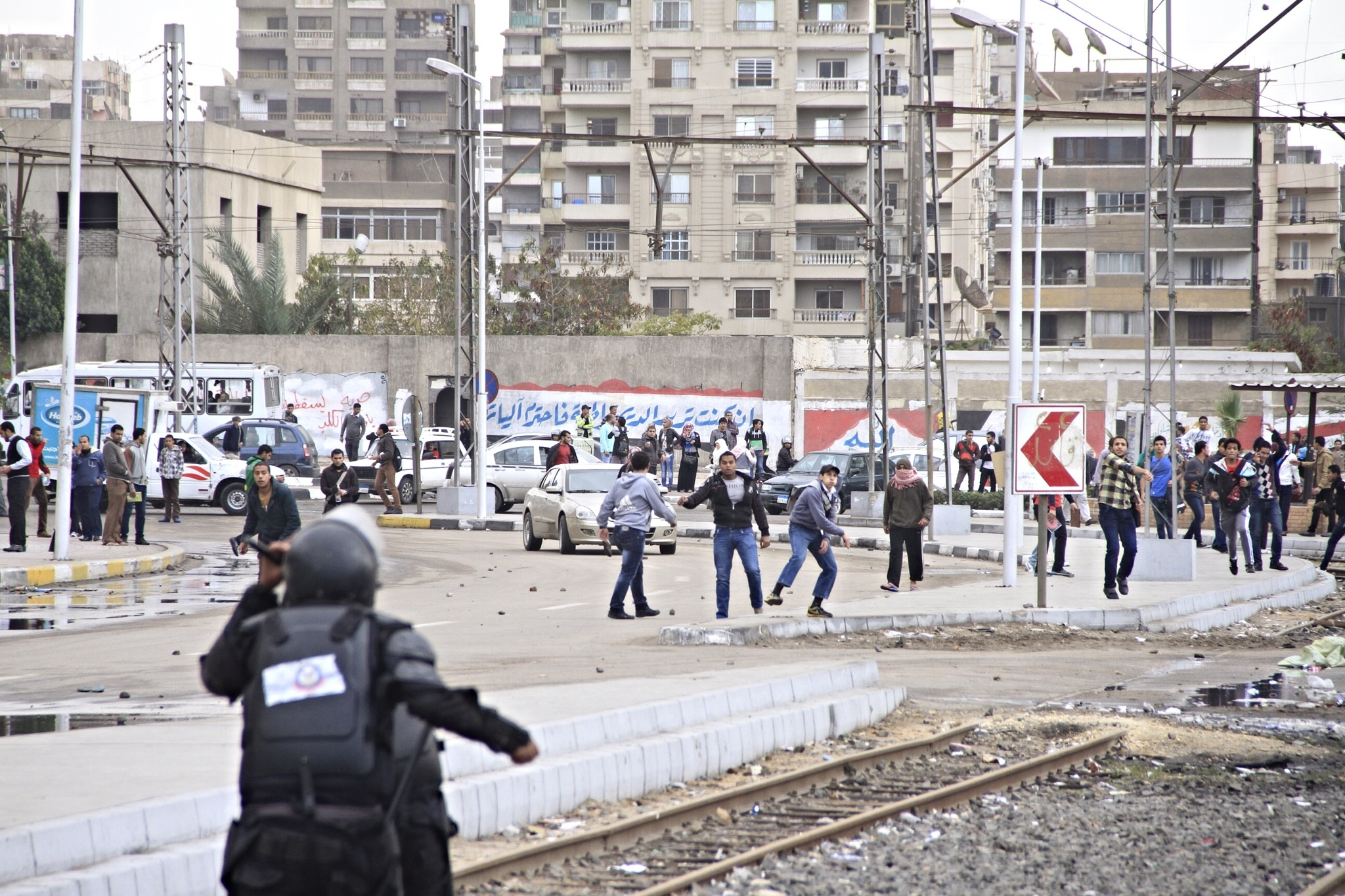
Steinwürfe auf die Bereitschaftspolizei.
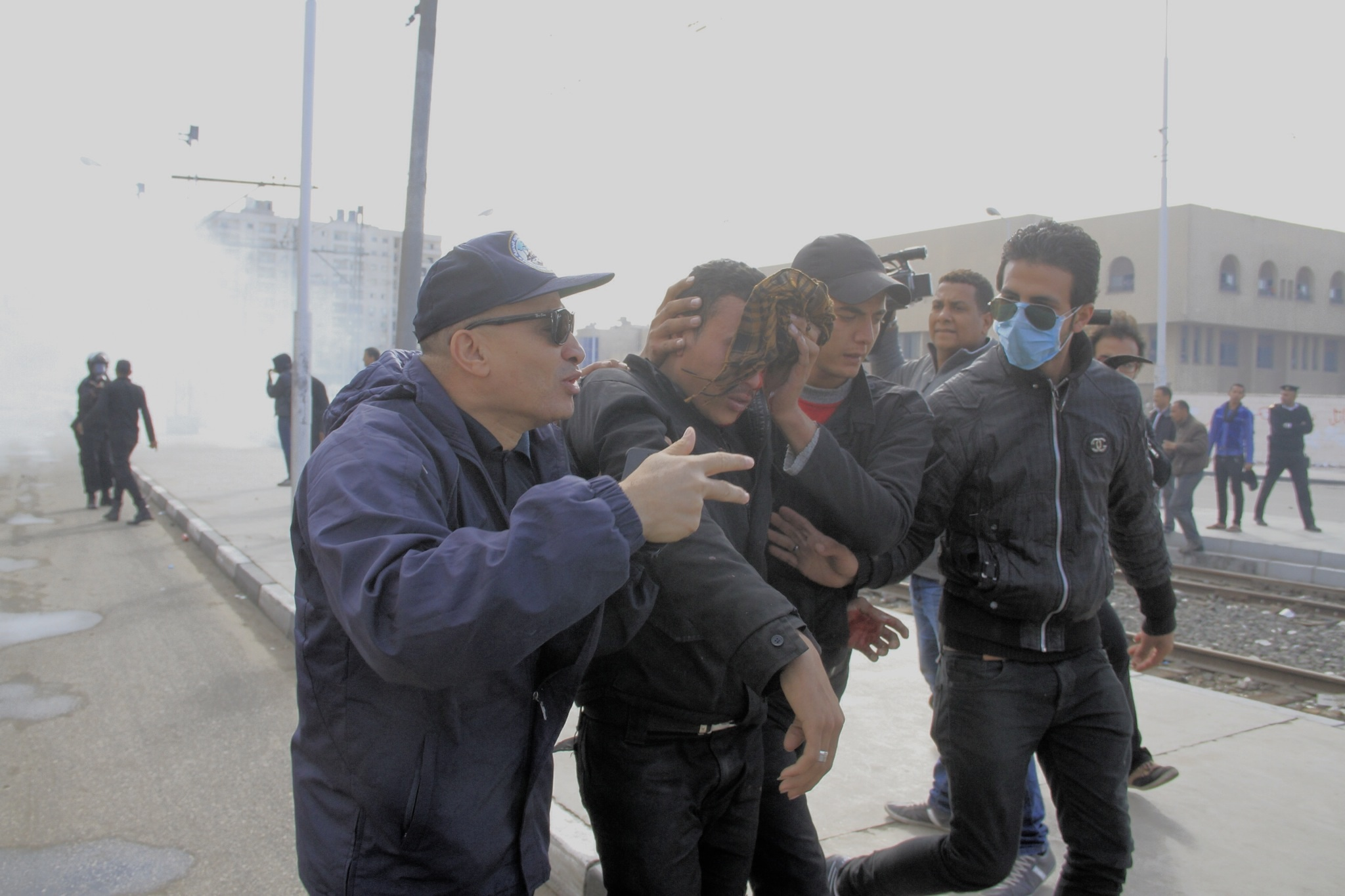
Einem Verletzten wird geholfen.
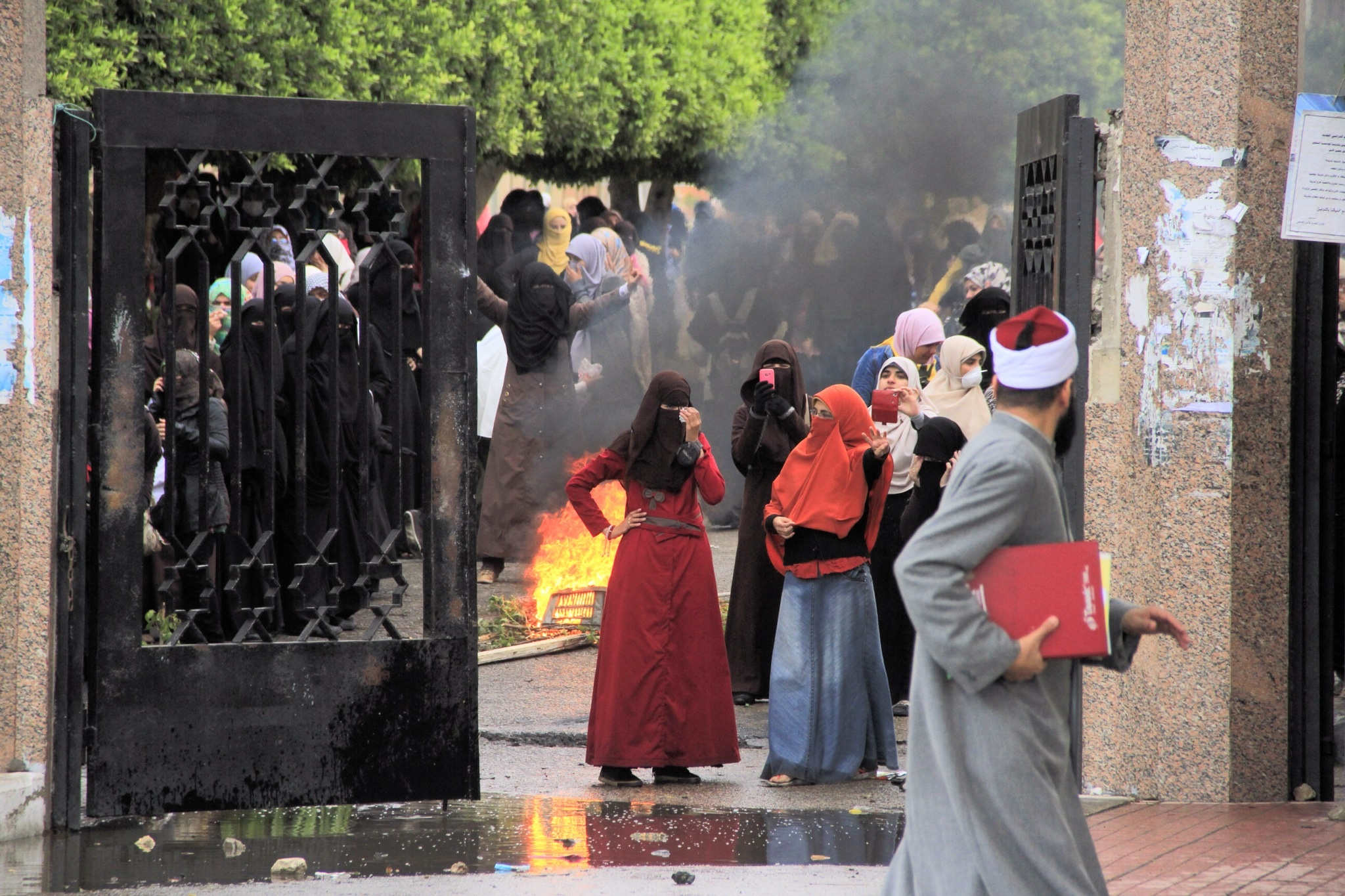
Studentinnen verbrennen Unrat während der Demonstration.

#### 40. Jahrestag des Jom-Kippur-Krieges (6. Oktober)

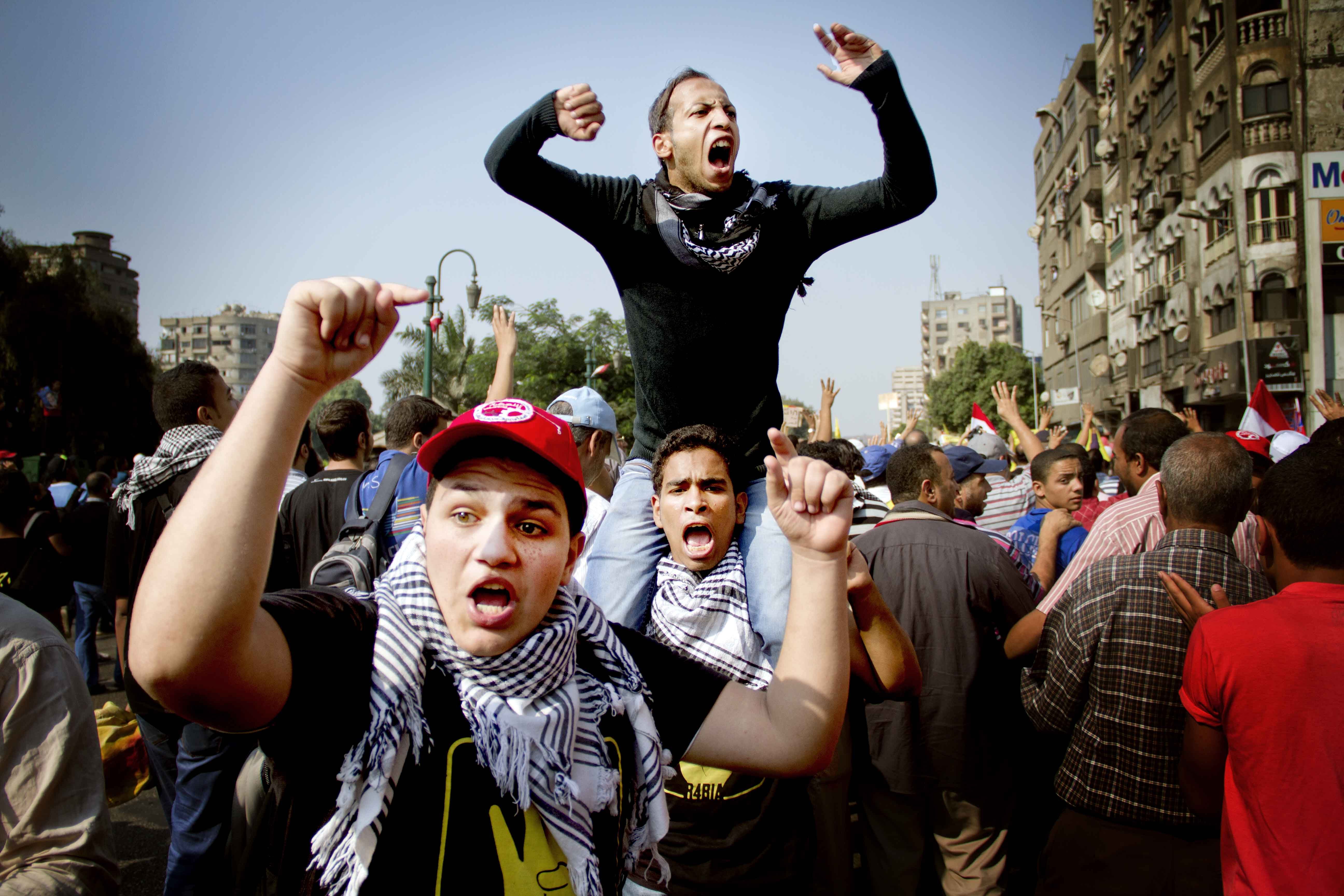
Anti-Putsch-Demonstranten mit R4bia-T-Shirts skandieren in Kairo am 6. Oktober.

Am 6. Oktober 2013, dem 40. Jahrestag des Jom-Kippur-Krieges, führte die Auflösung von Protestmärschen der Muslimbruderschaft in Ägypten durch ägyptische Sicherheitskräfte landesweit zum Tod von mindestens 57 Demonstranten. In fast allen Fällen handelte es sich bei den Todesopfern um Unterstützer gestürzten Präsidenten Mursi. Nach Angabe der als unabhängig geltenden Website Wiki Thawra ergibt sich eine landesweite Zahl von 82 Todesopfern für die Zusammenstöße am 6. Oktober 2013. darunter 64 im Großraum Kairo.
Schwerpunkt des Geschehens am 6. Oktober waren die Protestmärsche von Putschgegnern vom Stadtteil Dokki in Gizeh und vom Ramses-Platz zum Tahrir-Platz in Kairo, wo sich Unterstützer der Armee versammelt hatten. Nach offiziellen Angaben nahm die Polizei über 423 Anhänger der Muslimbruderschaft fest, denen vom Innenministerium unter anderem Vandalismus und Schusswaffeneinsatz vorgeworfen wurden. Ägyptische und internationale Menschenrechtsorganisationen werteten den Vorfall vom 6. Oktober als fünfte Massentötung von Demonstranten durch ägyptische Sicherheitskräfte nach dem Militärputsch vom Juli 2013.

#### Vorwurf der Straffreiheit bei Verbrechen gegen Mursi-Anhänger
Markus Symank schrieb einen Tag nach den Vorfällen vom 6. Oktober für die Deutsche Welle, dass keine „unabhängigen Untersuchungen zu den Massakern an islamistischen Demonstranten während der vergangenen Monate“ durchgeführt worden seien. „Sicherheitskräfte wie auch Zivilisten, die auf Seiten der Übergangsregierung kämpfen“, so Symank, hätten „in dem derzeitigen Klima der Straffreiheit keine Konsequenzen zu befürchten.“ Es sei kurze Zeit zuvor ein Video bekannt geworden, in dem Armeechef Abdel Fattah al-Sisi den Sicherheitskräften außerdem zusichere, „dass sie keine rechtlichen Konsequenzen zu fürchten hätten, sollten Demonstranten durch ihr Vorgehen umkommen.“
Menschenrechtler zeigten sich besorgt über die politische Entwicklung in Ägypten. Die Direktorin von Human Rights Watch in Ägypten, Heba Morajef, warf der Justiz Parteilichkeit vor: „Was mich an diesem Prozess beunruhigt ist, dass das Rechtssystem sehr selektiv vorgeht. Im Zusammenhang mit der Tötung Hunderter Demonstranten herrscht für die Sicherheitskräfte nahezu Straffreiheit“, „Und in einem solchen Klima politisierter Anklagen ist die Chance auf wirkliche Gerechtigkeit gefährdet.“

#### Einfrieren von Teilen der US-Militärhilfe und Ägyptenbesuch Kerrys

##### Einfrieren von Teilen der US-Militärhilfe (9. Oktober)
Am 9. Oktober teilte das US-Außenministerium mit, die US-Regierung werde bestimmte großformatige militärische Systeme sowie finanzielle Unterstützung für die ägyptische Übergangsregierung zunächst zurückhalten, bis ein „glaubwürdiger Fortschritt“ in den politischen Reformen seit dem Sturz von Präsident Mursi gemacht und eine neue Regierung in freien und fairen Wahlen bestimmt worden sei.

###### Umfang und Form der Einschränkungen
Mit dem Beschluss zu den Einschränkungen der Militärhilfe kürzten die USA erstmals seit dem 30 Jahre zurückliegenden Friedensvertrag von Camp David ihre jährliche Militär- und Wirtschaftshilfe für Ägypten von 1,5 Milliarden Dollar deutlich. Unter anderem wurde damit die Lieferung von Kampfhubschraubern, Kampfflugzeugen und Panzern vorerst gestoppt. Der genaue Betrag der geplanten Kürzung wurde zunächst nicht offiziell bekanntgegeben, doch sollten von den mehr als 1,2 Milliarden Dollar Militärhilfe vorerst 260 Millionen Dollar an Geldleistungen eingefroren werden. Weder Mittel für den Grenzschutz und die innere Sicherheit noch für Gesundheit und Bildung seien von der Maßnahme betroffen. Kurz vor der offiziellen Mitteilung war am selben Tag bekanntgeworden, dass der Anteil der Finanzhilfe, der nicht an die Regierung, sondern an andere Institutionen in Ägypten gehe, ungekürzt bleiben solle. Während ein Teil der US-Militärhilfe an Ägypten eingefroren werden sollte, sollten „Mittel zur Bekämpfung des Terrorismus sowie für die Sicherheit auf der Halbinsel Sinai an der Grenze zu Israel“ weiter gezahlt werden. Auch die Lieferung von Ersatzteilen und die Zusammenarbeit bei militärischem Training werde fortgesetzt. Neben der militärischen Unterstützung werde auch die Fortführung der Wirtschaftshilfe geprüft, wofür eine Entscheidung noch in derselben Woche möglich sei. Reuters meldete, die US-Regierung habe „nach dem Sturz des islamistischen Präsidenten Mohammed Mursi im Juli“ angekündigt, „die Zahlung von rund 585 Millionen Dollar für militärische Zwecke auszusetzen“ und wolle dies einem „Insider zufolge […] nun fortsetzen“. Es werde noch in derselben Woche die offizielle Mitteilung der Kürzung der US-Militär- und Wirtschaftshilfe für Ägypten um mehrere Hundert Millionen Dollar erwartet. Von den ungekürzten jährlichen Zahlungen der USA „an Ägypten“ von 1,5 Milliarden Dollar belief sich die Militärhilfe auf 1,3 Milliarden Dollar.
Die Zahlungen wurden nach dem Sturz Mursis im Juli vorerst gestoppt. Die noch nicht ausbezahlte US-Hilfe für das Haushaltsjahr 2013 in Höhe von 584 Millionen Dollar wurde kurz zuvor auf einem Sonderkonto „geparkt“, so dass sichergestellt wurde, dass der US-Regierung der Zugriff auf das Geld auch nach Ende des Haushaltsjahrs am 1. Oktober möglich blieb. In den USA, deren Regierung bis zu diesem Zeitpunkt vermied, bei dem Militärputsch gegen Mursi offiziell von einem Putsch zu sprechen, weil sie in diesem Fall rechtlich verpflichtet wäre, die Finanzhilfen sofort einzustellen, plädierten immer mehr Kongressabgeordnete mit Verweis auf die anhaltende Gewalt in Ägypten dafür, die Hilfszahlungen zu stoppen. Eine Kürzung sei bereits seit dem Sturz von Präsident Mursi durch das Militär im Gespräch gewesen, Ende August hätten die Sicherheitsberater von US-Präsident Obama auch offiziell eine Kürzung empfohlen. Bereits im Juli hatten die USA die Lieferung von vier F-16 Kampfjets an Ägypten gestoppt. Auch anderes schweres Kampfgerät wie Abrams M1A1 Panzer, Abwehrraketen und Apache-Hubschrauber wurden bereits seit Anfang Juli nicht mehr ausgeliefert.
Das Geld der jährlichen Militärhilfe der USA an Ägypten kommt hauptsächlich US-amerikanischen Rüstungskonzernen zugute, da die Militärhilfe zu großen Teilen an die Lieferung von in den USA hergestellten Waffen gebunden ist.

###### Reaktionen und Bedeutung
Die Qualifizierung als „Putsch“ nahm die US-Regierung nach wie vor nicht offiziell für den Militärputsch gegen Präsident Mursi im Juli vor. Noch Anfang Oktober war die noch ausstehende Tranche für das Jahr 2013 überwiesen worden. US-Außenminister Kerry versicherte, es gehe den USA „keineswegs um einen Rückzug aus der Beziehung“ mit der militärgestützten ägyptischen Führung: „Wir wollen, dass die Übergangsregierung Erfolg hat.“ Ein direkter und klarer Bezug der Einschränkung des US-Engagements zu dem gewaltsamen Vorgehen der Militärregierung gegen die Demonstranten und Anhänger des gestürzten Präsidenten Mohammed Mursi wurde nicht genannt.
Die ägyptische Übergangsregierung bezeichnete den Beschluss der US-Regierung als „falsch“ und die Frage aufwerfend, „ob die USA bereit sind, die Bemühungen der ägyptischen Regierung für mehr Sicherheit im Land zu unterstützen“. Ägypten werde sich „ausländischem Druck“ nicht beugen und in inneren Angelegenheiten auch künftig „vollkommen unabhängig entscheiden“.
Sebastian Sons, Ägypten-Experte des Deutschen Orient Instituts, bewertete die Kürzungen der US-Regierung als „eher halbherzigen Schritt“ und rechnete aufgrund der Sicherheitsrisiken nicht damit, dass die US-Regierung die durch den Putsch hervorgegangenen Machthaber komplett fallen lasse. Ägypten kontrollierte den strategisch wichtigen Suez-Kanal, war neben Jordanien der einzige Staat der Region, der Frieden mit Israel geschlossen hatte und fungierte als einer der zentralen Verbündeten der USA in der Region. So war Ägypten nach Israel bislang auch der zweitgrößte Empfänger von US-Militärhilfe. Laut Sons sei die US-Führung der Überzeugung, dass das ägyptische Militär der „vertrauenswürdigste und sicherste Partner“ sei, um „Stabilität, Sicherheit für Israel, die Bekämpfung des internationalen Terrorismus, die Eingrenzung der Muslimbrüder“ als Ziele der US-Politik umzusetzen. Tatsächlich, so Sons, „seien die USA sogar froh darüber, dass die Muslimbrüder nicht mehr an der Macht seien“.
Robert Springborg, Ägypten-Experte an der Naval Postgraduate School in den USA, bezeichnete die Kürzungen als unwirksame und eher „symbolische Geste“: „Das wird überhaupt keine Auswirkungen auf das Verhalten von Militär und Regierung in Ägypten haben“, „Das ägyptische Militär wird seine Strategie nicht wegen ein paar Panzern und Flugzeugen ändern.“
Martin Gehlen kommentierte dagegen in der Zeit, der Lieferstopp werde Ägyptens Armee härter treffen, als die betroffenen Geldbeträge vermuten ließen. Nach einer Bilanz des Congressional Research Service seien 80 Prozent aller ägyptischen Waffenkäufe aus dem US-Haushalt finanziert, und die gesperrte US-Militärtechnik sei auch dann nicht zu ersetzen, wenn die reichen Golfstaaten wie Saudi-Arabien die Unterstützung übernehmen. Falls die US-Regierung in einer zweiten Phase auch noch Ersatzteillieferungen und Wartungsverträge stoppen würden, so Gehlen, werde die Einsatzkraft der ägyptischen Armee rapide verfallen, da die Infrastruktur des ägyptischen Militärs für Wartung und Reparatur seiner Panzer, Hubschrauber und Flugzeuge unzureichend sei.
Khaled Elgindy vom US-amerikanischen Brookings Institut, bemängelte, der Beschluss zur Kürzung „tue niemandem wirklich weh“, Er glaube nicht, dass die USA damit die im Bezug auf Menschenrechte und Demokratie-Standards wichtigen, deutlichen Signale gesendet habe.
Die Chefin des Internationalen Währungsfonds (IWF), Christine Lagarde, bot den zuständigen ägyptischen Stellen Zusammenarbeit mit dem IWF bei der Stabilisierung der ägyptischen Wirtschaft an. Der IWF könne als Partner in bestehende Kooperationen zwischen Ägypten und den Golfstaaten eintreten. Vor dem Putsch Mursis im Juli hatte es Verhandlungen um einen 4,8 Milliarden Dollar umfassenden Kredit des IWF an Ägypten gegeben. Die neue Militärführung, die nach dem Putsch bereits mit Milliardenbeträgen von reichen Golfstaaten unterstützt wurde, nahm jedoch „angesichts der mit den Kredithilfen verbundenen unpopulären Auflagen“ (Reuters) keine Verhandlungen mit den IWF-Vertretern auf.

##### Ägypten-Besuch bei Nahost-Reise John Kerrys (3. November)

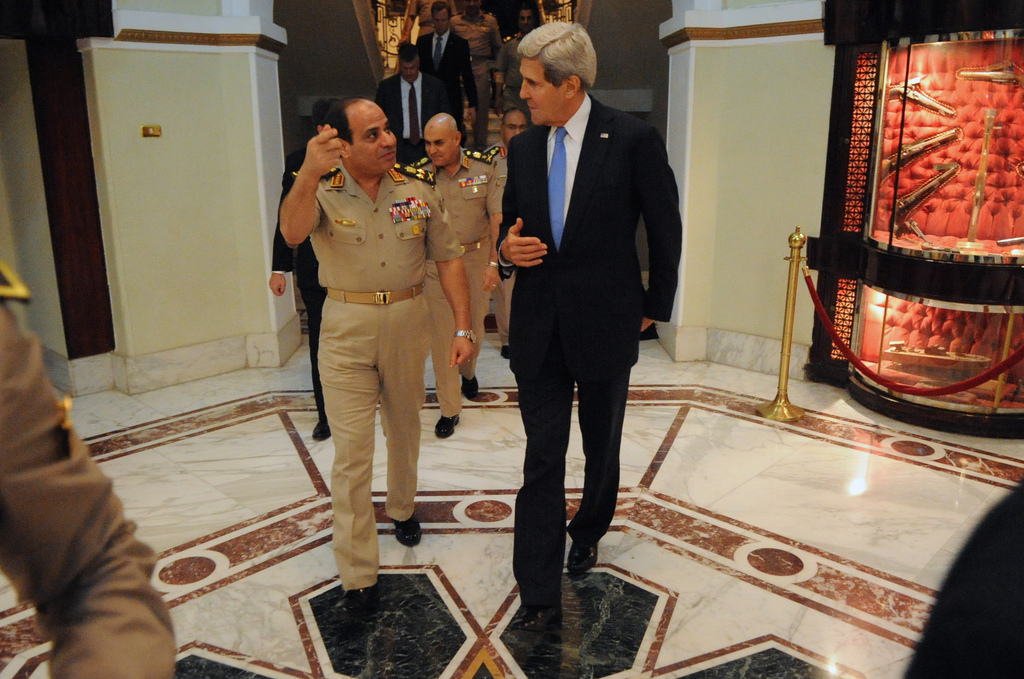
US-Außenminister Kerry bei seinem Ägyptenbesuch am 3. November 2013 mit dem ägyptischen Militärchef Sisi.

Einen Tag vor Beginn des Prozesses gegen Mursi besuchte US-Außenminister John Kerry Ägypten auf einer mehrtägigen Nahost-Reise erstmals seit dem Putsch gegen Mursi vom 3. Juli Ägypten. Ein US-Vertreter erklärte, es gebe keinen Zusammenhang mit dem Prozess gegen Mursi.
Mit seinem Besuch versuchte Kerry vor allem zur Normalisierung des seit der Einfrierung der US-Militärhilfe abgekühlten Verhältnisses zwischen den USA und Ägypten beizutragen.
Kerry betonte bei seinem Besuch die vitale Freundschaft der Länder, es handele sich bei der Zurückbehaltung der Militärhilfe nicht um eine Bestrafung. Die Beziehungen zwischen den USA und Ägypten sollten nicht an den Hilfen gemessen werden, sondern an den politischen und wirtschaftlichen Verbindungen. Die US-Regierung sei verpflichtet, mit den ägyptischen Interimsmachthabern zusammenzuarbeiten.
Nach Gesprächen mit der vom Militär eingesetzten ägyptischen Übergangsregierung gab sich Kerry optimistisch, dass diese den Demokratisierungsprozess voranbringe und sagte: „Bislang gibt es Anzeichen, dass das ihre Absicht ist.“ Der von der neuen Regierung entwickelte Fahrplan für die Rückkehr zur Demokratie werde nach bestem Wissen vorangebracht.
Kerry sagte der vom Militär gestützten Übergangsregierung weitere US-Hilfe zu, forderte aber auch mehr „Nachgiebigkeit“ gegenüber den Muslimbrüdern. Bei einer gemeinsamen Pressekonferenz mit dem ägyptischen Übergangsaußenminister Nabil Fahmi sagte er, die US-Regierung werde die ägyptische Übergangsregierung nach wie vor humanitär und bei der Bekämpfung des Terrorismus unterstützen. Er betonte, Ägyptens wirtschaftlicher Erfolg sei an seine Stabilität und Demokratisierung geknüpft. Zugleich wies Kerry darauf hin, dass US-Präsident Barack Obama das Gesprächsangebot der ägyptischen Übergangsregierung angenommen habe. Auf den am folgenden Tag beginnenden Strafprozess gegen Mursi ging Kerry nicht ausdrücklich ein, sondern unterstrich allgemein, alle Ägypter hätten ein Anrecht auf faire und transparente Gerichtsverfahren. Ein mitreisender Beamter des US-Außenamts erklärte, Kerry wolle, dass der am 14. November ablaufende Ausnahmezustand nicht verlängert wird. Die US-Regierung verlangte zwar dezidiert die rasche Umsetzung der politischen „Roadmap“, vermied aber weiterhin die Bezeichnung „Militärputsch“.
Der ARD-Journalist Thomas Aders schätzte zum Besuch Kerrys ein, dass es die USA verärgert habe, dass die vom Militär eingesetzte Übergangsregierung Mursi weiter gefangen hielt und die Muslimbrüder mit allen Mitteln verfolgte. Die Hoffnungen der US-Regierung, die diese in den „Arabischen Frühling“ gesetzt hatte, wären enttäuscht. Er wertete die Äußerungen des amerikanischen Außenminister gegenüber den Militärs als „kaum verhohlene Warnungen“. Er verwies auf den Stopp eines großen Teils der milliardenschweren Militärhilfe und erwartete, dass die Amerikaner das brutale Vorgehen der Sicherheitskräfte gegen die demonstrierenden Islamisten sehr genau beobachten würden.

#### Gesetzliche Maßnahmen und Initiativen

##### Ausarbeitung einer neuen Verfassung

###### Verfassung von 2012
Nach ihrem Sieg in den ersten freien ägyptischen Wahlen 2012 hatte die Muslimbruderschaft ein Gremium bestimmt, das das unter Husni Mubarak geltende Grundgesetz ersetzen sollte. Nachdem die Mitglieder monatelang keinen Entwurf vorgelegt hatten, hatte der damals neu gewählte Staatspräsident Mursi schließlich im November 2012 die Entwicklung selbst vorangetrieben. Laut Stephan Roll von der Stiftung Wissenschaft und Politik hatte sich Mursi dabei „über das Gesetz gestellt und die Verfassung im Schnelldurchlauf vom Verfassunggebenden Komitee verabschieden lassen“. Die Verfassung war von der Bevölkerung per Referendum mit einer Mehrheit von 64 Prozent der Stimmen bestätigt worden, unter teilweisem Boykott der Opposition und bei einer Wahlbeteiligung von 33 Prozent. „Die Verfassung war seither“, so Roll, „sicherlich ein ganz zentraler Streitpunkt zwischen Muslimbruderschaft und Opposition.“
Merkmale der Verfassung von 2012 waren unter anderem:
- Die Prinzipien der Scharia blieben wie in den früheren Verfassungen Grundlage der Gesetzgebung (Artikel 2).[304][306][307][308][309][310][311]
- Die Interpretation dieser Prinzipien wurde nicht länger dem Verfassungsgericht, sondern den Gelehrten des Al-Azhar Islam-Instituts überlassen (Artikel 4).[304][306][308][309][310][311]
- Die Unabhängigkeit der Justiz wurde in einigen Punkten gestärkt. Entsprechende Passagen in der Verfassung konnten allerdings mit Gesetzen ausgehöhlt werden.[304]

###### Erarbeitung des neuen Entwurfes
Am 3. Juli 2013 war die Verfassung nach dem Sturz Mursis durch das Militär von Militärchef Sisi außer Kraft gesetzt worden. Vier Verfassungsexperten und sechs hochrangige Richter erhielten den Auftrag, ab dem 21. Juli erste Vorschläge für ein neues Grundgesetz zu erarbeiten. Seit Anfang September ließ die Übergangsregierung ein neues Verfassunggebendes Komitee mit 50 Mitgliedern über die Änderungsvorschläge für den neuen Verfassungsentwurf beraten. Der Verfassungsentwurf sollte dann Anfang November 2013 präsentiert werden. Der Plan sah vor, dass die ägyptische Bevölkerung anschließend innerhalb von 30 Tagen in einem Referendum über den Verfassungsentwurf abstimmt. Das Vorliegen einer überarbeiteten Version wurde als Voraussetzung für die Neuwahlen für ein Parlament und einen Staatspräsidenten angesehen.
In dem Gremium saßen unter anderem Menschenrechtler, Jugendaktivisten, Politiker und zwei Vertreter des islamistischen Lagers. Obwohl in dem Verfassungsgebenden Komitee zwar deutlich mehr gesellschaftliche Gruppierungen vertreten waren als 2012, wurde die Zusammensetzung von Beobachtern als kritisch eingestuft. So sagte Stephan Roll (SWP): „Es ist kein gewähltes, sondern ein ernanntes Komitee. Das ist aus Demokratie-Sicht problematisch.“ Die Legitimität des neuen Komitees wurde auch in Frage gestellt, weil die Muslimbrüder in dem vom früheren Generalsekretär der Arabischen Liga, Amr Mussa, geführten Gremium nicht vertreten waren, die Mursi-Gegner bei den für die Legitimation des Militärputsches herangezogenen Protesten aber unter anderem schon deswegen gegen Mursi protestiert hatten, weil sie sich bei der Erarbeitung der alten Verfassung lediglich nicht ausreichend vertreten gefühlt hatten.
Damit erarbeitete innerhalb nur eines Jahres zum zweiten Mal ein Gremium in Ägypten eine neue Verfassung. Die strittigen Punkte im Entwurf blieben in etwa dieselben wie 2012. Öffentlich am stärksten reflektiert wurden die emotional sensiblen Themen wie das Verhältnis zwischen Religion und Staat und die Rolle von Minderheiten. In Fachkreisen wurden technische Themen wie Justiz und Rolle des Militärs als zentral angesehen. Während es aber bei dem unter Mursis Regierung erstellten Verfassungsentwurf eine breite und scharfe öffentliche Diskussion um den Inhalt des damals aktuellen Verfassungsentwurfes gegeben hatte, fand die Diskussion über den neuen Verfassungsentwurf nach dem Putsch kaum öffentlich statt.

###### Fachliche Einschätzungen
Ägyptenexperten wie Stephan Roll und Björn Bentlage (Universität Halle) vermuteten, dass der als islamistisch aufgefasste umstrittene Artikel 4 nicht in die neue Verfassung übernommen wird, während die Artikel zu den Bürger- und Grundrechten wie der Versammlungs- und Redefreiheit bestehen bleiben. Als entscheidend für die demokratische Entwicklung wird die zukünftige Rolle der Justiz eingeschätzt. Das stärkste Augenmerk wird von Seiten der Fachkreise auf die zukünftige Rolle des Militärs gerichtet, dessen Vorrechte bisher in der neuen Verfassung nicht ausgestaltet wurden. Das Militär zeigte sich weiterhin nicht bereit, auf Privilegien zu verzichten, sondern hielt an seiner Autonomie fest, auch künftig den Verteidigungsminister zu benennen und sein Budget nicht vollständig offenzulegen. Zudem beharrte es darauf, dass alle das Militär betreffenden Vergehen vor einem Militärgericht verhandelt werden, einschließlich solcher von in den weitverzweigten Wirtschaftsbetrieben des Militärs arbeitenden Zivilisten.

##### „Anti-Terror-Gesetz“
Im Oktober diskutierte ein Übergangsregierungskomitee über ein „Anti-Terror-Gesetz“, durch das einige Sonderbefugnisse für die Sicherheitskräfte auch nach Aufhebung des Mitte August durch die Militärregierung verhängten Ausnahmezustandes erhalten bleiben sollen. Die von der Armee installierte Übergangsregierung sollte zeitgleich mit der geplanten Aufhebung des Ausnahmezustands Mitte November das „Anti-Terror-Gesetz“ sowie das geplante Demonstrationsgesetz beschließen, die der Regierung, der Justiz und den Sicherheitskräften weiterhin gestatten würden, bestimmte Bürgerrechte einzuschränken.
Nach Ansicht der Ägyptischen Organisation für Menschenrechte (Egyptian Organization for Human Rights, Abkürzung: EOHR) würde das „Anti-Terror-Gesetz“ wie auch das geplante Demonstrationsgesetz grundlegende Bürgerrechte aushebeln. In em geplanten „Anti-Terror-Gesetz“ sahen Kritiker eine verdeckte Verlängerung des Ausnahmezustandes, den die Übergangsregierung zu diesem Zeitpunkt laut einem Bericht der Kairoer Tageszeitung „Al-Masry Al-Youm“ nicht über den 14. November zu verlängern beabsichtigte, womit auch die nächtliche Ausgangssperre Mitte November aufgehoben werden würde.

##### Abschaffung des Oberhauses (Schura-Rat)
Der mit der Überarbeitung der Verfassung beauftragte Ausschuss sprach sich am 8. November für die Abschaffung des Oberhauses des Parlaments (Schura-Rat) aus, das kurz vor Mursis Sturz am 3. Juli vom Obersten Verfassungsgericht für verfassungswidrig erklärt worden und nach Mursis Sturz und der Aussetzung der Verfassung durch die vom Militär gestützte Übergangsregierung am 5. Juli aufgelöst worden war. Ursprünglich hatte das Oberhaus zwar keine legislative Gewalt, war aber nach der Auflösung des Unterhauses zum einzigen gesetzgebenden Gremium aufgestiegen.

##### Demonstrationsgesetz
Mitte Oktober meldete die Internationale Gesellschaft für Menschenrechte (IGFM), Ägyptens Innenminister, Polizeigeneral Mohamed Ibrahim, plane eine drastische Einschränkung des Demonstrationsrechts, die einen „herben Rückschlag für die junge Demokratie und einen Rückfall in die Zeiten der Militärdiktatur“ darstellen würde. Bei dem Gesetzentwurf handle es sich um einen nur teilweise modifizierten Text der Muslimbrüder, der mit Bestimmungen zur Terrorismusbekämpfung vermengt worden sei. Mit der Verschärfung des Demonstrationsrechts plante die militärgestützte Übergangsregierung die Proteste einzudämmen.
Die IGFM kritisierte die völlige Intransparenz des Gesetzgebungsverfahrens und die schwerwiegenden Eingriffe in das Recht auf Versammlungsfreiheit als inakzeptabel. Die Formulierungen im Gesetzentwurf seien äußerst vage gehalten, ein „Recht“ auf Versammlungen werde verwehrt, Sitzstreiks würden grundsätzlich verboten werden. Teile des unter Verschluss gehaltenen Gesetzentwurfes waren zuvor ägyptischen Medien zugespielt und veröffentlicht worden. Menschenrechtsgruppen und liberale Politiker äußerten sich besorgt. Human Rights Watch sprach von einer Blankovollmacht für ein Verbot von Protesten. Der Ausgang der Debatte werde zeigen, wie viele politische Freiheiten die neuen Machthaber künftig zu geben bereit seien. Die in Ägypten ansässige Menschenrechtsorganisation Arab Network for Human Rights Information (ANHRI) kritisierte, der Gesetzentwurf erinnere an die Verhältnisse unter Husni Mubarak und dem früheren Innenminister Habib al-Adli. Ägypten brauche keine weiteren Gesetze mit Restriktionen der Rechte und Freiheiten.
Am 12. November nahm die US-Regierung in ihrer Reaktion auf das offizielle Ende der Ausgangssperre Bezug auf die bevorstehende Ankündigung der selbst bei Mitgliedern der Regierung und ihren Unterstützern heftig umstrittenen Überarbeitung des Gesetzes zum Umgang mit Protestbewegungen. Außenamtssprecherin Jennifer Psaki verwies unter Begrüßung der Beendigung des Ausnahmezustands darauf, dass die Regierung „andere Sicherheitsgesetze“ erwäge und rief dazu auf, „die Rechte aller Ägypter zu achten“.

##### Staatliche Kontrolle über Moscheen und Prediger
Im Oktober meldeten Medien Pläne der neuen Machthaber zur Einschränkung des Einflusses der Muslimbruderschaft auf die Religion. Das Ministerium für religiöse Angelegenheiten zielte mit einer Reihe von Gesetzen darauf ab, die Moscheen des Landes stärker unter staatliche Kontrolle zu stellen.
Einige der umgesetzten oder geplanten Änderungen:
- Seit Oktober durften nur noch Imame mit einem Abschluss der als moderat geltenden Al-Azhar-Universität die Freitagspredigt halten.[315]

Diese Regelung bedeutete eine effektive Entlassung von rund 53.000 Predigern durch die militärgestützte Übergangsregierung. Der Minister für religiöse Stiftungen, Mohamed Mokhtar Gomaa, begründete seine Maßnahme vom 10. September 2013 laut der Zeitung „Egypt Online“ damit, die Imame besäßen keine staatliche Zulassung und stellten mit ihren fundamentalistischen Ansichten eine Bedrohung für die Sicherheit des Landes dar. Betroffen waren laut dem Bericht vor allem kleine autonome Moscheen und Gebetsstätten.
- Die Verbreitung politischer Botschaften von der Kanzel sollte künftig zum Entzug der Lizenz führen.[315]

Markus Symank kommentierte in der Deutschen Welle, regimetreue Imame dürften auch künftig Religion und Politik vermischen, denn das Politikverbot für Imame gelte offenbar nur für die eine Hälfte der Gesellschaft. Aktivisten hätten angesichts des Vorgehens der Übergangsregierung gewarnt, dass anstelle der Islamisten künftig die neuen Machthaber die Moscheen für ihre Propaganda missbrauchen könnten. In den vorangegangenen Wochen hätten bereits zahlreiche Imame den Sicherheitskräften, die brutal gegen die Mursi-Anhänger vorgehen, „ihren Segen gegeben“. Ein Scheich, der häufig auf dem Tahrirplatz in Kairo predigte, hatte offen zum Mord an Mitgliedern der Hamas, dem palästinensischen Arm der Muslimbruderschaft, aufgerufen. Auch Vertreter der Al-Azhar hatten nach dem Putsch Hetze gegen Mursi-Anhänger betrieben wie der frühere Großmufti Ali Gum'a. Gum'a hatte Armeechef Sisi für dessen „außergewöhnlichen Mut“ gelobt, den Muslimbrüdern dagegen das Recht abgesprochen hatte, sich als Ägypter bezeichnen zu dürfen und dazu aufgerufen, die Protestteilnehmer zu töten.
- Freitagspredigten sollen nur noch in Moscheen erlaubt sein, die mindestens 80 Quadratmeter groß sind.[315]

Während in Ägypten mehr als 110.000 registrierte Moscheen bestanden, war die Anzahl der Imame mit Al-Azhar-Zertifikat mit 58.000 weitaus zu niedrig, um flächendeckend jede Moschee mit einem Imam versorgen zu können. Besonders in Oberägypten, wo die Islamisten ihre Hochburgen hatten, befanden sich viele Moscheen im Besitz von Familiensippen, die in der Regel auch bestimmten, wer bei den Freitagsgebeten als Imam auftritt. Die Regierung beabsichtigte, diesem Dilemma mit weiteren gesetzlichen Einschränkungen beizukommen.

##### Zeitplan für Präsidentschafts- und Parlamentswahlen
Nach dem Zeitplan, den Übergangspräsident Adli Mansur im August vorlegte, sollten 2014 Präsidentschafts- und Parlamentswahlen stattfinden, die die durch die Armee nach dem Sturz des demokratisch gewählten Präsidenten Mohammed Mursi ernannten Führungspersonen ablösen sollten.
Im November kündigte Außenminister Nabil Fahmi an, die Parlamentswahl solle „zwischen Februar und März“ stattfinden, woraufhin die „Präsidentenwahl im Frühsommer“ erfolgen werde. Der genaue Termin für die Präsidentenwahl werde bis zum Ende des Frühjahrs bekanntgegeben, worauf die Wahl innerhalb von zwei Monaten stattfinden werde. Vor der Parlamentswahl werde im Dezember noch ein Referendum über die neue Verfassung abgehalten. Dies waren die für ein Ende der Übergangsregierung zeitlich präzisesten Angaben, die bis zu diesem Zeitpunkt der Presse gegenüber gemacht wurden.
Fahmi sagte weiter, zu der Parlamentswahl werde auch der politische Arm der verbotenen Muslimbruderschaft zugelassen sein.

#### Neue Wohltätigkeitsorganisation von Muslimbrüdern
Ein Ableger der Muslimbrüder, die Gruppe „Brüder ohne Gewalt“ beantragte im Oktober eine Zulassung als Wohltätigkeitsorganisation beim Sozialministerium in Kairo, das daraufhin angab, zu prüfen, ob der Antrag dem im September gerichtlich ausgesprochenen Verbot der Muslimbrüder und ihrer Ableger widerspricht.
Die Mitglieder der „Brüder ohne Gewalt“ galten als besonders gemäßigte Muslimbrüder, die der nach dem Putsch inhaftierten Führung der Muslimbruderschaft vorgeworfen haben sollen, zur Gewalt zwischen ägyptischen Sicherheitskräften und Mursi-Anhängern maßgeblich beigetragen zu haben.
Die neue Wohltätigkeitsorganisation solle nach dem Gründer der Muslimbrüder, dem Ägypter Hasan al-Bann?, benannt werden, dessen Ideen verbreiten und sich nicht politisch betätigen.
Einige Beobachter waren bereits kurz nach dem Blutbad vom 14. August davon ausgegangen, dass auch im Falle einer Repression, Inhaftierung oder Tötung vieler Mitglieder der Muslimbruderschaft durch die Armee Tausende Mitglieder der Muslimbruderschaft verbleiben würden, die die Fortführung der Da?wa der Muslimbruderschaft, Institutionen der sozialen Wohlfahrtsdienste, gewährleisten würden, die zur Aufrechterhaltung der Popularität der Muslimbruderschaft auch in Zeiten ihrer Verfolgung beigetragen hatten. Andere Beobachter hatten darauf hingewiesen, dass nach der Auflösung der als politisch gemäßigt geltenden Muslimbruderschaft die von dieser geleistete soziale Hilfe, die faktisch den fehlenden Sozialstaat ersetzte, nicht von dem dazu unfähigen Staat und nur schwer von anderen Wohlfahrtsverbänden übernommen werden könnte.

#### Weitere Gewalttaten und Auseinandersetzungen

##### August
Das Ministry of State for Antiquities (MSA) ließ aus Sicherheitsgründen alle Museen und archäologischen Fundstätten schließen. Während der Auseinandersetzungen hatten Pro-Mursi-Demonstranten Wachhäuschen an den Eingängen des Nationalmuseums Alexandria und des Malawi-Nationalmuseums im mittelägyptischen Minya zerstört, ohne dass in den Museen selbst Schäden angerichtet wurden. Am 15. August wurde das Malawi-Nationalmuseum in Minya geplündert. Von über 1000 Exponaten konnte etwa ein Dutzend sichergestellt werden.
Am Abend des 19. August wurde ein Journalist der ägyptischen Zeitung al-Ahram nach Beginn der Ausgangssperre auf dem Rückweg von einem Treffen mit dem Gouverneur einer Provinz im Nildelta an einem Kontrollpunkt des Militärs erschossen und ein Kollege verletzt, obwohl für Journalisten und Mitarbeiter von Medien eine offizielle Ausnahmeregelung bei der Handhabung der Ausgangssperre galt.
Am 23. August kam mindestens ein Mursi-Anhänger ums Leben, als ein Mob eine Kundgebung in der Stadt Tanta angriff. In mehreren anderen Städten des Nildeltas griffen Unbekannte Häuser von Islamisten an.
Am 28. August ereigneten sich laut ägyptischen Medienberichten gewaltsame Zusammenstöße zwischen demonstrierenden Muslimbrüdern und der Polizei in der Provinz Bani Suwaif, bei denen zwei Demonstranten getötet und acht verletzt worden sein sollen. Zu den Auseinandersetzungen soll es gekommen sein, als eine Militärpatrouille versucht habe, eine Versammlung aufzulösen. Während die Opfer nach Angaben von Ärzten alle Schusswunden erlitten, gab ein hoher Militär an, die Sicherheitskräfte hätten nicht geschossen.
Am 30. August forderten trotz eines Großaufgebots der Sicherheitskräfte Zehntausende Menschen bei Protesten die Wiedereinsetzung des vom Militär gestürzten Präsidenten Mursi. Bei Zusammenstößen zwischen Anhängern und Gegnern Mursis kam es dabei nach Medienberichten zu mindestens sechs Toten und mindestens 50 Verletzten sowie zu zahlreichen Festnahmen. Die blutigen Straßenschlachten fanden unter anderem in Mursis Geburtsstadt Sagasig sowie in Port Said statt, andere Auseinandersetzungen nach ägyptischen Medienberichten auch in Banha, Alexandria und in Bani Suwaif. Laut Innenministerium kam es zudem in al-Buhaira und Tanta zu Ausschreitungen. In Kairo zogen Unterstützer Mursis in mehreren Gruppen durch die Straßen, mieden die von Polizei und Armee streng bewachten Schauplätze und zerstreuten sich kurz vor Einsetzen der nächtlichen Ausgangssperre, für deren Missachtung die Übergangsregierung mit Konsequenzen gedroht hatte. Im Kairoer Bezirk Al-Nosha wurden an einer Straßensperre der Polizei kurz vor Beginn der Protestaktionen zwei Polizisten erschossen und laut Innenministerium zwei weitere Polizisten verletzt. Am Abend erschossen Unbekannte in der Stadt Arisch einen Polizisten. Insgesamt starben bei den parallel zu den Protesten erfolgten Angriffen von Extremisten auf die Polizei drei Polizisten.

##### September
Anfang September starben bei einem Sprengstoffanschlag auf den ägyptischen Innenminister Mohammed Ibrahim in der Nähe seines Hauses im Kairoer Stadtteil Nasr-City, den der Innenminister unverletzt überstand, nach staatlichen Angaben zwei Menschen, darunter der Fahrer eines mit Sprengstoff beladenen Autos. Die Muslimbruderschaft verurteilte den Anschlag scharf. Beobachter vermuteten einen Zusammenhang zwischen dem laut Korrespondentenberichten in seiner Art in Ägypten ungewöhnlichen Sprengstoffattentat und der am vorangegangenen Wochenende auf der Sinai-Halbinsel erfolgten Festnahme des Al-Kaida-Anführers Adel Habara.
Am 11. September kamen bei zwei Selbstmordanschlägen, zu denen sich eine militante Gruppe namens Dschund al-Islam bekannte, auf ein örtliches Hauptquartier der ägyptischen Sicherheitskräfte und einen Kontrollposten des Militärs mindestens sechs Menschen ums Leben.
Mitte September haben die Freitagsproteste der Anhänger des gestürzten Präsidenten Mursi wieder an Zulauf gewonnen, nachdem sie nach dem harten Vorgehen der Polizei und des Militärs in den vorangegangenen Wochen zunächst schwächer geworden waren. Am 13. September kam es zu landesweiten Demonstrationen von Mursi-Anhängern, bei denen diese in ganz Ägypten auf die Straßen strömten und Plakate mit dem R4bia-Zeichen in die Höhe hielten, als Symbol für das am 14. August von Sicherheitskräften überrannte Protestlager der Islamisten und damit für den Widerstand der Muslimbruderschaft. In Alexandria, wo sich Anhänger und Gegner Mursis mit Steinen bewarfen, wurde ein Mensch wurde getötet.
Am 16. September erlangten die Sicherheitskräfte die Kontrolle über die oberägyptische Stadt Delga zurück, die seit dem Putsch vom 3. Juli von Islamisten kontrolliert worden war und wo es zahlreiche Übergriffen islamischer Extremisten auf die örtliche christliche Minderheit gegeben hatte.
Am 19. September stürmten Anti-Terror-Polizisten die am Rande Kairos gelegene Stadt Kerdasa als weiteren von Islamisten kontrollierten Ort, unter Einsatz von Panzern und Helikoptern. Bei den Zusammenstößen zwischen bewaffneten Gruppen und Sicherheitskräften starb auch ein Polizeigeneral.
In Kairo legte am 19. September der Fund zweier selbstgebauter Sprengsätze an einem Bahnhof im Süden der Stadt den U-Bahnverkehr nahezu vollständig lahm.

##### Oktober
Am 11. Oktober kam es in mehreren Orten Ägyptens erneut zu Protesten. Dabei wurde in der Provinz Scharkija nördlich von Kairo ein Mensch getötet. Dutzende wurden in Alexandria verletzt, als ein Wagen in die Demonstranten fuhr. Das Innenministerium bekräftigte seine Warnung, gegebenenfalls mit Gewalt gegen die Islamisten vorzugehen. In Kairo wurden rund um den Tahrir-Platz, die US-Botschaft und andere zentrale Plätze die Sicherheitsvorkehrungen verstärkt. Rund 2000 Islamisten versammelten sich in Kairo zu Protesten und schwenkten vor dem Präsidentenpalast Bilder von Mursi. Die von der Muslimbruderschaft angeführte Anti-Putsch-Allianz, die die Demonstration organisiert hatte, hatte die Teilnehmer zuvor aufgerufen, dem Tahrir-Platz fernzubleiben, um weitere gewalttätige Zusammenstöße zu verhindern. In Alexandria trieben Sicherheitskräfte die Unterstützer Mursis mit Tränengas auseinander, als diese mit Gegnern des entmachteten Präsidenten aneinandergerieten.

Galerie: Anti-Putsch-Demonstration in Nasr-City am 11. Oktober 2013:
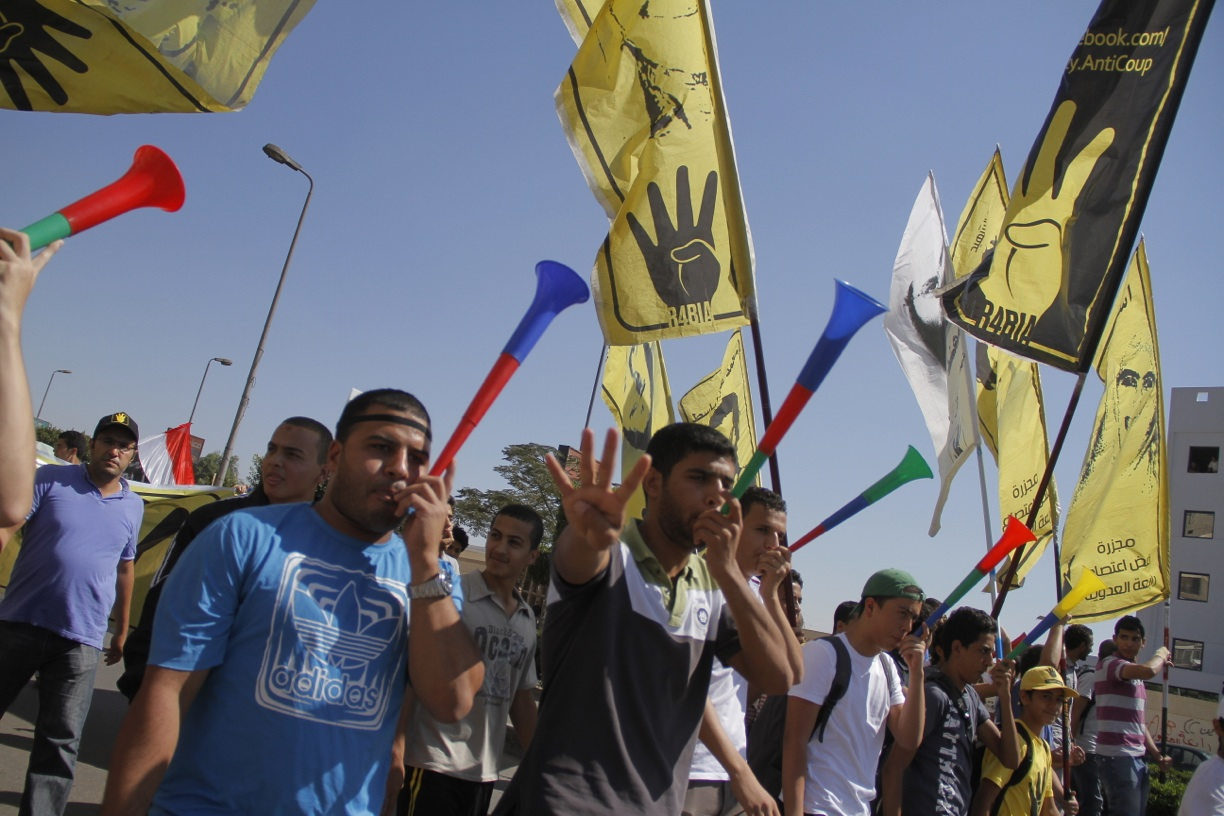
Mit Vuvuzela und Anti-Putsch-Flaggen ausgerüstete Demonstranten formen die Finger zum R4bia-Zeichen.
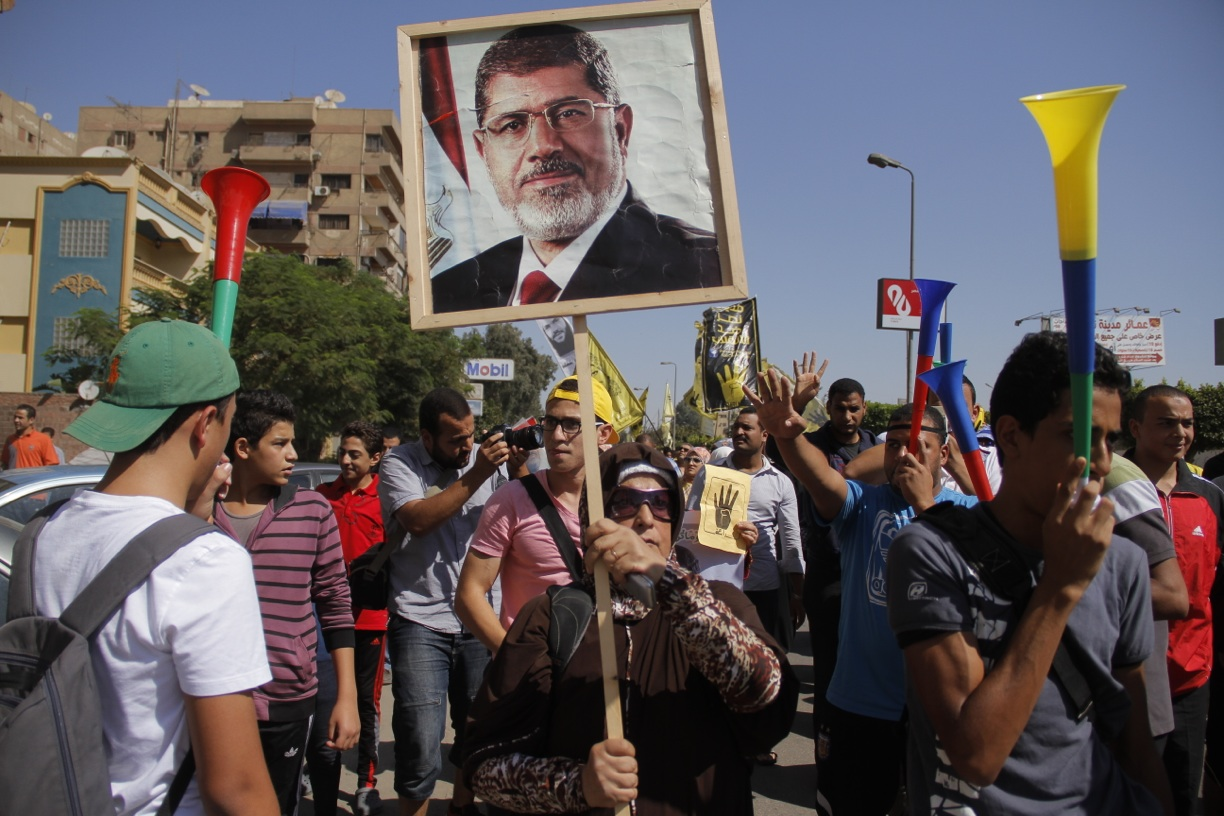
Mursi-loyale Demonstrantin mit Porträt des vom Militär gestürzten Präsidenten.
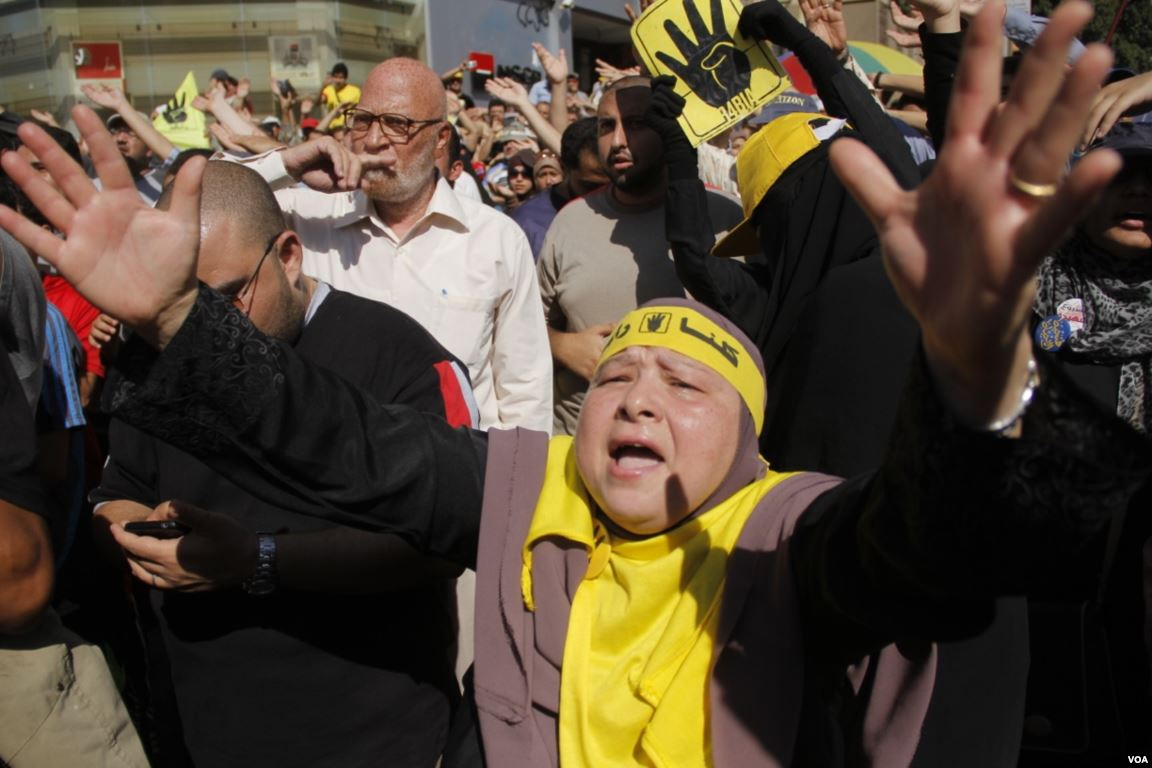
Die Anti-Putsch-Demonstration findet in Nasr-City, einer Hochburg der Muslimbruderschaft, statt.
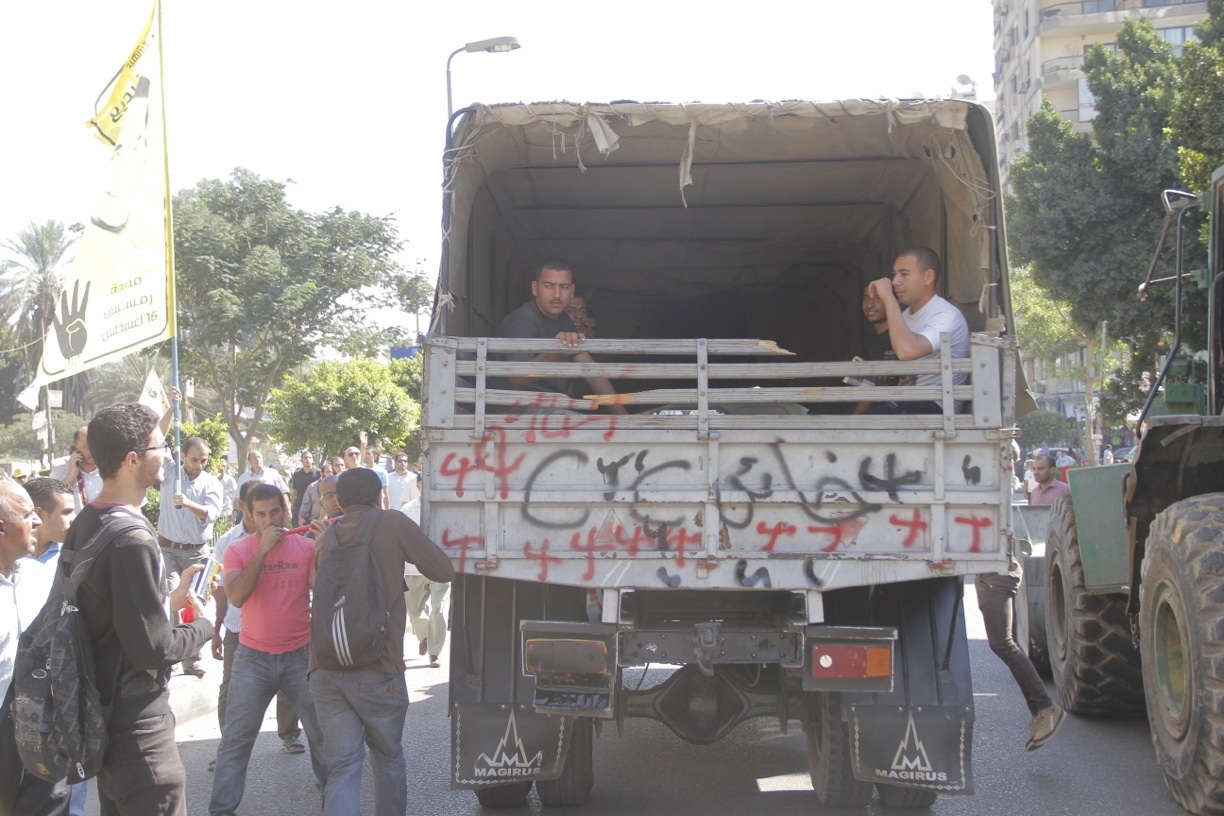
Ein Militärfahrzeug fährt durch den Anti-Putsch-Protest.

Am 20. Oktober kamen infolge eines Drive-by-Shooting im Kairoer Stadtteil Warak fünf Menschen getötet, darunter ein acht- und ein zwölfjähriges Mädchen. Die vermummten Täter schossen auf eine Gruppe von Menschen, die während einer christlichen Hochzeit vor der koptischen Jungfrau-Maria-Kirche stand, und entkamen. Über das Motiv der Angreifer machte das Ministerium zunächst keine Angaben. Das Nachrichtenmagazin Der Spiegel titulierte die Täter als „Extremisten“, die Tageszeitung Die Welt als „Terroristen“. Die Polizei leitete im Vorort Warak eine Großfahndung ein. Es handelte sich um den ersten Angriff auf Christen in Kairo seit dem Militärputsch gegen Staatspräsident Mursi. Die linke Tagammu-Partei nahm den Vorfall zum Anlass, den Muslimbrüdern vorzuwerfen, sie hätten Unfrieden zwischen den verschiedenen Religionsgruppen gestiftet. Die ägyptische Muslimbruderschaft distanzierte sich in einer Erklärung ihres Pressebüros in London von dem Angriff. Ein Pfarreiverantwortlicher bemängelte, für den Polizeischutz vorgesehene Sicherheitskräfte seien während des Anschlags nicht vor Ort gewesen. Laut Ahram Online ergab eine Befragung der verantwortlichen Beamten, die Polizisten hätten die Bewachung Mitte August eingestellt, weil es an Waffen gefehlt habe.

##### November
Am 1. November gaben mehrere Männer Schrot- oder Pistolenschüsse auf das Amarante Pyramids Hotel in der Nähe der Pyramiden von Gizeh ab und flohen daraufhin, ohne jemanden verletzt zu haben. Bei den Tätern handelte es sich offenbar um entlassene Mitarbeiter, denen der Zutritt zur Anlage verwehrt worden war. Die Nachrichtenagentur Reuters hatte zunächst mit Verweis auf die staatliche Internetseite Al Ahram gemeldet, dass Angreifer im Hotel um sich geschossen hätten und dass „Islamisten wiederholt Hotels und andere von Touristen besuchte Einrichtungen ins Visier genommen“ hätten.
Am 8. November wurden bei Unruhen während Protesten von Anhängern Mursis mindestens zwei Menschen in Kairo getötet. Bei einem der Todesopfer handelte es sich um einen 12-jährigen Jungen, der nach offiziellen Angaben nahe der Pyramiden von Giseh in Auseinandersetzungen zwischen Mursi-Anhängern und örtlichen Bewohnern geraten sei. Dort warfen die beiden Gruppen Brandbomben und Steine aufeinander. In Kairo, Suez und Alexandria setzte die Polizei Tränengas ein, um die verfeindeten Lager auseinanderzutreiben. In Suez wurde ein Demonstrant von einer Kugel am Kopf getroffen und schwer verletzt. Bei den Protesten nach den Freitagsgebeten forderten die Islamisten die Freilassung von 21 weiblichen Demonstranten, unter ihnen sieben Mädchen, die im Oktober bei Zusammenstößen in Alexandria verhaftet wurden, weil sie angeblich zur Gewalt aufgerufen hatten. In Alexandria wurde Tränengas eingesetzt. Insgesamt demonstrierten am 8. November in ganz Ägypten mehrere tausend Sympathisanten des gestürzten Präsidenten.

### Entwicklung nach Ende des Ausnahmezustandes
Die seit dem Sturz von Präsident Mursi anhaltende Gewaltwelle in Ägypten riss auch nach dem Ende des Ausnahmezustands Mitte November 2013 nicht ab. Einer Zählung der als unabhängig eingeschätzten Website Wiki Thawra zufolge starben nach dem Militärputsch allein im Zeitraum Juli bis Dezember 2013 unter Interimspräsident Mansur 2273 Menschen bei politischen Auseinandersetzungen sowie 200 Menschen – darunter 36 Zivilisten – bei terroristischen Angriffen. Dies stellte eine erhebliche Zunahme im Vergleich zur Zeit vor dem Putsch dar, als im Zeitraum Januar bis Juni 2013 während der Präsidentschaft Mursis 153 Menschen bei politischen Auseinandersetzungen und 4 Personen bei terroristischen Angriffen gestorben waren. Noch vor Mitte Januar 2014 erreichte die von Wiki Thawra gezählte Anzahl der Todesopfer seit dem Sturz Mursis durch das Militär 2665 Menschen.

#### Haftbedingungen und Foltervorwürfe
Nach dem Volksaufstand von 2011, zu dessen zentralen Forderungen ein Ende der Polizeigewalt gezählt hatte, war keine Reform der Sicherheitskräfte erfolgt. Der von der militärgestützten Übergangsregierung nach dem Militärputsch gegen Mursi erstellte neue Verfassungsentwurf, der Mitte Januar 2014 zur Abstimmung gestellt werden sollte, verbot zwar ausdrücklich alle Arten von Folter, sprach dem Innenministerium jedoch zugleich noch größere Unabhängigkeit als zuvor zu und erschwerte dadurch eine neutrale Überwachung der Arbeit der Sicherheitskräfte.
Anfang Januar 2014 kritisierten Medien die Haftbedingungen in Ägypten, wo so viele Menschen wie zuvor lange nicht mehr in Gefängnishaft saßen. Nach Angaben der Website Wiki Thawra, die von jungen Demokratieaktivisten betrieben wird, verhafteten Polizei und Militär seit dem Sturz Mursis (Juli 2013) bis Januar 2014 mehr als 21.000 Menschen, darunter rund 2500 Führungskräfte der Muslimbruderschaft. Menschenrechtsorganisationen – auch die staatliche ägyptische – sammelten als schaurig empfundene Berichte von Folter, Vergewaltigungen und Misshandlungen in den ägyptischen Gefängnissen, die Zustände wie unter dem 2011 gestürzten Langzeitherrscher Husni Mubarak zu offenbaren schienen. 14 ägyptische Menschenrechtsgruppen warfen dem Polizei- und Militärapparat Anfang Januar 2014 in einer 30-seitigen Dokumentation vor, den sogenannten „Krieg gegen den Terror“ als Rechtfertigung für systematische Folter und Misshandlungen zu nutzen. Tausende Menschen seien in den letzten Monaten verhaftet und ohne Anklage festgehalten worden.
Nachdem die Übergangsregierung nach dem Militärputsch damit nahezu die gesamte Führungsriege der Muslimbruderschaft festgenommen hatte, waren schließlich auch zunehmend säkulare Aktivisten und Regimegegner inhaftiert worden. Berichte, die aus den Haftanstalten nach außen gelangten, wurden als Beleg gedeutet, dass die Sicherheitskräfte alltäglich systematische Folter anwendeten. Hend Nafea Badawy, Verantwortlicher für den Bereich Bürgerrechtsverletzungen beim Anwaltszentrum Hisham Mubarak in Kairo, sprach von einer Vervielfachung der Folterberichte im Vergleich zu der Regierungszeit Mubaraks.
Auch die sogenannte Demokratiebewegung wurde mit zunehmender Härte vom Staatsapparat attackiert, obwohl sie die Entmachtung Mursis zunächst unterstützt hatte. Wichtige Galionsfiguren des sogenannten „Arabischen Frühlings“ in Ägyptens waren zur Zeit des Verfassungsreferendums bereits inhaftiert. Dazu zählte unter anderem der im Dezember 2013 zu drei Jahren Haft verurteilte Ahmed Maher als Mitbegründer der Bewegung 6. April, die „mit ihrem gewaltfreien Protest maßgeblich zum Sturz des Regimes von Husni Mubarak beigetragen“ hat. Maher hatte die Beteiligung der 6.-April-Bewegung an den Anti-Mursi-Demonstrationen am 30. Juni nachträglich als „schweren Fehler“ bezeichnet und über das Regime unter Militärchef Sisi gesagt, es handle sich dabei um „die Rückkehr zum alten Regime – dieselbe Unterdrückung, dieselbe Folter, dieselbe Korruption und dieselben Lügen in den Medien – nur alles noch viel schlimmer“. Nach seiner Festnahme wurde Mahers Beschreibung der „miserablen Haftbedingungen“ (Deutsche Welle) bekannt, die in Form „mehrerer auf Toilettenpapier und Taschentücher gekritzelter Botschaften aus dem Hochsicherheitsgefängnis Tora in Kairo“ geschmuggelt wurden. Demnach sei Lesen und Schreiben in der Haft verboten und die Sicherheitsbeamten würden jeden foltern, den sie mit Schreibgerät oder Papier antrafen. Anwälte berichteten, Maher und andere prominente Aktivisten würden wie Terroristen in Einzelhaft gehalten. Ihre Familien dürften sie nicht besuchen. Sowohl angemessener Rechtsbeistand als auch medizinische Versorgung soll ihnen zumeist verwehrt worden sein. Weniger prominente Gefangene sollten oft in Gruppen von bis zu 60 Personen in kleinen Zellen festgehalten werden und auf dem nackten Betonboden schlafen müssen. Nach Angaben von Menschenrechtlern würden mancherorts Teenager gemeinsam mit Erwachsenen untergebracht. Dutzende Gefangene sollten aus Protest über die Haftbedingungen allein im Januar 2014 in den Hungerstreik getreten sein.
Von den nach Angaben des Innenministeriums 1079 am Dritten Jahrestag des Volksaufstandes vom 25. Januar 2011 Festgenommenen wurden mindestens 79 in dem Gefängnis Abu Zaabal festgehalten, die alle nach Angabe ihres Anwaltes, Mahmoud Belal, berichteten, Opfer von Folter geworden zu sein. Die Kampagne Nation without Torture veröffentlichte am 10. Februar 2014 eine Stellungnahme, in der sie das Innenministerium mit Hinweis auf die in Artikel 52 der neuen Verfassung festgelegten Unverjährbarkeit von Folter beschuldigte, „die Mehrheit“ der an diesem Tage Festgenommenen gefoltert zu haben. Das Innenministerium bestritt hingegen am 11. Februar alle Folter- und Misshandlungs-Anschuldigungen der Untersuchungshäftlinge und erklärte, es werde Beschwerden von Häftlingen annehmen und untersuchen.
Am 12. Februar 2014 veröffentlichten 16 Menschenrechtsorganisationen eine Stellungnahme, in der sie zügige Ermittlungen zu den ihrer Ansicht nach „zunehmenden und erschreckenden Anschuldigungen von Folter und sexuellen Tätlichkeiten gegen die in Polizeirevieren seit dem 25. Januar Festgenommenen“ und ärztliche Untersuchungen aller auf über 1000 geschätzten am 25. Januar Festgenommenen forderten. Einer Delegation der Rechtsgruppen solle gestattet werden die Gefängnisse ohne Vorbedingungen zu besuchen und mit den Gefangenen zu sprechen. Das Innenministerium begegnete den in den vorangegangenen Monaten angestiegenen Anschuldigungen von willkürlichen Verhaftungen und Folter mit der Behauptung, die Polizei sei der Mubarakära reformiert worden.
Im März 2014 wurde Videomaterial veröffentlicht, das von einem Häftling in einem ägyptischen Hochsicherheitsgefängnis gefilmt worden und die „grauenvollen Bedingungen, die von Tausenden von der neuen Militärregierung Ägyptens Inhaftierten ausgestanden werden, enthüllt“ (The Telegraph) haben soll. Das Videomaterial war Teil eines Dossiers, das von einer in London ansässigen Firma von Rechtsanwälten zusammengestellt wurde, die für die der Muslimbruderschaft nahestehende Freiheits- und Gerechtigkeitspartei arbeiteten. Sie hatten ihre Informationen sowohl an den Internationalen Strafgerichtshof (ICC) in Den Haag als auch an die britische Polizeibehörde Scotland Yard weitergegeben, in der Hoffnung, dass diese internationale Haftbefehle gegen Beamte aussprechen würde, die im Verdacht stehen, in Folter involviert zu sein. Der für Ägypten zuständige Amnesty International-Rechercheur Mohammed Elmessiry teilte mit, dass die Menschenrechtsorganisation die in dem Videomaterial von Häftlingen erhobenen Vorwürfe von Folter und widrigen Haftbedingungen nachgehe und prüfe und dass sie mit anderen Vorfällen von Misshandlungen übereinstimmen würden, die bereits von Amnesty International in Gefängnissen dokumentiert wurden, wo sowohl Unterstützer der Muslimbruderschaft als auch liberale Activisten behauptete, Opfer von Folter und Behandlung mit elektrischen Stromschlägen geworden zu sein. Amnesty International rufe die ägyptischen Behörden auf, die Vorwürfe zu untersuchen.”
Ende März 2014 zitierte die BBC Berichte von ehemaliger Gefangener, nach denen gegen die Tausenden Regierungsgegner, die seit dem Putsch im Juli 2013 verhaftet wurden, vonseiten der ägyptischen Sicherheitskräfte „routinemäßig Folter“ angewendet werde. Viele seien verhaftet worden, weil sie sich in der Nähe eines Protestes aufhielten. Die Zeugen berichten von Stromschlägen, Schlägen und sexuellem Missbrauch durch das Sicherheitspersonal. Von offizieller Seite wurde Folter „kategorisch“ abgestritten. General Abu Bakr Abdel Karim aus dem Innenministerium beteuerte, es habe möglicherweise Fehler gegeben, aber diese hätten sicher nicht das Niveau von Folter erreicht. Eine unabhängige Überprüfung der Folterberichte war nicht möglich, doch sprachen Menschenrechtsorganisationen immer wieder davon, dass Folter und Brutalität in ägyptischen Haftanstalten allgegenwärtig seien.

#### Staatskampagne gegen ausländische Medien
Seit dem Militärputsch gegen Mursi von Anfang Juli 2013 herrschte in Ägypten eine ausgeprägt negative Stimmung gegen Journalisten, insbesondere aus westlichen Ländern. Ihnen wurde von Seiten der Putschbefürworter vorgeworfen, die politische Situation nicht richtig einzuordnen, da sie den Putsch als solchen bezeichnet hätten. Anfang 2014 war es westlichen Journalisten bereits seit Monaten praktisch unmöglich geworden, persönlich Muslimbrüder zu treffen. Die militärgestützte Übergangsregierung ordnete beispielsweise die britische Tageszeitung The Guardian einer „Schwarzen Liste der irregeleiteten Medien“ zu, „die dem Recht der Ägypter, die Revolution und ihre Zukunft zu schützen, feindlich“ gegenüber stünde. Sie erklärte, der Guardian habe den Kontakt zur Realität verloren und wisse nichts über Ägypten. Der Guardian habe sich gegen die „Juni-Revolution“ gewendet und trete „als ein Sprachrohr für die Konterrevolution“ auf. Der Außenminister der militärgestützten Übergangsregierung, Nabil Fahmi, bezichtigte die Auslandspresse, „Fakten nicht zur Kenntnis zu nehmen“ und „bewusst die demokratische Praxis in Ägypten in Frage zu stellen“.
Seit Mohammed Mursi im Juli 2013 gestürzt wurde und das Militär anschließend die Macht übernahm, sahen sich Kritiker des politischen Systems und Andersdenkende in steigendem Maße verfolgt. Seitdem wurden auch Al-Jazeera-Journalisten verhaftet wie Abdullah al-Schami, der seit August 2013 inhaftiert war, ohne dass gegen ihn Anklage erhoben wurde. Das Al-Jazeera-Büro in Kairo verlor seine Lizenz und wurde geschlossen, den Mitarbeitern wurden ihre Presseakkreditierungen genommen.
Der totalitäre Charakter des nach dem Sturz Mursis vom putschistischen Regime ausgerufenen „Kampfes gegen den Terror“ nahm weiter zu. Nachdem die neue vom Militär installierte Führung im Dezember 2013 die gesamte Muslimbruderschaft zu Terroristen erklärt hatte, ging sie mit Hilfe des Sicherheitsapparates immer härter gegen Demokratieaktivisten, Journalisten und regierungskritische Akademiker vor. Die militärgestützte Übergangsregierung führte eine Kampagne gegen ausländische Berichterstatter. Weite Teile der ägyptischen Medien nahmen in dieser aufgeheizten Atmosphäre keine moderierende Rolle wahr, sondern trugen dazu bei, das Misstrauen gegenüber Ausländern zu schüren. Sämtliche TV-Sender und Zeitungen der Islamisten waren verboten worden, während die regimenahen Medien „Verschwörungstheorien, Verwünschungen und Halluzinationen“ (Die Presse) verbreiteten.
Westlichen Medienangaben zufolge gerieten Journalisten, die über die repressiven Maßnahmen der militärgestützten Führung gegen Muslimbrüder, Liberale und Aktivisten berichteten, in Lebensgefahr.
Zivilisten griffen gezielt Reporter an, wie ein Team von ARD-Mitarbeitern, die zusammengeschlagen und als „Verräter“, „Muslimbrüder“ und „Unterstützer des Terrorismus“ beschimpft wurden. Medienvertreter bewerteten ihre Situation in Ägypten als so schlecht wie nie zuvor.

##### Prozesse gegen Al-Jazeera-Journalisten

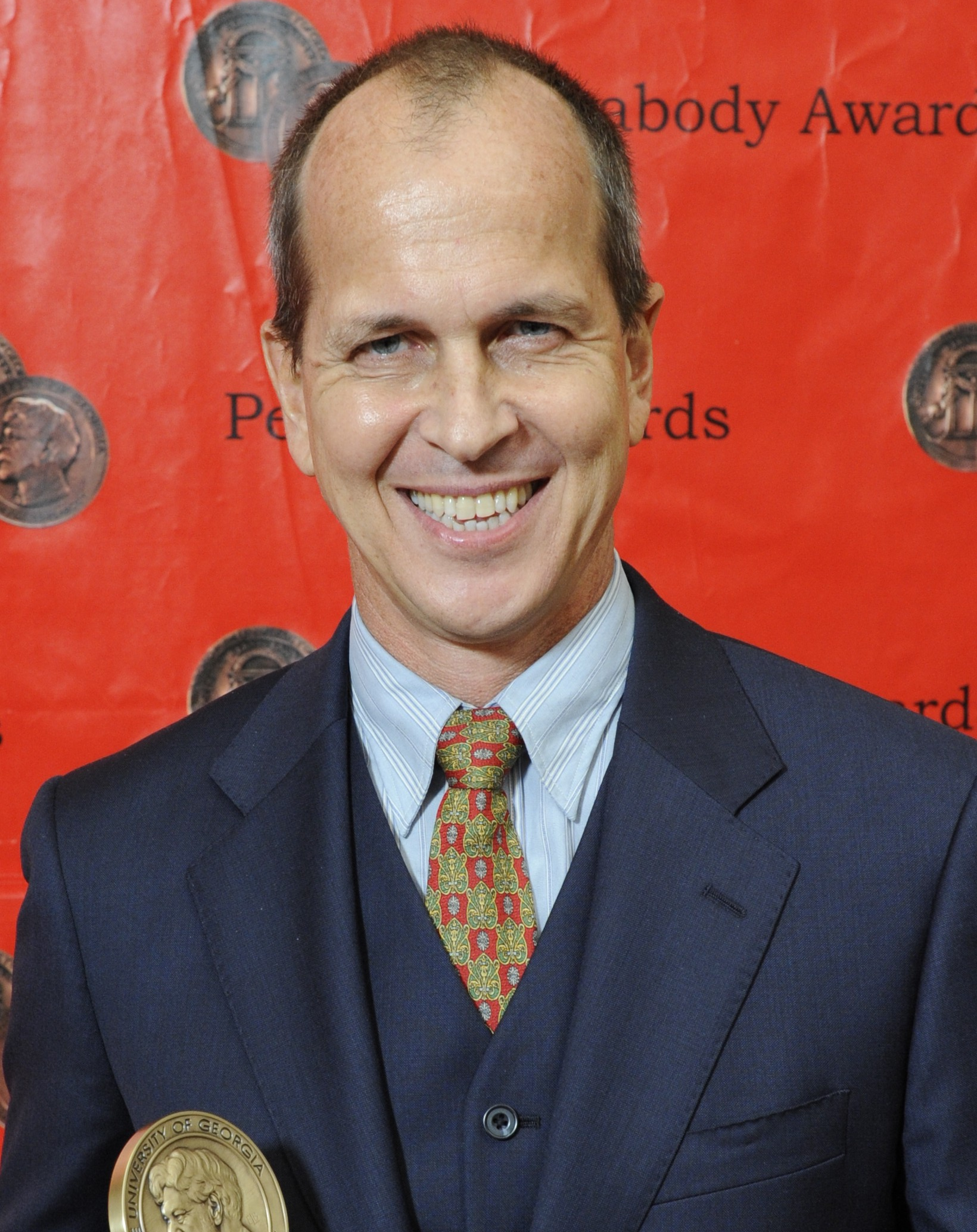
Der im Dezember 2013 inhaftierte australische Al-Jazeera-Korrespondent Peter Greste

Die Behörden inhaftierten auch Journalisten, einschließlich mehrerer für den Fernsehsender Al-Jazeera arbeitender. Die Justiz der ägyptischen Militärregierung beschuldigte zwanzig Al-Jazeera-Mitarbeiter der Unterstützung des Terrorismus beziehungsweise der „Bildung eines terroristischen Mediennetzwerks“, unter ihnen auch renommierte ausländische Journalisten. Die ägyptische Generalstaatsanwaltschaft warf 16 ägyptischen Al-Jazeera-Mitarbeitern Mitgliedschaft bei den zu diesem Zeitpunkt bereits verbotenen Muslimbrüdern als „Mitgliedschaft in einer Terrorgruppe“ vor. Vier ausländische Journalisten, darunter der australische Al-Jazeera-Mitarbeiter Peter Greste, die beiden britischen Al-Jazeera-Mitarbeiter Sue Turton und Dominic Kane und die Niederländerin Rena Netjes, wurden beschuldigt, innerhalb des von der Staatsanwaltschaft als „Marriott-Zelle“ bezeichneten und insgesamt 20-köpfigen Teams bei der „Fälschung“ von Nachrichten geholfen zu haben. Sie wurden der „Unterstützung und Finanzierung einer Terrorgruppe“, „Verbreitung falscher Nachrichten“ sowie „Störung der nationalen Sicherheit“ angeklagt. Ihnen wurde vorgeworfen, die Muslimbruderschaft unterstützt zu haben, indem sie der Organisation Geld und Ausrüstung zur Verfügung gestellt hätten. Den ägyptischen Al-Jazeera-Mitarbeitern wurde zudem vorgeworfen, einer terroristischen Organisation anzugehören und damit der nationalen Einheit und dem sozialen Frieden geschadet zu haben. Den Ägyptern drohten bis zu 15 Jahre Haft, den Ausländern bis zu sieben Jahre. Die Anklageschrift legte den Beschuldigten zur Last, sie hätten Videobilder manipuliert, um „den Eindruck zu erwecken, dass im Land Bürgerkrieg herrscht“. Dadurch hätten sie der "terroristischen Organisation" helfen wollen, die Meinung der Weltöffentlichkeit zu beeinflussen. Das ägyptische Fernsehen sendete einen rund zwanzigminütigen Videoclip, der die Festnahme von Peter Greste und Mohammed Fahmy bei der Stürmung ihrer als TV-Studio genutzten Hotelzimmers des Marriott-Hotels im Kairoer Stadtteil Zamalek am 29. Dezember 2013 durch die Sicherheitskräfte zeigte. Medienberichten zufolge hatten sie dort ohne Genehmigung ein provisorisches Büro und Studio eröffnet, nachdem das eigene Büro bereits am Tag der Machtübernahme des Militärs Anfang Juli 2013 von den Behörden geschlossen worden war.
Offizielle Vertreter behaupteten zudem in einer nicht offiziell in den Anklagen veröffentlichten Anschuldigung, der US-amerikanische Nachrichtensender CNN habe Berichte von Al-Jazeera gesendet, um „die internationale Reputation Ägyptens zu entstellen“.

##### Reaktionen und Wertungen
- Rechtsgruppen bezeichneten die Anklage gegen die 20 Al-Jazeera-Mitarbeiter als Anzeichen einer Eskalation der staatlichen Kampagne gegen ausländische Medien, bei der Unterstützer der militärgestützten Regierung behaupteten, dass internationale Medienkanäle bei ihren Berichten über Menschenrechtsverletzungen gegen Unterstützer Mursis und gegen säkulare Dissidenten voreingenommen seien und für die Interessen der Muslimbruderschaft arbeiten würden.[357] Der Prozess gegen die angebliche „Marriott-Zelle“ löste weltweit Empörung und Proteste aus, die weit über den Kreis von Presseorganisationen hinausgingen.[370][360] Der Prozess wurde als innenpolitische Maßnahme verstanden, die auf eine Eingrenzung des Journalismus abziele und in Beziehung zu einer Erklärung des staatlichen Informationsdienstes stehe, die Journalisten, die Muslimbrüder interviewen, ebenfalls mit Anklage drohe.[368]
- Amnesty International kritisierte die Anklage in einer Stellungnahme als „schweren Rückschlag für die Pressefreiheit“: „Dieser Schritt sendet die gruselige Botschaft, dass in Ägypten heute nur eine Sichtweise akzeptabel ist: die von den ägyptischen Behörden gewünschte.“[366][360]
- Die Organisation Reporter ohne Grenzen (ROG) sah darin das Fortschreiten einer systematischen Verfolgung und systematische Kampagne zur Dämonisierung von kritischen Journalisten und Medien, die seit dem Sturz Mursis zu beobachten sei. Nach dem Verbot von Zeitungen, Rundfunk- und Fernsehstationen der Islamisten, sei Al-Jazeera praktisch der einzige arabische Fernsehsender von Bedeutung in Ägypten gewesen, der noch den Kurs der Armee und der von ihr eingesetzten Übergangsregierung infrage stellte.[362][363] Auf der ROG-Rangliste der Pressefreiheit rangierte Ägypten für das Jahr 2014 auf Platz 159 von 179 Ländern.[369][17] Laut ROG-Vorstandssprecher Michael Rediske markierten der Prozess gegen die festgenommenen Journalisten und die fortlaufenden Repressalien regierungsfeindlicher Medien einen neuen Tiefpunkt für die Pressefreiheit in Ägypten: „Die Art und Weise, wie Regierung und Justiz in Ägypten normale journalistische Arbeit kriminalisieren, erinnert an die dunkelsten Zeiten der Mubarak-Ära.“[369]
- Der ägyptische Journalistenverband warnte das Innenministerium davor, „Journalisten wie Freiwild“ zu behandeln.[362] Der der Muslimbruderschaft gegenüber als kritisch geltende Verband, der eher aus Mitgliedern des alten Mubarak-Regimes besteht, fühlte sich laut Reporter Ohne Grenzen gezwungen, eine Beschwerde gegen das Innenministerium zu verfassen, nachdem Dutzende Reporter und Fotojournalisten von Sicherheitskräften angegriffen wurden, weil sie über Anti-Regierungsproteste berichteten.[369] Das staatliche Journalistensyndikat gab eine scharfe Stellungnahme ab: „Sicherheitskräfte unterdrücken Journalisten noch immer in beispielloser Manier, um ihre Stimmen verstummen zu lassen und ihrem Recht, Informationen zu sammeln, im Weg zu stehen.“[371]
- Sherif Mansour vom Komitee für den Schutz von Journalisten in den USA bezeichnete den Fall als einzigartig: „Diese Journalisten haben nur ihre Arbeit gemacht. Im Prinzip wird ihnen vorgeworfen, eine andere Perspektive und eine andere Sichtweise zu haben, als es die Regierung in den Medien sehen möchte - was aber nichts mit Terrorismus zu tun hat. Weltweit haben wir es noch nie erlebt, dass ein Fernsehsender und seine örtlichen und ausländischen Mitarbeiter des Terrorismus angeklagt wurden.“[371]
- Blogger monierten, mit in den Medien verbreiteten Videos von Festnahmen der Journalisten solle die Stimmung gegen die Journalisten weiter angeheizt werden.[363][372]
- Die Familie des renommierten australischen und von der Anklage betroffenen Al-Jazeera-Journalisten Peter Greste führte eine Kampagne für seine Freilassung,[351][367] während es zu einem internationalen Aufschrei über die Inhaftierung der Journalisten kam und Journalisten deren Freilassung forderten.[367][373]
- Europäische Union – Die internationale Kritik an der repressiven Politik der Übergangsregierung in Ägypten wuchs in der Folge. Die EU-Außenminister äußerten sich in einer Erklärung kritisch zum Stand der Pressefreiheit und den massenhaften Verhaftungen von Demonstranten in Ägypten.[374]
- UNO – Die UN-Hochkommissarin für Menschenrechte, Navi Pillay, gab sich „extrem besorgt über die zunehmend harsche Unterdrückung der Medien und die körperlichen Angriffe auf Journalisten in Ägypten“. Journalisten würden misshandelt oder unter Bedingungen gefangen gehalten, die nicht mit internationalen Standards vereinbar seien. UN-Sprecher Rupert Colville erklärte, die vagen Vorwürfe gegen die 20 Al-Jazeera-Angeklagten „machen uns große Sorge und verstoßen diametral gegen das Recht auf Meinungsfreiheit“. „Die Leute“, so Colville, „tragen Kameras und keine Waffen.“[360]
- Vereinigte Staaten – Das US-Außenministerium sprach von einer „ungeheuerlichen Missachtung grundlegender Freiheiten“.[360]
- Westliche Beobachter werteten die Verfahren gegen die Al-Jazeera-Mitarbeiter unter anderem als „politische Abrechnung“ und „reine Willkür“. Es wurde beispielsweise kritisiert, dass mit dem erhobenen Vorwürfe, die Al-Jazeera-Mitarbeiter hätten dem ägyptischen Ansehen im Ausland geschadet,[354][357] zur Unterbindung jeder journalistischen Tätigkeit eingesetzt werden könne.[354] Das Verfahren gegen die sogenannte „Marriott-Zelle“ wurde als Schauprozess kritisiert.[360]
- Al-Jazeera wies die Vorwürfe vehement zurück und erklärte, dass nur neun der 20 Personen zum Sender gehörten. Die Verantwortlichen drückten Entrüstung darüber aus, dass der ägyptische Staat aus ihrer Sicht gegen Al-Jazeera und seine Mitarbeiter Hetze betrieb.[359] Heather Allan, Nachrichtenchefin von „Al Dschasira Englisch“, wies die Vorwürfe gegen ihre Mitarbeiter zurück: „Wir bestreiten kategorisch, dass sie daran beteiligt waren, bösartige Lügen über Ägypten zu verbreiten - oder dass sie mit einer Terrororganisation zusammengearbeitet haben.“[371]
- Die als Mitglied der angeblichen Marriott-Zelle in Abwesenheit angeklagte britische Al-Jazeera-Korrespondentin Sue Turton wies die Anschuldigungen gegenüber der Tageszeitung Welt zurück: „Die Vorwürfe sind absurd“, sagte Turton, „die Anklage ist politisch motiviert. Wir sind der einzige Sender, der nicht der Linie der ägyptischen Regierung folgt. Dafür werden wir bestraft.“ Al-Jazeera zeige alle Seiten der Geschehnisse, darunter „die der Regierung, aber auch die der Verhafteten und der Eingeschüchterten, die der Muslimbrüder und die der Aktivisten.“ Von Feindlichkeiten gegenüber Ausländern und vor allem Journalisten habe Turton während ihres letzten Aufenthaltes in Kairo nichts gespürt. Sie führe den Stimmungswechsel auf das Wirken der lokalen Medien zurück, die die Militärregierung unterstützen und keinen anderen Standpunkt zulassen. Turton war seit 2010 Korrespondentin beim englischsprachigen Kanal von Al-Jazeera und berichtete regelmäßig aus Krisengebieten wie Afghanistan, Libyen, Libanon, Syrien und zuletzt seit November 2013 Ägypten. Als ihre Kollegen verhaftet wurden, berichtete sie in der Ukraine über die dortigen Demonstrationen. Als sie von der Anklage erfuhr, reiste sie zurück nach Katar und rief mit anderen internationalen Medienvertretern zur sofortigen Freilassung der Journalisten auf.[359]
- Ägyptische Medien reagierten auf die europäische Kritik mit dem Vorwurf, dass Europa Ägypten kritisiere, um die Muslimbrüder zu unterstützen. Zahlreiche ägyptische Medien unterstellten der deutschen und anderen westlichen Regierungen Konspiration mit der und logistische Hilfe für die Muslimbruderschaft und titelten mit Schlagzeilen wie „Deutschland, die geheime Zentrale des Terrorismus“ (Tageszeitung Al-Wafd).[374]

Der bekannte Anwalt Mohammed Hammouda behauptete in einem Interview mit der Tageszeitung Daily News: „Der Aufstand vom 25. Januar 2011 wurde von der Muslimbruderschaft und dem Westen geplant. Sie bedienten sich der Studenten, die sich in die Verschwörung einbeziehen ließen“.
Militärtreue Medien behaupteten, die USA, Europa, Israel, der Iran und die Islamisten beabsichtigten die Vernichtung Ägyptens. Teile der ägyptischen Presse gaben an, diese Länder würden für diesen Zweck zusammenarbeiten. So erklärte eine ägyptische Zeitung eine angebliche Zusammenarbeit der Hamas mit dem Malteser-Orden für die Tötungen von Aktivisten während der sogenannten Revolution von 2011 verantwortlich.
Der frühere Mubarak-Abgeordnete und prominente Herausgeber Mostafa Bakry behauptete in einer TV-Show, US-Präsident Barack Obama „und seine Handlanger“ planten, Militärchef Sisi zu ermorden. Er drohte an alle US-Bürger in Ägypten gerichtet, diese töten zu lassen: „Wir werden in ihre Häuser eindringen und jeden töten, einen nach dem anderen“. Im Nachhinein zog er seine Aussage zurück und sprach sich gegen Gewalt, einschließlich solcher gegen US-Bürger, aus.
- Auf den Fall Al-Jazeera angesprochen, erklärte der ägyptische Interimsaußenminister Nabil Fahmy gegenüber Medien, dass die Regierung in Bezug auf das Gerichtsverfahren nicht zuständig sei: „In der Anklage geht es nicht um die Meinungsfreiheit. Nun ist es am Richter zu entscheiden, und es wäre unangemessen, wenn ich mich dazu äußern würde. Aber ausländische Journalisten können frei in Ägypten arbeiten. Sie sind bei uns willkommen. Journalisten haben das Recht, ihre Arbeit zu machen. Gleichzeitig aber müssen sie sich an die Gesetze halten.“[371]

#### Verfassungsreferendum
Vom 14. bis zum 15. Januar 2014 wurde in Ägypten ein Verfassungsreferendum durchgeführt. Die zur Abstimmung gestellte Verfassung forderte das Verbot religiöser Parteien und stärkte das Militär. 98,1 % der bei einer Wahlbeteiligung von 38,6 % abgegebenen Stimmen unterstützten den neuen Verfassungsentwurf der militärgestützten Übergangsregierung.

##### Vorfeld und Ablauf der Wahl
Die Wahlen waren von einer massiven Einschüchterungskampagne der Militärregierung für eine Zustimmung zum Verfassungsentwurf und gegen eine Ablehnung begleitet. Nach Einschätzung renommierter Fachleute war das politische Klima durch Repression, Angst und Ausgrenzung geprägt. Inhaftierung politischer Gefangener, eine repressive Antiprotest- und NGO-Gesetzgebung sowie das Fehlen einer freien Medienlandschaft kennzeichneten die Lage. Junge Aktivisten, die in Kairos Zentrum Flugblätter gegen das Referendum verteilten, wurden umgehend inhaftiert. Während das wichtigste Oppositionslager, die Muslimbruderschaft, 20 Tage vor der Wahl zur Verfassung als Terrororganisation eingestuft und verboten wurde, wagte es keine politische Partei im Umfeld des Verfassungsreferendums, eine Kundgebung gegen den neuen Verfassungsentwurf abzuhalten. Die in der Anti-Coup-Allianz unter Führung der Muslimbruderschaft zusammengeschlossenen Parteien und Gruppen hatten einen Boykott des Referendums angekündigt.
Beobachter kamen zu der Einschätzung, dass der von Militär, Polizei und Justiz gestützte Machtapparat mit der zweitägigen Abstimmung auch den mit rücksichtsloser Härte geführten Kampf gegen Muslimbruderschaft und Andersdenkende legitimieren lassen wollte. Ein Aufgebot von 160.000 Soldaten und 130.000 Polizisten schirmte die 30.000 Wahllokale ab.
Zudem wurde der Prozess kritisiert, in dem der neue Verfassungsentwurf erarbeitet wurde. Das 50-köpfige Komitee, das von Amr Moussa, dem ehemaligen ägyptischen Außenminister und Generalsekretär der Arabischen Liga, geleitet wurde, hatte unter Ausschluss der Öffentlichkeit getagt. Eine breite gesellschaftliche Diskussion über die neue Verfassung hatte nicht stattfinden können. Das Komitee war zudem gewollt einseitig in seiner Zusammensetzung von Angehörigen staatlicher und semistaatlicher Institutionen dominiert worden. Während die verfassungsgebende Versammlung von 2012 von Islamisten dominiert worden war, so waren diese mit Ausnahme eines Vertreters der Nour-Partei, die sich hinter den Militärputsch gestellt hatte, und eines Dissidenten der Muslimbruderschaft vollständig ausgeschlossen. Ein wesentlicher Teil der politischen Öffentlichkeit Ägyptens war somit nicht an der Verfassungserarbeitung beteiligt, sondern vom politischen Prozess ausgeschlossen worden, insbesondere das weiterhin relevante Wählerklientel der Muslimbrüder. Eine höhere Zustimmung zum Verfassungsentwurf als für den im Jahr 2012 von Mursi vorgelegten Entwurf entsprach nach Ansicht von Experten wie Lars Brozus und Stephan Roll (SWP) daher dennoch lediglich einer begrenzten Akzeptanz.
Die militärgestützte Führung Ägyptens versuchte, den absehbaren Mangel an gesellschaftlicher Legitimität durch internationale Beobachter wenigstens teilweise zu kompensieren, indem die „Wahlbeobachter als demokratisches Feigenblatt“ (Lars Brozus und Stephan Roll/SWP) fungieren und den Prozess aufwerten sollten. Vor dem Hintergrund des politischen Klimas der Respression und Polarisierung wurde die Sinnhaftigkeit einer internationalen Beobachtungsmission des Referendums selbst für den Fall unabhängig davon in Frage gestellt, inwieweit der eigentliche Abstimmungsprozess weitgehend frei und fair ablief.

##### Inhalt der neuen Verfassung
Fachleute wie Brozus und Roll kamen zu dem Schluss, dass der neue Verfassungsentwurf eine Gefährdung des Demokratisierungsprozesses darstelle. Insbesondere die mit der neuen Verfassung festgeschriebenen weitreichenden Sonderrechte der staatlichen Sicherheitsorgane stünden einer Demokratisierung des Landes entgegen. Das ägyptische Militär werde weiterhin als Staat im Staate bestehen bleiben und sich keiner demokratischen Kontrolle unterordnen und schreibe Strukturen fest, die bereits in der Vergangenheit die autoritäre Herrschaft in Ägypten maßgeblich gefestigt hätten.
Als positive Merkmale des Verfassungsentwurfs im Vergleich zu der Verfassung von 2012 wurde eine Abnahme islamischer Bezüge und die partielle Stärkung von Bürgerrechten, der Rechte von Frauen sowie von ausgewählten Minderheiten, angesehen.

#### Gewalt am dritten Jahrestag des Aufstands gegen Mubarak (25. Januar 2014)
Zusammenstöße zwischen Demonstranten und Sicherheitskräften, die von Zivilisten unterstützt wurden, sind nach dem Sturz Mursis durch das Militär blutiger geworden. Am dritten Jahrestag des Volksaufstands vom 25. Januar 2011 ereigneten sich einige der schwerwiegendsten Gewalttaten in Ägypten seit der gewaltsamen Auflösung der zwei Pro-Mursi-Sit-ins am 14. August 2013, die Human Rights Watch „den schwersten Vorfall widerrechtlicher Tötungen in der neueren Geschichte Ägyptens“ genannt hatte.
Die militärgestützte Übergangsregierung feierte am 25. Januar 2014 den dritten Jahrestag der sogenannten Revolution gegen Mubarak von 2011. Zehntausende ihrer Anhänger strömten auf den Tahrir-Platz in Kairo, um dem Militärchef Sisi zu huldigen. Die Muslimbruderschaft sowie Revolutionsaktivisten hatten dagegen im Vorfeld zu landesweiten Gegenkundgebungen und Protesten gegen die militärgestützte Übergangsregierung aufgerufen, die nach Ansicht ihrer Gegner den Jahrestag der sogenannten Revolution von 2011 unberechtigterweise für sich vereinnahmte. Am 25. Januar 2014 wurden die meisten dieser Kundgebungen von den Sicherheitskräften gewaltsam aufgelöst. Als Anhänger des vom Militär gestürzten Präsidenten Mursi demonstrierten, feuerte die Polizei Schüsse bei der Auflösung der Demonstrationen ab.
Nach offiziellen Angaben starben mindestens 64 Menschen alleine in Kairo und Gizeh, überwiegend durch Schüsse, während gleichzeitig Zehntausende Putschbefürworter den Militärmachthaber Sisi in Kairo feierten und aufforderten, bei der geplanten Präsidentschaftswahl zu kandidieren. Nach unabhängigen Angaben war die Zahl der Todesopfer mit 108 Getöteten rund doppelt so hoch wie die offiziell angegebene von 66.
Es kam am Dritten Jahrestag der Revolution des 25. Januar zu einer Massenverhaftungswelle, bei der mindestens Hunderte Demonstranten festgenommen wurden.

##### Todesopfer und Verletzte
Die offiziellen Angaben der militärgestützten ägyptischen Übergangsregierung über die Anzahl der Toten erhöhten sich nach dem 25. Januar mehrmals schrittweise. Zudem weichen die offiziellen stark von unabhängigen Angaben ab:
- Nach übereinstimmenden Agenturmeldungen vom 25. Januar waren bei dem gewaltsamen Vorgehen der Sicherheitskräfte gegen Proteste von Gegnern des Militärregimes und der von ihm eingesetzten Übergangsregierung mindestens 29 Demonstranten – vorwiegend in Kairo – getötet worden.[391]
- Der Guardian gab am 25. Januar an, Berichten zufolge seien am dritten Jahrestag des Aufstands mindestens 54 Menschen bei Zusammenstößen mit Anti-Regierungsprotesten im ganzen Land getötet worden.[392]
- Nach Angaben des Gesundheitsministerium vom 26. Januar waren innerhalb von 24 Stunden mindestens 49 Menschen getötet[388][393][394][395][381] und nach Angabe des Innenministeriums mehrere Polizisten verletzt worden.[388] Nach den Angaben des Gesundheitsministeriums sollten die berichteten 49 Todesfälle in den Gouvernements von Minya, Gizeh, Kairo und Alexandria stattgefunden haben, während es zu Verletzungen auch in Fayyum, Ismailia, Asyut und Bani Suwaif gekommen sei.[381] Insgesamt wurden nach Angabe des Gesundheitsministeriums vom 26. Januar 247 Menschen in Kairo und anderen Orten verletzt.[388][393][358][394][383]
- Die Menschenrechtsorganisation Nadeem Centre veröffentlichte am 26. Januar eine Stellungnahme mit den Namen von 53 Demonstranten, die am 25. Januar getötet worden waren, zusammen mit der jeweiligen Todesursache und dem Todesort. Demnach seien mindestens 28 durch scharfe Munition getötet worden. 20 waren im Kairoer Viertel Alf Maskan und 24 weitere in Matariya getötet worden.[381][383]
- Am 27. Januar wurde die offizielle Anzahl der Todesopfer vom dritten Jahrestag des Aufstands ein weiteres Mal nach oben korrigiert: der Sprecher der gerichtsmedizinischen Behörden, Hisham Abdel Hamid, gab gegenüber der ägyptischen Zeitung Ahram Online an, es seien allein in Kairo und Gizeh bei den Zusammenstößen vom 25. Januar 2014 64 Menschen ums Leben gekommen. Obduktionen ergaben laut Abdel Hamid, dass mindestens 58 der 64 Todesfälle durch Wunden scharfer Schüsse und einer durch Schrotkugeln verursacht wurden.[387]
- Daily News Egypt meldete am 2. Februar, dass das unabhängige statistische Datenbankwerk Wiki Thawra die Angabe der Todesfälle vom dritten Jahrestag der Revolution auf 103 korrigiert habe, bei denen vier der 103 Todesfälle nachträglich an Verletzungen gestorben seien, die sie am 25. Januar erlitten hatten.[383][396] Wiki Thawra habe eine ausführliche Liste der Todesfälle angefertigt, nach der 79 der Todesfälle auf Kairo und 20 auf Gizeh fielen sowie einer auf Alexandria, einer auf Daqahleya und zwei auf Minya. Von den 277 Verletzten fiel laut Wiki Thawra eine große Mehrheit auf Kairo und Gizeh. Zu 30 der Todesfällen sei es in dem Viertel Matariya gekommen, in dem es als Hochburg der Mursi-Unterstützer zu vielen Zusammenstößen von Befürwortern und Gegnern der Übergangsregierung gekommen sei. Zu weiteren 34 Todesfällen sei es im Viertel Alf Maskan gekommen, von wo für die dem Abend entgegengehenden Zusammenstöße von anhaltendem Gewehrfeuer berichtet wurde. Laut der Wiki Thawra Datenbank seien lediglich sieben der 64 Todesfälle aus Matariya and Alf Maskan nicht auf scharfe Schüsse zurückzuführen.[383]
- Amnesty International gab am 4. Februar 2014 als Anzahl der Getöteten „mindestens 64“ an.[397][396]
- Die Daily News Egypt gab am 13. Februar 2014 an, die offizielle Zahl der Todesopfer am dritten Jahrestag des Volksaufstandes von 2011 betrage nach den Angaben des gerichtsmedizinischen Sprechers Hisham Abdel Hamid 66.[382]
- Wiki Thawra gab zum gleichen Zeitpunkt mit 108 Getöteten bereits eine nahezu doppelt so hohe als die offizielle Zahl für den dritten Jahrestag des Volksaufstandes an.[382]

Den größten Blutzoll hatten die Muslimbrüder zu entrichten. Vor allem bei den zahlreichen Gegendemonstrationen der Muslimbrüder in vielen Landesteilen kam es zu Toten. Die meisten der zunächst landesweit als 49 bezifferten Todesopfer kamen am 25. Januar in den Kairoer Armenvierteln Alf Maskan und Matariya ums Leben, die als Muslimbruderhochburgen gelten. und in denen die heftigsten Straßenschlachten tobten. Alf Maskan liegt im Osten Kairos, einer als verhältnismäßig arm und bodenständig geltenden Gegend der Stadt. Allein in dem im Osten Kairos gelegenen Viertel Matariya wurden 26 Menschen getötet, als die Polizei gewaltsam eine Demonstration von Unterstützern Mursis auflöste. Laut Daily News Egypt zeigte eine Live-Stream-Übertragung vom Alf-Maskan-„Feld-Krankenhaus“ online „grauenhafte und blutige Bilder verwundeter und regloser Körper“, während Umstehende Verbände an Köpfen und Arme anlegten. Die englischsprachige ägyptische Tageszeitung gab am 27. Januar an, dass alle von Daily News Egypt gesichteten Berichte die Todesursachen der Zusammenstöße in Alf Maskan, Matariya und Kairo-Downtown scharfen Schüssen zuschrieben.
Darüber hinaus gingen die Sicherheitskräfte am Wochenende auch gegen Mitglieder der säkularen regierungskritischen Bewegung „Weg der Revolutionsfront“ gewaltsam vor. Nach Medienberichten wurde ein Teilnehmer eines Protestmarschs des Bündnisses in Kairo getötet. Nach anderen Angaben wurde ein Mitglied der Jugendbewegung des „6. April“, die maßgeblich den Aufstand 2011 organisierte, erschossen. Das Mitglied der 6.-April-Bewegung, der auch als Sayed Wezza bekannte Sayed Abdallah, wurde nach Medienberichten in der Sherif-Straße durch einen Schuss in die Brust erschossen, als eine sowohl gegen das Militär als auch gegen die Muslimbruderschaft gerichtete Demonstration in Kairo-Downtown von Polizei und Sisi-Anhängern angegriffen und aufgelöst wurde. Abdallah soll nach einem Medienbericht der taz noch im Jahr 2013 Unterschriften für die Tamarod gesammelt haben, mit denen Präsident Mursi aufgefordert wurde, vorgezogene Neuwahlen abzuhalten. Nun habe er jedoch gegen die Militärführung demonstrieren wollen, die ihren Putsch mit Tamarod gerechtfertigt hatte.
Mindestens drei Menschen starben zudem bei Zusammenstößen zwischen Anhängern des vom Militär gestürzten Präsidenten Mursi und der Polizei in Alexandria (eine Frau) und in der Provinz Minya (zwei Personen).

##### Ablauf
In Kairo und den meisten Städten des Landes fanden organisierte Sympathiekundgebungen für die vom Militär eingesetzte Übergangsregierung statt. Zur Pro-Sisi-Kundgebung auf dem Tahrir-Platz hatte die Tamarod-Kampagne aufgerufen, die im Sommer 2013 mit ihrer Unterschriftensammlung den Putsch gegen Präsident Mursi durch das Militär eingeleitet hatte und seitdem die militärgestützte Übergangsregierung unterstützte. Die Aufrufe der Machthaber an die Menschen, die sogenannte Revolution vom 25. Januar 2011 am 25. Januar 2014 als Pro-Sisi-Kundgebung auf den Straßen zu feiern, wurde als Versuch der vom Militär eingesetzten Übergangsregierung gedeutet, sich die Symbolik des Aufstandes des 25. Januar 2011 zu Eigen zu machen und den Eindruck zu erwecken, dass eine politische Kontinuität vom Beginn der Proteste gegen Mubarak bis zu der Regierung der neuen Machthaber nach dem Militärputsch führte, die auch angesichts der gerüchteweise bevorstehenden Präsidentschaftskandidatur Sisis die Verwirklichung der Demokratieforderungen vorantrieben.

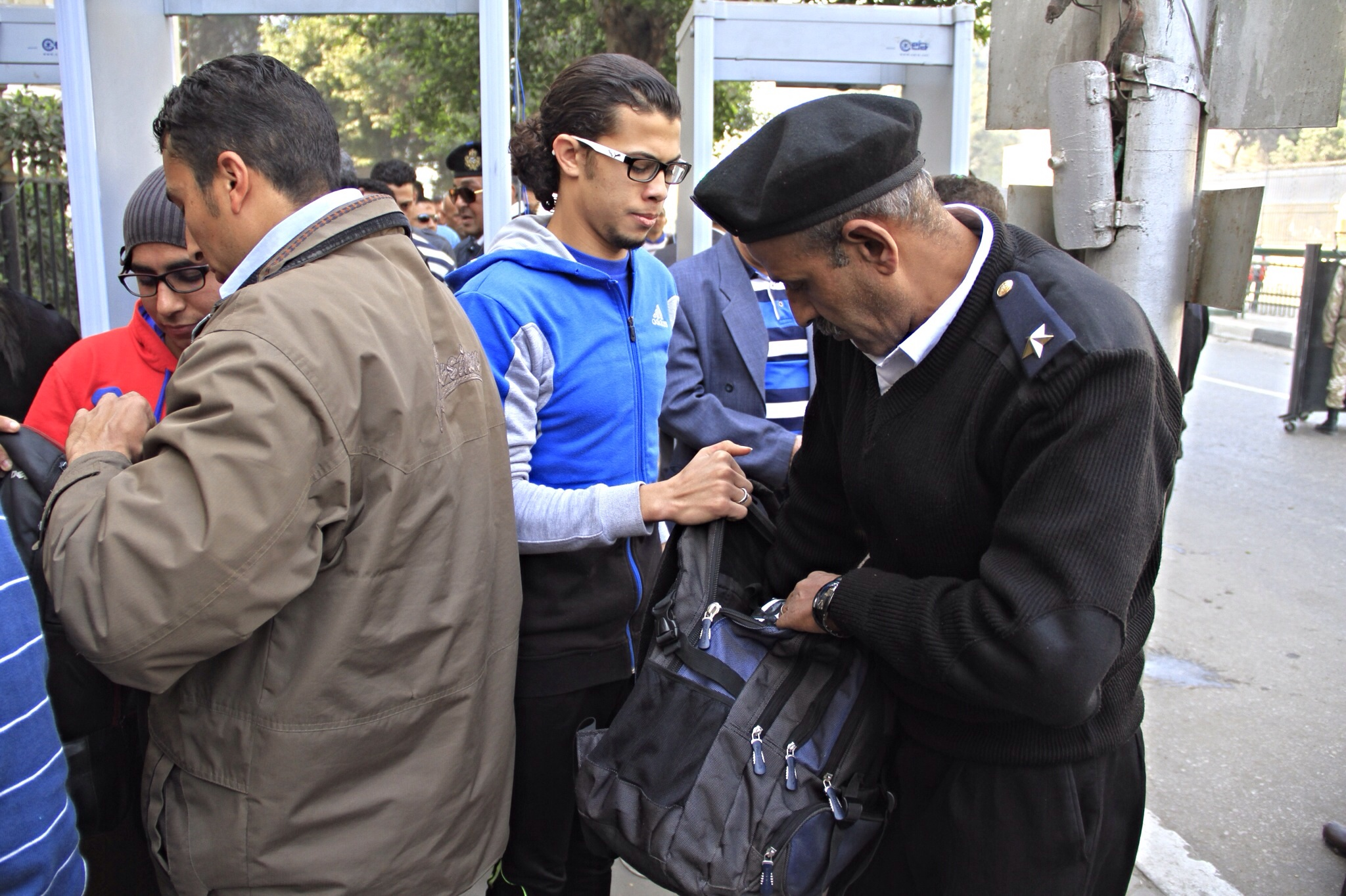
Sicherheitskontrollen beim Zugang zum Tahrir-Platz (25. Januar 2014)

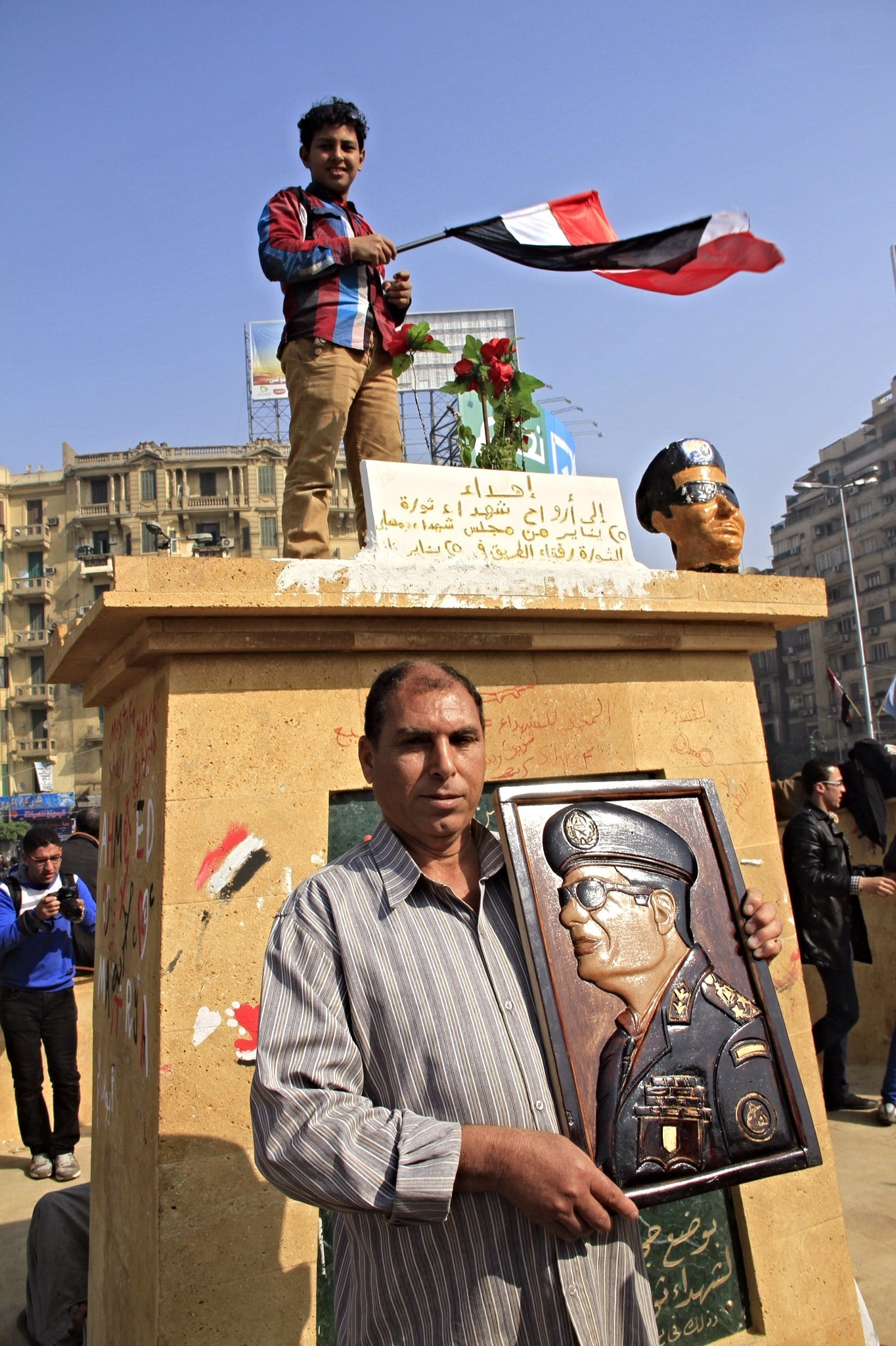
Pro-Sisi-Demonstrant mit Sisi-Portrait auf dem Tahrir-Platz (25. Januar 2014)

Die Jubel-Veranstaltungen für die Übergangsregierung fanden unter schärfsten Sicherheitsvorkehrungen statt. Mit Panzern beziehungsweise Mannschaftstransportwagen und Stacheldraht wurde der Tahrir-Platz hermetisch abgeriegelt, der drei Jahre zuvor noch das Zentrum der Proteste gegen das herrschende Regime unter Hosni Mubarak gebildet hatte. Alle Teilnehmer der Pro-Regierungskundgebung mussten durch eigens aufgestellte Sicherheitsschleusen mit Metalldektoren gehen, um das Einschmuggeln von Waffen und Bomben zu verhindern. Die Eingänge zu dem Platz wurden streng kontrolliert. Die Armee ließ neben Panzern nur einen schmalen Korridor, durch den Menschen zum Platz gelangen konnten, nachdem Männer, Frauen und selbst Kinder ausnahmslos durchsucht wurden. Weibliche Polizisten tasteten Frauen ab, um sicherzugehen, dass sich unter ihren Kopftüchern keine Waffen befanden. Militärhubschrauber kreisten über der Stadt. Aus Militärhubschraubern wurden ägyptische Nationalflaggen in die das Militär feiernde Menge geworfen. Neben Nationalflaggen und Sisi-Porträts trugen viele Pro-Sisi-Demonstranten auch Gummimasken mit dem Konterfei des als eigentlich starker Mann Ägyptens geltenden Armeegenerals, stellvertretenden Regierungschefs und Verteidigungsministers Sisi. Eine Bühne war für Musiker und verschiedene Redner errichtet worden. Eine Folklore-Band spielte, Tänzer tanzten dazu. Die Menschenmenge skandierte „Exekutiert die Muslimbrüder“, „Sisi – Raisi“ oder „Sisi ist mein Präsident“. In scharfem Gegensatz zu den Szenen am Tahrirplatz drei Jahre zuvor, als Anti-Regierungs-Demonstranten mit der Polizei zusammenstießen, kontrollierten am 25. Januar 2014 die Unterstützer der Polizei und des ägyptischen Security-Establishments den Tahrir-Platz, die die Polizisten freudig empfingen. Dagegen wurde auf dem Tahrir-Platz eine Frau von einer Menge bedrängt und geschlagen, die ein konservativ wirkendes Kopftuch trug und verdächtigt wurde, eine Sympathisantin der Muslimbrüder zu sein. Die Feierlichkeiten auf dem Tahrir-Platz hielten mindestens bis Mitternacht an, wobei Unterstützer der Übergangsregierung in der Innenstadt zurückblieben und bis in den Morgen des 26. Januar Flaggen schwenkten und Musik spielten.
Anders verliefen die in ganz Ägypten organisierten Proteste, zu denen die politischen Gegner der Machthaber des Putschregimes aufgerufen hatten. Die zum großen Teil aus Mursi-Anhängern bestehende „Allianz gegen den Putsch“ beging den Jahrestag mit zahlreichen Demonstrationen im ganzen Land. Ihre Anhänger versammelten sich, um erneut gegen den Sturz Mursis durch das Militär im Juli 2013 zu protestieren. Sie riefen dazu auf, sich gegen „eine faschistische und unterdrückerische Militärdiktatur“ zu wenden. In einer Mitteilung erklärte die zu diesem Zeitpunkt bereits verbotene Muslimbruderschaft, die Straßen nicht früher zu verlassen, bis ihre Rechte vollständig wiederhergestellt seien und die „Mörder“ vor Gericht gestellt würden. Die Unterstützer Mursis marschierten in mehr als 30 Vierteln von ganz Kairo, um gegen den Sturz Mursis zu demonstrieren. Zudem gab es kleinere Ansammlungen von Pro-Demokratie-Aktivisten, die sich sowohl gegen den Autoritarismus von Sisi als auch von Mursi wandten.
Während jedoch die Unterstützer der vom Militär eingesetzten Übergangsregierung unbehelligt auf dem Tahrir-Platz demonstrieren konnten, gingen die Sicherheitskräfte überall mit Tränengas, Schrot-Geschossen und mit scharfen Schüssen gegen regierungskritische Demonstranten vor und zerschlugen mit Hilfe von Zivilisten, die das Militär unterstützen, Gegenkundgebungen von Regierungsgegnern und Anhängern des vom Militär gestürzten Präsidenten Mursi. Die Bereitschaftspolizei schoss nach Darstellung von Menschenrechtsaktivisten in mehreren Städten mit scharfer Munition auf Kundgebungen der Oppositionellen.
Die Zusammenstöße brachen kurz nach Mittag aus, als sich Menschenmengen an den Moscheen in ganz Kairo versammelten, um sich zu Protestmärschen zu formieren. Einige Protestmärsche wurden schnell aufgelöst, andere konnten die Innenstadt erreichen, wo Gewalt ausbrach. Heftige Kämpfe erfassten die Innenstadt am Nachmittag, insbesondere in der Nähe des Talʿat-Harb-Platzes. Polizeifahrzeuge und Polizisten in Zivilkleidung jagten Demonstranten, während sich rund 400 Meter entfernt Zehntausende von Unterstützern der Übergangsregierung auf dem Tahrir-Platz versammelten, um General Sisi zur Kandidatur für die Präsidentschaftswahl aufriefen. Als die Mehrheit der Demonstranten aus der Innenstadt getrieben worden waren, trat zunächst wieder verhältnismäßige Ruhe in den Straßen ein.
Insbesondere im östlichen Teil Kairos spielten sich erbitterte Straßenschlachten zwischen Sicherheitskräften und Regierungsgegnern ab, vor allem in den Vierteln Alf Maskan (oder: Alf Maskin) und Matariya. Anwohner berichteten, dass bei Einbruch der Dunkelheit in Alf Maskan, einer Hochburg des Pro-Mursi-Widerstandes, Hubschrauber über einem dunklen Platz kreisten, auf dem Demonstranten über Stunden mit Sicherheitskräften zusammenstießen. In der Umgebung wurde Gewehrfeuer gehört. Als die Zusammenstöße in Alf Maskan und Matariya am Nachmittag und Abend tobten, erreichte die Gewalt des Tages in Kairo ihren Höhepunkt.
In Kairo waren Gegendemonstrationen der Muslimbrüder und regierungskritischer linksliberaler Gruppen nur in Nebenstraßen zugelassen worden. Viele Demonstranten waren vor den Sitz des Journalistenverbands gezogen. Eine Gruppe säkularer Aktivisten zog von dem Gebäude des Journalistenverbandes los und skandierte gegen die Muslimbrüder und vor allem gegen das Militär. Eine halbe Stunde später wurden mehrere hundert aus der Gruppe wenige hundert Meter von der Bühne am Tahrir-Platz entfernt verhaftet und verprügelt. Bei den regierungskritischen Demonstranten handelte es sich vor allem um Anhänger des vom Militär im vergangenen Sommer gestürzten islamistischen Präsidenten Mohammed Mursi. Auch liberale Gegner der Übergangsregierung hatten zu Demonstrationen im Stadtzentrum von Kairo aufgerufen. Anhänger Mursis und der von dem ägyptischen Regime inzwischen als Terrororganisation eingestuften Muslimbruderschaft sowie Teile der liberalen Opposition des Landes versammelten sich zwangsweise abseits des symbolträchtigen Tahrir-Platzes und skandierten Slogans wie „Nieder mit dem Regime“, bevor sie in Nebenstraßen flohen, wie eine Reporterin der Nachrichtenagentur AFP berichtete. Es kam zu teils schweren Zusammenstößen zwischen Sicherheitskräften und Regierungsgegnern, bei denen die Sicherheitskräfte Demonstranten mit Schrot und Tränengasgranaten beschoss und auch mit scharfen Schüssen vorging, um die Kundgebungen aufzulösen. So feuerte die Polizei in Kairo scharfe Munition über die Köpfe einer Gruppe von rund tausend Demonstranten aus dem liberal-säkularen Spektrum und auch aus der Anhängerschaft der Muslimbrüder, die sich versammelt hatten, um in Richtung auf den Tahrir-Platz zu marschieren und Parolen gegen die Armee und die von ihr eingesetzte Übergangsregierung rief, ging mit Tränengas und Schrotmunition gegen die Gruppe vor und trieb die Menschen mit einem Hagel von Tränengasgranaten und Schüssen auseinander. Wenige Meter vom Tahrir-Platz entfernt bekämpften sich Anhänger und Gegner des Militärs und des Armeechefs Sisi mit Steinen, Glasflaschen und Feuerwerkskörpern.
Auch andere Kundgebungen von Pro-Mursi-Demonstranten in anderen Stadtteilen Kairos mit Slogans wie „Mursi ist der Präsident von Millionen“ löste die Armee immer wieder durch den Einsatz von Tränengas und Luftschüssen auf. Auf dem Tahrir-Platz selbst feierten weiterhin ausschließlich Sisi-Anhänger. Während Zehntausende auf der Bühne des Tahrir-Platzes den Jahrestag des Aufstands und das offiziell angesetzte Fest der Polizei feierten, lieferten sich Aktivisten der liberalen Bewegung des 6. Aprils weniger als einen Kilometer entfernt mit ihren Gegnern und der Polizei Straßenkämpfe. Als in einem Vorort von Kairo linksliberale Demonstranten auf die Straße gingen und gegen das Militär, die Polizei sowie gegen die Muslimbrüder skandierten, löste die Polizei diese Demonstration ebenfalls zügig auf. Als sich die Menschen versammelten, feuerte die Polizei Tränengasgranaten und Schüsse ab. Bereits nach ersten Angaben des Gesundheitsministeriums vom 25. Januar wurden allein in Kairo mindestens 26 Menschen getötet.
Nach einem Anschlag vom 24. Januar meldete die Polizei, dass sie zahlreiche Sympathisanten der Muslimbruderschaft verhaftet habe. Das Innenministerium gab an, bei den Protesten bis zum Abend des 25. Januar 1079 „Personen mit Gewehren, Brandsätzen oder anderen Waffen“ festgenommen zu haben, die vom Innenministerium als „Randalierer“ bezeichnet wurden, und von denen die meisten als Anhänger der Muslimbruderschaft eingestuft wurden. Wiki Thawra gab dagegen Mitte Februar an, am dritten Jahrestag des Volksaufstands von 2011 seien 1366 Personen festgenommen oder verhaftet worden, Anfang Februar gab Wiki Thawra noch 1341 erfolgten Festnahmen von Demonstranten an, von denen alleine in Kairo und Gizeh 863 erfolgt seien. Nach Angaben von Amnesty International befanden sich unter den nach Angaben des Innenministeriums über 1000 am 25. Januar festgenommenen Menschen Sympathisanten der Muslimbruderschaft, Mitglieder der Jugendbewegung des 6. April, unabhängige Aktivisten wie auch Zuschauer.
Am Rande der Proteste und Feiern gab es zahlreiche Übergriffe auf ausländische Journalisten. Die Menschenmasse auf dem Tahrir-Platz bedrängte Journalisten. Mehr als ein Dutzend Reporter wurden von den Demonstranten geschlagen oder von Polizisten in Gewahrsam genommen, die sie so nach Medienberichten vor dem wütenden Mob schützen wollten. Die Pro-Sisi-Demonstranten griffen nach Medienberichten auch eine ägyptische Journalistin an, die zu Unrecht verdächtigt wurde, für den Sender Al Jazeera zu arbeiten, und versuchten, sie mit ihrem Kopftuch zu erdrosseln, bis sie durch die Polizei gerettet wurde. Allein am 25. Januar sollen nach Angaben der ägyptischen Pressegewerkschaft auch fünf Fotografen verhaftet worden sein, zwei weitere wurden mit Verletzungen in Krankenhäuser gebracht. Viele Sisi-Unterstützer auf dem Tahrir-Platz beschimpften vor allem ausländische Journalisten und hielten ihnen vor, für den Nachrichtensender Al Jazeera zu arbeiten, dessen vom ägyptischen Regime seit Wochen gefangen gehaltenen Journalisten von den Staatsmedien vorgeworfen wurde, in ihrer Berichterstattung auf Seiten der Muslimbrüder zu stehen, die von der Mehrheit der Sisi-Anhänger gehasst wurden. Schon am 24. Januar hatte ein Mob drei ARD-Mitarbeiter zusammengeschlagen, die nach dem Anschlag auf das Polizeihauptquartier vor Ort filmen wollten. Sie wurden von den Sisi-Anhängern als „Verräter“, „Muslimbrüder“ und „Unterstützer des Terrorismus“ beschimpft. Die ausländerfeindliche Stimmung wird auf die Berichterstattung in den staatsnahen Medien zurückgeführt. Neben Zivilisten, die Reporter gezielt angreifen, führte auch die Regierung eine Kampagne gegen ausländische Berichterstatter. Die regierungsnahen Medien machten eine ausländische Verschwörung für die Krise des Landes und den Terror verantwortlich. Außenminister Nabil Fahmy hatte in der vorangegangenen Woche die Auslandspresse bezichtigt, „Fakten nicht zur Kenntnis zu nehmen“ und „bewusst die demokratische Praxis in Ägypten in Frage zu stellen“. Insgesamt sollen seit dem Sturz Mursis durch das Militär im Juli 2013 nach unabhängigen Zählungen mehr als 21.000 Menschen verhaftet worden sein, die meisten von ihnen Mursi-Anhänger.
Mohamed Amjahid berichtete aus Kairo für die Zeit von konkreten Gewaltszenen am Jahrestag des Volksaufstands in Kairo rund um die Feier auf dem Tahrir-Platz. Demnach soll ein Mann einen Brocken aus dem Bürgersteig gerissen und einen Aktivisten erschlagen haben, den er als Terroristen beschimpfte. Auch habe ein junger Soldat, der eine Gruppe aufgebrachter Demonstranten zu beruhigen hatte, dabei unkontrolliert um sich geschossen.
Die ägyptischen TV-Sender übertrugen am 25. Januar landesweit Tanz-Darbietungen von der Bühne des Tahrir-Platzes zum Jahrestag des Volksaufstands und zeigten beispielsweise Bilder von Frauen mit um den Hals geschlungenen Porträts von Armeechef Sisi oder lächelnde Kinder, deren Gesichter mit der ägyptischen Fahne bemalt waren. Die sich gleichzeitig mit den Feierlichkeiten auf dem Tahrir-Platz ereignenden Zusammenstöße in den nahegelegenen Straßen ignorierten die lokalen Medien dagegen weitgehend, während die internationale Presse darüber umfangreich berichtete.

Galerie: Pro-Sisi-Demonstration auf dem Kairoer Tahrir-Platz am 25. Januar 2014:
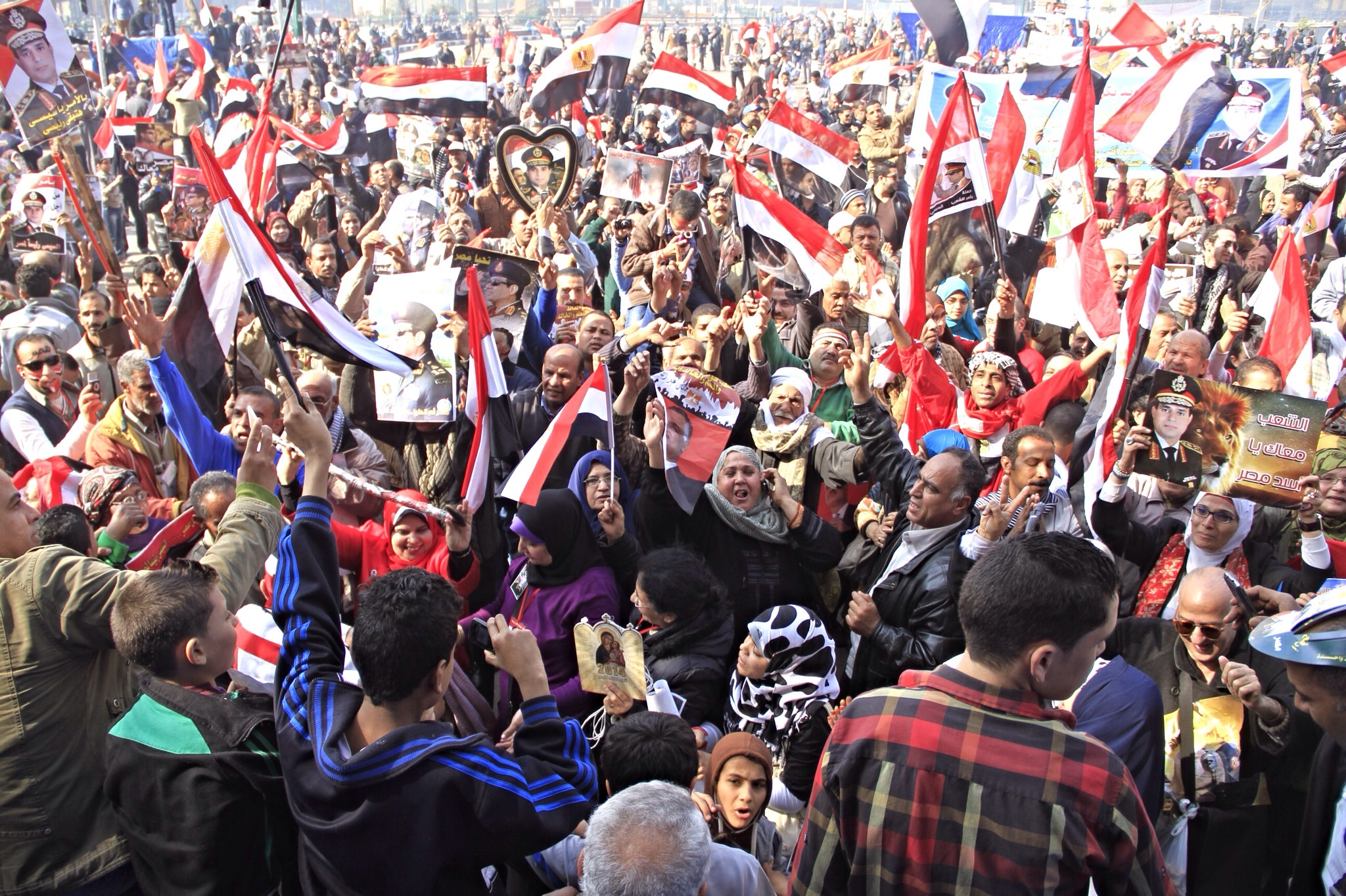
Menge mit Sisi-Portraits und Nationalflaggen
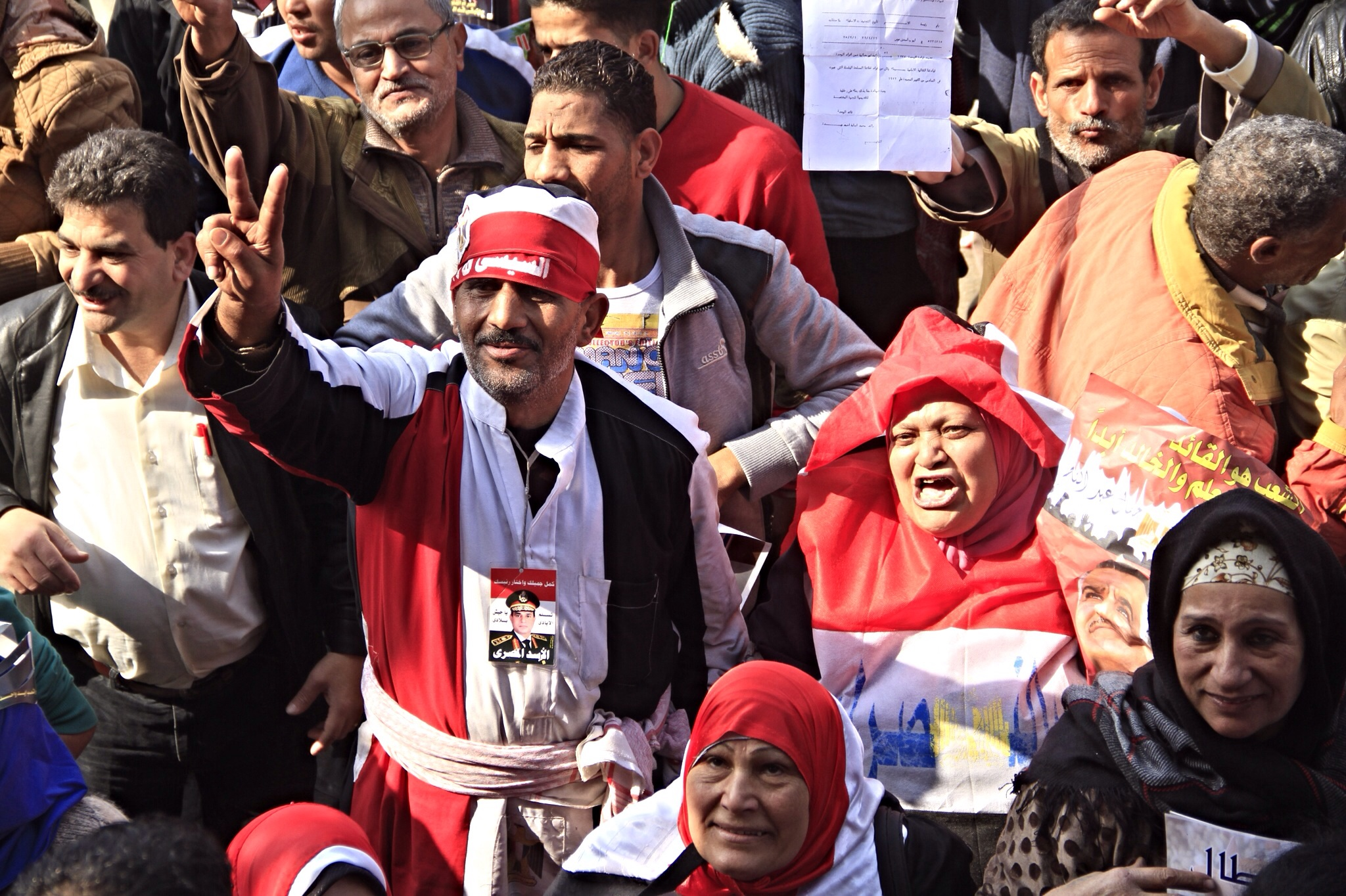
Nationalflaggen, Sisi-Portraits und Victory-Zeichen
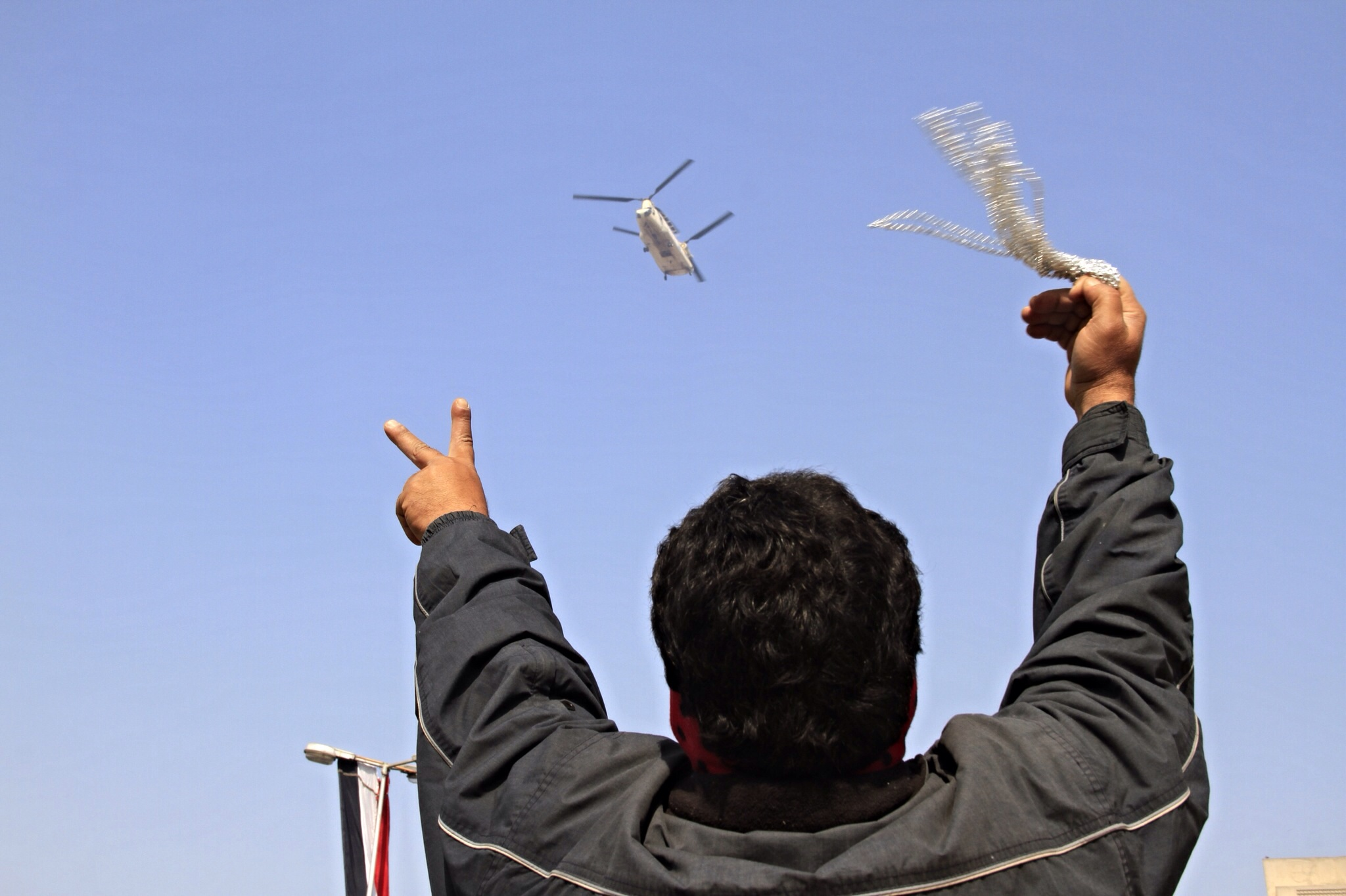
Hubschrauber über dem Tahrir-Platz und Victory-Zeichen
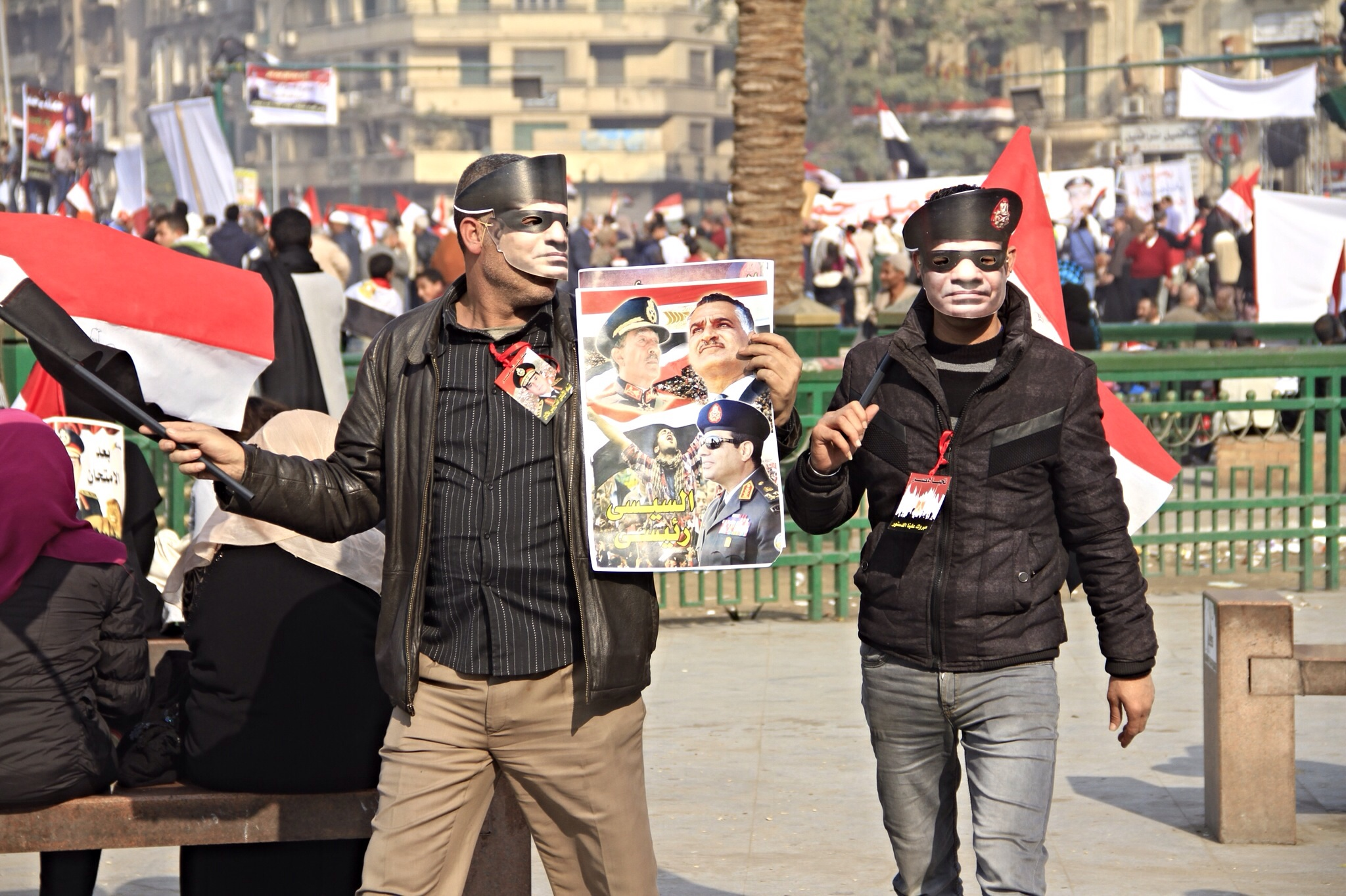
Sisi-Masken und Plakat mit Nasser, Sadat und Sisi
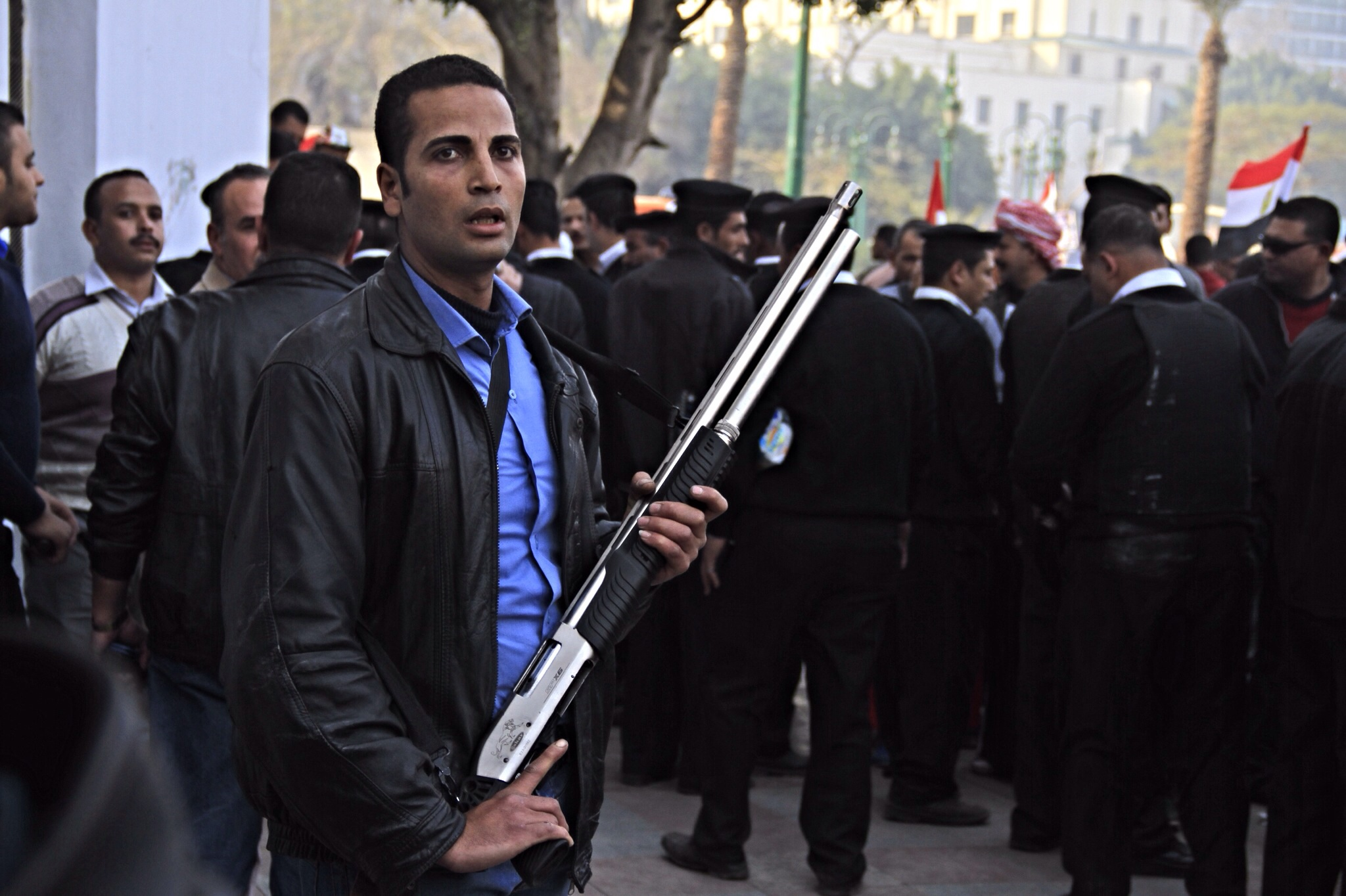
Schwere Sicherheitsmaßnahmen auf und um den Tahrir-Platz

##### Reaktionen und Wertungen

###### National
- Während eines Treffens des Justizministers Adel Abdel Hamid und des Generalstaatsanwalts Hisham Barakat beim Innenminister Mohammed Ibrahim am 26. Januar betonten Hamid and Barakat „die große Rolle, die das Innenministerium bei dem Schutz von Grundfreiheiten gespielt habe, bezüglich von Menschenrechten, der Gewährleistung von Sicherheit, der strikten Anwendung von Gesetzen und dem Schutz der Nation“. Ferner lobten sie in ihrer Stellungnahme die „die fruchtbare Zusammenarbeit“ zwischen Polizei, Strafverfolgung und Justiz, die dazu geführt habe, dass die Ideale von Wahrheit und Recht gefestigt wurden und dass die Freiheit und Stabilität geschützt wurde. Während des Treffend sagte Innenminister Ibrahim, dass Sicherheit und Recht „große Segnungen“ seien, deren Ägypten sich erfreue.[381]
- Interimspräsident Adli Mansur sagte in einer Ansprache am 26. Januar, der weitere Verlauf der Transitionsphase sei beschlossen. Angesichts der Terroranschläge der vorangegangenen Woche in Kairo kündigte er an, „mit ganzer Härte gegen die Feinde Ägyptens“ vorzugehen.[400] Die ägyptischen Medien griffen Mansurs Stichwort der Staatsfeinde ohne Ausnahme auf und definierten nach eigenem Ermessen, wer zu den Feinden zu zählen sei.[400]
- Das Gesundheitsministerium der militärgestützten Übergangsregierung teilte mit, die Krankenhäuser befänden sich in „höchster Alarmbereitschaft“ und seien bereit, „jeder Notfallsituation“ zu begegnen.[381]
- Noch während die Anzahl der Todesopfer am 26. Januar immer weiter nach oben korrigiert wurde, kündigte Übergangspräsident Adli Mansur mit einer kurzen TV-Rede an, dass die nach der sogenannten politischen „Roadmap“ als nächster Schritt vorgesehene Parlamentswahl hinter die Präsidentschaftswahl verlegt werde. Beobachter werteten dies nicht als lediglich technische Terminänderung, sondern sahen in der veränderten Abfolge das Potenzial, die Macht von Militärchef Sisi zu „zementieren“.[398][27][358]
- Das Pressebüro des Innenministeriums stritt ab, am dritten Jahrestag des Volksaufstands das Feuer gegenüber Demonstranten eröffnet zu haben.[402][404] Auch bestritt das Innenministerium die von der Bewegung des 6. Aprils in einer Stellungnahme der Gruppe behaupteten Umstände der Festnahme ihres Anwaltes Ahmed Helel.[404]
- Der prominente Rechtsanwalt Gamal Eid kritisierte, dass Polizeireviere als Orte für Verhöre verwendet würden. Er sagte: „Die Justiz steht den Gerichten zu, wir sehen, dass es ein Manko in dem Fundament der Justiz gibt und dass der Sicherheitsapparat zunehmend bösartig wird.“[381]
- Mitglieder der 6.-April-Bewegung verurteilten die Polizeigewalt und Militärherrschaft bei der Trauerfeier für Sayed Abdullah (Wezza) am Abend des 26. Januar mit Sprechchören und forderten den Sturz des Regimes.[402][404] Nach der sogenannten Revolution des 25. Januar 2011 war die 6.-April-Jugendbewegung in den ägyptischen Medien gefeiert und als eine der treibenden Kräfte hinter der sogenannten Revolution bezeichnet wurde. Drei Jahre später wurden die Mitglieder der Gruppe als „Verräter“ und „als Grund hinter dem innerstaatlichen Zerfall“ angesehen. Es war eine Klage eingereicht worden, um die Gruppe aufzulösen und als terroristische Organisation einzustufen.[402] Am 1. Februar 2014 veröffentlichte die 6.-April-Jugendbewegung (Demokratische Front) eine Stellungnahme, in der sie das Innenministerium beschuldigt, darauf abzuzielen, die Opposition der „Januar-Revolutionäre“ zum Schweigen zu bringen. Sie drohte darin, ihren Widerstand gegen „repressive Kräfte“ fortzusetzen. Sie beschrieb die Gewalt am dritten Jahrestag des 25. Januar als „feigen Akt“ und klagte die Sicherheitskräfte an, die „Jugend zu töten, die der Funken der Revolution war“. Die Gruppe erwähnte als Gewalttaten den Tod ihres Mitgliedes Sayed Abdullah (Wezza), die Festnahme von Moataz Mohamed und Ismael Al-Mogui sowie die Festnahme von Ahmed Helel, dem Anwalt der Bewegung, der festgenommen worden sei, als er sich nach den festgenommenen Mitgliedern der Gruppe erkundigt habe. Die Stellungnahme fügte hinzu, dass den festgenommenen Mitgliedern vor Gericht unter anderem der Mord von Sayed Abdullah und anderer Demonstranten zur Last gelegt werde, die am 25. Januar umkamen. Die Ereignisse des 25. Januar 2014 bezeichnete die Gruppe als „einen selbst in den Zeiten der gestürzten Präsidenten Mubarak und Mursi noch nie da gewesenen Vorfall“. Die Gruppe versicherte in der Stellungnahme, sie verfüge über überzeugende Beweise und Videos, die bewiesen, dass Abdullah „von Sicherheitskräften erschossen“ wurde. Die Ermordung ihres Mitgliedes würde „ihre Entschlossenheit nur steigern, ihren revolutionären Kampf fortzusetzen“. Die Regierung werde für ihre Taten zur Verantwortung gezogen werden „wie ihre Vorgänger“ und „die Revolution werde weitergehen.“[404]
- Die neugegründete Kampagne Freedom for the Brave legte der ägyptischen Menschenrechtsorganisation National Council for Human Rights (NCHR) Berichte mehrerer seit dem 25. Januar Festgenommenen mit Anschuldigungen der Folter vor, verurteilte die Foltermethoden und forderte eine Untersuchung der Berichte. Das Freedom for the Brave-Mitglied Khaled Abdel Hameed sagte, die Sicherheitsmethoden gegen Häftlinge würden die Rückkehr des Mubarak-Regimes widerspiegeln.[349]
- Die Kampagne Nation without Torture verurteilte das scharfe Vorgehen der Sicherheitskräfte in der Folge des Dritten Jahrestages des Volksaufstands. In einer am 10. Februar veröffentlichten Stellungnahme beschuldigte sie das Innenministerium, die „Mehrzahl“ der am 25. Januar 2014 verhafteten Häftlinge gefoltert zu haben. Die „revolutionäre Jugend“ habe ihre Meinung am 25. Januar friedlich zum Ausdruck gebracht, als ihr die Polizei mit „beispielloser Brutalität“ begegnet sei. Dazu zähle der Gebrauch scharfer Munition gegen Demonstranten während bestimmter Vorfälle in Kairos Stadtmitte. bei dem Versuch die Demonstrationen aufzulösen.[349] Die Kampagne forderte das Innenministerium auf, die Folteranschuldigungen „unverzüglich und ernsthaft“ zu untersuchen und die Verantwortlichen der Justiz zu übergeben. Sie forderte die Staatsanwaltschaft auf, ihre Rolle der Überwachung von Hafteinrichtungen zu „aktivieren“, Übergriffe zu beobachten und die Täter auszuliefern.[349]
- Der Chef des Terrornetzes al-Qaida, Aiman az-Zawahiri, sprach sich gegen Anschläge auf die christliche Minderheit in Ägypten aus. In einer am 25. Januar verbreiteten Audio-Botschaft sagte Zawahiri, obwohl der Kopten-Papst Tawadros II. den Militärputsch gegen Mursi im Sommer 2013 unterstützt habe, dürfe man jetzt „keinen Krieg gegen die Christen anfangen und dem Westen einen Vorwand liefern“. Weiter sagte Zawahiri: „Die Muslime müssen sich jetzt darauf konzentrieren, den pro-amerikanischen Coup von Al-Sisi zu bekämpfen und eine islamische Regierung zu etablieren“. Er warf Mursi vor, während seiner Präsidentschaft die Zusammenarbeit mit den USA gesucht und die Friedensverträge mit Israel anerkannt zu haben: „Das waren die Gründe, die zu seinem Sturz geführt haben“, so Zawahiri.[388]

###### International
- Die Menschenrechtsorganisation Amnesty International gab in einem am 4. Februar 2014 veröffentlichten Bericht mit Hinweis auf ungenannte Häftlinge an, verhaftete Demonstranten seien Opfer von Schlägen und Folter durch Elektroschock geworden. Die Häftlinge, von denen über 1000 während der Demonstrationen zum Dritten Jahrestag der sogenannten Revolution festgenommen wurden, schlossen Männer und Frauen, jeweils sowohl minderjährige als auch volljährige, ein.[349][397][396][413] Unter den nach Angaben des Innenministeriums über 1000 am 25. Januar festgenommenen Menschen befänden sich Sympathisanten der Muslimbruderschaft, Mitglieder der Jugendbewegung des 6. April, unabhängige Aktivisten wie auch Zuschauer. Während „eine Handvoll“ der am 25. Januar Festgenommenen auf Kaution freigelassen worden sei, verbleibe die überwiegende Mehrheit während der anhängigen Verfahren in Haft.[397][413] Amnesty International drückte Sorge über das andauernde scharfe Vorgehen gegen Stimmen des Dissenses aus und gab an zu fürchten, dass „viele der verhafteten Männer, Frauen und Kinder lediglich von ihrem Recht der Meinungs- und Versammlungsfreiheit Gebrauch machten oder Zuschauer waren.“[397][396]
- Am 12. Februar 2014 veröffentlichten 16 Menschenrechtsorganisationen eine Stellungnahme, in der sie eine zügige Untersuchung der „zunehmenden und erschreckenden Anschuldigungen von Folter und sexuellen Tätlichkeiten gegen die in Polizeirevieren seit dem 25. Januar Festgenommenen“ sowie eine ärztlich Untersuchung aller am 25. Januar Festgenommenen, die auf über 1000 geschätzt wurden, forderten. Einer Delegation der Rechtsgruppen solle gestattet werden, die Gefängnisse ohne Vorbedingungen zu besuchen und mit den Gefangenen zu sprechen.[350]

Medien:
In Teilen der westlichen Medien wurde die Unterdrückung „oppositioneller Regungen“ am dritten Jahrestag des Volksaufstands gegen Mubarak durch die Polizei „mit aller Gewalt“ und die Repressionen gegen ausländische Journalisten mit dem Vorgehen des „autoritären Polizeistaats“ unter Mubarak verglichen, gegen den die ägyptische Jugend auf dem Tahrir-Platz während des Volksaufstands drei Jahre zuvor gekämpft habe.
Agenturmeldungen verwiesen darauf, dass das Bild des Tahrir-Platzes am 25. Januar 2014 mit einer homogenen Menge von Regierungsanhängern mit ägyptischen Flaggen und Bildern des Militärchefs Sisi, die den Soldaten und Polizisten huldigte, einen scharfen Kontrast zum Erscheinungsbild des Platzes im Januar und Februar 2011 bot, als der Tahrir-Platz das Epizentrum der Revolte gegen Mubarak war und sich dort eine vielfältig zusammengesetzte und diskutierfreudige Gemeinschaft aus vornehmlich jungen Leuten mit Brandsätzen und Pflastersteinen gegen die Angriffe von Polizei und beauftragten Schlägern zur Wehr setzte und Mubarak zum Rücktritt brachte.
Karim El-Gawhary urteilte in verschiedenen Tageszeitungen, mit Szenen wie der in den sozialen Medien verbreiteten eines Polizeioffiziers, der auf einer Bühne auf dem Tahrir-Platz vor Tausenden fahnenschwingenden Ägyptern am Revolutionstag die Nationalhymne singt, hätten die Machthaber „die Geschichte der ägyptischen Revolution offiziell umgeschrieben“. Das Innenministerium, das während des Aufstands gegen Mubarak 2011 „brutal vorgegangen“ sei und „einen guten Teil der 840 Toten von damals zu verantworten“ habe, sei „nicht nur rehabilitiert, sondern beansprucht die Revolution nun für sich“. El-Gawhary betonte zudem, dass am 25. Januar 2014 nach Angabe des Innenministeriums mehr Menschen (1079 Personen) als am 25. Januar 2011 (700 Personen) verhaftet worden seien, also am dritten Jahrestag des Volksaufstands mehr Demonstranten festgenommen wurden als am ersten Tag der Proteste selbst.

#### Rücktritt des Kabinetts Beblawi
Am 24. Februar 2014 trat das Kabinett Beblawi der nach dem Militärputsch gegen Mursi von Militärmachthaber Sisi eingesetzten Übergangsregierung zurück. Einer Bitte des amtierenden Interimspräsidenten Mansur entsprechend sollte Beblawi einem Medienbericht zufolge die Amtsgeschäfte übergangsweise fortführen. Beblawi gab den Rücktritt im Fernsehen bekannt, ohne einen Grund zu nennen. Aus Regierungskreisen hieß es, der Rücktritt der Regierung sei ein notwendiger Schritt gewesen, da Feldmarschall Sisi nicht als Einziger habe zurücktreten wollen. Nach anderen Medienberichten blieb es zunächst unklar, ob sich auch Sisi sowie der umstrittene Innenminister Mohammed Ibrahim der Demission anschließen.
Beblawi rief die Bevölkerung anlässlich des Rücktritts der militärgestützten Übergangsregierung in einer Liveübertragung des ägyptischen Staatsfernsehens dazu auf, jede zukünftige Regierung zu unterstützen, unabhängig davon, wer dieser angehöre. Sie sollten nicht fragen, was Ägypten für sie getan habe, sondern vielmehr, was sie für Ägypten getan haben. Er forderte, angesichts der schweren Zeiten sollten Meinungsverschiedenheiten ruhen und Streiks in den Betrieben unterbleiben.

##### Reaktionen und Wertungen
In Kairo war bereits in den vorangegangenen Tagen über eine Kabinettsumbildung spekuliert worden. Beobachter vermuteten, dass Feldmarschall Sisi als Verteidigungsminister zurücktreten werde, weil der seit dem Putsch gegen Mursi als der „der wahre starke Mann in Ägypten“ angesehene Militärchef mit der Niederlegung seines Amtes die Voraussetzung für seine anschließende Kandidatur für das Präsidentenamt erfüllen wolle, da nur Zivilisten zum ägyptischen Staatspräsidenten gewählt werden können. Die Äußerung Beblawis zu dem Rücktritt des Kabinetts, dass die Regierung allein nicht in der Lage sei, die notwendigen Reformen zu erreichen, wurde als möglicher Hinweis dafür gedeutet, dass der Rücktritt den Weg für Sisis Präsidentschaftskandidatur bereiten solle. Auch wurde es für möglich angesehen, dass der Rücktritt des Beblawi-Kabinetts die Präsidentschaftskandidatur Sisis vorbereiten sollte, indem sich Sisi rechtzeitig vom erfolglosen Kabinett löste, und dass der Abgang der erfolglosen und unbeliebten Regierung, der der Militärchef selbst angehört hatte, dessen Image heben solle.
Als weitere Gründe für den laut Medienberichten „überraschenden“ Rücktritt des gesamten Kabinetts wurde in westlichen und ägyptischen Medien vermutet, Interims-Ministerpräsident Beblawi habe damit unter anderem auf einen wachsenden Vertrauensverlust in der Bevölkerung und massive Streiks reagiert, die in den vorangegangenen Tagen, Wochen und Monaten unter anderem zahlreiche Behörden, ferner den öffentlichen Nahverkehr, die Müllabfuhr oder die Textilarbeiter im Nildelta erfasst hätten. In der Arbeiterstadt Mahalla al Kubra, in der auch 2008 Massenproteste gegen die Herrschaft des damaligen Präsidenten Husni Mubarak ausgebrochen waren, befanden sich Arbeiter seit Anfang Februar 2014 im Streik. Führende Organisationen der sogenannten „Revolution“ gegen Mubarak von 2011 hatten für den 25. Februar 2014 zu Protesten gegen die Verfolgung ihrer Mitglieder durch das neue Regime aufgerufen. Eine Woche vor dem geschlossenen Rücktritt des Kabinetts Beblawi hatte die Regierung die Gehälter der Polizisten erhöht, um zu verhindern, dass auch sie die Arbeit niederlegen. Beblawi sei in den vergangenen Monaten immer wieder für seine Unentschlossenheit und mangelnde Führungsstärke im Kampf gegen die wirtschaftlichen Probleme des Landes kritisiert worden.
Auch sei der Übergangsregierung Beblawi „Hilflosigkeit“ gegenüber den Terroranschlägen im Land angelastet worden, für die Putschbefürworter Extremisten mit Verbindungen zu Mursi und dessen Muslimbruderschaft verantwortlich gemacht hatten, obwohl Experten eine Verantwortung der Muslimbruderschaft für Terroranschläge als unwahrscheinlich einschätzten.
| Monat 2013 | Prozentuale Veränderung der Besucherzahlen gegenüber 2012 |
| ---------- | --------------------------------------------------------- |
| Mai        | +14,6                                                     |
| Juni       | +16,4                                                     |
| Juli       | Daten fehlen wegen des Putsches                           |
| August     | −45,6                                                     |
| September  | −69,7                                                     |
| Oktober    | −52,0                                                     |
| November   | −39,0                                                     |
| Dezember   | −30,7                                                     |

Als ausschlaggebend für die Regierungskrise wurde auch die offenbar überhandnehmende Wirtschaftskrise Ägyptens angegeben, die in den vorangegangenen Monaten lediglich durch 14 Milliarden Dollar Finanzhilfe aus den Golfstaaten Saudi-Arabien, Kuwait und den Vereinigten Arabischen Emiraten verdeckt worden war. Nachdem sich der nach dem Volksaufstand von 2011 eingebrochene Tourismus insbesondere mit der Wahl Mursis zum ägyptischen Staatspräsidenten seit Jahresmitte 2012 wieder in Richtung Normalisierung bewegt hatte, schlug sich die durch den Machtkampf zwischen der vom Militär eingesetzten Übergangsregierung und den Muslimbrüdern nach dem Putsch verursachte Verschärfung der politischen Unsicherheit Ägyptens auch in deutlichen Einbußen der für die Wirtschaft des Landes bedeutenden Tourismus-Branche nieder. Erstmals belasteten Ägypten auch in der Winterzeit Stromausfälle, während der militärgestützten Übergangsregierung die Finanzmittel fehlten, um ausreichend Kraftstoff für die Energie-liefernden Kraftwerke zu importieren, wobei allein das zuständige Ölministerium bei ausländischen Energiekonzernen mit mehr als fünf Milliarden Dollar verschuldet war. Angesichts der wachsenden öffentlichen Frustration populistisch motivierte Zusatzausgaben der Übergangsregierung Beblawi wie Mindestlohn und höhere Renten trieben die Staatsverschuldung weiter in die Höhe und führten unter anderem zu einer offiziellen Arbeitslosigkeitsquote von insgesamt 13 Prozent und bei jungen Leuten von deutlich über 30 Prozent. Vor allem für Ägypter in wirtschaftlich schwacher Position hatten sich die Lebensbedingungen in den acht Monaten seit dem Sturz von Präsident Mursi und der Regierungsübernahme durch die militärgestützte Übergangsregierung deutlich verschlechtert.
Ferner wurde der Rücktritt des Kabinetts Beblawi auch im Zusammenhang eines wachsenden Dissenses innerhalb der militärgestützten Übergangsregierung über den künftigen politischen Kurs gedeutet. Während Sisi und Ibrahim einen „Kampf gegen den Terror“ ausgerufen hatten, der Tausende Menschen in die Gefängnisse und Foltereinrichtungen der militärgestützten Übergangsregierung gebracht hatte, gab es im übrigen Kabinett auch moderatere Stimmen, die der wachsenden Konfrontation mit politischen Kompromissen begegnen wollten, wie etwa Vizepremier Ziad Bahaa-Eldin, der bereits Mitte Januar nach dem Verfassungsreferendum zurückgetreten war. Nach Ansicht des Politikwissenschaftlers und ehemaligen Parlamentsabgeordneten Amr Hamzawy wollte Beblawi mit der Kabinettsauflösung möglicherweise Rücktrittsbestrebungen weiterer Kabinettsmitglieder zuvorkommen, nachdem sich die Repression der Sicherheitskräfte nach dem gewaltsamen Vorgehen gegen die Anhänger des geputschten Präsidenten Mursi zunehmend auch gegen Aktivisten des Aufstands von 2011 und kritische Intellektuelle gerichtet hatte.
Der politische Analyst Gamal Abdel-Gawad stellte sich auf den Standpunkt, die Leistung der Übergangsregierung Beblawi könne nicht für alle politischen, ökonomischen und sozialen Probleme Ägyptens verantwortlich gemacht werden, mit denen Ägypten seit dem Aufstand von 2011 zu kämpfen hatte. Ihre Bilanz sollte nur an der Übergangs-Roadmap gemessen werden. Die von Militärchef Sisi während des Militärputschs vorgelegte, sogenannte „Roadmap“ für die angeblich angestrebte Rückkehr Ägyptens zur Demokratie war seit dem Herbst 2013 mehrfach korrigiert worden: die angekündigten Parlamentswahlen wurden entgegen der Forderung von Demokratieaktivisten, die Stellung des Parlaments gegenüber dem künftigen Staatsoberhaupt durch vor den Präsidentschaftswahlen stattfindende Parlamentswahlen zu stärken, in der Reihenfolge hinter die Präsidentenwahlen verlegt. Auch wurde während der gesamten Regierungszeit des Kabinetts Beblawi kein Termin für die Präsidentschaftswahl verkündet. In politischen Kreisen in Kairo wurde davon ausgegangen, dass das neue Unterhaus erst mehr als zwei Jahre nach seiner Auflösung durch den Obersten Militärrat, dem auch Militärchef Sisi angehört, nach dem Fastenmonat Ramadan 2014, gewählt werden könne.
Andere Analysten wiesen auf das umstrittene Demonstrationsgesetz hin, das im Dezember 2013 verabschiedet wurde und sämtliche Demonstrationen verbot, die nicht im Voraus von den Behörden genehmigt worden waren. Die Interimsbehörden hatten das Demonstrationsgesetz damit gerechtfertigt verhindern zu wollen, dass die Pro-Mursi-Demonstrationen auf das Land übergreifen. Nachdem das Gesetz auch verwendet wurde, um nicht-islamistische Demonstranten festzunehmen, insbesondere auch prominente Aktivisten, die in den Aufstand von 2011 involviert waren, hatten politische Persönlichkeiten dann begonnen, sich gegen das Gesetz auszusprechen.

#### Bildung einer neuen Übergangsregierung
Am 25. Februar 2014 ernannte Interimspräsident Mansur Ibrahim Mahlab zum neuen Ministerpräsidenten, der mit der Bildung einer neuen Regierung betraut wurde. Mahlab war in dem Kabinett Beblawi Wohnbauminister. Zudem gilt er als Mubarak-Vertrauter, der vor dem Sturz Mubaraks dem einflussreichen Politischen Komitee der 2011 aufgelösten, damaligen Staatspartei NDP angehört hatte, das von dem Sohn Mubaraks, Gamal Mubarak, geführt wurde und in dem Ruf steht, nebenher Pfründen an Günstlinge des Regimes verteilt zu haben. Er war unter Mubarak Mitglied im Oberhaus des ägyptischen Parlamentes. Von Seiten westlicher Medien wurde die Ernennung Mahlabs als Anzeichen für eine Restauration der „alten politischen Garde des gestürzten Diktators Husni Mubarak“ interpretiert. In seiner ersten Pressekonferenz als Ministerpräsident nannte Mahlab die Stabilisierung der Sicherheitslage als vorrangigste Aufgabe: „Wir werden zusammen daran arbeiten, die Sicherheit in Ägypten wieder vollständig herzustellen und den Terror in allen Ecken des Landes zu vernichten“.
Der designierte Regierungschef Mahlab setzte daraufhin für die Bildung einer neuen militärgestützten Übergangsregierung nach dem Rücktritt von Interimsministerpräsident Hasem al-Beblawi wieder vorwiegend auf zurückgetretene Minister. Wiederernannt wurden für seine Regierung, die sechste seit dem Sturz von Präsident Mubarak im Februar 2011, unter anderem Innenminister Mohammed Ibrahim, Planungsminister Aschraf al-Arabi, der für Öl zuständige Minister Scherif Ismail sowie Armeechef Abd al-Fattah as-Sisi als Verteidigungsminister, der das Regierungsamt jedoch vor einer offiziellen Einreichung seiner Präsidentschaftskandidatur wieder niederlegen müsste.

##### Vereidigung und Zusammensetzung
Am 1. März 2014 wurde das Kabinett der neuen militärgestützte Übergangsregierung offiziell vereidigt. Das 31 Minister umfassende neue Kabinett von Ministerpräsident Ibrahim Mahlab setzte sich mit 20 Ressortleitern überwiegend aus Ministern der vorherigen Übergangsregierung unter Leitung von Hasem al-Beblawi zusammen und blieb damit nahezu unverändert.
Die Besetzung der Schlüsselministerien blieb weitgehend unangetastet. Bei den aus der Übergangsregierung ausgeschiedenen Ministern handelte es sich insbesondere um liberale und linksgerichtete Persönlichkeiten, die nach dem Militärputsch gegen die Regierung unter Mohammed Mursi im Juli 2013 durch das Militär in Beblawis Regierung aufgenommen wurden, um diese auf eine breitere Basis zu stellen. Die neu hinzugekommenen Minister des Kabinetts Mahlab rekrutierten sich dagegen eher aus der Geschäftselite aus der Zeit des 2011 gestürzten Langzeitherrschers Husni Mubarak.
Der neue Regierungschef Mahlab selbst gehörte ebenso wie zahlreiche weitere Persönlichkeiten in der neuen Regierung der ägyptischen Geschäftselite an. Dem zu den Gefolgsleuten Mubaraks gezählten Mahlab musste dessen Vorgänger Beblawi von der sozialdemokratischen Partei weichen, was als Einengung des Machtzirkels gedeutet wurde.
Insgesamt wurde die neue Regierung als mehr denn je aus alten, Mubarak nahestehenden Kräften zusammengesetzt angesehen. Lagerübergreifend respektierte Figuren wie der vormalige Bildungsminister Hossam Eissa und Vize-Premierminister Ziad Bahaa Al-Din schieden aus der Exekutive aus. Auch alle Minister der Nationalen Heilsfront (NSF), eines Bündnisses liberaler und sozialistischer Parteien, wurden bis auf eine Ausnahme aus der Regierung entfernt.
Auch der als mächtig geltende Armeechef Sisi behielt sein Amt als Verteidigungsminister im neuen Kabinett. Lediglich elf Minister wurden neu bestimmt. Beobachter hatten den Rücktritt der Regierung zuvor unter anderem mit Ambitionen Sisis für eine Kandidatur bei der anstehenden Präsidentschaftswahl in Verbindung gebracht, für die er sein Regierungsamt als Verteidigungsminister und seine militärischen Funktionen ablegen müsste. Demgegenüber mehrten sich auch Spekulationen, Sisi habe sich gegen eine Präsidentschaftskandidatur entschieden und strebe an, seine Position innerhalb der Militärhierarchie zu festigen. In der vorangegangenen Woche hatte Übergangspräsident Mansur ein Dekret verabschiedet, das dem Verteidigungsminister mehr Einfluss einräumte, indem der Verteidigungsminister fortan dem Obersten Militärrat (SCAF) als der mächtigsten Institution in Ägypten vorsitzt, während dem Staatspräsidenten, der zuvor per Gesetz auch Vorsitzender des Obersten Militärrates war, nur noch die Ernennung führender Posten der einzelnen Armeeeinheiten obliegt.
Im Amt blieb zudem der von Menschenrechtlern heftig kritisierte Innenminister Mohammed Ibrahim, der in seinem Amt für die anhaltende Polizeigewalt bei Einsätzen der Sicherheitskräfte verantwortlich ist, bei denen seit dem Sturz Mursis bei Protesten von Islamisten und anderen Regierungsgegnern mindestens 1400 Demonstranten getötet wurden. Er gilt zudem als treibende Kraft hinter dem Sturz von Mohammed Mursi durch das Militär.

##### Reaktionen
- Der Regierungswechsel wurde international als Rochade mit Ziel einer Kandidatur Sisis gewertet, der dann dennoch zunächst wiederum das Verteidigungsministerium übernahm.[428] Viele Kritiker behaupteten, in Ägypten finde eine Konterrevolution unter Führung des Militärchefs Sisi statt.[375][376]
- Die Verfassungspartei Hala Shukrallahs kritisierte den Ausschluss der NSF aus der Regierung scharf. Wie weitere liberale und linksgerichtete Parteien forderte sie die Absetzung von Innenminister Mohammed Ibrahim.[422]
- Aus den Reihen der Revolutionären Sozialisten (arabisch: الاشتراكيون الثوريون) wurde behauptet, die Regierungsumbildung sei eine Reaktion der Militärs auf die anhaltende Streikwelle im Land und eröffne den regierenden Generälen eine Möglichkeit, sich zu liberal auftretender Regierungsmitglieder zu entledigen. Gewerkschaftsnahe Kreise griffen die neue Arbeitsministerin Nahed Al-Ashri für ihre Nähe zur Unternehmerseite an. Sie war bereits unter Mubarak im Ministerium beschäftigt und hatte als Vermittlerin bei Arbeitskämpfen fungiert. Sie ersetzte in der neuen Regierung den sozialistischen Arbeitsminister Kamal Abu Eita, der als eine von der Regierung kooptierte Galionsfigur der unabhängigen Gewerkschaften gilt.[422]
- Farid Zahran, der stellvertretende Vorsitzende der Ägyptischen Sozialdemokratischen Partei, sah Anfang März als Grund für den Austausch der Übergangsregierung an, dass somit all diejenigen Minister entfernt worden seien, „die den neuen demokratischen Kräften angehören“. Mit dem Ausschluss dieser Minister sei die Wiederherstellung des Regimes des 2011 gestürzten Präsidenten Husni Mubarak gezielt vorangetrieben worden. Er kritisierte, „die Seilschaften“ des alten Mubarak-Regimes hätten den „kleinen Einfluss“ der seit dem Sturz Mursis durch das Militär „ohnehin kaum an Entscheidungen beteiligten“ demokratischen Kräfte nach dem Putsch „vom ersten Tag an“ bekämpft. Es habe nach dem Putsch eine kontinuierliche konterrevolutionäre Entwicklung durch die Etablierung eines Regimes in Gestalt von Militär, Sicherheitsapparat, Mubarak-nahen Oligarchen und anderen Unterstützern stattgefunden. Zahran sagte weiter zur Kabinettsumbildung: „Das Regime denkt, dass es jetzt, nachdem es die Moslembrüder erledigt hat, gegen alle anderen Widersacher vorgehen kann. Es braucht keine demokratischen Kräfte oder irgendein breites Bündnis. Die Kabinettsumbildung ist nur ein weiterer Schritt auf dem Weg zurück zur Tyrannei.“ Wenn die seit dem Volksaufstand von 2011 politisch aktive Bevölkerung aktiv bleibe, werde sich das Regime unter Sisi jedoch nicht durchsetzen, so Zahran: „Wenn die Leute aktiv bleiben, dann wird die Rückkehr der Tyrannei scheitern.“[375][376]
- Der Parteichef der Partei Starkes Ägypten, Abdel Moneim Abul Futuh, der zu den Unterstützern der Proteste gegen Präsident Mursi gezählt hatte, dessen Parteigenossen jedoch Haftstrafen erhalten hatten, als sie auf Plakaten dazu aufriefen, beim Verfassungsreferendum gegen die Verfassung zu stimmen, beschrieb nach der Kabinettsumbildung das Klima in Ägypten unter Sisi als von staatlicher Repression angstgeprägt: „Es herrscht Angst. Die Ägypter haben Angst davor, ihre Meinung zu sagen. Sie befürchten, dass man ihre Häuser stürmt und sie inhaftiert.“ Er glaube nicht, dass ein gleichgeschaltetes System die Misere Ägyptens beseitigen könne. Er befürchte weitere Aufstände, die einem geordneten Übergang Ägyptens entgegenstehen könnten. Die „Wut des Volkes“ werde anwachsen und es werde „eine neue Revolution gegen die Unterdrückung geben.“[375][376]
- Rifai Nasrallah, der Gründer der populärsten Werbekampagne für Sisi, Kammel Gamilak (deutsch: „Erfülle deine Mission!“), die für die Präsidentschaft Sisis warb und für die Nasrallah nach eigener Angabe 24 Millionen Unterschriften gesammelt haben wollte, sprach sich auch nach der Kabinettsumbildung, in der Sisi seinen Posten als Verteidigungsminister beibehielt, für eine Führung Ägyptens durch Sisi aus: „Feldmarschall al-Sisi hat eine Atmosphäre der Liebe im Land geschaffen. Er opfert sich für das Volk. Er ist ein Geheimdienstmann, der sah, wohin das Land mit Mursi geht. Ihm trauen die Leute zu, dass er Ägypten führen kann.“[375][376]

#### Unions-Fraktionschef Kauder in Kairo

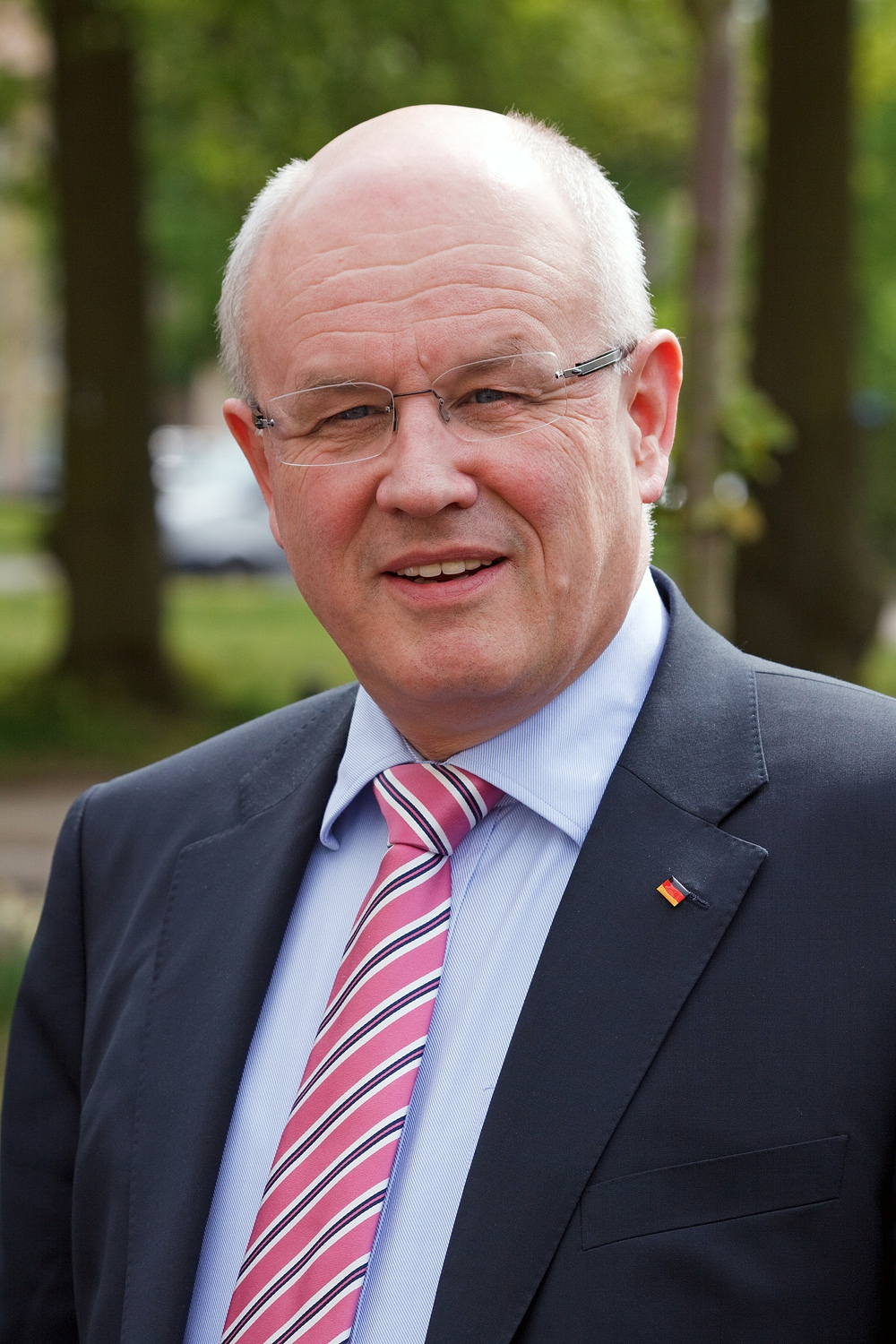
Volker Kauder

Am 27. Februar 2014 traf sich in Kairo Volker Kauder (CDU), der Vorsitzende der CDU/CSU-Bundestagsfraktion, während einer mehrtägigen Ägyptenreise mit dem offiziell lediglich als ägyptischer Verteidigungsminister und stellvertretender Ministerpräsident fungierenden, tatsächlich aber die größte Macht ausübenden Mann Ägyptens, Militärchef Sisi. Mit ihm führte er ein auf 45 Minuten geplantes Gespräch, das sich schließlich über zwei Stunden erstreckte. Es handelte sich um das erste Gespräch eines hochrangigen deutschen Politikers mit Militärchef Sisi nach dem Inkrafttreten der neuen Verfassung im Januar 2014 und um die vierte Ägyptenreise Kauders innerhalb von drei Jahren.
Zudem führte Kauder, der sich auch zuvor bereits seit längerem mit der Situation der Christen im Nahen Osten beschäftigt hatte und als strenggläubiger und den Evangelikalen nahestehender christlicher Hardliner seiner Partei gilt, Gespräche mit Vertretern aus Politik und Religion in Kairo. Darunter befanden sich unter anderem das Oberhaupt der Kopten, Papst Tawadros II., der Pfarrer der katholischen Gemeinde, Joachim Schroedel, der Industrieminister Monir Fakhri Abdel Nour und Vertreter deutscher Institutionen.
Dass er bei seinem Besuch in Ägypten nicht mit Muslimbrüdern sprach, begründete Kauder mit dem Verbot ihrer Organisation.
Im Vorfeld seiner Ägyptenreise erklärte Kauder als Grund für den Besuch, dass Ägypten „für die weitere Entwicklung in Nordafrika und dem Nahen Osten ein Schlüsselstaat“ sei. Es sei daher „im deutschen und europäischen Interesse, die Kontakte zu dem Land weiter zu pflegen“. Zudem wolle er sich „vor dem Hintergrund des jüngsten Rücktritts der ägyptischen Regierung“ in Kairo „erneut aus erster Hand über die aktuelle Lage informieren“. „Die Entmachtung der Regierung Mursi und die darauf folgende politische Entwicklung“ habe „zahlreiche Fragen aufgeworfen“, die er mit seinen Gesprächspartnern aus Politik und Gesellschaft diskutieren wolle. Des Weiteren beabsichtige er mit Hinblick auf die Frage der Religionsfreiheit „mit Kopten über ihre Lage zu sprechen“.

##### Appell für europäische Zusammenarbeit mit ägyptischem Militärregime
Nach Kauders Angaben präsentierte Sisi sich in dem Gespräch offen über eine Intensivierung des Dialogs mit Deutschland. Sisi soll demnach „um Verständnis für den Kurs Ägyptens in den vergangenen Monaten“ geworben haben.
Nach seinem Treffen mit Militärchef Sisi zeigte sich Kauder bereits in Ägypten und nach der Rückkehr in Deutschland optimistisch über die Zukunft Ägyptens. Er vertrat die Ansicht, dass das Militär Ägypten voranbringen wolle und forderte dazu auf, den Erklärungen der Vertreter der Streitkräfte Vertrauen zu schenken, dass das Militär nicht dauerhaft politische Verantwortung zu übernehmen beabsichtige. Das Militär wolle seiner Ansicht nach stattdessen nach den Präsidentschafts- und Parlamentswahlen das ägyptische Volk selbst über seine Zukunft entscheiden lassen. Wörtlich schrieb Kauder über Militärchef Sisi in einem Gastbeitrag der Rheinischen Post: „Man kann sich täuschen – aber ich habe nicht den Eindruck, dass er Ägypten wieder in eine Militärdiktatur verwandeln will. Nach seiner Aussage sind die Zeiten von Diktatoren wie Pinochet in Chile vorbei. Nehmen wir ihn beim Wort. Er ist ein Mann, dem der Westen Hoffnungen entgegenbringen kann.“ Gegenüber dem „Christlichen Medienmagazin“ pro erklärte Kauder, er „habe einen ausgesprochen guten Eindruck von al-Sisi“, der ihm „vertrauenswürdig zu sein“ scheine, nach eigenen Worten alle Bevölkerungsgruppen in die Diskussionen einbinden wolle und wisse, dass er einzelne gesellschaftliche Gruppen nicht ausgrenzen könne, wie dies die Muslimbrüder getan hätten. Gegenüber der Welt gab Kauder als Grund für seine Einstellung zu Sisi an: „Al-Sisi möchte den Friedensvertrag mit Israel einhalten. Er bekämpft den Terrorismus auf dem Sinai ganz entschieden. Und, was sehr wichtig ist, er hat mir zugesagt, dass in der neuen Verfassung die Religionsfreiheit garantiert wird.“ An die Muslimbrüder gewendet mahnte Kauder, diese könnten sich aber zur Legitimierung von Gewalt nicht auf diese Religionsfreiheit berufen. Die Anhänger der Muslimbrüder könnten zwar langfristig in die politische Entwicklung integriert werden, „sofern sie der Gewalt abgeschworen“ hätten. „Auch die Anhänger der Muslimbrüder“, so Kauder, müssten aber erst „zur Versöhnung bereit sein“.
Während der Übergangsphase sei es nun nach Kauders Einschätzung vorrangig, eine stabile Sicherheitslage im Land wiederherzustellen, da eine zunehmende Verschlechterung der Sicherheitslage in Ägypten auch Auswirkungen auf Europa haben und beispielsweise weitere Flüchtlingswellen in die EU auslösen könne, so Kauder.
Kauder folgerte aus seinen Gesprächen in Kairo, dass die Beziehungen zu Ägypten wieder intensiviert werden müssten und forderte, „Europa und Deutschland“ müssten „sich wieder stärker in Ägypten engagieren“, da Europa nur so die Möglichkeit besitze, „den Kurs seines Nachbarn im Süden des Mittelmeers zu beeinflussen“. statt die Entwicklung Ländern wie Saudi-Arabien oder Russland zu überlassen. „Ansonsten“, so Kauder, „überlassen wir dies anderen. Daran können wir kein Interesse haben.“ Das stärkere politische Engagement solle sich unter anderem auf die politische Begleitung des Transformationsprozesses als auch auf die Ausbildung und wirtschaftliche Entwicklung Ägyptens beziehen.
Kauder betonte, dass er die ägyptischen Christen, denen in den vergangenen Jahren seine Hauptsorge gegolten habe, „immer als Seismograf für die Lage betrachtet habe“. Nach Darstellung der Unionsfraktion des Deutschen Bundestags sollen die Kopten „zwischenzeitlich stark unter Druck geraten“. „Insbesondere unter der Herrschaft der Muslimbrüder“, hätten sie gefürchtet, „mehr und mehr ins Abseits zu geraten und ihrer Rechte beraubt zu werden“. Sie würden, so Kauders Bericht, nach dem Putsch der gewählten Regierung durch das Militär wieder optimistischer in die Zukunft schauen, zumal sich die Lage der Christen nach Ansicht des koptischen Papstes etwas gegenüber der Lage während der Präsidentschaft Mursis gebessert habe und ein Grund zur Zufriedenheit sei. Der koptische Papst habe darauf hingewiesen, dass Schutz der Christen und christlichen Einrichtungen in Ägypten „wesentlich besser geworden ist, als er früher war.“ Es gebe „zwar immer wieder Angriffe auf christliche Kirchen, aber bei weitem nicht mehr in dem Maße wie früher“. Die „neue Regierung“ bemühe sich offenbar mehr um die Christen und gehe auch auf sie zu. Der „Ministerpräsident Ägyptens“ habe „zum ersten Mal seit vielen Jahrzehnten“ eine koptische Kirche betreten. In Hinblick auf die Entwicklungen des religiösen Miteinanders in anderen afrikanischen Ländern „wie Nigeria, Somalia oder Zentralafrika“, so Kauder, sei „man dankbar für die Hoffnungsstrahlen, die man in Ägypten sieht“. Muslime und Christen hätten noch nie so eng zusammengearbeitet wie beispielsweise bei den Beratungen um die seit Januar geltende Verfassung. Das christliche Nachrichtenportal idea.de berichtete, Kauder zufolge „atmen nicht nur die Kopten auf, sondern auch evangelische und katholische Christen“. Die neue Verfassung garantiere die Religionsfreiheit und hebe auch die Kirchen hervor. Ägypten sei damit „nicht mehr auf dem Weg zu einem Gottesstaat“. Allerdings, so mahnte Kauder, bestehe noch kein Grund zur Euphorie, da die Muslimbrüder zwar verboten seien, aber noch immer ein „mehr oder weniger harter Kern ihrer Anhänger“ aktiv sei, aus dessen Reihen nach „wohl auch die Attacken auf die Christen“ kämen, so Kauder. Kauder erklärte, dass „die koptischen Christen“ die von Militärchef Sisi erklärte Kandidatur zur Präsidentschaftswahl, die von ihnen sehr begrüßt werde, unterstützen werden. Die koptischen Christen würden zunächst in ihren Kreisen für Sisi werben und die Vertreter der koptischen Kirche würden ihre Unterstützung auch öffentlich erklären. Mit zehn Prozent der Bevölkerung bildeten die Kopten in Ägypten ein wahlentscheidendes Potenzial, so Kauder. Kauder, kündigte an, sein Augenmerk weiter auf die Lage der ägyptischen Kopten zu richten und sagte: „Wir werden den Kontakt zu unseren Glaubensbrüdern und -schwestern halten.“
Die Muslimbrüder hätten seiner Ansicht nach keinen breiten Rückhalt in der Bevölkerung mehr, sondern sich in den wenigen Monaten, in denen sie Präsident und Regierung stellten, offenbar schlichtweg diskreditiert, nachdem sie nach ihren Wahlsiegen beabsichtigt hätten, Ägypten – so Kauder – „in einen islamischen Gottesstaat [zu] verwandeln“. Mursi sei im Juli 2013 zwar „ohne Frage“ „in einem Blutbad“ gestürzt und Ägypten seitdem von „einer von den Militärs beeinflussten Übergangsregierung geführt“ worden, doch habe Kauder die „Ereignisse in den Tagen nach dem 3. Juli 2013“ immer eher „als weiteren Akt der ägyptischen Revolution“ und nicht als „Putsch der Militärs, der zu verurteilen war“ angesehen, ungeachtet dessen, dass Mursi „als gewähltes Staatsoberhaupt demokratisch legitimiert“ war. Nach dem, so Kauder „zweiten Teil der ägyptischen Revolution, die zur Absetzung Mursis geführt“ habe, seien die Beziehungen zwischen Ägypten und Europa „etwas erkaltet“. „Deutschland, Europa und die USA“ hätten sich nach dem Sturz Mursis dazu entschieden, diesen als Militärputsch zu beurteilen. Sie hätten sich von der neuen Übergangsregierung abgewandt und ihre Beziehungen mehr oder weniger eingefroren. Die USA hätten ihre Militärhilfe gekürzt und die Europäer ihre diplomatischen Kontakte zurückgefahren. Dies könne jedoch nicht so bleiben, so Kauder. Die Diskussion über den „Charakter des Umsturzes“ vom Juli 2013, der zur „Entmachtung der Muslimbrüder geführt“ habe, so Kauder, führe „nun nicht weiter“. Der „ganz überwiegende Teil der Menschen“ schaue nicht mehr zurück, sondern in die Zukunft und dies solle „die europäische Außenpolitik zum Ausgangspunkt ihres Handelns nehmen“. Armeechef Sisi habe deutlich gemacht, dass Ägypten an einer Zusammenarbeit mit Deutschland und Europa sehr interessiert sei. Die „kritischen Punkte“ wie die starke Stellung, die sich das Militär in der Verfassung gesichert hat, der Umstand, dass mehrere Tausende Muslimbrüder ohne Anklage in den Gefängnissen sitzen, die scheinbar bestehende Gefährdung der Pressefreiheit oder auch Einschränkung der Arbeit der deutschen politischen Stiftungen wie durch das Verbot der Konrad-Adenauer-Stiftung in Ägypten sollten Deutschland und Europa nicht von einer Intensivierung der Beziehungen einschließlich einer verstärkten Entwicklungszusammenarbeit abhalten, forderte Kauder. Die Kooperation müsse spätestens nach der Präsidentschaftswahl beginnen. Kauder erklärte: „Die Ägypter brauchen keine Bevormundung und vor allem keine ständigen öffentlichen Hinweise, was sie zu tun und zu lassen haben. Aber sie brauchen Begleitung, Beratung und vor allem Investitionen in Ägypten, damit junge Menschen Arbeit und Ausbildungsplätze haben. Das wird entscheidend sein bei der Frage, ob sich das Land stabilisieren kann.“

##### Reaktionen und Wertungen
Mit seiner Forderung, Europa und Deutschland müssten sich wieder stärker in Ägypten engagieren, um die Entwicklung im eigenen Interesse zu beeinflussen und nicht anderen Staaten zu überlassen, durchbrach Kauder die zuvor reservierte Haltung der EU gegenüber Ägyptens Militärmachthabern.

## Militärgestützte Übergangsregierung – Kabinett Mahlab
Die krisenhaften Verhältnisse in Ägypten setzten sich mit dem Kabinett Mahlab fort. Am 7. März 2014 rügte eine von einer Gruppe von 27 Ländern verfasste UNHRC-Deklaration zur Menschenrechtslage in Ägypten auf der 25. Sitzung des UN-Menschenrechtsrats in Genf die in großem Maßstab angewendeten Gewalt der militärgestützten ägyptischen Übergangsregierung gegen oppositionelle Demonstranten.
Während sich Mursi-Anhänger weiterhin wöchentlich zu Protesten gegen den Militärputsch versammelten, wurden am 24. März 2014 in Minya bereits nach einem einzigen Verhandlungstag in dem größten Massenprozess der ägyptischen Geschichte 529 Menschen in erster Instanz zum Tod verurteilt, die das Gericht für schuldig befand, einen hochrangigen Polizeibeamten getötet zu haben. Der Schuldspruch löste weltweit heftige Kritik und Empörung aus. Sowohl die Europäische Union als auch die USA protestierten gegen den in den westlichen Medien als „Skandalurteil“ titulierten Urteilsspruch vom 24. März. Das UNO-Kommissariat für Menschenrechte (UNHCR) kritisierte den Richterspruch vom 24. März als völkerrechtswidrigen Bruch der internationalen Menschenrechte.

## Verweise